# Liste der Kulturdenkmale in Brand-Erbisdorf

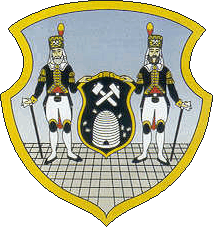
Wappen von Brand-Erbisdorf

In der Liste der Kulturdenkmale in Brand-Erbisdorf sind die Kulturdenkmale der sächsischen Stadt Brand-Erbisdorf verzeichnet, die bis September 2022 vom Landesamt für Denkmalpflege Sachsen erfasst wurden (ohne archäologische Kulturdenkmale). Die Anmerkungen sind zu beachten.
Diese Aufzählung ist eine Teilmenge der Liste der Kulturdenkmale im Landkreis Mittelsachsen.

## Aufteilung
Wegen der großen Anzahl von Kulturdenkmalen in Brand-Erbisdorf werden die Kulturdenkmale in den Ortsteilen in Teillisten aufgeführt.
- Gränitz
- Himmelsfürst
- Langenau
- Linda
- Oberreichenbach
- St. Michaelis

## Brand-Erbisdorf
| Bild                                    | Bezeichnung | Lage                                                                                       | Datierung | Beschreibung | ID       |
| --------------------------------------- | --- | ------------------------------------------------------------------------------------------ | --- | --- | -------- |
| Weitere Bilder                          | Müdisdorfer Rösche mit Mundloch (Einzeldenkmale der Sachgesamtheiten 09208604 und zu 09306334) | (Gemarkung Erbisdorf, Flurstücke 776/1, 775/1, 768/2, 768/4, 768/3, 768/2 und 771) (Karte) | 1589–1590; 1873 Fertigstellung Hauptzweig                                                                                   | Einzeldenkmale der Sachgesamtheiten Brander Revier und Revierwasserlaufanstalt; künstlich angelegte untertägige Wasserleitung zwischen dem Müdisdorfer Kunstgraben und dem Verbindungsgraben zwischen Erzengler und Rothbächer Teich, landschaftsbildprägende Bestandteile eines umfangreichen Systems der bergmännischen Wasserwirtschaft zur Versorgung des Freiberger Bergbaus mit Aufschlagwasser, bergbaugeschichtlich und ortsgeschichtlich von besonderer Bedeutung, seit 2019 zugehörig zur Kernzone und Pufferzone des UNESCO-Welterbes Montanregion Erzgebirge/Krušnohoří | 09208687 |
| Weitere Bilder                          | Hohe Birke Kunstgraben einschließlich aller Röschen und Gewölbebrücken (Einzeldenkmal der Sachgesamtheiten 09208604 und zu 09306334) | (Gemarkung Erbisdorf, Flurstücke 430 und 773/2) (Karte)                                    | 1589–1590 | Einzeldenkmal der Sachgesamtheiten Brander Revier und Revierwasserlaufanstalt; künstlich angelegte ober- und untertägige Wasserleitung zwischen dem Rothbächer Teich auf Brand-Erbisdorfer Flur und dem Freiberger Ortsteil Zug, landschaftsbildprägende Bestandteile eines umfangreichen Systems der bergmännischen Wasserwirtschaft zur Versorgung des Freiberger Bergbaus mit Aufschlagwasser, bergbaugeschichtlich und ortsgeschichtlich von besonderer Bedeutung, seit 2019 zugehörig zur Kernzone und Pufferzone des UNESCO-Welterbes Montanregion Erzgebirge/Krušnohoří | 09208686 |
| Direkt Bild zu diesem Denkmal hochladen | Brander Revier (Sachgesamtheit) | (Brand-Erbisdorf) (Karte)                                                                  | 1. Hälfte 16. Jahrhundert (Kunstteichdamm); 1869 (Erzwäsche)                                                                | Sachgesamtheit Brander Revier: Bergbauanlagen sowie bergbauwasserwirtschaftliche Anlagen im Gemeindegebiet von Brand-Erbisdorf und den zugehörigen Ortsteilen Himmelsfürst, Langenau, Linda und St. Michaelis; als obertägige Zeugnisse des bedeutenden Erzbergbaus im Brander Revier von orts- und bergbauhistorischer sowie landschaftsbildprägender Bedeutung, seit 2019 teilweise zugehörig zur Kernzone des UNESCO-Welterbes Montanregion Erzgebirge/Krušnohoří | 09208604 |
| Direkt Bild zu diesem Denkmal hochladen | Revierwasserlaufanstalt (Sachgesamtheit) | (Gemarkung Erbisdorf, Flurstücke siehe ID) (Karte)                                         | 16.–18. Jahrhundert | Sachgesamtheitsbestandteil der Revierwasserlaufanstalt im Ortsteil Brand-Erbisdorf mit mehreren Einzeldenkmalen; landschaftsbildprägende Bestandteile eines umfangreichen Systems der bergmännischen Wasserwirtschaft zur Versorgung des Freiberger Bergbaus mit Aufschlagwasser, bergbaugeschichtlich und ortsgeschichtlich von besonderer Bedeutung (siehe auch 08991218, Großhartmannsdorf, Zehntel), seit 2019 zugehörig zur Kernzone und Pufferzone des UNESCO-Welterbes Montanregion Erzgebirge/Krušnohoří | 09306334 |
| Direkt Bild zu diesem Denkmal hochladen | Verbindungsrösche und Mendenschachter Aufschlagrösche (Einzeldenkmale der Sachgesamtheiten 09208604 und zu 09306334) | (Gemarkung Erbisdorf, Fluirstücke siehe ID) (Karte)                                        | 1795–1799 (Mendenschachter Aufschlagrösche); 1862/1863 (Verbindungsrösche)                                                  | Einzeldenkmale der Sachgesamtheiten Brander Revier und Revierwasserlaufanstalt; Bestandteile eines umfangreichen Systems der bergmännischen Wasserwirtschaft zur Versorgung des Freiberger Bergbaus mit Aufschlagwasser, bergbaugeschichtlich und ortsgeschichtlich von besonderer Bedeutung, seit 2019 zugehörig zur Kernzone und Pufferzone des UNESCO-Welterbes Montanregion Erzgebirge/Krušnohoří | 09304679 |
| Direkt Bild zu diesem Denkmal hochladen | Wohn- und Geschäftshaus in offener Bebauung (ohne Anbau) | Albertstraße 2 (Karte)                                                                     | Um 1800 | Teil der alten Hauptstraßenbebauung. Traufständiger, zweigeschossiger Putzbau, Eingang als Arkade am Eck, profiliertes Kranzgesims, Krüppelwalmdach mit Lukarnen, Dach Schiefer. Bereits 1835 war der an der Albertstraße stehende Gebäudeteil auf einem alten Plan verzeichnet. 1857 urkundlich belegt durch den Schriftwechsel des damaligen Eigentümers, des Bäckermeisters Johann Gottfried Tippmann. Aus dem Jahr 1871 liegen Dokumente zum Umbau der Bäckerei sowie für Anbauten vor. Zu dieser Zeit war offensichtlich der Backverein Brand Hauseigentümer. Auch der traufständig an der Hauptstraße stehende Gebäudeteil muss vor 1900 errichtet worden sein, wie seine Bauweise verdeutlicht. In diesem Gebäudeteil befand sich ein Laden, der 1925 laut Bauzeichnung vergrößert werden sollte. Beide Gebäudeteile blieben trotz An- und Umbauten weitgehend bauzeitlich erhalten und dokumentieren die für das 19. Jahrhundert typische kleinstädtische, fast noch ländliche Bauweise von Wohnhäusern. Neben dem sich daraus ergebenden baugeschichtlichen Wert, sind sie zugleich Belege der Stadtentwicklungsgeschichte und des örtlichen Handwerks. | 09208549 |
|                                         | Schulgebäude (ehemalige Brander Schule, jetzt Stadthaus) | Albertstraße 4 (Karte)                                                                     | 1881–1883 | Ortshistorische Bedeutung. Zweigeschossiger Putzbau auf Sandsteinsockel, im Erdgeschoss Flachbogenfenster, Portal mit Agraffe, Mittelrisalit mit profiliertem Giebel, darauf Glockenturm, Mansarddach, heute „Stadthaus“, saniert 1994. Der Neubau einer Schule erfolgte 1881 an der Albertstraße nach einem Entwurf von Prof. Ernst Giese aus Dresden, nachdem die zuvor auf dem Grundstück befindliche ehemalige Mädchenschule abgebrochen wurde. 1883 konnte die Schule ihrer Bestimmung übergeben werden. Im Turm über dem Haupteingang hing die alte Bergglocke der abgerissenen Schule. Die nunmehr 194 Jahre alte Glocke war zwischenzeitlich abgenommen und eingelagert worden, als das Glockentürmchen baufällig wurde. Auf Initiative der Bürger konnte das Türmchen schließlich 1994 wieder entstehen und die alte Bergglocke wieder aufgehängt werden. Im Laufe der Jahre erfolgten zahlreiche Sanierungsmaßnahmen, bei denen das Gebäude aber nicht grundlegend verändert wurde. 1999 wurde der Schulbetrieb eingestellt. Danach erfolgte der Umbau zum Stadthaus, wodurch der Bestand des Schulgebäudes gesichert wurde. Auf Grund seiner langjährigen Funktion kommt dem Bauwerk eine große ortsgeschichtliche Bedeutung zu. Durch seine städtebauliche Lage und seine Baumassen prägt es den Stadtkern von Brand-Erbisdorf maßgeblich. | 09208556 |
| Direkt Bild zu diesem Denkmal hochladen | Ehemaliges Amtsgericht, ehemaliges königliches Gerichtsamt | Albertstraße 5 (Karte)                                                                     | Bezeichnet mit 1819 | Ortshistorische Bedeutung, Teil der alten Ortsstruktur. Dreigeschossiger Massivbau, Sandsteingewände, vermauertes Portal mit geradem Türsturz und Schlussstein bezeichnet mit „J 1819“, leicht hervortretender Mittelrisalit mit fein profilierten Fenstergewänden, an der Rückseite angesetztes Treppenhaus. | 09208573 |
| Direkt Bild zu diesem Denkmal hochladen | Denkmal für Oberförster Muth (Muth-Eck) | Alte Waldstraße (Karte)                                                                    | Zwischen 1900 und 1914 | Ortshistorische Bedeutung, seit 2019 zugehörig zur Pufferzone des UNESCO-Welterbes Montanregion Erzgebirge/Krušnohoří, Ansammlung von Natursteinen | 09208586 |
| Direkt Bild zu diesem Denkmal hochladen | Kaufhalle und Einfriedung | Am Goldbachtal 2 (Karte)                                                                   | 1970er Jahre | Stahlbeton-Stütze-Riegel-System aus genormten Bauteilen, Einfriedung aus vorfertigten Formsteinen aus Beton, baugeschichtlich, sozialgeschichtlich, künstlerisch und ortsgeschichtlich von Bedeutung | 09307232 |
|                                         | Wohnhaus | Am Teich 6 (Karte)                                                                         | Bezeichnet mit 1836 | Zeit- und landschaftstypischer Bau von baugeschichtlichem Wert. Erdgeschoss massiv, Obergeschoss Fachwerk, rundum verbrettert, Krüppelwalmdach, Dachhäuschen. | 09208538 |
| Direkt Bild zu diesem Denkmal hochladen | Halde des Menden Schachts mit Haldenstützmauern, Resten einer Erzrolle, einem Röschenmundloch, dem Fragment eines Röschenmundlochs, dem Erzbahndamm und Resten eines Kunstgrabens (Einzeldenkmale der Sachgesamtheiten 09208594 und 09208604) | An der Zugspitze (Karte)                                                                   | 16. Jahrhundert bis beginnendes 20. Jahrhundert                                                                             | Einzeldenkmale in den Sachgesamtheiten Brander Revier und Alte Mordgrube; zentraler Bestandteil des Ensembles der Alten Mordgrube und als eine der größten Halden des Brander Reviers sowie in Verbindung mit dem Erzbahndamm als Zeugnis technischer Innovationen von bergbaugeschichtlicher, ortshistorischer sowie ortsbildprägender Bedeutung, seit 2019 zugehörig zur Kernzone des UNESCO-Welterbes Montanregion Erzgebirge/Krušnohoří | 09208674 |
|                                         | Kriegerdenkmal für die im Ersten Weltkrieg gefallenen Arbeiter der Lederwerke Moritz Stecher, Gedenkstein für Moritz Stecher und Aussichtsplattform in der Parkanlage (Einzeldenkmale der Sachgesamtheiten 09208594 und 09208604) | An der Zugspitze (Karte)                                                                   | 1909 (Moritz-Stecher-Gedenkstein); 1920 (Brunnen und Kriegerdenkmal); um 1920 (Aussichtsplattform)                          | Einzeldenkmale in den Sachgesamtheiten Brander Revier und Alte Mordgrube; Brunnenanlage mit Plastik eines Gerbers auf einem Podest in der Mitte des Brunnens sowie Gedenkstein für den Gründer der Lederwerke von sozialgeschichtlicher und ortshistorischer Bedeutung, Aussichtsplattform im Zusammenhang mit dem Gartendenkmal bedeutsam, seit 2019 zugehörig zur Kernzone des UNESCO-Welterbes Montanregion Erzgebirge/Krušnohoří | 09208559 |
|                                         | Ältestes Zechenhaus der Alten Mordgrube, sogenanntes „Lehmhäusel“ (Einzeldenkmal der Sachgesamtheiten 09208594 und 09208604) | An der Zugspitze 5 (Karte)                                                                 | Um 1700 | Einzeldenkmal in den Sachgesamtheiten Brander Revier und Alte Mordgrube; als ältestes Tagegebäude der Alten Mordgrube von bergbaugeschichtlicher und baugeschichtlicher Bedeutung , seit 2019 zugehörig zur Pufferzone des UNESCO-Welterbes Montanregion Erzgebirge/Krušnohoří. Sogenanntes Lehmhäusel, eingeschossiger Putzbau mit weit heruntergezogenem Satteldach, Dachausbau neu, insgesamt stark saniert. Um 1750 Bau des Zechenhauses, 2004–2006 Sanierung und Umbau zum Wohnhaus. | 09208587 |
| Weitere Bilder                          | Alte Mordgrube (Sachgesamtheit), Teil der Sachgesamtheit 09208604 | An der Zugspitze 5, 10, 11, 11a, 12, 12 (neben), 13, 13 (bei), 14, 15, 16, 17, 18 (Karte)  | 16. Jahrhundert bis beginnendes 20. Jahrhundert (Halde); 1904/1906 (Umbau der Schachtgebäude); um 1910 (Parkanlage)         | Sachgesamtheit Alte Mordgrube: Bergbauanlagen im Gemeindegebiet von Brand-Erbisdorf (Ortsteil Brand-Erbisdorf) sowie im Gemeindegebiet von Weißenborn/Erzgeb. (Ortsteil Berthelsdorf/Erzgeb.), zugleich Teil der Sachgesamtheit Brander Revier (09208604); als eines der bekannten und hinsichtlich des Denkmalbestandes bedeutenden Bergbauensembles des Freiberger und Brander Reviers von großer bergbaugeschichtlicher und technikgeschichtlicher Bedeutung, aufgrund der Nachnutzung des Komplexes zum Ende des Bergbaus durch die Lederwerke Moritz Stecher einzigartig und zudem von großer regionalgeschichtlicher, industriegeschichtlicher sowie landschaftsbildprägender Bedeutung, seit 2019 zugehörig zur Kernzone und Pufferzone des UNESCO-Welterbes Montanregion Erzgebirge/Krušnohoří | 09208594 |
| Direkt Bild zu diesem Denkmal hochladen | Wohnhaus mit Einfriedung (Einzeldenkmal der Sachgesamtheit 09208594) | An der Zugspitze 10 (Karte)                                                                | 1915 | Einzeldenkmal der Sachgesamtheit Alte Mordgrube: zunächst Sommerhaus von Max Stecher, von ortsgeschichtlicher und baugeschichtlicher Bedeutung, seit 2019 zugehörig zur Kernzone des UNESCO-Welterbes Montanregion Erzgebirge/Krušnohoří | 09208560 |
| Direkt Bild zu diesem Denkmal hochladen | Ehemaliges Beamtenwohnhaus der Lederwerke Moritz Stecher mit Postament (Einzeldenkmal der Sachgesamtheit 09208594) | An der Zugspitze 11 (Karte)                                                                | 1922–1924 | Einzeldenkmal der Sachgesamtheit Alte Mordgrube; zeitweise Wohnhaus von Moritz Erhard Stecher, von ortsgeschichtlicher, baugeschichtlicher und baukünstlerischer Bedeutung, seit 2019 zugehörig zur Kernzone des UNESCO-Welterbes Montanregion Erzgebirge/Krušnohoří. Eingeschossiger Massivbau in offener Bebauung, verputzt, Eingangsfront mit Dreieckgiebel und vierteiliger Fenstergruppe, Vorbau mit kannelierten Pfeilern, Tür mit geradem Sturz und gerader, profilierter Verdachung, Eingangstür original, Sockelgeschoss mit geputzten Quadern und Fenstern, Walmdach mit Gaupen, alle Zimmer- und Wohnungstüren erhalten – Kassettentüren mit Glaseinsätzen, diese mit strahlenförmig angeordneten Sprossen, als Einfamilienwohnhaus konzipiert, zeitweise Wohnhaus des Enkelsohnes von Moritz Stecher – Erhard Stecher, wovon sich Bauwerksname ableitet, Bauherr: Firma Moritz Stecher, Entwurf: Manfred May (Freiberg) Architekt. | 09208580 |
|                                         | Wasserturm mit nachträglich angefügtem Autoschuppen (Einzeldenkmal der Sachgesamtheit 09208594) | An der Zugspitze 11a (Karte)                                                               | 1915 | Einzeldenkmal der Sachgesamtheit Alte Mordgrube; als funktionaler Teil des Ensembles der Wohnsiedlung der Lederwerke Stecher auf der Halde des Menden Schachts von technikgeschichtlicher, ortshistorischer sowie ortsbildprägender Bedeutung, seit 2019 zugehörig zur Kernzone des UNESCO-Welterbes Montanregion Erzgebirge/Krušnohoří | 09208581 |
|                                         | Ehemaliges Huthaus des Menden Schachts mitsamt Toranlage (Einzeldenkmal der Sachgesamtheiten 09208594 und 09208604) | An der Zugspitze 12 (Karte)                                                                | Um 1820 (Huthaus); um 1930 (Toreinfahrt)                                                                                    | Einzeldenkmal in den Sachgesamtheiten Brander Revier und Alte Mordgrube; als Bestandteil einer der bedeutendsten Bergbauanlagen des Brander Reviers von bergbaugeschichtlicher, ortshistorischer sowie ortsbildprägender Bedeutung , seit 2019 zugehörig zur Kernzone des UNESCO-Welterbes Montanregion Erzgebirge/Krušnohoří. Erdgeschoss massiv, Winterfenster, Zwischendach, Obergeschoss Fachwerk, verputzt, rotes Krüppelwalmdach mit Fledermausgaupen, Biberschwanzdach, Torpfeiler mit Mauer (Bruchsteine), mit Bekrönung. Alte Mordgrube des Mendeschachtes, 1516 gegründet, 1831 bedeutendstes Bleierzwerk des Freiberger Reviers. 1822 Bau des Huthauses der Mordgrube, bis November 1904 Umbau zum Wohnhaus für die Arbeiter, 2004–2006 Sanierung des Huthauses. | 09208558 |
|                                         | Ehemalige Bergschmiede, heute Wohnhaus (Einzeldenkmal der Sachgesamtheiten 09208594 und 09208604) | An der Zugspitze 13 (Karte)                                                                | 1856 | Einzeldenkmal in den Sachgesamtheiten Brander Revier und Alte Mordgrube: ehemalig; als Bestandteil einer der bedeutendsten Bergbauanlagen des Brander Reviers von bergbaugeschichtlicher, ortshistorischer sowie ortsbildprägender Bedeutung, seit 2019 zugehörig zur Kernzone des UNESCO-Welterbes Montanregion Erzgebirge/Krušnohoří. Eingeschossiger Massivbau in offener Bebauung, verputzt, steinerne Fenstergewände, schiefergedecktes Satteldach mit drei Dachhäuschen, bezeichnet als Bergschmiede, später Umnutzung zum Wohnhaus der Lederwerke Stecher. 1820 Bau der Bergschmiede, 1856 Abriss und Neubau, bis November 1904 Umbau zum Wohnhaus für die Arbeiter, 2004–2006 Sanierung der Bergschmiede. | 09208579 |
| Direkt Bild zu diesem Denkmal hochladen | Ehemaliges Wasserhebehaus (Einzeldenkmal der Sachgesamtheiten 09208594 und 09208604) | An der Zugspitze 13 (neben) (Karte)                                                        | Um 1820 | Einzeldenkmal in den Sachgesamtheiten Brander Revier und Alte Mordgrube: ehemaliges Wasserhebehaus – von bergbaugeschichtlicher Bedeutung, seit 2019 zugehörig zur Kernzone des UNESCO-Welterbes Montanregion Erzgebirge/Krušnohoří. Eingeschossig, auf quadratischem Grundriss, ca. 1 m hohes Gneismauerwerk, darauf steiles Satteldach mit kleinem Dachreiter, Grundfläche ca. 4 m × 4 m. Ursprünglich befand sich in dem an eine Kaue erinnernden Bau eine Wasserhebe, die das Gebrauchswasser aus der 10 m tief in der Halde liegenden Aufschlagrösche des Mendenschachtes bis auf die Höhe der Halde hob, um die Bergbauanlagen mit Wasser zu versorgen. Heute dient das Bauwerk der Trinkwasserverteilung. | 09247884 |
| Weitere Bilder                          | Ehemaliges Kohlenhaus der Alten Mordgrube, später Wohnhaus der Lederwerke Moritz Stecher (Einzeldenkmal der Sachgesamtheiten 09208594 und 09208604) | An der Zugspitze 14 (Karte)                                                                | 1873 | Einzeldenkmal in den Sachgesamtheiten Brander Revier und Alte Mordgrube; von bergbaugeschichtlicher, ortshistorischer und baugeschichtlicher Bedeutung, seit 2019 zugehörig zur Kernzone des UNESCO-Welterbes Montanregion Erzgebirge/Krušnohoří | 09208629 |
|                                         | Ehemaliges Treibe-, Kessel- und Maschinenhaus des Menden Schachts, später Gaststätte „Zugspitze“ mit Saalanbau (Einzeldenkmal der Sachgesamtheiten 09208594 und 09208604) | An der Zugspitze 15 (Karte)                                                                | 1824 (Treibehaus); 1853–1854 (Kessel- und Maschinenhaus); 1924 (Saalanbau mit Sitzterrasse)                                 | Einzeldenkmal in den Sachgesamtheiten Brander Revier und Alte Mordgrube; als zentraler Bestandteil des Ensembles der Alten Mordgrube von großer bergbaugeschichtlicher, ortshistorischer sowie ortsbildprägender Bedeutung, seit 2019 zugehörig zur Kernzone des UNESCO-Welterbes Montanregion Erzgebirge/Krušnohoří | 09209999 |
|                                         | Brendel’sche Wassersäulenmaschine (Einzeldenkmal der Sachgesamtheiten 09208594 und 09208604) | An der Zugspitze 15 (unter Tage) (Karte)                                                   | 1823–1824 | Einzeldenkmal in den Sachgesamtheiten Brander Revier und Alte Mordgrube; als zweite und bedeutendste Wassersäulenmaschine des sächsischen Kunstmeisters Christian Friedrich Brendel von großer bergbaugeschichtlicher und technikgeschichtlicher Bedeutung | 09247880 |
| Direkt Bild zu diesem Denkmal hochladen | Ehemaliges Beamtenwohnhaus, heute Wohnhaus (Einzeldenkmal der Sachgesamtheit 09208594) | An der Zugspitze 16 (Karte)                                                                | 1923 | Einzeldenkmal der Sachgesamtheit Alte Mordgrube; als Zeugnis des Wohnungsbaus für Angestellte der Lederwerke Moritz Stecher von baugeschichtlicher, ortsgeschichtlicher und sozialgeschichtlicher Bedeutung, seit 2019 zugehörig zur Kernzone des UNESCO-Welterbes Montanregion Erzgebirge/Krušnohoří. Eingeschossig auf rechteckigem Grundriss von 18 m × 10 m, Teilunterkellerung, massiv ausgeführt mit sogenannten „Stechersteinen“ (Betonsteinen), Graupelputz, seitlich je ein Eingang mit einläufiger Treppe, Walmdach mit großem Dacherker, hintere Traufseite mit zwei eingeschossigen Veranden mit Walmdach, Bauherr war Moritz Stecher, ursprünglich mit Fensterläden (nicht erhalten). | 09247863 |
|                                         | Ehemaliges Material- und Bethaus des Menden Schachts, später Wohnhaus (Einzeldenkmal der Sachgesamtheiten 09208594 und 09208604) | An der Zugspitze 17 (Karte)                                                                | 1853 | Einzeldenkmal in den Sachgesamtheiten Brander Revier und Alte Mordgrube; als zentraler Bestandteil des Ensembles der Alten Mordgrube von großer bergbaugeschichtlicher, ortshistorischer sowie ortsbildprägender Bedeutung, seit 2019 zugehörig zur Kernzone des UNESCO-Welterbes Montanregion Erzgebirge/Krušnohoří. Eingeschossiger Bruchsteinbau auf rechteckigem Grundriss von 24 m × 12,5 m, verputzt mit Graupelputz, hohes schiefergedecktes Satteldach mit großer Schleppgaube und Dachhecht, Dachreiter mit Uhr und Glocke, später Umbau zu Wohnhaus durch die Lederwerke Stecher, saniert, 1853 Bau des Material- und Bethauses aufgrund ansteigender Belegschaftszahlen, ab November 1904 Umbau zum Wohnhaus für die Arbeiter, 2004–2006 Sanierung des Bet- und Materialhauses. | 09208578 |
|                                         | Wohnhaus (Villa Fortuna), Toreinfahrt und Halde mit Haldenstützmauer (Einzeldenkmal der Sachgesamtheit 09208594) | An der Zugspitze 18 (Karte)                                                                | 1934 | Einzeldenkmal der Sachgesamtheit Alte Mordgrube; Wohnhaus von ortsgeschichtlicher und baugeschichtlicher Bedeutung, Halde von bergbaugeschichtlicher Bedeutung, seit 2019 zugehörig zur Kernzone des UNESCO-Welterbes Montanregion Erzgebirge/Krušnohoří. Erdgeschoss massiv, Obergeschoss verbrettert, flaches Walmdach. | 09208151 |
| Direkt Bild zu diesem Denkmal hochladen | Wohnhaus | August-Bebel-Straße 4 (Karte)                                                              | Vor 1877 | Teil der alten Ortsstruktur von baugeschichtlichem und stadtentwicklungsgeschichtlichem Wert. Erdgeschoss massiv, Obergeschoss Fachwerk, rundum verbrettert, neue Fenster, Satteldach. Vermutlich um 1800 erbautes Wohnhaus. Erste Baumaßnahmen sind 1877 mit dem Bau einer neuen Esse urkundlich belegt. Damals befand sich das Haus im Eigentum des Bergarbeiters Ernst Julius Andreas. 1908 wird als Eigentümer der Tischlermeister Helbig genannt. Offensichtlich wurde das Haus fast hundert Jahre als Handwerkerhaus genutzt, wie die Raumaufteilung im Inneren (Werkstatt in linker Haushälfte im Erdgeschoss) vermuten lässt. Zweigeschossiges traditionelles Fachwerkhaus mit massivem Erdgeschoss und verbrettertem Fachwerkobergeschoss, Abschluss durch steiles Satteldach. Das Haus weist heute noch einen sehr guten Originalzustand auf und dokumentiert somit die Lebensbedingungen sowie das Bauhandwerk um 1800. Der Denkmalwert ergibt sich demnach aus dem baugeschichtlichen und sozialgeschichtlichen Wert des Hauses. | 09208612 |
| Direkt Bild zu diesem Denkmal hochladen | Schule mit Schulturnhalle, Freiraumgestaltung und Bronzeplastik | August-Bebel-Straße 28 (Karte)                                                             | 1959 | Moderne, großzügig gestaltete und mit Kunst am Bau ausgestattete Schulanlage, anspruchsvolles bauliches Zeugnis der DDR-Architektur an der Wende vom traditionellen Bauen in den 1950er Jahren hin zu einer sachlicheren und funktionaleren Bauweise, baugeschichtlich, ortsgeschichtlich, sozialgeschichtlich und künstlerisch von Bedeutung | 09306818 |
|                                         | Wohn- und Geschäftshaus | Bahnhofstraße 20 (Karte)                                                                   | 1891 | Teil der bahnhofsnahen Bebauung von stadtentwicklungsgeschichtlichem Wert zweigeschossiger Putzbau in halboffener Bebauung mit farbig abgesetzten Gewänden, sandsteinverkleidetem Sockel, Mittelrisalit mit Dreieckgiebel, Satteldach mit Dachausbau | 09208568 |
| Weitere Bilder                          | Bahnhof mit allen Nebengebäuden, darunter das Befehlsstellwerk mitsamt technischer Ausstattung, weiterhin ein Güterschuppen, Laderampen und eine Gleiswaage, die Gleisanlage mit Drahtzugleitungen, Weichen, zugehörigen Signalbild-Laternen sowie Schrankenanlage                                                                                               | Bahnhofstraße 27 (Karte)                                                                   | 1890 | Umfangreich erhaltenes Ensemble von ortsgeschichtlicher, verkehrshistorischer und stadtbildprägender Bedeutung, an der Bahnstrecke Berthelsdorf–Großhartmannsdorf. - Bahnhof: zweigeschossiger roter Backsteinbau mit farbig abgesetzten Gewänden, Deutschem Band, originaler Tür, Satteldach - Nebengebäude: eingeschossige Backsteinbauten, Gestaltung dem Bahnhof ähnlich - Stellwerksausstattung: Hebelbank eines Jüdel-Stellwerks, Bahnhofsblock - Weiterhin: Güterschuppen, Laderampen, Gleiswaage, vier Vollschranken Bahnhof stand irrtümlich bis 2008 unter der Anschrift Am Bahnhof 1 in der Denkmalliste. Bahnhof ist nicht Eigentum der DB, zurzeit leer stehend und unsaniert. | 09208567 |
| Direkt Bild zu diesem Denkmal hochladen | Ehemaliges Huthaus und Halde mit Trockenmauer (Einzeldenkmale der Sachgesamtheit 09208604) | Berggäßchen 2 (Karte)                                                                      | 2. Hälfte 18. Jahrhundert                                                                                                   | Einzeldenkmale der Sachgesamtheit Brander Revier; trotz baulicher Veränderungen weiterhin Zeugnis der Bergbaugeschichte am Standort und damit von bergbaugeschichtlicher Bedeutung, als Teil der historischen Ortsstruktur prägend für das Ortsbild. Stattlicher zweigeschossiger Massivbau, Steingewände, schiefergedecktes Krüppelwalmdach, saniert mit Genehmigung. | 09208613 |
|                                         | Wegestein | Berthelsdorfer Straße (Karte)                                                              | 19. Jahrhundert | Verkehrsgeschichtliche Bedeutung, Sandstein, bezeichnet mit „Erbisdorf“, „Brand“ und „Berthelsdorf“ | 09208605 |
|                                         | Ehemaliges Bahnmeistereigebäude, später Wohnhaus und Nebengebäude | Berthelsdorfer Straße 1 (Karte)                                                            | 1889 | Städtebaulich markanter Klinkerbau von verkehrsgeschichtlicher und stadtgeschichtlicher Bedeutung. - Wohnhaus: 2½ geschossiger Typenbau, Klinker, Steingussgewände, Gurtgesims, Drempelfenster zugesetzt, Dachausbau übergiebelt, Dachüberstand, Pfettendach - Nebengebäude: kleiner eingeschossiger Klinkerbau, Satteldach | 09208544 |
|                                         | Mietshaus in halboffener Bebauung | Berthelsdorfer Straße 2 (Karte)                                                            | 1890 | Teil des Ensembles mit Berthelsdorfer Straße 4 und 3 von städtebaulichem Wert. Zweigeschossiger Putzbau, flacher Mittelrisalit mit Giebel, dort Sternmotiv (Fenster), im Obergeschoss profilierte Fensterbedachungen, Dachhäuschen, Satteldach, saniert. | 09208545 |
| Direkt Bild zu diesem Denkmal hochladen | Mietshaus in halboffener Bebauung | Berthelsdorfer Straße 3 (Karte)                                                            | 1890 | Teil des Ensembles mit Berthelsdorfer Straße 2 und 4 von städtebaulichem Wert. Zweigeschossiger Putzbau, flacher Mittelrisalit mit Giebel, dort Sternmotiv (Fenster), im Obergeschoss profilierte Fensterbedachungen, Dachhäuschen, Satteldach, saniert, Dachumbau. | 09208546 |
| Direkt Bild zu diesem Denkmal hochladen | Fassadengestaltung mit Wandbild am ehemaligen Sozialgebäude des VEB Press- und Schmiedewerks „Einheit“ Brand-Erbisdorf | Berthelsdorfer Straße 8 (Karte)                                                            | 1972 | Aus Meißner Spaltkeramikplatten, Künstler des Wandbildes unbekannt. Dargestellt ist das idealisierte Leben in Frieden in einer sozialistischen Weltanschauung, welches durch Wissenschaft und Entwicklung der Industrie möglich ist. Gegenständliche und zugleich abstrahierende Darstellungsweise im Stil der Zeit, kunsthistorisch, künstlerisch und ortsgeschichtlich bedeutend. | 09307282 |
|                                         | Schmiedehammer | Berthelsdorfer Straße 8 (bei) (Karte)                                                      | Um 1970 | Großer Gesenkschmiedehammer des ehemaligen Press- und Schmiedewerkes Brand-Erbisdorf, als technisches Denkmal in unmittelbarer Nähe zum ehemaligen Einsatzort aufgestellt, als Zeugnis der Produktion in einem Brand-Erbisdorfer Traditionsbetrieb von besonderem Erinnerungswert sowie von technikgeschichtlicher und industriegeschichtlicher Bedeutung | 09305021 |
| Weitere Bilder                          | Erzengler Teich: Kunstteich mit Absperrbauwerk, Striegelhaus und Flutrinne mit anschließendem Abzugsgraben, wasserzuführendem Kunstgraben sowie mehreren Forstgrenzsteinen (Einzeldenkmale der Sachgesamtheiten 09208604 und 09306334) | Brandsteig (Karte)                                                                         | 1569–1570 | Einzeldenkmale der Sachgesamtheiten Brander Revier und Revierwasserlaufanstalt; künstlich angelegter Stauteich der Revierwasserlaufanstalt, landschaftsbildprägende Bestandteile eines umfangreichen Systems der bergmännischen Wasserwirtschaft zur Versorgung des Freiberger Bergbaus mit Aufschlagwasser, bergbaugeschichtlich und ortsgeschichtlich von besonderer Bedeutung, seit 2019 zugehörig zur Kernzone und Pufferzone des UNESCO-Welterbes Montanregion Erzgebirge/Krušnohoří. Der Erzengler Kunstteich wurde 1567 angelegt, Bereitstellung von Aufschlagwasser für die Gruben auf dem Hohebirker Stehenden, Wasser des Münzbaches angestaut und Ausgleichsspeicher zwischen dem Kohlbacher Kunstgraben und dem Hohebirker Kunstgraben, Erddamm mit Lehmdichtung und einer Tarrassmauer, Dammlänge: 204 m, Dammkrone: 6,8 m breit, Höhe: 5,0 m über Gelände, Fassungsvermögen: 176.000 m³ (Quelle: MontE-Datenbank). | 09208677 |
| Weitere Bilder                          | Eisenbahnbrücke Brandsteig mit Flügelmauern | Brandsteig (Karte)                                                                         | Bezeichnet mit 1889 | Von verkehrsgeschichtlicher und ortsbildprägender Bedeutung. Einbogige Brücke mit Wangenmauern, Steinquader, heute als Durchgang, Tonnenwölbung, Stützmauer parallel zum Bahndamm, bezeichnet mit 1889 (Schlussstein), saniert. | 09208554 |
| Direkt Bild zu diesem Denkmal hochladen | Ehemaliges Huthaus (Einzeldenkmal der Sachgesamtheit 09208604) | Brückenstraße 7 (Karte)                                                                    | 17. Jahrhundert | Einzeldenkmal der Sachgesamtheit Brander Revier; von bergbaugeschichtlicher und ortshistorischer Bedeutung, als Teil der historischen Ortsstruktur auch von ortsbildprägendem Wert. Eingeschossiger Massivbau, tief heruntergezogenes Dach, Dachhecht. Das ehemalige Huthaus und heutige Wohnhaus aus dem 17. Jahrhundert, ein eingeschossiger Massivbau mit niedrigem Erdgeschoss und hohem Satteldach mit Dachhecht, ist trotz seiner baulichen Veränderungen und im Kontext mit weiteren derartigen Zechenhäusern ein Zeugnis für die große Dichte an Gruben im Brander Revier. Der Denkmalwert des Gebäudes ergibt sich daher aus seiner Bedeutung für die Bergbaugeschichte Brand-Erbisdorfs. Als Teil der historischen Ortsstruktur und aufgrund der bewahrten, für die Huthäuser kleinerer Gruben typischen Form ist es zudem prägend für das Ortsbild des einstigen „Bergfleckens“. | 09208688 |
| Direkt Bild zu diesem Denkmal hochladen | Ehemaliges Huthaus Alt Sonnenwirbel und Halde (Einzeldenkmale der Sachgesamtheit 09208604) | Brüllender Löwe 3 (bei Knappenweg 27) (Karte)                                              | 17. Jahrhundert | Einzeldenkmale der Sachgesamtheit Brander Revier; von bergbaugeschichtlicher und ortshistorischer Bedeutung, als Teil der historischen Ortsstruktur auch von ortsbildprägendem Wert. Eingeschossiger Massivbau mit ausgebautem Dachgeschoss, tief heruntergezogenes, schiefergedecktes Satteldach, 1530 erstmals erwähnt, saniert, Erneuerung Fenster. | 09208624 |
| Direkt Bild zu diesem Denkmal hochladen | Ehemaliges Huthaus Brüllender Löwe (Einzeldenkmal der Sachgesamtheit 09208604) | Brüllender Löwe 4 (Karte)                                                                  | 2. Hälfte 17. Jahrhundert                                                                                                   | Einzeldenkmal der Sachgesamtheit Brander Revier; von bergbaugeschichtlicher, baugeschichtlicher und ortshistorischer Bedeutung, als Teil der historischen Ortsstruktur auch von ortsbildprägendem Wert. Erdgeschoss massiv, Obergeschoss Fachwerk verbrettert, schiefergedecktes Satteldach, Winterfenster im Erdgeschoss. | 09208623 |
|                                         | Buttermilchtor: Kunstgrabenbrücke mit seitlichen Flügelmauern, Reste einer Halde einschließlich zugehöriger Haldenstützmauern sowie Damm des ehemaligen Kunstgrabens (Einzeldenkmale der Sachgesamtheit 09208604) | Buttermilchtorweg (Karte)                                                                  | 1821 | Einzeldenkmale der Sachgesamtheit Brander Revier; spitzbogiges Kunstgraben-Aquädukt, als Bestandteil der bergbaulichen Wasserversorgung von bergbaugeschichtlicher und stadtgeschichtlicher Bedeutung, zudem ortsbildprägend. Kunstgrabenbrücke und Damm, spitzbogige Bruchsteinbrücke zur bergbaulichen Wasserversorgung von bergbaugeschichtlicher und stadtgeschichtlicher Bedeutung | 09208611 |
| Weitere Bilder                          | Haupt- und Verwaltungsgebäude sowie Schmiedehammer im Innenhof (ehemals Elite-Werke) | Dammstraße 2, 4 (Karte)                                                                    | 1912–1913 (Verwaltungsgebäude); 1922 (nordöstlicher Erweiterungsbau); 1928 (südwestlicher Erweiterungsbau)                  | Imposanter Winkelbau als Sachzeugnis des Automobilbaus in Brand-Erbisdorf von stadtgeschichtlicher, industriegeschichtlicher sowie stadtbildprägender Bedeutung, Schmiedehammer als museal aufgestelltes Relikt der späteren Standortnutzung durch das Brand-Erbisdorfer Press- und Schmiedewerk von technikgeschichtlicher und ortsgeschichtlicher Bedeutung. Stattlicher, langgezogener Klinkerbau auf hakenförmigem Grundriss mit Lisenengliederung, drei Querriegel jeweils mit Dreieckgiebel und Okulus, Satteldach mit Zwerchhäusern und Fledermausgaupen, an der Rückseite wahrzeichenhafter Turm mit Haube und Schriftzug „Elite“, Rest einer größeren Gesamtanlage, stand bis 2003 unter „Dammstraße 2–4“ in der Denkmalliste, vor 2005 saniert. | 09208582 |
| Weitere Bilder                          | Pochhäusel: Pochwerk der Neu Glück und Drei Eichen Fundgrube (Einzeldenkmal der Sachgesamtheit 09208604) | Fabrikstraße 1 (Karte)                                                                     | 1783 | Einzeldenkmal der Sachgesamtheit Brander Revier; als Zeugnis der standortnahen Erzaufbereitung der Neu Glück und Drei Eichen Fundgrube sowohl bergbaugeschichtlich als auch ortsgeschichtlich von Bedeutung. Erdgeschoss massiv, Obergeschoss Fachwerk, beide Geschosse verbrettert. | 09208537 |
|                                         | Wohnhaus in halboffener Bebauung | Freiberger Straße 10 (Karte)                                                               | 2. Hälfte 18. Jahrhundert                                                                                                   | Vermutlich im Kern aus dem ausgehenden 18. Jahrhundert stammender Putzbau in dominanter Straßenlage von baugeschichtlichem und stadtgeschichtlichem Wert | 09304313 |
|                                         | Wohnhaus in halboffener Bebauung | Freiberger Straße 12 (Karte)                                                               | 1843 | Das Straßenbild prägender Putzbau von stadtentwicklungsgeschichtlichem Wert. Zweigeschossig, Sockel, verkleidet, im Erdgeschoss Rundbogenfenster mit Wintervorsatz, hohe rundbogige Haustür, Steingewände, Walmdach. | 09208543 |
| Direkt Bild zu diesem Denkmal hochladen | Götzenhäusel: ehemaliges Huthaus (Einzeldenkmal der Sachgesamtheit 09208604) | Freiberger Straße 33 (Karte)                                                               | 1. Hälfte 18. Jahrhundert                                                                                                   | Einzeldenkmal der Sachgesamtheit Brander Revier; von ortshistorischer und bergbaugeschichtlicher Bedeutung. Eingeschossig, massiv, Satteldach, Giebel verbrettert. Das Friedlich Verträger Huthaus – nach dem Steiger Götze auch „Götzenhäusel“ genannt – ist ein kleiner Massivbau mit niedrigem Erdgeschoss, verbretterten Giebeldreiecken und einem steilen Satteldach. Es wurde vermutlich Anfang des 18. Jahrhunderts von der Fundgrube Friedlicher Vertrag errichtet, für die eine Betriebszeit seit dem ersten Drittel des 16. Jahrhunderts bis um 1830 belegt ist. Bebaute Erzgänge waren u. a. der Verträger Stehende und der Neu Verträger Spat. Das Huthaus liegt annähernd zwischen zwei nicht mehr im Gelände erkennbaren Tageschächten des Grubenfeldes, nämlich dem nördlicheren Friedlicher Vertrag Schacht und dem südlicheren Alter Friedlicher Vertrag Schacht. Der typischen Formgebung von Zechenhäusern kleinerer Gruben folgend, vermittelt das relativ unveränderte Gebäude auch heute noch das authentische Bild eines Huthauses aus dem 18. Jahrhundert. Es zeugt von der Bergbautätigkeit am Stadtrand des einstigen „Bergfleckens“ Brand-Erbisdorf und ist daher von orts- und bergbaugeschichtlicher Bedeutung. | 09208125 |
| Direkt Bild zu diesem Denkmal hochladen | Zwei Lochsteine (Einzeldenkmale der Sachgesamtheit 09208604) | Freiwald (Jahnstraße 14) (Karte)                                                           | 1679 | Einzeldenkmale der Sachgesamtheit Brander Revier; ein Lochstein am historischen Standort im Freiwald und ein weiterer in der Sammlung des Museums „Huthaus Einigkeit“ Brand-Erbisdorf, eine Kopie des letzteren markiert im Freiwald den ursprünglichen Standort des Originals, von bergbaugeschichtlicher Bedeutung. | 09208692 |
| Direkt Bild zu diesem Denkmal hochladen | Gedenkstein (Parade- oder Katharinenstein) | Freiwald (Karte)                                                                           | Wohl 15. Jahrhundert | Ortshistorische Bedeutung. An der Straße von Müdisdorf nach Berthelsdorf, unweit des Röschenhauses bzw. am „Alten Hofe“, steht am Straßenrand ein verwitterter, flacher, aufrechtstehender Gneisblock, ohne erkennbare Inschrift. Dieser Stein soll die Stelle der Entlassung des Ritterheeres gegen die Hussiten (1426) durch die Kurfürstin Katharina bezeichnen. Weil Kurfürst Friedrich der Streitbare beim Kaiser in Ungarn weilte, rief die Kurfürstin Katharina zwischen Berthelsdorf und Müdisdorf das Ritterheer zusammen. 20.000 Ritter und Knechte mit ihrem Tross sollen sich eingefunden haben. Im vorigen Jahrhundert soll am genannten Katharinenstein noch folgende Inschrift lesbar gewesen sein: „Hier am Zechenbusch nahm Kurfürstin Katharina am 14. Juni 1426 die Parade von über 8000 Streiter ab, welche in die Schlacht bei Aussig zogen.“ Unsaniert, Inschrift ist nicht mehr erkennbar (2005). Als Zeugnis der Regionalgeschichte denkmalwürdig. | 09208694 |
| Direkt Bild zu diesem Denkmal hochladen | Wappenstein | Freiwald (Karte)                                                                           | Vermutlich 18. Jahrhundert                                                                                                  | Natursteinstele mit Freiberger Wappen und Inschrift, ortsgeschichtlich von Bedeutung. Sogenannter Wappenstein in Form einer schlanken, teils scharrierten Natursteinstele mit Sockel, sich leicht verjüngendem Schaft und abgerundetem Abschluss, oberer Schaftbereich mit Freiberger Wappen (in dieser Form seit Anfang des 16. Jahrhunderts belegt, Bossenmauer mit Zinnen und offenem Tor im erhöhten Mittelteil, darin markgräflich meißnisches Wappen mit einem Löwen – verwittert, dahinter drei Rundtürme mit Ziegeldächern), unterhalb Inschrift „[Niederfreiwald?] Stadt Freiberg [Jahreszahl?]“ – ebenfalls stark verwittert. Der Wappenstein ist ein Zeugnis für das Eigentumsverhältnis des Freiwaldes, der 1444 als „Unterfrei“ bzw. „Niederfrei“ vom Rat der Stadt erworben wurde und daher etwa in den Meilenblättern Sachsens auch als „Freyberger Rathswald“ verzeichnet ist. Hierdurch sollte die Versorgung Freibergs mit Brenn- und Bauholz sowie mit Trinkwasser aus dem Münzbach-Quellgebiet im Freiwald gesichert werden, womit dem Wappenstein ein ortsgeschichtlicher Dokumentwert zukommt. | 09208693 |
| Weitere Bilder                          | Rothbächer Teich: Kunstteich mit Absperrbauwerk, Striegelhaus einschließlich Striegel und Abzugsgraben sowie Fluterhaus (Einzeldenkmale der Sachgesamtheiten 09208604 und 09306334) | Freiwald (Karte)                                                                           | 1564–1569 (Teich und Staudamm); 1851 (Striegelhaus)                                                                         | Einzeldenkmale der Sachgesamtheiten Brander Revier und Revierwasserlaufanstalt; künstlich angelegter Stauteich der Revierwasserlaufanstalt, landschaftsbildprägende Bestandteile eines umfangreichen Systems der bergmännischen Wasserwirtschaft zur Versorgung des Freiberger Bergbaus mit Aufschlagwasser, bergbaugeschichtlich und ortsgeschichtlich von besonderer Bedeutung, originale Striegelanlage mit Seltenheitswert, seit 2019 zugehörig zur Kernzone des UNESCO-Welterbes Montanregion Erzgebirge/Krušnohoří. Der Rothbächer Teich wurde 1568/69 angelegt, 1848 und 1936 erweitert und umgebaut, Wasser erhält er aus Münzbach oder der Müdisdorfer Rösche, Erddamm mit Lehmdichtung und Tarrasmauer ausgeführt, Länge: 293 m, Dammkrone 5,1 m breit, auf dem Damm ein Striegelhaus originaler Striegelanlage, unterhalb des Teiches ein „Rothbächer“ Wasserteiler (Quelle: MontE-Datenbank). | 09208678 |
| Direkt Bild zu diesem Denkmal hochladen | Wohn- und Geschäftshaus (ohne Anbau) in geschlossener Bebauung, Teil eines Doppelwohnhauses mit Hauptstraße 13 | Gartenstraße 25 (Karte)                                                                    | Bezeichnet mit 1862 | Teil der historischen Ortsstruktur, auf Grund des guten Originalzustandes von baugeschichtlichem Wert. Zweigeschossiger Putzbau mit spätgründerzeitlichem Ladeneinbau, Obergeschoss verbrettert, flacher Mittelrisalit mit Giebel, Dachhäuschen, saniert, gemeinsame Inschrift mit Hauptstraße 13: „Eintracht die du aufgebauet/ Was des Wanders Blick hier schauet/ Walte stets in diesen Räumen/ 1862“. | 09208552 |
| Direkt Bild zu diesem Denkmal hochladen | Wohnhaus | Gartenweg 2 (Karte)                                                                        | 1936 | Zeit- und landschaftstypischer Bau von baugeschichtlichem Wert. Eingeschossiger Massivbau mit Drempel, rundum Verbretterung, laut mündlicher Auskunft der Eigentümerin 1936 als Gartenhaus des ehemaligen Sägewerksbesitzers Paul Schuhmann erbaut. | 09208732 |
| Direkt Bild zu diesem Denkmal hochladen | Alte Knabenschule, später Wohnhaus mit Klöppelschule | Goethestraße 2 (Karte)                                                                     | 1818 | Als ältester erhaltener Schulbau Brand-Erbisdorfs von großer ortsgeschichtlicher und auf Grund der typischen Bauweise von baugeschichtlicher Bedeutung. Zweigeschossiger Putzbau in offener Bebauung, Sandstein-Türgewände mit Schlussstein, Tür original, hohes Krüppelwalmdach mit drei Dachhäuschen. | 09208575 |
| Direkt Bild zu diesem Denkmal hochladen | Ehemaliges Huthaus (Einzeldenkmal der Sachgesamtheit 09208604) | Goethestraße 3 (Karte)                                                                     | 17. Jahrhundert | Einzeldenkmal der Sachgesamtheit Brander Revier; von ortshistorischer und bergbaugeschichtlicher Bedeutung. Eingeschossiger Massivbau, rundum verbrettert bzw. gedämmt. Es wäre auch möglich, dass Teile des Erdgeschosses eine Holzkonstruktion aufweisen. Hierfür spricht der hölzerne Türstock. | 09208731 |
| Direkt Bild zu diesem Denkmal hochladen | Gelobt Lander Teich: Kunstteich (Einzeldenkmal der Sachgesamtheiten 09208604 und 09306334) | Großhartmannsdorfer Straße (Karte)                                                         | 2. Hälfte 16. Jh | Einzeldenkmale der Sachgesamtheiten Brander Revier und Revierwasserlaufanstalt; künstlich angelegter Stauteich der Revierwasserlaufanstalt, landschaftsbildprägende Bestandteile eines umfangreichen Systems der bergmännischen Wasserwirtschaft zur Versorgung des Freiberger Bergbaus mit Aufschlagwasser, bergbaugeschichtlich und ortsgeschichtlich von besonderer Bedeutung. Wasserspeicher für Kunsträder, benötigtes Wasser wurde vom 1550–1570 angelegten, 13,2 km langen Kunstgraben zugeführt. | 09208676 |
| Weitere Bilder                          | Halde des Bartholomäus Schachts mit Haldenmauerung, heute Bergbauschauanlage (Einzeldenkmal der Sachgesamtheit 09208604) | Großhartmannsdorfer Straße (Karte)                                                         | 1531 (Grubenfeldvermessung); 1730 (Datierung Haldenmauerung); 1805 (Datierung Haldenmauerung)                               | Einzeldenkmal der Sachgesamtheit Brander Revier; wichtiges Zeugnis des Bergbaus im Brander Revier, von stadtgeschichtlicher und bergbaugeschichtlicher Bedeutung. In Ortsbild prägender Lage Halde mit Schachteingang, kleiner Bruchsteinbau (neu), Schacht bis Thelersberger Stolln 79 m tief (Quelle: MontE-Datenbank). | 09208635 |
| Direkt Bild zu diesem Denkmal hochladen | Ehemaliges Huthaus der Grube Strauß (Einzeldenkmal der Sachgesamtheit 09208604) | Großhartmannsdorfer Straße 26 (Karte)                                                      | Vermutlich 17. Jahrhundert                                                                                                  | Einzeldenkmal der Sachgesamtheit Brander Revier; als Zeugnis der Bergbaugeschichte stadtgeschichtlich und bergbaugeschichtlich von Bedeutung. Eingeschossiger Massivbau, Giebel verbrettert, Satteldach mit Dachhecht. | 09208563 |
| Direkt Bild zu diesem Denkmal hochladen | Ziegelbrennofen (gestreckter Hoffmannscher Ringofen) mit zugehörigem Gebäude (ehemalige Möhringsche Ziegelei) | Großhartmannsdorfer Straße 38b (Karte)                                                     | Bezeichnet mit 1829 (Jahresstein im Mauerwerk); vermutlich 2. Hälfte 19. Jahrhundert (Ziegeleianlagenteil); 1857 (Ringofen) | Das Gebäude in Holzkonstruktion, der Ziegelbrennofen als letzter erhaltener Brennofen im ehemaligen Altkreis Freiberg von technikgeschichtlicher und ortsgeschichtlicher Bedeutung. Brennofen in Bruchsteinmauerwerk, Kammern bzw. Gewölbe des Brennkanals in Ziegelbauweise, Jahresstein im Mauerwerk (Westseite) bezeichnet mit 1829. Da Hoffmannscher Ringofen seit 1857 erst bekannt, liegt die Vermutung nahe, dass Material und der Jahresstein eines früheren Kammerofens beim Bau mit verwendet wurden. Zugehöriges Gebäude in Holzkonstruktion, Verbretterung des Gebäudes nach 1930 erneuert. Im heutigen Landkreis Mittelsachsen blieben nur wenige Ziegelöfen original erhalten, im Gebiet des ehemaligen Altkreises Freiberg ist der Brand-Erbisdorfer sogar der letzte erhaltene Ziegelbrennofen. Dem Gebäude mit dem darunter befindlichen Brennofen kommt eine große technik- und industriegeschichtliche Bedeutung zu. Denkmal ist gefährdet. | 09208682 |
| Direkt Bild zu diesem Denkmal hochladen | Ehemaliges Huthaus und Halde der Grube Alte Vestenburg (Einzeldenkmale der Sachgesamtheit 09208604) | Großhartmannsdorfer Straße 41 (Karte)                                                      | 1628 | Einzeldenkmale der Sachgesamtheit Brander Revier; als Zeugnis der Bergbaugeschichte stadtgeschichtlich und bergbaugeschichtlich von Bedeutung. Das vorliegende Huthaus wurde 1628 von der Grube Alte Vestenburg – auch Veste Burg oder später Alte Vestenburg samt Schweinskopf bezeichnet – errichtet. Diese ist bereits auf einem Revierriss von 1529 verzeichnet und baute bis Mitte des 19. Jahrhunderts unter anderem auf den Erzgängen Vestenburg Stehender, Silberkammer Stehender und Gott gebe Glück Stehender. Das Huthaus befindet sich auf der vereinigten Halde zweier Schächte, dem Alte Vestenburg Schacht sowie dem Alte Vestenburg Huthausschacht. Es ist ein eingeschossiger Massivbau mit dem für derartige Gebäude typisch steilem Satteldach. Trotz der starken Überformung das ehemalige Huthaus daher weiterhin als solches zu erkennen. Im Kontext mit weiteren derartigen Zechenhäusern ist das Huthaus der Grube der Grube Alte Vestenburg daher vor allem ein Zeugnis für die große Dichte an Grubenbetrieben im Brander Revier und hat dementsprechend eine Bedeutung für die Stadt- und Bergbaugeschichte des einstigen „Bergfleckens“ Brand-Erbisdorfs. Zudem ist es auf der langgestreckten, teils bewachsenen Halde auch landschaftsbildprägend. | 09208827 |
| Direkt Bild zu diesem Denkmal hochladen | Transformatorenturm | Großhartmannsdorfer Straße 43 (bei) (Karte)                                                | 1. Drittel 20. Jahrhundert                                                                                                  | Von ortshistorischer und technikgeschichtlicher Bedeutung. Turmartiger Bau auf quadratischem Grundriss, im unteren Bereich gemauert und verputzt, im oberen Bereich holzverkleidet. Sehr schlanker Trafoturm über quadratischem Grundriss, verputzter Mauerwerksbau mit Satteldach, die Giebeldreiecke mit Verbretterung. Es handelt sich hierbei um einen Typenbau des örtlichen Elektrizitätswerkes. Die Trafotürme sind eindrucksvolle Zeugnisse der Elektrifizierung, die für die Entwicklung von Industrie und Landwirtschaft große Bedeutung hatte, aber auch gravierende Veränderungen im Alltagsleben brachte. Als solches sind die frühen, authentisch erhaltenen Trafotürme von ortsgeschichtlicher und technikgeschichtlicher Bedeutung. | 09208585 |
| Direkt Bild zu diesem Denkmal hochladen | Ehemaliges Huthaus, Kaue und Halde mit Stützmauern des Jung Haasener Tageschachts (Einzeldenkmale der Sachgesamtheit 09208604) | Haasenweg 3 (Karte)                                                                        | Um 1720 | Einzeldenkmale der Sachgesamtheit Brander Revier; von ortshistorischer und bergbaugeschichtlicher Bedeutung, prägend für das Ortsbild. - Huthaus: eingeschossiger Massivbau mit ausgebautem Dachgeschoss, rundum verbrettert - Schacht: kleiner Bruchsteinbau über dem (verfüllten) Schachteingang | 09208691 |
| Direkt Bild zu diesem Denkmal hochladen | Wohnhaus | Hauptstraße 13 (Karte)                                                                     | 1862 | Zeit- und landschaftstypische Bedeutung. Zweigeschossiger Massivbau in halboffener Bebauung mit Steingewänden, leicht vorgezogener Mittelrisalitmit Zwillingsfenstern im Giebel, Dachhäuschen, teilsaniert. | 09208571 |
|                                         | Ehemals Amtsgericht, heute Polizeigebäude | Hauptstraße 19 (Karte)                                                                     | 1918 | Ortsgeschichtliche und baugeschichtliche Bedeutung. Stattlicher, zweigeschossiger Bau im Reformstil: Sockel Gneis, sonst verputzt, vorgezogener Mittelrisalit mit Eingangsbau auf Säulen (Sandstein), barockisierendes Dekor, vielgestaltiges Dach, teils Mansard-, teils Walmdach, Schieferdeckung, Dachreiter. Das architektonisch anspruchsvoll gestaltete Gebäude prägt durch die unmittelbare Lage an der Hauptstraße, durch seine Kubatur und nicht zuletzt durch seine baukünstlerische Qualität das Ortsbild von Brand-Erbisdorf maßgebend. Die repräsentative und zeittypische Ausbildung des Gebäudes, eines zum Zeitpunkt seiner Erbauung typischen Amtgebäudes in Deutschland, begründet den baugeschichtlichen und auch baukünstlerischen Wert. Durch die Nutzungsgeschichte ergibt sich weiterhin auch eine große stadtgeschichtliche Bedeutung. | 09208553 |
|                                         | Ehemaliges Kino und Kulturhaus (Lichtspieltheater Brand-Erbisdorf), später Theater der Freundschaft | Hauptstraße 23 (Karte)                                                                     | 1953/1954 | Weitgehend original erhaltener früher Kinobau der DDR, baugeschichtliche und stadtgeschichtliche Bedeutung. Langgestreckter zweigeschossiger Putzbau in offener Bebauung mit tempelartiger Giebelseite, sandsteinverkleidete Pfeiler, im Giebel Sandsteinrelief, originale Türen und Innenausstattung, Putz original. | 09208572 |
| Direkt Bild zu diesem Denkmal hochladen | Ehemaliges Huthaus auf kleiner Halde des Junger Schönberg und Kaiser Heinrich Schachts (Einzeldenkmale der Sachgesamtheit 09208604) | Hauptstraße 31 (Karte)                                                                     | 17. Jahrhundert | Einzeldenkmal der Sachgesamtheit Brander Revier; von ortshistorischer und bergbaugeschichtlicher Bedeutung. Eingeschossiger Massivbau mit Frackdach, Flachbogentür mit Schlussstein. | 09208626 |
| Direkt Bild zu diesem Denkmal hochladen | Wohnhaus | Hauptstraße 39 (Karte)                                                                     | 1897/1898 | Für die 2. Hälfte des 19. Jahrhunderts typischer Wohnhausbau in gutem Originalzustand von baugeschichtlichem und städtebaulichem Wert. - Wohnhaus: eingeschossiger Massivbau, profilierte Gewände aus Kunststein, leicht hervortretender Mittelrisalit, Satteldach mit massivem Ausbau und Dreieckgiebel - Nebengebäude: eingeschossiger Massivbau mit geputzten Gewänden, Satteldach mit Ausbau, saniert. 1897/1898 erbaute der Baumeister Fritz Krause (laut Auskunft des heutigen Hauseigentümers) das kleine Wohnhaus nebst Seitengebäude zur eigenen Nutzung. 1916 erfolgte der Verkauf an das Elite-Motoren-Werk. 1926 wird als Eigentümer bereits der Dachdecker August Wilhelm Otto Pätzold genannt. Auch heute befindet sich das Gebäude in Privatbesitz. Der eingeschossige Massivbau ist ein qualitätvolles und weitgehend original erhaltenes Beispiel der Wohnhausarchitektur der genannten Bauzeit. Er wird geprägt durch profilierte Gewände aus Kunststein, einen leicht hervortretenden Mittelrisalit und das abschließende Satteldach mit massivem Ausbau und Dreieckgiebel. Der Denkmalwert des Hauses ergibt sich aus dessen baugeschichtlichem Wert. | 09208617 |
| Direkt Bild zu diesem Denkmal hochladen | Wohnhaus | Jahnstraße 2 (Karte)                                                                       | 1933 | Eines der wenigen Beispiele dieser Epoche im Ort von baugeschichtlichem Wert. Auf hohem Sockel zweigeschossiger Massivbau, in beiden Vollgeschossen verbrettert, Winterfenster, Walmdach, Verbretterung in Art und Farbgebung in der Stadt mehrfach anzutreffen – lässt sich als ortstypisch charakterisieren. Erbaut 1933 als Wohnhaus für Anton Richard Schuffenhauer. Da die Außenwände des Hauses nur 25 cm stark geplant waren, erhielt der Bauherr die Auflage, eine Holzverschalung zur Wärmedämmung aufzubringen. Zweigeschossiger Massivbau auf hohem Sockel, in beiden Vollgeschossen verbrettert, ursprünglich mit Winterfenstern, Abschluss durch flachgeneigtes Walmdach. Etwa 2004/2005 Sockelsanierung. Die Verbretterung ist an Wohnhäusern in Art und Farbgebung in der Stadt mehrfach anzutreffen und lässt sich als ortstypisch charakterisieren. Vergleichbare, dem Heimatstil verpflichtete Wohnbauten, allerdings ohne die beschriebene Verbretterung waren in den 1930er Jahren häufig gebaut worden und prägen noch heute ganze Siedlungen. Durch die Verbretterung und Schmuckeinfassung der Fensteröffnungen entstand eine regionale Variante des beschriebenen Haustyps, der somit baugeschichtlich bedeutsam ist. | 09208620 |
| Weitere Bilder                          | Ehemaliges Huthaus und Bergschmiede (heute Museum Huthaus Einigkeit), Pulverhaus, Wellenlagerstein des Pferdegöpels, Grundmauern des Treibehauses mit Schachtaufsattelung, Schachtschlussstein, Röschenmundloch, untertägige Fragmente einer Wassersäulenmaschine, Halde mit Haldenstützmauern sowie Bergmannsfigur (Einzeldenkmale der Sachgesamtheit 09208604) | Jahnstraße 14 (Karte)                                                                      | 1906 (Schachtschlussstein)                                                                                                  | Einzeldenkmale der Sachgesamtheit Brander Revier; umfangreiches Ensemble einer bedeutenden Schachtanlage des Brander Reviers, von bergbauhistorischer, ortsgeschichtlicher sowie ortsbildprägender Bedeutung, seit 2019 zugehörig zur Kernzone des UNESCO-Welterbes Montanregion Erzgebirge/Krušnohoří | 09208606 |
| Weitere Bilder                          | Kirche mit Ausstattung, Kirchhof sowie Einfassungsmauer des Kirchhofes und Grabmal Christiane Wilhelmine Winklers auf dem Kirchhof | Kirchweg 3 (bei Großhartmannsdorfer Straße 7) (Karte)                                      | Um 1300 (Kirche); 1516 (Taufbecken); 1598 (Kirchturm); nach 1624 (Kirche); um 1880 (Taufe)                                  | Künstlerischer Wert, ortshistorische und ortsbildprägende Bedeutung. Alte Dorfkirche des Dorfes Erbisdorf | 09208636 |
|                                         | Pfarrhaus und Seitengebäude mit Einfriedungsmauer entlang des Kirchweges | Kirchweg 4 (Karte)                                                                         | 1708 (Dendro) | Gut erhaltenes Bauensemble in Nachbarschaft der Kirche, baugeschichtliche und ortsgeschichtliche Bedeutung. - Pfarrhaus: stattlicher zweigeschossiger Bau, Erdgeschoss massiv mit Steingewänden, Obergeschoss Fachwerk, rundum verbrettert, Walmdach - Seitengebäude: eingeschossiger Massivbau, Krüppelwalmdach - Einfriedung: Trockenmauer, saniert Stattlicher zweigeschossiger Bau, 1708–1710 erbaut, später Einbau eines Kirchgemeindesaales. Erdgeschoss massiv mit Natursteingewänden, Obergeschoss Fachwerk, rundum verbrettert, Abschluss durch sehr hohes Walmdach. Das inzwischen denkmalgerecht sanierte Pfarrhaus beeindruckt durch seinen guten Originalzustand. Es ist wohl eines der bedeutendsten Kulturdenkmale der Stadt. Seine Funktion als Pfarrhaus – Wohnhaus der Pfarrer und Verwaltung der Kirchgemeinde – begründet seine große ortsgeschichtliche Bedeutung. Durch den guten Originalzustand und die besonders exemplarische Ausprägung des Bauwerkes ergibt sich zugleich eine große baugeschichtliche Bedeutung. Durch seine Lage in unmittelbarer Nähe der Kirche, der einzigen Kirche der Stadt Brand-Erbisdorf, umgeben von alten Kirchhofsmauern, blieb ein Bauensemble von prägender Bedeutung für das Ortsbild erhalten. | 09208637 |
| Direkt Bild zu diesem Denkmal hochladen | Parentationshalle, Friedhofsmauer, Denkmal für antifaschistische Widerstandskämpfer sowie Grabmal Wächtler | Kirchweg 5 (Karte)                                                                         | 1900 (Aufbahrungshalle); 1973 (OdF-Gedenkstein)                                                                             | Ortshistorische und künstlerische Bedeutung. - Parentationshalle: eingeschossiger Massivbau auf quadratischem Grundriss mit Vorhalle, neoromanische Rundbogenportale, Türen und Fenster mit Steingewände, Zeltdach, saniert - Denkmal für antifaschistische Widerstandskämpfer: Wand mit Inschriften, 1973 aufgestellt - Grabmal Wächtler: einfacher Stein mit Inschrift, daneben Stein für Gefallenen des Ersten Weltkrieges mit Flachrelief - Friedhofsmauer: umfassende Bruchsteinmauer | 09208638 |
| Weitere Bilder                          | Huthaus und Verwaltungsgebäude der Neu Glück und Drei Eichen Fundgrube sowie Schachtmauerung, Halde und Haldenmauerungen des Neu Glück Drei Eichner Treibeschachts (Einzeldenkmale der Sachgesamtheit 09208604 sowie die Einzeldenkmale 09208537 und 09208536)                                                                                                   | Kirchweg 30, 32 (Karte)                                                                    | 1784 (Huthaus); 1856 (Verwaltungsgebäude)                                                                                   | Einzeldenkmale der Sachgesamtheit Brander Revier; als Zeugnisse einer der größeren Gruben des Brander Reviers und im Zusammenhang mit den ebenfalls erhaltenen standortnahen Aufbereitungsanlagen von großer bergbaugeschichtlicher und ortshistorischer Bedeutung, Ensemble zudem prägend für das Ortsbild, seit 2019 zugehörig zur Kernzone und Pufferzone des UNESCO-Welterbes Montanregion Erzgebirge/Krušnohoří. Eingeschossig, Bruchsteinmauerwerk, Satteldach, Portalreste, Tafel über Portal, großer Garageneinbruch, Reste ehemaliges Treibehaus gefährdet. | 09208748 |
| Weitere Bilder                          | Kohlbach Kunstgraben mit allen zugehörigen Gewölbebrücken und Röschen (Einzeldenkmale der Sachgesamtheiten 09208604 und 09306334) | Kohlenstraße (Karte)                                                                       | 1556 | Einzeldenkmale der Sachgesamtheiten Brander Revier und Revierwasserlaufanstalt; künstlich und überwiegend obertägig angelegte Wasserleitung zwischen dem Oberen Großhartmannsdorfer Teich und dem Gelobt Lander Teich, landschaftsbildprägende Bestandteile eines umfangreichen Systems der bergmännischen Wasserwirtschaft zur Versorgung des Freiberger Bergbaus mit Aufschlagwasser, bergbaugeschichtlich und ortsgeschichtlich von besonderer Bedeutung, seit 2019 zugehörig zur Kernzone und Pufferzone des UNESCO-Welterbes Montanregion Erzgebirge/Krušnohoří | 09208685 |
| Direkt Bild zu diesem Denkmal hochladen | Ehemalige Bergschmiede der Sonne und Gottesgabe Fundgrube (Einzeldenkmal der Sachgesamtheit 09208604) | Kohlenstraße 1 (Karte)                                                                     | Vermutlich 1. Hälfte 18. Jahrhundert                                                                                        | Einzeldenkmal der Sachgesamtheit Brander Revier; von ortshistorischer und bergbaugeschichtlicher Bedeutung, seit 2019 zugehörig zur Pufferzone des UNESCO-Welterbes Montanregion Erzgebirge/Krušnohoří. Eingeschossiger Massivbau, gefährdet. | 09208733 |
| Direkt Bild zu diesem Denkmal hochladen | Kunstgraben mit Kunstgrabendamm sowie Herdflutgraben (Einzeldenkmale der Sachgesamtheit 09208604 und 09208116) | Landner Wäsche (Karte)                                                                     | 2. Hälfte 16. Jahrhundert                                                                                                   | Einzeldenkmale der Sachgesamtheit Brander Revier; Teil des Aufschlag- und Wäschwasserversorgungssystems der Himmelsfürst Fundgrube zwischen dem Gelobt Lander Teich und dem Reichelt Schacht, noch gut im Landschaftsbild erkennbare und bergbaugeschichtlich bedeutende Anlage | 09208593 |
| Direkt Bild zu diesem Denkmal hochladen | Ehemaliges Huthaus und Halde der Grube Alter Molchen (Einzeldenkmale der Sachgesamtheit 09208604) | Landner Wäsche 3 (Karte)                                                                   | 17. Jahrhundert | Einzeldenkmale der Sachgesamtheit Brander Revier; von ortshistorischer und bergbaugeschichtlicher Bedeutung. Das gut erhaltene Huthaus der Grube Alter Molchen, eine seit dem ersten Drittel des 16. Jahrhunderts belegte und bis zum Beginn des 18. Jahrhunderts betriebene Grube, befindet sich auf dem Plateau der inzwischen zum Teil bewachsenen Halde des Alter Molchen Schachts. Nach der bergbaulichen Nutzung wurde der kleine Massivbau aus dem 17. Jahrhundert mit dem steilen Satteldach zu einem reinen Wohnhaus umgenutzt. Möglicherweise damit verbunden war die Errichtung eines rückwärtigen Anbaus, der sich über die gesamte Traufseite erstreckt. Durch dessen zweigeschossige, mit einem Pultdach abschließende Bauweise veränderte sich zwar das Aussehen der Gebäuderückseite und der verbretterten Giebelflächen stark, aber die vordere Traufseite mit dem dominanten Zwerchgiebel über einem sehr niedrigen Erdgeschoss behielt die für derartige Zechengebäude typische Formgebung. Damit bleibt das ehemalige Huthaus zusammen mit der Halde ein als solches deutlich erkennbares Zeugnis des früheren Bergbaus im Brander Revier. Der Denkmalwert ergibt sich daher aus der orts- und bergbaugeschichtlichen Bedeutung des als landschaftsbildprägend anzusehen Ensembles. | 09304707 |
| Direkt Bild zu diesem Denkmal hochladen | Ehemaliges Huthaus sowie zwei Halden der Moritz Fundgrube (Einzeldenkmale der Sachgesamtheit 09208604) | Landner Wäsche 4 (Karte)                                                                   | 17. Jahrhundert, später verändert                                                                                           | Einzeldenkmale der Sachgesamtheit Brander Revier; von ortshistorischer und bergbaugeschichtlicher Bedeutung. Eingeschossiger Massivbau, Giebel verbrettert, Nummerierung nach Kartenwerk „Historischer Erzbergbau um Brand-Erbisdorf“. Das gut erhaltene Huthaus der Moritz Fundgrube, eine bereits im ersten Drittel des 16. Jahrhunderts belegte Grube, befindet sich auf dem Plateau der inzwischen bewachsenen Halde des Moritz Huthausschachtes. Im 18. und 19. Jahrhundert verlagerte sich der Abbau auf dem anstehenden Erzgang in Richtung Süden, eine unmittelbar in südöstlicher Richtung anschließende Halde dokumentiert den Standort des zugehörigen neueren Moritz Schachts. 1854 ging das Moritzer Grubengebäude in den Besitz der Himmelsfürst Fundgrube über (vgl. zur Geschichte der Fundgrube 09208116), während das Huthaus wohl nachfolgend zu einem reinen Wohnhaus umgenutzt wurde. Das Huthaus, „Alter Moritz“ genannt und vermutlich im 17. Jahrhundert als kleines, eingeschossiges Gebäude mit steilem Satteldach errichtet, weist bruchsteinerne Erdgeschossmauern, verbretterte Giebel und ein Dachhäuschen auf. Der typischen Formgebung von Zechenhäusern kleinerer Gruben folgend, zeugt das Gebäude mitsamt den beiden Halden auch heute noch von der hiesigen Bergbautätigkeit und der nach und nach erfolgten Konsolidierung zu größeren Einheiten wie der Himmelsfürst Fundgrube. Der Denkmalwert ergibt sich daher aus der orts- und bergbaugeschichtlichen Bedeutung der Objekte. Diese sind zudem als landschaftsbildprägend anzusehen. | 09208592 |
| Direkt Bild zu diesem Denkmal hochladen | Ehemaliges Huthaus der Alter Grüner Zweig Fundgrube (Einzeldenkmal der Sachgesamtheit 09208604) | Langenauer Straße 8 (Karte)                                                                | 1. Hälfte 18. Jahrhundert                                                                                                   | Einzeldenkmal der Sachgesamtheit Brander Revier; von ortshistorischer, ortsbildprägender und bergbaugeschichtlicher Bedeutung. Eingeschossig, massiv, Giebeldreiecke vermutlich Fachwerk, überwiegend verkleidet, asymmetrisches Satteldach mit flacher Schleppgaube an der vorderen Traufseite, Erdgeschoss vermutlich zu einem späteren Zeitpunkt an der abgewandten Traufseite verlängert, daher hintere Dachschräge mit Schleppgaube ebenfalls verändert, originale Fenster- und Türöffnungen an Giebeln und vorderer Traufseite. | 09305126 |
| Direkt Bild zu diesem Denkmal hochladen | Ehemaliges Huthaus der Gelobt Land Fundgrube, später Himmelsfürst Fundgrube mit Bergschmiede sowie die Halden des Gelobt Land Fundschachts, des Alte Kaue Schachts und des Lade des Bundes Schachts (Einzeldenkmale der Sachgesamtheit 09208604) | Langenauer Straße 9 (Karte)                                                                | Um 1740 | Einzeldenkmale der Sachgesamtheit Brander Revier; von ortshistorischer, baugeschichtlichen, bergbaugeschichtlicher und landschaftsbildprägender Bedeutung. Großer, breitgelagerter Bau, Erdgeschoss massiv, Obergeschoss Fachwerk, rundum verkleidet, Satteldach mit Schleppgaupe, Nummerierung laut „Historischer Erzbergbau um Brand-Erbisdorf“. | 09208584 |
| Weitere Bilder                          | Rathaus und Halde des St. Erasmus Schachts mit Haldenmauerung (Halde Einzeldenkmal der Sachgesamtheit 09208604) | Markt 1 (Karte)                                                                            | 17./18. Jahrhundert (Halde); 1845 (Stützmauer); 1858 (Rathaus)                                                              | Rathaus von ortshistorischer und baugeschichtlicher Bedeutung, als Teil der historischen Marktbebauung auch ortsbildprägend, Halde von bergbauhistorischer Bedeutung. - Rathaus: zweigeschossiger Massivbau in offener Bebauung, Rundbogenfenster im Erdgeschoss mit kräftigen Gewänden, Rundbogentür, Mitte betont durch Erker und geschweiften Giebel, Schieferdach mit Gaupen und Dachreiter, im Obergeschoss zum Teil Bleiglasfenster - Halde: mächtige Trockenmauer der Erasmusschacht-Halde, saniert | 09208564 |
| Direkt Bild zu diesem Denkmal hochladen | Wohn- und Geschäftshaus | Markt 3 (Karte)                                                                            | 1906 | Weitgehend original erhaltenes Jugendstilhaus in ortsbildprägender Lage und baugeschichtlichem Wert. Dreigeschossiger Massivbau in halboffener Bebauung, mit aufwendiger Putzornamentik, polygonalem Erker mit Haube, Holzbalkon (zweigeschossig), überwiegend originale Fenster. 1906 nach Plänen des Brander Baugeschäfts Otto Günzel für den Fleischermeister Woldemar Peukert als Wohnhaus mit Laden erbaut. Repräsentativer Jugendstilbau, der offenkundig den Auftakt zum städtischen Umbau des Marktplatzes geben sollte. Es kam jedoch zu keiner grundlegenden Änderung der Marktbebauung, so dass das Bild des Marktplatzes von Brand-Erbisdorf sehr heterogen ist auf Grund unterschiedlicher Baustile, Gebäudehöhen und Kubaturen. Der Vergleich mit den Bauentwurfszeichnungen zeigt, dass das Gebäude weitgehend original erhalten blieb. Die Fassade des dreigeschossigen Putzbaus wird geschmückt durch figurale bzw. florale Jugendstilornamente sowie die Vielfalt der Fensterformate. Auch Vor- und Rücksprünge der Fassade durch einen Turm, welcher durch eine Welsche Haube abschließt, und Loggien beleben das Bild. Das Haus ist ein typisches Beispiel schlichter Jugendstilarchitektur sächsischer Klein- und Mittelstädte und erlangt als gut erhaltenes Beispiel einen baugeschichtlichen Wert. | 09208561 |
| Weitere Bilder                          | Gasthof „Zum Kronprinzen“ in offener Bebauung, seit 1947 Brander Hof | Markt 4 (Karte)                                                                            | 1824 | Ortsgeschichtliche, baugeschichtliche und straßenbildprägende Bedeutung, Teil der Marktbebauung. Stattlicher, zweigeschossiger Massivbau mit hohem Mansardwalmdach, 11:5 Achsen, im Mittelrisalit übergiebeltes Palladiomotiv, profiliertes Kranzgesims, saniert. | 09208539 |
|                                         | Wohn- und Geschäftshaus in offener Bebauung | Markt 6 (Karte)                                                                            | 2. Hälfte 19. Jahrhundert                                                                                                   | Vermutlich in der 1. Hälfte des 19. Jahrhunderts erbautes Wohnhaus, welches durch seine dominante Lage auf dem Markt das Stadtbild nachdrücklich prägt. Blockhafter dreigeschossiger Putzbau mit 7:5 Achsen, die mittleren drei Fensterachsen optisch zusammengefasst, Kranzgesims (neu), Satteldach, saniert, Dachausbau neu, auf Sächsischem Meilenblatt Bl. 222 Freiberg von 1786 nicht vorhanden. | 09208541 |
| Direkt Bild zu diesem Denkmal hochladen | Wohn- und Geschäftshaus (ohne hintere Anbauten) | Markt 11 (Karte)                                                                           | Ende 18. Jahrhundert | Als Teil der älteren Marktbebauung von stadtentwicklungsgeschichtlicher Bebauung. Wohn- und Geschäftshaus, aus zwei Gebäuden bestehend, welche zu unterschiedlichen Zeiten erbaut wurden. Das ältere Gebäude ist ein zweigeschossiger Putzbau, dessen Erdgeschoss durch einen Ladeneinbau verändert wurde. auffallend ist das niedrige Obergeschoss. Abgeschlossen wird das Haus durch ein Krüppelwalmdach mit durchgehendem Dachhecht, das Giebeldreieck wurde verkleidet. Bei dem jüngeren Gebäude handelt es sich um ein gründerzeitliches Haus mit verbrochener Ecke zur Freiberger Straße, einem Ladeneinbau: Das Erdgeschoss wird geprägt durch bossierte Pilaster. Das Gurtgesims zwischen beiden Etage wird durch Konsolen gestützt. | 09208542 |
| Direkt Bild zu diesem Denkmal hochladen | Mönchenfreier Teich: Kunstteich (Einzeldenkmal der Sachgesamtheit 09208604) | Mönchenfrei (Karte)                                                                        | 16. Jahrhundert | Einzeldenkmal der Sachgesamtheit Brander Revier; künstlich angelegter Stauteich, landschaftsbildprägendes Zeugnis der bergmännischen Wasserversorgung, von bergbaugeschichtlicher und ortsgeschichtlicher Bedeutung. Der langgestreckte Kunstteich im Mönchenfreier Wald ist vermutlich im 16. Jahrhundert angelegt worden, um den nahegelegenen Gruben und Wäschen des Brander Reviers als Stauteich zur Bereitstellung von Aufschlagwasser zu dienen. Er sammelte dabei natürliche Zuflüsse und gab sie bei Bedarf an das unterhalb anschließende Netz aus natürlichen und künstlich angelegten Gewässern ab. Der Mönchenfreier Teich war also nicht Bestandteil der Revierwasserlaufsanstalt (vgl. 08991218), aber dennoch eng mit diesem bergbauwasserwirtschaftlichen System verbunden. Daher ist er als landschaftsprägende Anlage nicht nur von ortsgeschichtlicher, sondernd vor allem von bergbauhistorischer Bedeutung, zeugt er doch im Zusammenspiel mit weiteren – teils fragmentarisch – erhaltenen bergbauwasserwirtschaftlichen Anlagen von den Anstrengungen, die zur Aufrechterhaltung des Erzbergbaus mittels wasserbetriebener Antriebs- und Aufbereitungstechnik unternommen wurden. | 09208684 |
| Direkt Bild zu diesem Denkmal hochladen | Wohnmühlenhaus (Freimühle) | Mönchenfrei 4 (Karte)                                                                      | Um 1800 | Ortshistorische Bedeutung. Hakenförmiger Grundriss, zweigeschossiger Massivbau, rückseitig im Obergeschoss zum Teil noch Fachwerk, Giebel verbrettert, Krüppelwalmdach mit Schiefer, im Erdgeschoss zum Teil Winterfenster. 2005 Sanierung der Dachhaut mit profilierter Hartdeckung, Giebelverbretterung, Holzfenster ohne Sprossen im Obergeschoss, Esse verschiefert, durch Sanierung im äußeren Erscheinungsbild beeinträchtigt. | 09208591 |
| Weitere Bilder                          | Meilenstein, um 1900 zum Kilometerstein umgearbeitet | Mönchenfrei 5 (bei) (Karte)                                                                | 2. Hälfte 19. Jahrhundert                                                                                                   | Königlich-Sächsischer Meilenstein, verkehrsgeschichtlich von Bedeutung. Abgerundete Sandsteinstele, bezeichnet mit „Freiberg 10,5 km“, vermutlich zum Kilometerstein umgearbeiteter Halbmeilenstein. | 09208590 |
| Weitere Bilder                          | Erzwäsche der Neu Glück und Drei Eichen Fundgrube (Einzeldenkmal der Sachgesamtheit 09208604) | Obere Dorfstraße 17 (Karte)                                                                | 1783, später verändert | Einzeldenkmal der Sachgesamtheit Brander Revier; als Zeugnis der standortnahen Erzaufbereitung der Neu Glück und Drei Eichen Fundgrube sowohl bergbaugeschichtlich als auch ortsgeschichtlich von Bedeutung. Langgestreckter eingeschossiger Massivbau mit mächtigem, ausgebautem Dachgeschoss. | 09208536 |
| Direkt Bild zu diesem Denkmal hochladen | Kriegerdenkmal für die Gefallenen des Deutsch-Französischen Krieges | Schulweg (Karte)                                                                           | 1914 | Ortshistorische Bedeutung. Auf zweifach getreppten Sockel Sandsteinstele mit Trophäenschmuck und Inschriften. Am 24. Mai 1914 eingeweihtes Denkmal, welches an die Kriege 1866 und 1870/71 erinnert. Das Denkmal wurde vom Dresdner Bildhauer Bernkopf entworfen, die Inschrifttafeln schuf der Freiberger Bildhauer Johannes. Sandsteinstele auf zweifach getrepptem Sockel mit Trophäenschmuck und Inschriften, umgeben von einem Eisenzaun. Neben den Namen der Gefallenen Soldaten enthalten die Inschrifttafeln auch die Inschrift „Seinen tapferen Kriegsteilnehmern von 1866 und 1870/71 zum ehrenden Gedächtnis vom Königlich-Sächsischen Militärverein Erbisdorf“. Der Denkmalwert des Kriegerdenkmals ergibt sich aus dessen ortsgeschichtlichem Wert. | 09208616 |
|                                         | Transformatorenhäuschen | Schulweg (Karte)                                                                           | 1899 | Technikgeschichtliche Bedeutung. Ziegelbau, im Giebelbereich Drillingsfenster, Krüppelwalmdach, 3. Trafohaus in Brand-Erbisdorf, Gelobtland. Trafohaus ist als Denkmal gefährdet. | 09208588 |
| Direkt Bild zu diesem Denkmal hochladen | Huthaus, Kaue, Zimmerei, Bergschmiede und Nebengebäude (Einzeldenkmale der Sachgesamtheit 09208604) | Schulweg 1, 3 (Karte)                                                                      | 18. Jahrhundert (Kaue und Zimmerei); 1760, später verändert (Bergschmiede); um 1811 (Huthaus)                               | Einzeldenkmale der Sachgesamtheit Brander Revier; vollständig erhaltenes Bergbauensemble, als obertägige Zeugnisse des wichtigsten Wasserlösestollns des Brander Reviers von großer bergbaugeschichtlicher und ortshistorischer Bedeutung, zudem ortsbildprägend. - Huthaus: nach Brand des Vorgängerbaus 1811 neu errichtet, 2005 gestrichen (Objekt-Nummer 09208727), 2013/14 Wiederaufnahme und Vereinigung mit vorliegendem Einzeldenkmaldokument - Stollnkaue: 18. Jahrhundert, Zugang zum Thelersberger Stolln, Zimmereigebäude - Bergschmiede: Erdgeschoss massiv, Obergeschoss Fachwerk, beide Geschosse verbrettert, Satteldach, ca. 2005 saniert | 09208615 |
| Direkt Bild zu diesem Denkmal hochladen | Wassergöpel-Treibehaus, Halde einschließlich Haldenstützmauern, Resten eines Pochwerks mit Haldenstützmauer, Treppe und Röschenmundloch sowie Resten einer Parkanlage (Einzeldenkmale der Sachgesamtheit 09208604) | Sonnenwirbel 1 (Karte)                                                                     | 1822 (Treibehaus); zwischen 1822 und 1846 (Pochwerk); 18./19. Jahrhundert (Halde)                                           | Einzeldenkmale der Sachgesamtheit Brander Revier; Zeugnisse eines zentral gelegenen Gruben- und Aufbereitungsstandortes im Brander Revier, von ortsentwicklungsgeschichtlicher, bergbaugeschichtlicher sowie ortsbildprägender Bedeutung. - Treibehaus: stark veränderter, zweigeschossiger Massivbau - Halde: mit spärlichen Resten der Wasch- und Pochwerksanlagen, Hauptschacht der Grube Sonnenwirbel und Holewein 1786 Errichtung eines Pferdegöpels, 1787 Einbau eines Kunstgezeuges (1822 durch Kehrrad ersetzt), 1820 Bau eines neuen Kunstgezeuges, Kunstrad befindet sich über dem Churfürst Johann Georgen Stolln, 1822 Bau des heute stark veränderten Wassergöpel-Treibhauses mit Einbau des Kehrrades, 1834/35 Bau des zweiten Kunstgezeuges, Kunstrad im Niveau des Tiefen Fürsten Stolln, Aufschlagwasser für das Kehrrad und die Kunsträder vom Thelersberger Stolln, 1850 Vereinigung der Gruben Sonnenwirbel samt Holewein, Vergnügte Anweisung samt Reußen und Matthias zur Einigkeit Fundgrube, allmählicher Niedergang, 1879 Einbringung des Rothschönberger Stollns, Stilllegung der Kunstgezeuge, nach 1895 Betriebseinstellung, 1901 Verwahrung des Schachtes, ca. 2005 saniert. | 09208621 |
| Direkt Bild zu diesem Denkmal hochladen | Spritzenhaus | St. Michaeliser Straße (Karte)                                                             | Letztes Drittel 19. Jahrhundert                                                                                             | Von technik- und ortshistorischer Bedeutung | 09208129 |
| Direkt Bild zu diesem Denkmal hochladen | Wohnhaus | St. Michaeliser Straße 3 (Karte)                                                           | Bezeichnet mit 1739, später verändert                                                                                       | Landschafts- und zeittypischer Fachwerkbau mit massivem Erdgeschoss von baugeschichtlichem Wert. Erdgeschoss massiv, Obergeschoss zum Teil Fachwerk, verbrettert, Winterfenster, steiles Satteldach, originale Tür. Am Schlussstein des Türportals befindet sich die Jahreszahl 1739, die vermutlich die Bauzeit des Hauses angibt. Erste Bauunterlagen liegen aus dem Jahr 1871 vor und betreffen den Umbau zweier Essen. Damaliger Hauseigentümer war Friedrich Böhme. Das Haus blieb lange Zeit im Familienbesitz. Kurzzeitig betrieben die Eigentümer eine Materialwarenhandlung. Heute wird das Gebäude ausschließlich als Wohnhaus genutzt. Das typische erzgebirgische Wohnhaus weist ein massives Erdgeschoss und ein teilweise verbrettertes Fachwerkobergeschoss auf. Abgeschlossen wird das Haus durch ein steiles Satteldach (dies ein möglicher Hinweis auf eine Bauzeit zu Beginn des 18. Jahrhunderts). Das Gebäude beeindruckt durch seinen guten Originalzustand, wodurch es zum Zeugnis ländlichen Bauhandwerks im Erzgebirgsraum des beginnenden 18. Jahrhunderts wird. Der Denkmalwert leitet sich vor allem von diesem baugeschichtlichen Aussagewert ab. | 09208609 |
| Direkt Bild zu diesem Denkmal hochladen | Ehemaliges Huthaus (Einzeldenkmal der Sachgesamtheit 09208604) | St. Michaeliser Straße 5 (Karte)                                                           | 18. Jahrhundert | Einzeldenkmal der Sachgesamtheit Brander Revier; von ortshistorischer und bergbaugeschichtlicher Bedeutung. Erdgeschoss massiv, Obergeschoss Fachwerk, zum Teil verkleidet, Krüppelwalmdach, originales Portal (Schlussstein mit 1978 bezeichnet, verweist auf die letzte Sanierung). | 09208165 |
| Direkt Bild zu diesem Denkmal hochladen | Ehemalige Bergschmiede der Grube Wilder Mann (bis 1786), später Berggestifts-Haus (1786 bis Anfang 20. Jahrhundert), heute Wohnhaus (Einzeldenkmal der Sachgesamtheit 09208604) | St. Michaeliser Straße 11 (Karte)                                                          | Vor 1786 | Einzeldenkmal der Sachgesamtheit Brander Revier; Teil der alten Ortsstruktur, von ortshistorischer, bergbaugeschichtlicher und sozialgeschichtlicher Bedeutung. Erdgeschoss massiv, Obergeschoss Fachwerk aufgebrettert, Krüppelwalmdach mit Dachhäuschen, Schlussstein bezeichnet mit „BergGestifts Haus 17.86“, Sanierung vor 2000. | 09208610 |
|                                         | Wohnhaus, ursprünglich vermutlich Bergschmiede (Einzeldenkmal der Sachgesamtheit 09208604) | Straße des Friedens 28 (Karte)                                                             | Um 1750 | Einzeldenkmal der Sachgesamtheit Brander Revier; zeit- und landschaftstypischer Fachwerkbau in gutem Originalzustand, von baugeschichtlicher und bergbaugeschichtlicher Bedeutung | 09208619 |
|                                         | Grenzstein mit der Bezeichnung „B“ | Turnerstraße 4 (Karte)                                                                     | Bezeichnet mit 1842 | Dokument der Vermessung von ortsgeschichtlichem Wert. Kleiner, oben abgerundeter Stein. | 09208128 |
| Weitere Bilder                          | Eisenbahnbrücke | Untere Dorfstraße (Karte)                                                                  | 1890 | Eisenbahnbrücke als inzwischen seltene Fischbauchbrücke von großer eisenbahngeschichtlicher, verkehrsgeschichtlicher sowie ortsbildprägender Bedeutung. Brücke in genieteter Stahlkonstruktion zwischen Brückenköpfen mit Sandsteinverkleidung auf fünf Stahlträgern, Fachwerkbrücke auf 5 GP, Gewölbe, Maße: 89,9 / 9,1 m. | 09208627 |
| Direkt Bild zu diesem Denkmal hochladen | Ehemaliges Huthaus und Wasserhaus (Einzeldenkmale der Sachgesamtheit 09208604) | Untere Dorfstraße 25 (Karte)                                                               | 17. Jahrhundert | Einzeldenkmale der Sachgesamtheit Brander Revier; von ortshistorischer und bergbaugeschichtlicher Bedeutung. Eingeschossiger Massivbau mit großem Dachhaus. Das ehemalige Huthaus einer unbekannten Grube stammt vermutlich aus dem 17. Jahrhundert und liegt zwischen den bekannten Schächten der Gruben Emmanuel, Weiße Rose und Goldene Rose. Der eingeschossige Massivbau weist ein hohes Satteldach mit großem Dachhaus auf und ist trotz baulicher Veränderungen und im Kontext mit weiteren derartigen Zechenhäusern ein Zeugnis für die große Dichte an Gruben im Brander Revier. Der Denkmalwert des Gebäudes ergibt sich daher aus seiner Bedeutung für die Bergbaugeschichte Brand-Erbisdorfs. Als Teil der historischen Ortsstruktur und aufgrund der bewahrten, für die Huthäuser kleinerer Gruben typischen Form ist es zudem prägend für das Ortsbild des einstigen „Bergfleckens“. | 09208735 |
| Direkt Bild zu diesem Denkmal hochladen | Gräupelwäsch der Grube Junger Schönberg: ehemaliges Wäschgebäude, später Wohnhaus (Einzeldenkmal der Sachgesamtheit 09208604) | Untere Dorfstraße 27 (Karte)                                                               | Um 1720 | Einzeldenkmal der Sachgesamtheit Brander Revier; von bergbaugeschichtlicher Bedeutung. Eingeschossig, Satteldach, starke Überformungen. Das über einem fast quadratischen Grundriss errichtete, eingeschossige Gebäude mit dem hohen Satteldach ist die sogenannte „Gräupelwäsche“ der Grube Junger Schönberg. Die Erzwäsche diente zur Aufbereitung der von der nahegelegenen und zwischen 1704 und um 1750 belegten Grube geförderten Roherze. Das Gebäude wurde um 1717 am Dorfbach errichtet, aus dem sie das Aufschlag- bzw. Wäschwasser für die Herde erhielt. Trotz der starken Überformung des ehemaligen Wäschgebäudes ist es aufgrund seiner typischen Formgebung weiterhin als ursprünglich bergbaulich genutzt Anlage zu erkennen. Es steht für viele ähnlich kleine, von den verschiedenen Gruben des Brander Reviers nahe Bachläufen errichtete Erzwäschen, die im Laufe der Zeit durch größere und zentralere Aufbereitungskomplexe der konsolidierten Grubenbetriebe ersetzt wurden, und ist damit von bergbaugeschichtlicher Bedeutung. | 09208163 |
| Direkt Bild zu diesem Denkmal hochladen | Wohnhaus | Untere Dorfstraße 36 (Karte)                                                               | Bezeichnet mit 1839 | Verbretterter Fachwerkbau in landschaftstypischer Ausprägung von baugeschichtlichem Wert. Erdgeschoss massiv, Obergeschoss Fachwerk, Giebel massiv, Obergeschoss verbrettert, gerader Türsturz bezeichnet mit Nummer 68 P 1839, Satteldach. | 09208628 |
|                                         | Ehemalige Bergschmiede, heute Wohnhaus (Einzeldenkmal der Sachgesamtheit 09208604) | Vereinigt Feld 1 (Karte)                                                                   | Anf. 18. Jahrhundert | Einzeldenkmal der Sachgesamtheit Brander Revier; Obergeschoss weitgehend original erhalten, von baugeschichtlicher und bergbaugeschichtlicher Bedeutung. Erdgeschoss massiv, Obergeschoss teils Fachwerk verbrettert, teils massiv, originale Fenstergrößen in beiden Geschossen, Rückseite und Giebelseiten verkleidet, steiles Satteldach. | 09306596 |
|                                         | Ehemaliges Huthaus der Grube Obersilberschnur obere 13. bis 20. Maß, heute Wohnhaus (Einzeldenkmal der Sachgesamtheit 09208604) | Vereinigt Feld 2 (Karte)                                                                   | 18. Jahrhundert | Einzeldenkmal der Sachgesamtheit Brander Revier; weitgehend original erhalten, von baugeschichtlicher und bergbaugeschichtlicher Bedeutung. - Wohnhaus: zweigeschossiger Massivbau, Steingewände, im Erdgeschoss Winterfenster - Nebengebäude: verputzter Backsteinbau, im oberen Bereich verbrettert, Umbau zu Garage nicht denkmalgerecht, deshalb Streichung 2012 | 09208589 |
| Direkt Bild zu diesem Denkmal hochladen | Ehemaliges Huthaus mit Bergschmiede auf großer Halde (Einzeldenkmale der Sachgesamtheit 09208604) | Vereinigt Feld 3 (Karte)                                                                   | 1845–1847 (Huthaus); 18./19. Jahrhundert (Halde)                                                                            | Einzeldenkmale der Sachgesamtheit Brander Revier; gut erhaltener Bergbaukomplex von ortshistorischer und bergbaugeschichtlicher Bedeutung. Langgestreckter Bau, Erdgeschoss massiv, Obergeschoss Fachwerk, Giebel verbrettert, Rückseite zum Teil massiv, Sandsteingewände, Flachbogentür mit Schlussstein, zum Teil Winterfenster, Sanierung ca. 2005 (Quelle: MontE-Datenbank). | 09208533 |
| Direkt Bild zu diesem Denkmal hochladen | Ehemalige Scheidebank, heute Wohnhaus (Einzeldenkmal der Sachgesamtheit 09208604) | Vereinigt Feld 4 (Karte)                                                                   | 18. Jahrhundert | Einzeldenkmal der Sachgesamtheit Brander Revier; baulich überformtes altes Bergbaugebäude, von bergbaugeschichtlicher Bedeutung. Zweigeschossiger Massivbau, Steingewände, Giebel zum Teil verbrettert, Krüppelwalmdach. | 09208736 |

## Ehemalige Denkmäler
| Bild                                    | Bezeichnung                                                 | Lage                                  | Datierung                    | Beschreibung | ID       |
| --------------------------------------- | ----------------------------------------------------------- | ------------------------------------- | ---------------------------- | --- | -------- |
| Direkt Bild zu diesem Denkmal hochladen | Wohnhaus                                                    | Albertstraße 8 (Karte)                | 1. Hälfte 19. Jahrhundert    | Zeit- und landschaftstypischer Bau baugeschichtlich von Bedeutung. Erdgeschoss massiv, Obergeschoss Fachwerk, beide Geschosse rundum verkleidet, Krüppelwalmdach, Stichbogenportal mit Schlussstein bezeichnet mit „LF 34“. Zwischen 2017 und 2022 aus der Denkmalliste gestrichen. | 09208574 |
| Direkt Bild zu diesem Denkmal hochladen | Mietshaus in offener Bebauung                               | Berthelsdorfer Straße 4 (Karte)       | 1890                         | Teil des Ensembles mit Berthelsdorfer Straße 2 und 3 von städtebaulichem Wert. Zwischen 2007 und 2014 abgerissen. | 09208547 |
|                                         | Gasthof „Zur Zufriedenheit“ (ohne Saalanbau)                | Großhartmannsdorfer Straße 14 (Karte) | 1832                         | Ortshistorische und ortsbildprägende Bedeutung. Denkmal ist gefährdet, der unter Denkmalschutz stehende Saal ist abgebrannt und fällt ein. Alter Straßengasthof an der Straße nach Annaberg und Marienberg. Fachwerkbau von 1832 in originaler Gestaltung. Erdgeschoss massiv mit Sandsteintürportal aus der Erbauungszeit. Das Fachwerk im Obergeschoss wurde teilweise massiv ersetzt. Die zugewandte Traufseite weist ein zweiriegliges Fachwerk mit gezapften Streben auf, welches auch als bauzeitlich anzusehen ist. Abgeschlossen wird das Gebäude durch ein hohes Krüppelwalmdach mit zwei übereinander angeordneten Hechtgauben. Neben dem am Markt befindlichen Gasthof, ist dieser Gasthof der älteste noch weitgehend original erhaltene Gasthof von Brand-Erbisdorf und erlangt hierdurch stadtgeschichtliche Bedeutung. Durch seine besonders typische Ausprägung wird er zugleich ein wichtiges Zeugnis des Bauhandwerks des beginnenden 19. Jahrhunderts, wodurch sich die baugeschichtliche Bedeutung ableitet. - Gasthof: Erdgeschoss massiv, Obergeschoss Fachwerk, Giebel massiv, Portal mit Sandsteingewände und originaler Tür - Saal: auf hohem Sockel eingeschossiger Massivbau mit hohen Rundbogenfenstern, Satteldach, Giebel mit aufgeputzter Rustikagliederung Zwischen 2021 und 2024 abgerissen.                                                                                       | 09208634 |
| Direkt Bild zu diesem Denkmal hochladen | Spritzenhaus                                                | Himmelsfürster Weg 1 (Karte)          | 1. Drittel 19. Jahrhundert   | Vermutlich ehemaliges Spritzenhaus, kleiner ländlicher Zweckbau in gutem Originalzustand, von ortsentwicklungsgeschichtlicher Bedeutung. Erdgeschoss massiv, Obergeschoss Fachwerk verbrettert, weitgehend original erhaltene Fenster, Frackdach, gefährdet. Kleiner Wirtschaftsbau, in seiner Gestaltung an ein Spritzenhaus erinnernd. Der eingeschossige, vermutlich im 19. Jahrhundert erbaute Putzbau steht auf dem ursprünglichen Dorfplatz. An beiden Giebelseiten befinden sich Toreinfahrten, eine davon wurde möglicherweise nachträglich eingefügt. Der Abschluss erfolgt durch ein Satteldach. Das kleine Gebäude steht auf einem eigenen Grundstück, so dass es sich hierbei vermutlich nicht um ein Nebengebäude eines anderen Gebäudes handeln kann. Auch dies legt die Vermutung nahe, dass es sich um ein Spritzenhaus handeln könnte. Allerdings gibt es keinerlei Bauakten zum Gebäude, so dass die ursprüngliche Nutzung des Gebäudes vorläufig ungeklärt bleiben muss. Das Gebäude gehört zu den vielen ländlichen Zweckbauten, die ursprünglich das Bild jedes Dorfes prägten und heute kaum noch anzutreffen sind. Es dokumentiert den ländlichen Ursprung der heutigen Stadt Brand-Erbisdorf. Sein Denkmalwert ergibt sich daraus folgend aus der alltagsgeschichtlichen und stadtentwicklungsgeschichtlichen Bedeutung des Hauses. Zwischen 2017 und 2022 aus der Denkmalliste gestrichen. | 09304322 |
|                                         | Wohnhaus                                                    | Himmelsfürster Weg 2a (Karte)         | Erste Hälfte 19. Jahrhundert | Baugeschichtlich und ortsbildprägend von Bedeutung. Erdgeschoss massiv, Obergeschoss Fachwerk verbrettert, weitgehend original erhaltene Fenster, Frackdach, gefährdet. Zwischen 2021 und 2024 abgerissen. | 09208630 |
| Direkt Bild zu diesem Denkmal hochladen | Huthaus der Grube St. Wolfgang (vermutlich), jetzt Wohnhaus | Lutherweg 3 (Karte)                   | Anfang 19. Jahrhundert       | Rest der dörflichen Ortsstruktur von baugeschichtlicher Bedeutung. Erdgeschoss Bruchsteine, verputzt, Obergeschoss originale Verbretterung, mit Fachwerk darunter, zwei Winterfenster, im Giebel Rundbogen-Zwillingsfenster, Frackdach. Zwischen 2017 und 2022 aus der Denkmalliste gestrichen. | 09208557 |

## Tabellenlegende
- Bild: Bild des Kulturdenkmals, ggf. zusätzlich mit einem Link zu weiteren Fotos des Kulturdenkmals im Medienarchiv Wikimedia Commons. Wenn man auf das Kamerasymbol klickt, können Fotos zu Kulturdenkmalen aus dieser Liste hochgeladen werden:
- Bezeichnung: Denkmalgeschützte Objekte und ggf. Bauwerksname des Kulturdenkmals
- Lage: Straßenname und Hausnummer oder Flurstücknummer des Kulturdenkmals. Die Grundsortierung der Liste erfolgt nach dieser Adresse. Der Link (Karte) führt zu verschiedenen Kartendiensten mit der Position des Kulturdenkmals. Fehlt dieser Link, wurden die Koordinaten noch nicht eingetragen. Sind diese bekannt, können sie über ein Tool mit einer Kartenansicht einfach nachgetragen werden. In dieser Kartenansicht sind Kulturdenkmale ohne Koordinaten mit einem roten bzw. orangen Marker dargestellt und können durch Verschieben auf die richtige Position in der Karte mit Koordinaten versehen werden. Kulturdenkmale ohne Bild sind an einem blauen bzw. roten Marker erkennbar.
- Datierung: Baubeginn, Fertigstellung, Datum der Erstnennung oder grobe zeitliche Einordnung entsprechend des Eintrags in der sächsischen Denkmaldatenbank
- Beschreibung: Kurzcharakteristik des Kulturdenkmals entsprechend des Eintrags in der sächsischen Denkmaldatenbank, ggf. ergänzt durch die dort nur selten veröffentlichten Erfassungstexte oder zusätzliche Informationen
- ID: Vom Landesamt für Denkmalpflege Sachsen vergebene, das Kulturdenkmal eindeutig identifizierende Objekt-Nummer. Der Link führt zum PDF-Denkmaldokument des Landesamtes für Denkmalpflege Sachsen. Bei ehemaligen Kulturdenkmalen können die Objektnummern unbekannt sein und deshalb fehlen bzw. die Links von aus der Datenbank entfernten Objektnummern ins Leere führen. Ein ggf. vorhandenes Icon  führt zu den Angaben des Kulturdenkmals bei Wikidata.

## Ausführliche Denkmaltexte
1. ↑  Müdisdorfer Kunstgraben, Menden Rösche und Müdisdorfer Rösche:

Der zusammenhängende Komplex aus Müdisdorfer Kunstgraben, Menden Rösche und Müdisdorfer Rösche (mit Haupt- und Nebenzweig) erstreckt sich über vier Gemeinden:
  - Brand-Erbisdorf, Stadt, Ortsteil Brand-Erbisdorf (09208687), Gemarkung Erbisdorf
  - Großhartmannsdorf, Ortsteil Großhartmannsdorf (08991218), Gemarkung Großhartmannsdorf
  - Lichtenberg/Erzgeb. (08980396), Ortsteil Weigmannsdorf, Gemarkung Weigmannsdorf, Ortsteil Müdisdorf, Gemarkung Müdisdorf
  - Weißenborn/Erzgeb., Ortsteil Berthelsdorf (09304681), Gemarkung Berthelsdorf/Erzgeb.

Der Hauptzweig der Müdisdorfer Rösche ist ein Teilstück bzw. Abzweig der Müdisdorfer Rösche, welche den am Unteren Großhartmannsdorfer Teich (vgl. 8991218) beginnenden Müdisdorfer Kunstgraben (vgl. 8980396) unter Tage fortsetzt. Die Rösche ist damit der sogenannten Unteren Wasserversorgung der historischen Revierwasserlaufsanstalt (vgl. hierzu 08991218) zugehörig, einem über mehrere Jahrhunderte hinweg entstandenen umfangreichen System an Kunstgräben, Röschen und Speicherteichen zur Ansammlung und Herbeileitung von Aufschlagwasser für den Freiberger Bergbau. Die Müdisdorfer Rösche, die zum Teil auf Erbisdorfer Flur verläuft, gliedert sich am Röschenhaus Berthelsdorf (vgl. 09208697) in einen Haupt- und Nebenzweig auf. Während der ältere Nebenzweig, auch Alte Müdisdorfer Rösche genannt, auf Berthelsdorfer Flur (vgl. 09304681) von dem Hohe Birke Kunstgraben (vgl. 09208686) fortgesetzt wird, mündet der auf Erbisdorfer Flur vorgetriebene jüngere Hauptzweig in einem Kunstgraben, der den Erzengler Teich (vgl. 09208677) mit dem Rothbächer Teich (vgl. 09208678) verbindet.

Die Müdisdorfer Rösche wurde zwischen 1589 und 1590 angelegt und nutzte dafür zum Teil den bereits bestehenden Stolln der ehemaligen Kupfer- und Zwittererzgrube Junger Fürst zu Sachsen, Herzog Christianus. Hieraus ergab sich anfänglich die Bezeichnung der Anlage als Junger Fürst zu Sachsen Müdisdorfer Rösche. Der Nebenzweig, zu diesem Zeitpunkt noch die einzige Fortsetzung der Müdisdorfer Rösche, konnte im Jahr 1598 fertiggestellt werden. Erst im Jahr 1873 erfolgte der Durchschlag des Hauptzweigs, infolgedessen der Rothbächer Teich schließlich auch als Zwischenspeicher innerhalb der Unteren Wasserversorgung der Revierwasserlaufsanstalt fungieren konnte.

Als Bestandteil der historischen wie auch der weiterhin aktiv bewirtschafteten Revierwasserlaufanstalt ist die Müdisdorfer Rösche damit nicht nur von regionalgeschichtlicher, sondernd auch von großer bergbauhistorischer Bedeutung, zeugt sie doch im Zusammenspiel mit weiteren – teils fragmentarisch – erhaltenen bergbauwasserwirtschaftlichen Anlagen von den Anstrengungen, die zur Aufrechterhaltung des hiesigen Erzbergbaus mittels wasserbetriebener Antriebs- und Aufbereitungstechnik unternommen wurden. Gleichzeitig ist die Rösche beispielhaft für die Nutzungswandlung von derartigen Infrastrukturen nach der Einstellung des Bergbaus hin zur regionalen Trink- und Brauchwasserbereitstellung und weist als weiterhin in Funktion befindliche Anlage einen besonderen Erlebnis- und Erinnerungswert auf.
2. ↑  Hohe Birke Kunstgraben:

Der Hohe Birke Kunstgraben mit einer Länge 4805 m erstreckt sich über drei Gemeinden:
  - Weißenborn/Erzgeb., Ortsteil Berthelsdorf, Gemarkung Berthelsdorf/Erzgeb.
  - Brand-Erbisdorf, Stadt, Ortsteil Brand-Erbisdorf, Gemarkung Erbisdorf
  - Freiberg, Stadt, Ortsteil Zug, Gemarkung Zug

Der Hohe Birke Kunstgraben (auch Hohbirker oder Hochbirkner Kunstgraben) ist ein von 1589 bis 1590 angelegter Kunstgraben, der in Teilen eine seit 1567 bestehende Grabenanlage zwischen dem Rothbächer Teich (vgl. 09208678) sowie der Grube Alte Mordgrube 3. u. 4. Maaß einbezog. Er gehört zu einem umfangreichen bergmännischen Wasserversorgungssystem, der Revierwasserlaufsanstalt. Der Kunstgraben mit Seitenwänden aus Trockenmauerwerk ist zum Teil mit traditionellen Rindenschwarten bedeckt, das Grabenwasser wird heute aber überwiegend durch Betonplattenabdeckungen vor Verdunstung und Verschmutzung geschützt. Teilstücke dieses mit minimalem Gefälle am Hang entlang geführten Kunstgrabens sind verröscht, andere aufgrund von Umbauten nicht mehr in Nutzung und daher vom heutigen Grabenverlauf abgetrennt.

Der Hohe Birke Kunstgraben beginnt auf Brand-Erbisdorfer Flur am unteren Mundloch des Nebenzweigs der Müdisdorfer Rösche (vgl. 09208687) und nimmt zugleich den Abfluss aus dem Rothbächer Teich auf. Auf Berthelsdorfer Flur (vgl. 09208707) führt er westlich am Lother Teich (auch Mühlteich, vgl. 09208698) vorbei und – lediglich über eine kurze Distanz unter der Berthelsdorfer Straße hindurch verröscht – nach Norden in Richtung Krausens Mühle und weiter zum Standort der Altmordgrübner Wäsche am ehemaligen Menden Schacht der Alten Mordgrube (vgl. 09208594), an dem sich ab 1900 die Lederwerke Moritz Stecher ansiedelten. Sowohl die Erzwäsche als auch die Lederwerke erhielten ihr Aufschlag- und Wäschwasser bzw. ihr Brauchwasser aus dem Hohe Birke Kunstgraben. Südlich der Lederwerke setzt sich dieser in Form einer Rösche unter dem Bahndamm der Bahnstrecke Berthelsdorf–Großhartmannsdorf hindurch in Richtung Konstantinteich (vgl. 09208746) fort. Ursprünglich wurde das Grabenwasser in diesen eingespeist, wird aber heute mittels einer in das Dammbauwerk des Konstantinteiches integrierten Rohrleitung um ihn herumgeführt. Es kann nun sowohl in Richtung des östlich gelegenen Hüttenteiches abgeschlagen als auch in den am nordöstlichen Damm anschließenden Folgeabschnitt des Hohe Birke Kunstgrabens geleitet werden. Das ungenutzte Grabenteilstück zwischen Abschlag und Dammbauwerk ist aber weiterhin erhalten. Im Anschluss an den Konstantinteich verläuft der Hohe Birke Kunstgraben in einer langgezogenen Ostkurve weiter auf Zuger Flur (vgl. 09201107) und endet heute nahe dem Friedhof. Ursprünglich zweigte hier in östlicher Richtung der Zuger Wäschgraben zur Beaufschlagung der Zuger Erzwäschen sowie der Kröner Fundgrube ab, während der eigentliche Kunstgraben nordwärts weiterführte und über verschiedene Abzweigungen Wäschen und Gruben im Freiberger Stadtgebiet erreichte. Von diesem ist noch ein Teilabschnitt zwischen Schulstraße und Am Daniel südöstlich des Junger Thurmhof Huthausschachtes erhalten.

Der Kunstgraben versorgte innerhalb des wasserwirtschaftlichen Systems der Revierwasserlaufsanstalt ursprünglich die nahegelegenen Gruben und Erzwäschen des Brander, Zuger und Freiberger Reviers, darunter insbesondere die Gruben auf dem nahegelegenen und namensgebenden Hohe Birke Gangzug. In späterer Zeit wurden neben diesen bergmännischen Anlagen auch Gemeinden und Gewerbebetriebe mit Brauchwasser versorgt, wie etwa ab 1866 die Gemeinde Zug oder ab 1900 die Stecher‘sche Lederfabrik. Dabei wurde der Hohe Birke Kunstgraben in der Vergangenheit verschiedenen Instandsetzungs-, Umbau- oder Begradigungsmaßnahmen unterzogen (vgl. hierzu eine detailliertere Beschreibung in Hagendorf 2012, S. 63ff.). So führte die Vergrößerung des Konstantinteiches 1936 dazu, dass der Kunstgraben heute zum Teil verrohrt und von dem neuen Dammbauwerk überdeckt ist.

Trotz der vielen Veränderungen, die der Hohe Birke Kunstgraben durch seine fortwährende Nutzung erfahren hat, bleibt der ursprüngliche Charakter dieser wasserwirtschaftlichen Anlage bis heute gewahrt. Als Teil der Sachgesamtheit Revierwasserlaufanstalt ist er authentisches Zeugnis der Anstrengungen, die für die Aufrechterhaltung und Beförderung des Freiberger Bergbaus sowie der angrenzenden Reviere seit Mitte des 16. Jahrhunderts unternommen wurden. Auch der auf wenige, touristisch bedeutende Streckenabschnitte begrenzte Einsatz der traditionellen Schwartenabdeckung steht dem nicht entgegen, belegt die Betonplattenabdeckung doch das aktuelle Vorgehen zum Schutz der Kunstgräben (angesichts der heute nicht mehr im Überfluss vorhandenen Rindenschwarten). Der Hohe Birke Kunstgraben ist auch im abgedeckten Zustand aufgrund seiner deutlichen Abzeichnung als Geländestufe am Hang von landschafts- und ortsbildprägender Bedeutung und aufgrund seines hohen bergbau- und ortsgeschichtlichen Dokumentationswertes als Kulturdenkmal erhaltungswürdig.
3. ↑  Sachgesamtheit „Brander Revier“:

Die Entwicklung der Stadt Brand-Erbisdorf ist eng mit dem in der ersten Hälfte des 13. Jahrhunderts hier aufkommenden Bergbau verknüpft. Fast auf dem gesamten Gebiet der heutigen Stadtflur wurden von hunderten kleinerer und größerer Grubenbetriebe des Brander Reviers vorrangig Silber-, aber auch Blei-, Kupfer- und andere Erze gefördert und weiterverarbeitet. Sie brachten über die Jahrhunderte hinweg beinahe die Hälfte des insgesamt im Freiberger Revier geförderten Silbers (und rund ein Viertel der gesamten Silberausbeute Sachsens) aus, welches sich über das Gebiet der Gemeinden Halsbrücke, Hilbersdorf, Bobritzsch, Weißenborn, Oberschöna und die Städte Brand-Erbisdorf sowie Großschirma erstreckte.

Siedlungsgeschichtlich besitzt Brand-Erbisdorf zwei Keimzellen, das um 1150 entlang des Erbisdorfer Wassers gegründete Waldhufendorf Erbisdorf sowie eine ab dem Spätmittelalter im Nordwesten der Erbisdorfer Flur entstehende bergmännische Streusiedlung. Hier, auf dem sogenannten Brande sowie im heutigen St. Michaelis, führte die Entdeckung zahlreicher Erzgänge um 1500 zur Entstehung vieler kleiner Grubenbetriebe und zur grubennahen, regellosen Ansiedlung der Bergleute. Im Jahr 1515 wurde diese unter dem alten Flurnamen Brand zum Bergflecken und 1834 zur Bergstadt erhoben.

Der Bergbau im heutigen Stadtgebiet von Brand-Erbisdorf wurde dabei sehr intensiv betrieben, so dass die Gruben zwischen 1557 und 1570 immer größere Teufen erreichten und frühe, heute weitgehend unbekannte Stollnauffahrungen zur Entwässerung der Grubenbaue nicht mehr ausreichten. Um die Grubenwasser sowie die Aufschlagwasser, die für eine wirkungsvollere Wasserhaltung mit Hilfe von Kunstgezeugen notwendig waren und über ein nach und nach bis zum Erzgebirgskamm erweitertes System an Kunstgräben, Röschen und Speicherteichen (der Revierwasserlaufsanstalt, vgl. 08991218) herbeitransportiert wurden, abziehen zu können, mussten tiefere Wasserlösestolln angelegt werden. So trieb man Mitte des 15. Jahrhunderts den Brand Stolln, im 16. Jahrhundert dann 25 Meter tiefer den Thelersberger Stolln (vgl. 09208657) vor, der eine Vielzahl von Gruben von Brand bis Himmelsfürst entwässerte und sich zum ausgedehntesten und bedeutendsten Entwässerungsstollen des Brander Reviers entwickelte. Im 19. Jahrhundert wurden schließlich von Freiberg aus noch tiefere Wasserlösestolln aufgefahren.

Mit der Zeit und insbesondere seit dem 18. Jahrhundert verschmolzen benachbarte, kleinere Grubenbetriebe zu größeren Bergwerksverbünden – oftmals durch die Übernahme wirtschaftlich schwächerer Gruben, aber auch, wie etwa das Beispiel der Gruben Reicher Bergsegen und Unterhaus Sachsen zeigt (vgl. 09208533), um größere Unterhalts- und Investitionskosten gemeinschaftlich besser tragen zu können. Diese Konsolidationen von Grubengewerken ermöglichten damit eine Modernisierung und Neubelebung des gesamten lokalen Bergbaus und führte hier teils zu beachtlichen technischen Weiterentwicklungen. So richtete beispielsweise der sächsische Kunstmeister und spätere Maschinendirektor Christian Friedrich Brendel im Menden Schacht der Alten Mordgrube (vgl. 09208594) zwischen 1820 und 1824 die erste zweizylindrische Wassersäulenmaschine mit Kolbensteuerung ein, für die er selbst als Erfinder wie auch der Grubenbetrieb international bekannt wurden. Im Hörnig Schacht der konsolidierten Grube Vergnügte Anweisung samt Reußen (vgl. 09208606) konnte 1835 erstmals für den sächsischen Bergbau ein eisernes Förderseil erfolgreich angewendet werden. Im Jahr 1844 nahm die ebenfalls konsolidierte Fundgrube Unterhaus Sachsen samt Reicher Bergsegen die erste Dampffördermaschine des Freiberger Reviers in Betrieb.

Der ab 1880 einsetzende, starke Verfall des Silberpreises auf dem internationalen Markt leitete den Niedergang des Freiberger Silberbergbaus ein. Um dessen Zusammenbruch zu verhindern, übernahm der sächsische Staat im Jahr 1886 die wichtigsten Gruben des Reviers, darunter auch den aus den Brand-Erbisdorfer Gruben Vereinigt Feld in der Buschrevier (konsolidiert 1845 aus den Gruben Unterhaus Sachsen samt Reicher Bergsegen und Simon Bogners Neuwerk), Neu Glück und Drei Eichen (vgl. 09208748) sowie Alte Mordgrube 1856 entstandenen Bergwerksverbund Vereinigt Feld bei Brand. Diese wurden anschließend mit den Zuger Gruben Beschert Glück und Junge Hohe Birke zur Königlichen Mittelgrube verschmolzen. Die Himmelsfürst Fundgrube (vgl. 09208116) hingegen, namensgebend für den heutigen Brand-Erbisdorfer Ortsteil Himmelsfürst, wurde trotz ihrer Verstaatlichung nicht mit weiteren Gruben zusammengelegt. Sie besaß eine Schlüsselposition in Sachsen, brachte sie doch im Laufe ihres Bestehens mehr als 600 Tonnen Silber aus.

Aber auch weitere Modernisierungen konnten den allgemeinen Niedergang nicht verhindern, so dass die Gruben im Brander Revier bis 1913 planmäßig stillgelegt wurden. Nach 1945 kam es nochmal zu einer Wiederbelebung des Bergbaus in geringem Umfange, bei der man alte Schachtanlagen aufwältigte und für den Abbau von Buntmetallen neu ausbaute – darunter vor allem einige Hauptschächte der ehemaligen Himmelsfürst Fundgrube. Mit der endgültigen Stilllegung des Bergbaus 1968 wurden auch die letzten Tageschächte verschlossen und viele der obertägigen Bergbauanlagen abgebrochen oder dem Verfall preisgegeben.

Heute sind daher im Stadtbild vor allem die überwiegend zu Wohnhäusern umgenutzten Hut- und Treibehäuser, Bergschmieden und Erzwäschen als verbliebene Zeugnisse des Bergbaus zu erkennen. Häufig befinden sich diese auf oder neben Halden unterschiedlichster Größe, von denen noch viele weitere ohne Bebauung auf der Stadtflur verteilt die Lage der verwahrten Tageschächte und der unter Tage aufgeschlossenen Erzgänge markieren. Ebenso tiefgreifend veränderten die zur Wasserversorgung der Gruben angelegten Kunstteiche und Kunstgräben das Oberflächenprofil der Landschaft. Diese Sachzeugnisse sind für das Verständnis der Stadt- und Bergbaugeschichte Brand-Erbisdorfs unabdingbar und machen die funktionalen Zusammenhänge zwischen Erzabbau, Erzaufbereitung und -weiterverarbeitung sowie das Zusammenspiel von Fördertechnik, Aufschlagwasserversorgung und gleichzeitiger Wasserlösung auch heute noch nachvollziehbar. Brand-Erbisdorf ist damit nicht nur ein Beispiel für eine in Sachsen über die Jahrhunderte hinweg entstandene Bergbaufolgelandschaft, sondern darüber hinaus auch aufgrund der besonderen Dichte, in der sich die einzelnen bergbaulichen Zeugnisse auf der Stadtflur wiederfinden, von äußerst hohem Aussage- und Dokumentations- sowie Erlebnis- und Erinnerungswert.

  - Einzeldenkmale der Sachgesamtheit „Brander Revier“ im Ortsteil Brand-Erbisdorf:
    - ohne Anschrift – Müdisdorfer Rösche: Rösche mit Röschenmundloch (09208687)
    - ohne Anschrift – Verbindungsrösche und Mendenschachter Aufschlagrösche (09304679)
    - ohne Anschrift – Hohe Birke Kunstgraben: Kunstgraben einschließlich der querenden Brücken (09208686)
    - Berggäßchen 2 – ehemaliges Huthaus und Halde mit Trockenmauer (09208613)
    - Brandsteig – Erzengler Teich: Kunstteich mit Absperrbauwerk, Striegelhaus und Flutrinne mit anschließendem Abzugsgraben, wasserzuführendem Kunstgraben sowie mehreren Forstgrenzsteinen (09208677)
    - Brückenstraße 7 – ehemaliges Huthaus (09208688)
    - Brüllender Löwe 3 – Huthaus Alt Sonnenwirbel: ehemaliges Huthaus und Halde (09208624)
    - Brüllender Löwe 4 – Huthaus Brüllender Löwe: ehemaliges Huthaus (09208623)
    - Buttermilchtorweg – Buttermilchtor/Goldene Pforte Schacht: Kunstgrabenbrücke mit seitlichen Flügelmauern, Reste einer Halde sowie Damm des ehemaligen Kunstgrabens (09208611)
    - Fabrikstraße 1 – Pochhäusel: Pochwerk der Neu Glück und Drei Eichen Fundgrube (09208537)
    - Freiberger Straße 33 – Götzenhäusel: ehemaliges Huthaus (09208125)
    - Freiwald/Jahnstraße 14 – zwei Lochsteine (09208692)
    - Freiwald – Rothbächer Teich: Kunstteich mit Absperrbauwerk, Striegelhaus, Fluterhaus sowie zuleitendem und abziehendem Kunstgraben (09208678)
    - Goethestraße 3 – ehemaliges Huthaus (09208731)
    - Großhartmannsdorfer Straße – Gelobt Lander Teich: Kunstteich (09208676)
    - Großhartmannsdorfer Straße – Bartholomäus Schacht: Halde mit Haldenmauerung (09208635)
    - Großhartmannsdorfer Straße 26 – Strauß: ehemaliges Huthaus und Halde (09208563)
    - Großhartmannsdorfer Straße 41 – Alte Vestenburg: ehemaliges Huthaus und Halde (09208827)
    - Haasenweg 3 – Jung Haasener Tageschacht: ehemaliges Huthaus, Kaue und Halde mit Stützmauern (09208691)
    - Hauptstraße 31 – Junger Schönberg und Kaiser Heinrich Schacht: ehemaliges Huthaus auf kleiner Halde (09208626)
    - Jahnstraße 14 – Hörnig Schacht: ehemaliges Huthaus und Bergschmiede (heute Museum), Pulverhaus, Wellenlagerstein des Pferdegöpels, Grundmauern des Treibehauses mit Schachtaufsattelung, Schachtschlussstein, Röschenmundloch, untertägige Fragmente einer Wassersäulenmaschine, Halde mit Haldenstützmauern sowie Bergmannsfigur (09208606)
    - Kirchweg 30, 32 – Neu Glück Drei Eichner Treibeschacht: Huthaus, Verwaltungsgebäude, Halde und Haldenmauerungen der Neu Glück und Drei Eichen Fundgrube (09208748)
    - Kohlenstraße – Kohlbach Kunstgraben: Kunstgraben mit allen zugehörigen Gewölbebrücken und Röschen (09208685)
    - Kohlenstraße 1 – Sonne und Gottesgabe Fundgrube: ehemalige Bergschmiede (09208733)
    - Landner Wäsche – Himmelsfürst Fundgrube: Kunstgraben mit Kunstgrabendamm sowie Herdflutgraben (09208593)
    - Landner Wäsche 3 – Alter Molchen: ehemaliges Huthaus und Halde (09304707)
    - Landner Wäsche 4 – Alter Moritz: ehemaliges Huthaus sowie zwei Halden (09208592)
    - Langenauer Straße 8 – Alter Grüner Zweig Fundgrube: ehemaliges Huthaus (09305126)
    - Langenauer Straße 9 – Gelobt Land Fundgrube: ehemaliges Huthaus mit Bergschmiede sowie die Halden des Gelobt Land Fundschachts, des Alte Kaue Schachts und des Lade des Bundes Schachts (09208584)
    - Markt 1 – Halde des St. Erasmus Schachts mit Haldenmauerung (09208564)
    - Mönchenfrei – Mönchenfreier Teich: Kunstteich (09208684)
    - Obere Dorfstraße 17 – Erzwäsche der Neu Glück und Drei Eichen Fundgrube (09208536)
    - Schulweg 1 – Stollnhaus Schacht: ehemalige Bergschmiede und Kaue (09208615)
    - Sonnenwirbel 1 – Kohlhäusler Schacht: Wassergöpel-Treibehaus, Halde mit Resten einer Parkanlage, Resten eines Pochwerks sowie einer Haldenstützmauer mit Treppenanlage und Röschenmundloch (09208621)
    - St. Michaeliser Straße 5 – ehemaliges Huthaus (09208165)
    - St. Michaeliser Straße 11 – ehemalige Bergschmiede der Grube Wilder Mann, später Berggestifts-Haus, heute Wohnhaus (09208610)
    - Straße des Friedens 28 – Wohnhaus, ursprünglich vermutlich Bergschmiede (09208619)
    - Untere Dorfstraße 25 – ehemaliges Huthaus und Wasserhaus (09208735)
    - Untere Dorfstraße 27 – Junger Schönberg: ehemaliges Wäschgebäude, später Wohnhaus (09208163)
    - Vereinigt Feld 1 – Simon Bogners Neuwerk Fundgrube: ehemalige Bergschmiede, heute Wohnhaus (09306596)
    - Vereinigt Feld 2 – Obersilberschnur obere 13. bis 20. Maß: ehemaliges Huthaus, heute Wohnhaus (09208589)
    - Vereinigt Feld 3 – Reicher Bergsegen Schacht: ehemaliges Huthaus mit Bergschmiede auf großer Halde (09208533)
    - Vereinigt Feld 4 – Scheidehäusler Schacht: ehemalige Scheidebank, heute Wohnhaus (09208736).

  - Einzeldenkmale der Sachgesamtheit „Alte Mordgrube“ (Teil der Sachgesamtheit „Brander Revier“, siehe Sachgesamtheit „Alte Mordgrube“, 09208594):
    - An der Zugspitze – Halde des Menden Schachts mit Haldenstützmauern, zwei Mundlöchern, Erzbahndamm und Resten eines Kunstgrabens (09208674)
    - An der Zugspitze – Parkanlage der Lederwerke Moritz Stecher (Gartendenkmal)
    - An der Zugspitze – Kriegerdenkmal für die im Ersten Weltkrieg gefallenen Arbeiter der Lederwerke Moritz Stecher, Gedenkstein für Moritz Stecher und Aussichtsplattform in der Parkanlage (09208559)
    - An der Zugspitze 5 – Lehmhäusel: altes Zechenhaus (09208587)
    - An der Zugspitze 10 – Landhaus: Wohnhaus mit Einfriedung (09208560)
    - An der Zugspitze 11 – Erhardhaus: Beamtenwohnhaus (09208580)
    - An der Zugspitze 11a – Wasserturm (09208581)
    - An der Zugspitze 12 – Huthaus (09208558)
    - An der Zugspitze 13 – Bergschmiede (09208579)
    - An der Zugspitze 13 (neben) – Wasserhebehaus (09247884)
    - An der Zugspitze 14 – ehemaliges Material- und Kohlenhaus, später Wohnhaus „Gelobt Land“ (09208629)
    - An der Zugspitze 15 – ehemaliges Treibe-, Kessel- und Maschinenhaus des Menden Schachts, später Gaststätte „Zugspitze“ mit Saalanbau (09209999)
    - An der Zugspitze 15 (untertägig) – Brendel’sche Wassersäulenmaschine (09247880)
    - An der Zugspitze 16 – Eiserne Jungfrau: Beamtenwohnhaus (09247863)
    - An der Zugspitze 17 – ehemaliges Material- und Bethaus (09208578)
    - An der Zugspitze 18 – Wohnhaus, Toreinfahrt und Halde mit Haldenstützmauer (sogenannte „Villa Fortuna“, 09208151)

  - Sachgesamtheitsteile der Sachgesamtheit „Brander Revier“: Die Sachgesamtheitsteile im Ortsteil Brand-Erbisdorf – die obertägig teils weithin sichtbaren Halden und Haldenzüge sowie drei Teichdämme im Freiwald, welche ein wesentliches Zeugnis der einst regen Bergbautätigkeit im Brander Revier sind – werden der Denkmalkartierung entsprechend getrennt für die Gemarkung Brand sowie die Gemarkung Erbisdorf aufgeführt. Die Sachgesamtheitsteile der Sachgesamtheit „Alte Mordgrube“ befinden sich auf der Gemarkung Erbisdorf und werden am Ende des Dokuments aufgeführt.
  - Sachgesamtheitsteile der Sachgesamtheit „Brander Revier“ auf der Gemarkung Brand: Die Nummerierung der Halden, die Bestandteile der Sachgesamtheit und keine Einzeldenkmale sind, erfolgte in der Denkmalkartierung zeilenweise pro Planquadrat (A1 bis B4). Halden, die im Ensemble mit weiteren baulichen Denkmalen bestehen, sind als Einzeldenkmale nicht nummeriert und über die Straße sowie ggf. die Hausnummer verortet. Weitere Sachgesamtheitsteile wie Ruinen von Gebäuden oder Teichdämme werden nicht nummeriert, aber den jeweiligen Planquadraten zugeordnet beschrieben. Für die Einordnung der Halden wurden neben der bisherigen Denkmalkartierung auf Grundlage von Beyer 1995 vor allem zwei aktuelle Karten zum Bergbaurevier Brand-Erbisdorf von 1990 und 2008 sowie mehrere historische Grubenrisse verwendet, darunter eine Karte von Freiberg und Umgebung mit Bezeichnung der Stollen und Mundlöcher von 1866 sowie zwei Grubenrisse von Stollen im Freiberger Revier von 1792 und 1802.
    - A1/B1/A2/B2:
      - 1 Halde um den Max Roscher Schacht, Flurstücke 255, 358 und 360, setzt sich zusammen aus den Halden mehrerer Schächte, darunter im Westen der Johanneser Maschinen Schacht mit obertägig sichtbarer Schachtmauerung nebst Schienenabdeckung des verfüllten Schachtquerschnitts (Beyer 1995: Nummer 1A, Bergbaukarte 1990: Nummer 1, Bergbaukarte 2008: Nummer 70) und im Osten der Schwarzgärtner Schacht (Bergbaukarte 1990: Nummer 4, Bergbaukarte 2008: Nummer 72) sowie der Prinz Leopold Schacht (Beyer 1995: Nummer 2A, Bergbaukarte 1990: Nummer 5, Bergbaukarte 2008: Nummer 73 [hier als Schöne Maria Schacht verzeichnet]), Hauptschacht war zuletzt der Max Roscher Schacht (Bergbaukarte 2008: Nummer 87)

    - B2:
      - 2 Halde eines Tageschachts auf den Gottlob Stehenden, Flurstück 367 (Beyer 1995: Nummer 3A [hier als Gottlob Neuschacht verzeichnet], Bergbaukarte 1990: Nummer 27 [hier als Grüngärtner Schacht verzeichnet], Bergbaukarte 2008: Nummer 97 [hier als Gottlob Neuschacht verzeichnet])
      - 3 Halde eines Tageschachts auf den Gottlob Stehenden, Flurstück 367 (Beyer 1995: Nummer 4A, Bergbaukarte 1990: Nummer 26 [hier als Gottlob Neuschacht verzeichnet])
      - 4 Halde des Affner Fundschachts, Flurstück 276 (Beyer 1995: Nummer 5A, Bergbaukarte 1990: Nummer 23, Bergbaukarte 2008: Nummer 98)
      - 5 Halde des Fräulein Glück Schachts, Flurstücke 364/2 und 364/5 (Beyer 1995: Nummer 6A, Bergbaukarte 2008: Nummer 104)
      - 6 Halde/Haldenzug des Friedlicher Vertrag Schachts sowie weiterer Tageschächte auf den Gottlob Stehenden, Flurstück 367/1 (Beyer 1995: Nummer 7A/8A [hier als Tageschächte verzeichnet], Bergbaukarte 1990: Nummer 32 Bergbaukarte 2008: Nummer 105)

    - C2:
      - 7 Halde des Friedrich Schachts, Flurstück 375 (Bergbaukarte 1990: Nummer 21, Bergbaukarte 2008: Nummer 100)

    - A3:
      - 8 Haldenzug der St. Appolonia Schächte, Flurstück 369/3 (Beyer 1995: Nummer 9A/10A, Bergbaukarte 2008: Nummer 111)
      - 9 Halde des St. Leonhardt Schachts, Flurstück 369/3 (Beyer 1995: Nummer 11A, Bergbaukarte 2008: Nummer 110)
      - 10 Halde eines Tageschachts auf dem Hauptschlüssel Flacher, Flurstücke 116/1, 116/ und, 118, erstreckt sich auch über die Gemarkung Erbisdorf – vgl. Halde mit der Nummer 4 (Beyer 1995: Nummer 4, Bergbaukarte 1998 – Nummer 70 [hier als Sonnenwirbel und Markscheide Schacht verzeichnet], Bergbaukarte 2008: Nummer 128b)

    - B3:
      - 11 Halde eines Tageschachts auf dem St. Stephan Spat, zur Vergnügte Anweisung Fundgrube gehörig, Flurstücke 285/1, 285/2 (Beyer 1995: Nummer 12/14, Bergbaukarte 1990: Nummer 44 [hier als Vergnügte Anweisung/Urban (eigentlich: urbar) verzeichnet], Bergbaukarte 2008: Nummer 113)
      - 12 Halde des Glücksrader Schachts, Flurstück 287/1 (Beyer 1995: Nummer 15, Bergbaukarte 1998 – Nummer 50, Bergbaukarte 2008: Nummer 120)
      - 13 Halde des Reußen Schachts, Flurstücke 286/12, 286/13, 288 (Beyer 1995: Nummer 16, Bergbaukarte 1998 – Nummer 51, Bergbaukarte 2008: Nummer 129)
      - 14 Halde des Altes Kreuz Schachts, Flurstücke 145/1, 143, 144, 145/2 (Beyer 1995: Nummer 41, Bergbaukarte 2008: Nummer 149)

    - C3:
      - 15 Halde des Schleifer Schachts, Flurstücke 274/7, 274/22 (Beyer 1995: Nummer 18, Bergbaukarte 1998 – Nummer 43, Bergbaukarte 2008: Nummer 121 [hier als Schacht auf der „Schleiferhalde“ verzeichnet])

    - B4:
      - 16 Halde des Sonnenglanzer Schachts, Flurstücke 15, 16 (Beyer 1995: Nummer 8, Bergbaukarte 1990: Nummer 122, Bergbaukarte 2008: Nummer 188)
      - 17 Halde eines Tageschachts vermutlich auf den St. Seelig Stehenden, Flurstück 248/1 (Beyer 1995: Nummer 19)

  - Sachgesamtheitsteile der Sachgesamtheit „Brander Revier“ auf der Gemarkung Erbisdorf: Auch für die Gemarkung Erbisdorf erfolgte die Nummerierung der als Sachgesamtheitsteile erfassten Halden in der Denkmalkartierung zeilenweise und pro Planquadrat (C1 bis B9). Die Ruine der Gelobt Lander Wäsche sowie die drei im Freiwald erfassten Teichdämme sind nicht nummeriert, aber ebenfalls mit Hilfe der Planquadrate zu verorten.
    - C1:
      - 1 Halde des Bleispat Schachts, Flurstück 3 (Beyer 1995: Nummer 2, Bergbaukarte 1990: Nummer 47, Bergbaukarte 2008: Nummer 118)

    - F1:
      - 2 Halde der Alten Mordgrube 7. untere Maß, Flurstück 561, zugleich Bestandteil der Sachgesamtheit „Alte Mordgrube“, 09208594 (Bergbaukarte 1990: Nummer 34, Bergbaukarte 2008: Nummer 101 [hier als Rote Schächte verzeichnet])

    - C2:
      - 3 Halde eines Tageschachts auf den Hauptschlüssel Flachen, Flurstück 5/1 (Beyer 1995: Nummer 3 (hier als Althörniger Schacht verzeichnet), Bergbaukarte 1998 – Nummer 71, Bergbaukarte 2008: Nummer 128a)
      - 4 Halde eines Tageschachts auf den Hauptschlüssel Flachen, Flurstücke 6/1, 6/2, 7/1, erstreckt sich auch über die Gemarkung Brand – vgl. Halde mit der Nummer 10 (Beyer 1995: Nummer 4, Bergbaukarte 1998 – Nummer 70 [hier als Sonnenwirbel und Markscheide Schacht verzeichnet], Bergbaukarte 2008: Nummer 128b)
      - 5 Halde des St. Wenzel Schachts mit ehemaligem Huthaus der Grube St. Wenzel (Jahnstraße 3/Flurstücke 16/31, 16/34, 18/2), ehemaliges Huthaus einer bedeutenderen Brand-Erbisdorfer Grube (erhielt um 1570 ein vom Freiberger Bergmeister und späteren Oberbergmeister Martin Planer konstruiertes Kunstgezeug, zuvor wurde die Wasserhebung in der Grube von über 200 Wasserknechten sowie 16 Pferden durchgeführt, das Aufschlagwasser für die Grube St. Wenzel wurde von dem Langenauer Wasser, daher auch St. Wenzels Kunstgraben genannt, herbeigeführt – vgl. 08991262, die Entwässerung erfolgte durch den Thelersberger Stolln – vgl. 09208657), heute Wohnhaus, äußerlich stark verändert (Beyer 1995: Nummer 10, Bergbaukarte 1990: Nummer 104, Bergbaukarte 2008: Nummer 173, Wagenbreth 1986, S. 55, 65, 122, 124 und 136)

    - E2:
      - 6 Haldenreste des Alte Mordgrube Huthausschachts, Flurstücke 507/3, 798, zugleich Bestandteil der Sachgesamtheit „Alte Mordgrube“, 09208594 (Beyer 1995: Nummer 35, Bergbaukarte 1990: Nummer 41 [hier als Nillischacht/Alte Mordgrubner Fundschächte verzeichnet], Bergbaukarte 2008: Nummer 133)
      - 7 Halde des Alte Mordgrube Fundschachts, Flurstücke 680, 681, 682/5), zugleich Bestandteil der Sachgesamtheit „Alte Mordgrube“, 09208594 (Bergbaukarte 1990: Nummer 60 [hier als Mertens Tageschacht verzeichnet], Bergbaukarte 2008: Nummer 152)
      - 8 Haldenreste des St. Merten Schachts, Flurstück 504/4 (Beyer 1995: Nummer 39, Bergbaukarte 1990: Nummer 62, auf der Bergbaukarte 2008 als Nummer 151 weiter nördlich verortet)
      - 9 Halde eines Tageschachts auf den Alt Mordgrübener Stehenden, Flurstück 504a (Beyer 1995: Nummer 37)

    - F2:
      - 10 Halde eines Tageschachts auf den Aller Welt Heiland Stehenden, zur Aller Welt Heiland Fundgrube gehörig, Flurstück 693 (Bergbaukarte 1990: Nummer 59, Bergbaukarte 2008: Nummer 181 [in beiden – korrekt aber nicht präzise – als Tageschacht auf den Thelersberger Stolln verzeichnet])

    - B3:
      - 11 Halde des Himmlische Musik Schachts, Flurstück 52/50 (Beyer 1995: Nummer 12 [hier als Halde auf den Ludwig Stehenden bezeichnet], Bergbaukarte 1990: Nummer 150, Bergbaukarte 2008: Nummer 199)
      - 12 Halde eines Tageschachts auf den Ludwig Stehenden, Flurstück 53 (Beyer 1995: Nummer 13)

    - C3:
      - 13 Halde des Goldene Schelle Tageschachts, Flurstücke 84/3, 84/4 (Beyer 1995: Nummer 9, Bergbaukarte 1990: Nummer 121, Bergbaukarte 2008: Nummer 187)
      - 14 Halde des Holewein Tageschachts, Flurstück 99/1 (Beyer 1995: Nummer 7, Bergbaukarte 1990: Nummer 142, Bergbaukarte 2008: Nummer 204)

    - D3:
      - 15 Halde des Alt Haasener Tageschachts, Flurstücke 513, 514 (Beyer 1995: Nummer 23 [hier verzeichnet als Haasner Zechenhaus], Bergbaukarte 1990: Nummer 90 [hier verzeichnet als Junger Hase/Alte Haasen], Bergbaukarte 2008: Nummer 193)
      - 16 Halde des St. Seligen Schachts, Flurstücke 524/1, 525/1, 527 (Beyer 1995: Nummer 20, Bergbaukarte 1990: Nummer 99, Bergbaukarte 2008: Nummer 190)
      - 17 Halde des St. Christopher Schachts, Flurstück 515 (Beyer 1995: Nummer 22, Bergbaukarte 1990: Nummer 97, Bergbaukarte 2008: Nummer 192)
      - 18 Haldenreste eines Tageschachts auf den Schönberger Spat, Flurstück 485/2 (Beyer 1995: Nummer 33 [als Spatschacht verzeichnet])
      - 19 Halde eines Tageschachts auf den Schönberger Spat, Flurstück 485/2 (Beyer 1995: Nummer 34, Bergbaukarte 1990: Nummer 136 [hier als Spatschacht verzeichnet], Bergbaukarte 2008: Nummer 219 [hier ebenfalls als Spatschacht verzeichnet])
      - 20 Halde eines Tageschachts auf den Schönberger Spat, Flurstück 485/2 (Beyer 1995: Nummer 32)

    - E3:
      - 21 Halde eines Tageschachts auf den Haasener Flachen, Flurstück 486 (Beyer 1995: Nummer 29)
      - 22 Halde eines Tageschachts auf den Haasener Flachen, Flurstück 486, 487, 488 (Beyer 1995: Nummer 30)
      - 23 Halde eines Tageschachts auf den Haasener Flachen, Flurstück 479 (Beyer 1995: Nummer 31)
      - 24 Halde des Alte Mordgrube obere Maßen Schachts, Flurstück 504/4), zugleich Bestandteil der Sachgesamtheit „Alte Mordgrube“, 09208594 (Beyer 1995: Nummer 38 [hier als Tagesschacht an der Mordgrube verzeichnet], Bergbaukarte 1990: (Beyer 1995: Nummer 38 [hier als Tagesschacht an der Mordgrube verzeichnet], Bergbaukarte 1990: Nummer 61 [hier als Prophet Samuel Tageschacht verzeichnet], Bergbaukarte 2008: Nummer 180)
      - 25 Halde des Inseler Tageschachts, Flurstück 488/2 (Beyer 1995: Nummer 24, Bergbaukarte 1990: Nummer 91 [hier verzeichnet als Insler-Spat-Tageschacht/Hilfe Gottes], Bergbaukarte 2008: Nummer 194)
      - 26 Halde eines Tageschachts auf den Sonne und Gottesgaber Stehenden, Flurstück 473/2 (Beyer 1995: Nummer 25, Bergbaukarte 1990: Nummer 94 [hier als Tageschacht auf den Gottesgabe Stehenden/Letzschacht verzeichnet])
      - 27 Halde eines Tageschachts auf den Sonne und Gottesgaber Spat, Flurstück 488a (Beyer 1995: Nummer 27)
      - 28 Halde des Sonne und Gottesgaber Huthausschachts, auch als Alter Kunstschacht bezeichnet, zur Sonne und Gottesgabe Fundgrube gehörig, Flurstücke 475/1, 475/2 (Beyer 1995: Nummer 26 [hier als Spatschächte verzeichnet], Bergbaukarte 1990: Nummer 95/96 [hier als Sonne- und Gottesgabe-Huthaus-Schacht/Neue Sonne/Alter Kunstschacht (95) bzw. Letzschacht (96) verzeichnet], Bergbaukarte 2008: Nummer 195)
      - 29 Halde der Flächsler Schächte, zur Sonne und Gottesgabe Fundgrube gehörig, Flurstück 457 (Beyer 1995: Nummer 28, Bergbaukarte 1990: Nummer 125 [hier als St. Hedwig samt dem Flächsel/Flächsler Schächte verzeichnet], Bergbaukarte 2008: Nummer 208)

    - F3:
      - 30 Halde des Mühlweg Schachts auf den Aller Welt Heiland Stehenden, zur Aller Welt Heiland Fundgrube gehörig, Flurstück 466/2, 695/2 (Bergbaukarte 1990: Nummer 92 [hier als Mühlweg-Schacht/Mühlberg-Schacht/Carlschacht bezeichnet], Bergbaukarte 2008: Nummer 196)
      - 31 Halde eines Tageschachts auf den Aller Welt Heiland Stehenden, zur Aller Welt Heiland Fundgrube gehörig, Flurstück 464/2 (Bergbaukarte 1990: Nummer 93, Bergbaukarte 2008: Nummer 197)

    - B4:
      - 32 Halde des Ludwig Schachts, zur Gelobt Lander Fundgrube gehörig, Flurstück 168 (Beyer 1995: Nummer 1x, Bergbaukarte 1990: Nummer 174, Bergbaukarte 2008: Nummer 227)
      - 33 Halde eines Tageschachts auf den (Prophet) Daniel Flachen, Flurstücke 166/2 und 181/3 (Beyer 1995: Nummer 16x, Bergbaukarte 1990: Nummer 176 [hier als Urban (eigentlich: urbar) verzeichnet])
      - 34 Halde des Budel Schachts, Flurstück 166/2 (Beyer 1995: Nummer 26x [hier fälschlich als Tageschacht verzeichnet, vgl. aber Nummer 27x „Pudelschacht“], Bergbaukarte 1990: Nummer 190 [hier neben Budel Schacht auch als Börner Schacht bezeichnet], Bergbaukarte 2008: Nummer 247)

    - C4:
      - 35 Halde eines Tageschachts auf den (Prophet) Daniel Flachen, Flurstück 181/3 (Beyer 1995: Nummer 17x, Bergbaukarte 1990: Nummer 176 [als Urban (eigentlich: urbar) verzeichnet])
      - 36 Halde eines Tageschachtes der Grube Goldene Rose, Flurstücke 172 und 173/1 (Beyer 1995: Nummer 2x, Bergbaukarte 1990: Nummer 171 [hier auch als Hopfgärtner Tageschacht/Goldrosner Schächte verzeichnet], Bergbaukarte 2008: Nummer 228 [hier als Goldene Rose, Schacht am Huthaus verzeichnet])
      - 37 Halde des Herzog August Schachts, Flurstücke 179, 181/3 und 183/4 (Beyer 1995: Nummer 3x, Bergbaukarte 1990: Nummer 178, Bergbaukarte 2008: Nummer 229)
      - 38 Halde des Hopfgarten Fundschachts, Flurstück 188/1 (Beyer 1995: Nummer 18x, Bergbaukarte 1990: Nummer 186, Bergbaukarte 2008: Nummer 249)
      - 39 Halde des Strauß Schachts, Flurstücke 187/2, 189/2 und 190 (Beyer 1995: Nummer 19x, Bergbaukarte 1990: Nummer 184, Bergbaukarte 2008: Nummer 250)
      - 40 Halde von Neidhards altem Tageschacht, Flurstück 303a (Beyer 1995: Nummer 20x, Bergbaukarte 1990: Nummer 179, Bergbaukarte 2008: Nummer 234)
      - 41 Halde des Jung Vestenburger Schachts, Flurstück 349 (Beyer 1995: Nummer 6x, Bergbaukarte 1990: Nummer 167, Bergbaukarte 2008: Nummer 232)

    - D4:
      - 42 Halde des Kälbertanz Schachts, Flurstücke 485/2 und 517/3 (Bergbaukarte 1990: Nummer 137, Bergbaukarte 2008: Nummer 218)
      - 43 Halde eines Tageschachts auf den Adler Flachen, zu Kälbertanz gehörig, Flurstücke 484/1 und 485/2 (Beyer 1995: Nummer 7x, Bergbaukarte 1990: Nummer 157 [hier als Alter Tageschacht zu Kälbertanz verzeichnet], Bergbaukarte 2008: Nummer 220a)
      - 44 Halde eines Tageschachts auf den Adler Flachen, Flurstück 454 (Beyer 1995: Nummer 8x, Bergbaukarte 1990: Nummer 162 [hier als Adler verzeichnet], Bergbaukarte 2008: Nummer 220b)
      - 45 Halde eines Tageschachts auf den Adler Flachen, Flurstücke 454b und 454c (Beyer 1995: Nummer 21x)
      - 46 Halde eines Tageschachts auf den Adler Flachen, Flurstück 450/56 (Beyer 1995: Nummer 30x, Bergbaukarte 1990: Nummer 181, Bergbaukarte 2008: Nummer 235 [hier als Adlerschacht verzeichnet])
      - 47 Halde eines Tageschachts, zur Gelobt Oelberger Fundgrube gehörig, Flurstück 455b (Beyer 1995: Nummer 9x)

    - E4:
      - 48 Halde eines Tageschachts, zur Gelobt Oelberger Fundgrube gehörig, Flurstück 455b (Beyer 1995: Nummer 10x [hier als Tageschacht verzeichnet])
      - 49 Halde des Gelobt Oelberger Treibeschachts, Flurstücke 455/6 und 455/7 (Beyer 1995: Nummer 11x, Bergbaukarte 1990: Nummer 158 [hier als Oelberger Tageschacht/Treibeschacht auf den Gelobt Oelberg verzeichnet], Bergbaukarte 2008: Nummer 221)
      - 50 Halde eines Tageschachts, zur Grube Kuhberg oder Güte Gottes samt Silberkasten gehörig, Flurstück 450/64 (Beyer 1995: Nummer 22x, Bergbaukarte 1990: Nummer 161)
      - 51 Halde des Silberkasten Schachts, Flurstück 453/1 (Beyer 1995: Nummer 23x, Bergbaukarte 1990: Nummer 160)
      - 52 Halde eines Tageschachts auf den Sonne und Gottesgaber Stehenden, zur Sonne und Gottesgabe Fundgrube gehörig, Flurstücke 456/1 und 456/2 (Beyer 1995: Nummer 13x, Bergbaukarte 1990: Nummer 127 [hier als Sonne und Gottesgabe/Alte und Junge Sonne verzeichnet], Bergbaukarte 2008: Nummer 223)
      - 53 Halde des Kaspar Kunst- und Treibeschachts sowie des zugehörigen Richtschachts, zur Sonne und Gottesgabe Fundgrube gehörig, Flurstücke 455/3, 455/4 und 455/8 (Beyer 1995: Nummer 12x, Bergbaukarte 1990: Nummer 159 [hier als Sonne- und Gottesgabe-Kunst- und Treibeschacht/Kaspar-Kunst- und Treibeschacht/Richtschacht/Sonner Spatschacht verzeichnet], Bergbaukarte 2008: Nummer 222)
      - 54 Halde eines Tageschachts auf den Sonne und Gottesgaber Stehenden oder auf den Schönberger Spat, Flurstück 459/1 (Beyer 1995: Nummer 24x)
      - 55 Halde eines Tageschachts auf den Sonne und Gottesgaber Stehenden, Flurstück 459/1 (Beyer 1995: Nummer 25x, Bergbaukarte 2008: Nummer 237)
      - 56 Halde eines Tageschachts, vermutlich auf den Flächsler Flachen, Flurstück 460/1 (Beyer 1995: Nummer 14x)
      - 57 Halde eines Tageschachts, vermutlich auf den Flächsler Flachen, Flurstück 460/1 (Beyer 1995: Nummer 15x)

    - F4:
      - 58 Halde des Aller Welt Heiland Fundschachts, zur Aller Welt Heiland Fundgrube gehörig, Flurstück 461 (Bergbaukarte 1990: Nummer 126 [hier als Gott-mit-uns-Schacht verzeichnet], Bergbaukarte 2008: Nummer 209)

    - A5:
      - 59 Halde des Jung Einhorn Tageschachts, zur Jung Einhorn Fundgrube gehörig, Flurstück 198/2, erstreckt sich auch über die Gemarkung Himmelsfürst, vgl. Halde mit der Nummer 65 (Beyer 1995: Nummer 83 (OT Himmelsfürst), Bergbaukarte 1990: Nummer 211, Bergbaukarte 2008: Nummer 288)

    - B5:
      - 60 Halde des Alt Grünzweiger (auch: Alt Gregor) Hutschachts, zur Alter Grüner Zweig Fundgrube gehörig, Flurstücke 166/2 und 181/3 (Beyer 1995: Nummer 27x [hier fälschlich als „Pudelschacht“ bezeichnet], Bergbaukarte 1990: Nummer 188, Bergbaukarte 2008: Nummer 248 [in beiden Karten als St. Gregorius oder Grünzweiger Tageschacht verzeichnet], vgl. auch Grundriss der Thelersberger-, Tauber-, Brand- und Tiefe Fürstenstollen von 1792)
      - 61 Halde des Knaben oder auch Kohlstraßen Schachts, Flurstücke166/2 und 181/3 (Beyer 1995: Nummer 28x, Bergbaukarte 1990: Nummer 197, Bergbaukarte 2008: Nummer 262)
      - 62 Halde des Weiße Taube Schachts, zur Alter Grüner Zweig Fundgrube gehörig, Flurstück 182 (Beyer 1995: Nummer 29x, Bergbaukarte 1990: Nummer 198 [hier als Alter-Grüner-Zweig-Fundgrube/Gregorius- oder Weiße-Taube-Grube verzeichnet], Bergbaukarte 2008: Nummer 263)
      - 63 Halde des Wilhelm Schachts, Flurstücke 209 und 210/3 (Beyer 1995: Nummer 38x, Bergbaukarte 1990: Nummer 206)
      - 64 Halde eines Tageschachts auf den Horchhalder Stehenden, Flurstück 210/3 (Beyer 1995: Nummer 41x, Bergbaukarte 1990: Nummer 205, Bergbaukarte 2008: Nummer 275)
      - 65 Halde eines Tageschachts auf den Seidenschwanz (auch: Horchhalder) Stehenden, Flurstück 210/3 (Beyer 1995: Nummer 44x)

    - C5:
      - 66 Halde eines Tageschachts auf den Prophet Daniel Flachen, Flurstücke 210b und 210c (Beyer 1995: Nummer 42x, Bergbaukarte 2008: Nummer 276a)
      - 67 Halde eines Tageschachts auf den Prophet Daniel Flachen, Flurstück 606/1 (Beyer 1995: Nummer 42x, Bergbaukarte 2008: Nummer 276b)
      - 68 Halde des Silbergeschirr Tageschachts auf den Bartholomäus (auch: Kaiser Heinrich) Stehenden, Flurstück 606/2 (Beyer 1995: Nummer 43x, Bergbaukarte 1990: Nummer 204 [hier als Silberschwanzer Tageschacht verzeichnet], Bergbaukarte 2008: Nummer 277)
      - 69 Halde eines Tageschachts auf den Prophet Daniel Flachen, Flurstück 606/1 (Beyer 1995: Nummer 49x)
      - 70 Halde eines Tageschachts auf den Obersilberschnur Flachen, Flurstück 606/1 (Beyer 1995: Nummer 50x)

    - D5:
      - 71 Halde des Richter Schachts, zur Neu Glück und Drei Eichen Fundgrube gehörig, Flurstücke 447/1 und 447/2 (Beyer 1995: Nummer 31x, Bergbaukarte 1990: Nummer 180 [hier als Richtschacht/Neuschacht zu 3 Eichen gehörend/Kunstschacht verzeichnet], Bergbaukarte 2008: Nummer 251)

    - E5:
      - 72 Halde eines Tageschachts auf den Fastnacht Flacher, Flurstück 437/5 (Beyer 1995: Nummer 32x)
      - 73 Halde eines Tageschachts auf den Fastnacht Flacher, Flurstücke 437/5 und 437/3 (Beyer 1995: Nummer 33x)
      - 74 Halde des Fastnachter Fundschachts, Flurstücke 424/5 und 424/6 (Beyer 1995: Nummer 35x, Bergbaukarte 1990: Nummer 182 [hier als Fastnachter Tageschacht mit Fundgrube verzeichnet], Bergbaukarte 2008: Nummer 279)
      - 75 Halde eines Tageschachts auf den Fastnacht Flacher oder den Gerhard Spat, Flurstück 424/6 (Beyer 1995: Nummer 36x [hier als Tageschacht (auf den Gerhard Sp.) verzeichnet], Bergbaukarte 1990: Nummer 201, Bergbaukarte 2008: Nummer 280 [in beiden Karten als Fastnachter Tageschacht verzeichnet])

    - A6:
      - 76 Halde des Donater Huthausschachts, Flurstück 201/4 (Bergbaukarte 1990: Nummer 227 [hier auch als Alter Kunstschacht bezeichnet], Bergbaukarte 2008: Nummer 294)
      - 77 Halde des Landgraben Schachts, Flurstück 226/2 (Bergbaukarte 1990: Nummer 233, Bergbaukarte 2008: Nummer 300)
      - 78 Halde eines Tageschachts auf den Weißen Spat, Flurstücke 230a und 231 (Bergbaukarte 1990: Nummer 235, Bergbaukarte 2008: Nummer 302)
      - 79 Halde des Schwarzen Spat Schachts, zur Gelobt Land 4. bis 8. Maß samt Niclas Fundgrube gehörig, Flurstücke 230a, 230b und 231, erstreckt sich auch über die Gemarkung Langenau – vgl. Halde Nummer 2 (Bergbaukarte 1990: Nummer 254, Bergbaukarte 2008: Nummer 306 [hier als Schacht auf den Junger St. Niklas Flachen verzeichnet])
      - 80 Halde des Jung Niclaser Tageschachts auf den Schwarzen Spat, zur Gelobt Land 4. bis 8. Maß samt Niclas Fundgrube gehörig, Flurstück 231 (Bergbaukarte 1990: Nummer 258, Bergbaukarte 2008: Nummer 307)

    - B6:
      - Ruine der Gelobt Lander Wäsche (bei Landner Wäsche 2), zur Gelobt Land Fundgrube gehörig, Flurstück 222b, 1869 als Poch- und Stoßherdwäsche errichtet, erhielt Aufschlag- und Wäschwasser aus einem Kunstgraben vom Gelobt Lander Teich zum westlich gelegenen Reichelt Schacht der Himmelsfürst Fundgrube, das mit Wäschschlämmen verunreinigte Wasser von den Stoßherden gelangte nach einer gewissen Klärung in Sümpfen nahe der Wäsche über einen gesonderten Herdflutgraben zu den Erzwäschen der Himmelsfürst Fundgrube (vgl. 09208593), Gebäude 1929 durch Brand zerstört
      - 81 Halde des Alt Gelobt Land Kunstschachts auf den Gelobt Land (auch: Alt Molchner) Stehenden, zur Gelobt Land Fundgrube gehörig, Flurstück 218 (Beyer 1995: Nummer 45x, Bergbaukarte 1990: Nummer 219, Bergbaukarte 2008: Nummer 291)
      - 82 Halde eines Tageschachts auf den Alt Molchner Stehenden, Flurstück 219 (Bergbaukarte 1990: Nummer 228 [hier als Neubert Schacht verzeichnet], Bergbaukarte 2008: Nummer 295 [hier als Adelbert Schacht verzeichnet])
      - 83 Halde eines Tageschachts auf den Alt Molchner Stehenden, Flurstück 222a (Bergbaukarte 2008: Nummer 301)
      - 84 Halde des Seidenschwanzer Huthausschachts, zur Gelobt Land Fundgrube gehörig, Flurstück 607 (Beyer 1995: Nummer 46x, Bergbaukarte 1990: Nummer 218, Bergbaukarte 2008: Nummer 292)
      - 85 Halde des Seidenschwanzer Kunstschachts, zur Gelobt Land Fundgrube gehörig, Flurstück 608 (Beyer 1995: Nummer 47x, Bergbaukarte 1990: Nummer 229, Bergbaukarte 2008: Nummer 296)
      - 86 Halde eines Tageschachts auf den Seidenschwanz (auch: Blühend Glück oder Horchhalder) Stehenden, Flurstück 611 (Beyer 1995: Nummer 48x, Bergbaukarte 1990: Nummer 232)

    - C6:
      - 87 Halde eines Tageschachts auf den Wilhelm Stehenden, Flurstück 608 (Beyer 1995: Nummer 52x)
      - 88 Halde eines Tageschachts auf den Wilhelm Stehenden, Flurstück 608 (Beyer 1995: Nummer 53x)
      - 89 Halde eines Tageschachts auf den Wilhelm Stehenden, Flurstück 613b
      - 90 Halde der Altkauer Schächte auf den Obersilberschnur Flachen, Flurstück 609 (Beyer 1995: Nummer 51x, Bergbaukarte 1990: Nummer 217, Bergbaukarte 2008: Nummer 297)
      - 91 Halde eines Tageschachts auf den Obersilberschnur Flachen, Flurstück 612a (Beyer 1995: Nummer 54x)

    - B7:
      - 92 Halde eines Schachts auf den Blühend Glück (auch: Seidenschwanz oder Horchhalder) Stehenden, Flurstück 614a (Bergbaukarte 2008: Nummer 312)
      - 93 Halde des Legteich Schachts, Flurstücke 724 und 725 (Bergbaukarte 1990: Nummer 277, Bergbaukarte 2008: Nummer 324)

    - C7:
      - 94 Halde des Schweinskopfer Markscheideschachts, zur Schweinskopf Fundgrube gehörig, Flurstück 241, 628 und 618/4 (Bergbaukarte 1990: Nummer 246, Bergbaukarte 2008: Nummer 317)
      - 95 Halde der Landgrabner Schächte, zur Grube Obersilberschnur 10. Maß gehörig, Flurstück 586 (Bergbaukarte 1990: Nummer 243, Bergbaukarte 2008: Nummer 313)

    - D7:
      - 96 Halde der Flachen Schächte, zur Grube Silberschnur obere 12. Maß gehörig, Flurstück 594 (Bergbaukarte 1990: Nummer 260, Bergbaukarte 2008: Nummer 318)
      - 97 Halde des Robert Schachts, Flurstück 278 (Bergbaukarte 1990: Nummer 244, Bergbaukarte 2008: Nummer 314)
      - 98 Wäschsand-Halde der Reichbergsegener (auch: Vereinigt Felder) Erzwäsche sowie südlich vorgelagerte Mauerreste des ehemaligen Wäschgebäudes, zur Grube Unterhaus Sachsen samt Reicher Bergsegen (später Vereinigt Feld) gehörig, Flurstück 387/1
      - 99 Halde eines Tageschachts auf den Wille des Herrn Spat, Flurstück 393/4 (Bergbaukarte 1990: Nummer 264 [hier als Lindnerschacht verzeichnet], Bergbaukarte 2008: Nummer 320b)

    - E7:
      - 100 Halde des Segen Gottes Schachts, Flurstücke 397a und 752/2 (Bergbaukarte 1990: Nummer 266, Bergbaukarte 2008: Nummer 321)
      - 101 Halde des Glück Auf (auch: Simon Bogners Neuwerk) Schachts, Flurstücke 398/1 und 752/2 (Bergbaukarte 1990: Nummer 265, Bergbaukarte 2008: Nummer 322)

    - F7:
      - Teichdamm des Poch Teiches, Flurstück 768/2, der nördlichste der drei „Alten Waldteiche“ im Freiwald, Kunstteiche eines frühen bergbauwasserwirtschaftlichen Systems zur Speicherung des Münzbachwassers für den Freiberger Bergbau, eingerichtet vor 1524 bzw. 1558 (vgl. Wagenbreth 1986, S. 65), wurden ab 1558 in das vom Freiberger Bergmeister Martin Planer gebirgswärts fortgesetzte größere System der späteren Revierwasserlaufsanstalt einbezogen, ab 1840 außer Betrieb und trocken gefallen
      - Teichdamm des Mittel Teiches, Flurstück 768/2), der mittlere der drei „Alten Waldteiche“ im Freiwald

    - C8:
      - 102 Halde eines Tageschachts auf den Reich Bergsegener Morgengang, Flurstücke 249/1, 251/3 und 626 (Bergbaukarte 1990: Nummer 291, Bergbaukarte 2008: Nummer 344 [in beiden Karten als Reicher Bergsegen Schacht verzeichnet])
      - 103 Halde des Weißer Schwan Schachts auf den Reich Bergsegener Morgengang und den Weißschwaner Stehenden, Flurstück 250 (Bergbaukarte 1990: Nummer 297, Bergbaukarte 2008: Nummer 345)

    - D8:
      - 104 Halde eines Tageschachts auf den Obersilberschnur Stehenden, zur Grube Unterhaus Sachsen samt Reicher Bergsegen (später: Vereinigt Feld) gehörig, Flurstück 265/2 (Bergbaukarte 1990: Nummer 281, Bergbaukarte 2008: Nummer 331)
      - 105 Halde eines Tageschachts auf den Lustgarten Flachen, zur Grube Unterhaus Sachsen samt Reicher Bergsegen (später: Vereinigt Feld) gehörig, Flurstück 265/2) Reicher Bergsegen (später: Vereinigt Feld) gehörig, Flurstück 265/2 (Bergbaukarte 1990: Nummer 290 [hier möglicherweise fälschlich als Obersilberschnur ob. 13. bis 20. Maß verzeichnet, vgl. 09208589], Bergbaukarte 2008: Nummer 332)
      - 106 Halde des Hauses Sachsen Schachts auf den Obersilberschnur Stehenden, zur Grube Unterhaus Sachsen samt Reicher Bergsegen (später: Vereinigt Feld) gehörig, Flurstück 265/2 (Bergbaukarte 1990: Nummer 289 [hier als nochmaliges Kunstgezeuge von Reicher-Berg-Segen-Fundgrube verzeichnet], Bergbaukarte 2008: Nummer 333)
      - 107 Halde des Neuhaus Sachsen Schachts auf den Wegweiser Spat, zur Grube Unterhaus Sachsen samt Reicher Bergsegen (später: Vereinigt Feld) gehörig, Flurstück 752/2 (Bergbaukarte 1990: Nummer 271, Bergbaukarte 2008: Nummer 335)
      - 108 Halde des Felix Schachts auf den Unterhaus Sachsen (auch: Palmzweiger) Spat, zur Grube Unterhaus Sachsen samt Reicher Bergsegen (später: Vereinigt Feld) gehörig, Flurstück 752/2 (Bergbaukarte 1990: Nummer 282, Bergbaukarte 2008: Nummer 336)
      - 109 Halde des Oberhaus Sachsen Schachts auf den Unterhaus Sachsen (auch: Palmzweiger) Spat, zur Grube Unterhaus Sachsen samt Reicher Bergsegen (später: Vereinigt Feld) gehörig, Flurstück 752/2 (Bergbaukarte 1990: Nummer 287 [hier zudem als weiterer Felixschacht bezeichnet], Bergbaukarte 2008: Nummer 337)
      - 110 Halde eines Tageschachts (Freudenstein Schacht) der Grube Obersilberschnur 19. und 20. Maß auf den Freudenstein (auch: Simon Bogners Neuwerker) Flachen, später zur Grube Unterhaus Sachsen samt Reicher Bergsegen (später: Vereinigt Feld) gehörig, Flurstück 752/2 (Bergbaukarte 1990: Nummer 286, Bergbaukarte 2008: Nummer 346)

    - E8:
      - 111 Halde des Neuhoffnunger Schachts, Flurstück 752/2 (Bergbaukarte 1990: Nummer 269, Bergbaukarte 2008: Nummer 340)
      - 112 Halde eines alten Tageschachts auf den Prinzen (oder möglicherweise auch auf den Wegweiser) Spat, Flurstück 752/2 (Bergbaukarte 1990: Nummer 270, Bergbaukarte 2008: Nummer 339)
      - 113 Halde eines alten Tageschachts auf den Benjamin Spat, zur Churhaus Sachsen Fundgrube gehörig, Flurstück 752/2 (Bergbaukarte 1990: Nummer 284, Bergbaukarte 2008: Nummer 341)
      - 114 Halde eines Tageschachts auf den Taube Stolln auf dem Unterhaus Sachsen (auch: Palmzweiger) Spat, Flurstück 752/2 (Bergbaukarte 1990: Nummer 285, Bergbaukarte 2008: Nummer 347a)
      - 115 Halde eines Tageschachts auf den Unterhaus Sachsen (auch: Palmzweiger) Spat, Flurstück 752/2 (Bergbaukarte 2008: Nummer 347b)
      - 116 Halde eines Tageschachts, der möglicherweise auf den Freudensteiner (auch: Simon Bogners Neuwerker) Flachen niederging, vermutlich zur Grube „Ich wags Gott vermags“ zugehörig, Flurstück 752/2

    - F8:
      - Teichdamm des Alten Teiches, Flurstück 768/2), der südlichste der drei unter F7 genannten „Alten Waldteiche“ im Freiwald

    - B9:
      - 117 Halde des Neuen Neuschachts auf den Hoffnung Gottes Stehenden mit offen liegendem Schachtmund (Schachtaufmauerung bezeichnet 1834), zur Grube Hoffnung Gottes gehörig, Flurstück 633
      - 118 Halde vermutlich der Hoffnunger Schächte, zur Grube Hoffnung Gottes gehörig, Flurstück 640

  - Sachgesamtheitsteile der Sachgesamtheit „Alte Mordgrube“ auf der Gemarkung Erbisdorf:
    - An der Zugspitze – Halde des Alte Mordgrube Huthausschachts
    - An der Zugspitze – Halde des Alte Mordgrube Fundschachts
    - An der Zugspitze 16 (vor) – ehemaliges Zünderhaus (ohne südliche Anbauten)
    - An der Zugspitze 12 (hinter) – Kohlenschuppen (ohne Garagenanbauten)
    - An der Zugspitze – Einfriedung

  - Sachgesamtheitsteile und Einzeldenkmale:
    - I. Brand-Erbisdorf-Stadt, südlicher Teil:
      - 1x. Ludwigschacht
      - 2x. Goldene Rose
      - 3x. Herzog August
      - 4x. St. Bartholomäus
      - 5x. Beständige Freundschaft
      - 6x. Junge Vestenburg
      - 7x./8x. Tageschacht (auf den Adler Fl.)
      - 9x./10x. Tageschacht
      - 11x. Oelberg
      - 12x. Kaspar, Kunst- und Treibeschacht
      - 13x. Sonne und Gottesgabe
      - 14x./15x. Tageschacht
      - 16x/17x. Tageschacht (auf den Daniel Fl.)
      - 18x. Hopfgarten
      - 19x. Strauß
      - 20x. Neidhard
      - 21x. Tageschacht (auf den Adler Fl.)
      - 22x. Kuhberg oder Güte Gottes samt Silberkasten
      - 23x. Silberkasten
      - 24x.-26x. Tageschacht
      - 27x. Pudelschacht
      - 28x. Knabenschacht
      - 29x. Alter Grüner Zweig
      - 30x. Alter Tageschacht
      - 31x. Richterschacht
      - 32x./33x. Tageschacht (auf den Fastnacht Fl.)
      - 34x. Vereinigt Feld sowie Neuglück und Drei Eichen-Treibeschacht (s. Liste)
      - 35x. Fastnachter Tageschacht
      - 36x. Tageschacht (auf den Gerhard Sp.)
      - 37x. Gelobt-Land-Fundschacht, Halde und Huthaus (Einzeldenkmale siehe Langenauer Straße 9, Brand-Erbisdorf, Gemarkung Erbisdorf)
      - 38x. Wilhelm-Schacht
      - 39x. Tageschacht (auf den Milde Hand Gottes Fl.)
      - 40x. Lade des Bundes
      - 41x. Horchhalder Tageschacht
      - 42x. Tagesschächte (auf den Daniel Fl.)
      - 43x. Tageschacht (auf den Obersilberschnur Fl.) oder Silbergeschirr
      - 44x. Tageschacht (auf den Seidenschwanz Sth.)
      - 45x. Alt Gelobt Land-Kunstschacht
      - 46x. Seidenschwanzer Huthausschacht
      - 47x. Seidenschwanzer Kunstschacht
      - 48x. Tageschacht (auf den Seidenschwanz Sth.)
      - 49x. Tageschacht, 50x./51x. Tageschacht (auf den Obersilberschnur Fl.)
      - 52./53x. Tageschacht
      - 54x. Tageschacht (auf den Obersilberschnur Fl.)
      - 55x. Alte Vestenburg
      - 303. Halde Alter Molchen Schacht (Landner Wäsche, Gemarkung Erbisdorf Flurstück 234)
      - 324. Halde Legeteich Schacht (nahe Langenauer Straße, Gemarkung Erbisdorf Flurstücke 724, 725)
      - 57x. Halde (Alter Moritz), II. Brand-Erbisdorf
      - 58. Halde des Holwein-Tagesschacht

    - II. Brand-Erbisdorf-Stadt, nördlicher Teil:
      - 1A. Johanneser Maschinenschacht
      - 2A. Schwarzfarbe oder Prinz-Leopold-Schacht, 3A. Gottlob-Neuschacht
      - 4A. Tageschacht
      - 5A. Affner-Schacht
      - 6A.-11A. Tageschacht

    - III. Ortsteil Brand-Erbisdorf, Stadt:
      - 1. Alt-Hörnig-Treibeschacht/Vergnügte Anweisung samt Reußen
      - 2. Bleispatschacht (Halde kaum noch erkennbar)
      - 3. Althörniger Schacht
      - 4. Hauptschlüssel Flacher
      - 5. Kohlhäuser Kunst- und Treibeschacht, Sonnenwirbler Tagesschacht
      - 6. Metznerschacht/Goldne Pforte (Halde teilweise erhalten)
      - 7. Holewein Tagesschacht
      - 8. Sonnenglanzer Schacht
      - 9. Goldene Schelle Tagesschacht
      - 10. St. Wenzel Fundgrube
      - 11. Alt Sonnenwirbel Tagesschacht
      - 12. Auf Ludwig Sth.
      - 13. ohne
      - 14. Vergnügte Anweisung/Urban
      - 15. Glücksrader Schacht
      - 16. Reußen Tagesschacht
      - 17. St. Erasmus Fundgrube
      - 18. Schleiferschacht
      - 19. ohne, Flurstück 248
      - 20. ohne (St. Seligen)
      - 21. Jung Haasner Tagesschacht
      - 22. St. Christopher
      - 23. Haasner Zechenhaus
      - 24. Insler Tagesschacht
      - 25. ohne
      - 26. Spatschächte
      - 27. ohne, Flurstück 488a
      - 28. Flächsler Schächte
      - 29. ohne, Flurstück 486
      - 30. ohne, Flurstück 486
      - 31. ohne (300 m östl. des Sportplatzes)
      - 32. ohne
      - 33. Spatschacht (Halde nur noch in Resten erhalten)
      - 34. ohne
      - 35. Alte Mordgrubener Fundschächte/Nillischacht (Halde nur noch in Resten erhalten)
      - 36. ohne, Flurstück 511 (Halde abgetragen)
      - 37. Auf der Mordgrube Sth.
      - 38. Tagesschacht an der Mordgrube
      - 39. St. Merten (Halde zum Teil abgetragen)
      - 40. ohne (Berggäßchen 2), (hohe Stützmauern)
      - 41. ohne (vermutlich zu Alt Kreuz gehörend)
4. ↑  Einzeldenkmale der Sachgesamtheit Revierwasserlaufanstalt:
  - Müdisdorfer Rösche mit Mundloch (siehe 09208687)
  - Kohlbach Kunstgraben mit allen zugehörigen Gewölbebrücken und Röschen (siehe 09208685)
  - Gelobt Lander Teich (siehe 09208676)
  - Erzengler Teich mit Absperrbauwerk, Striegelhaus und Flutrinne mit anschließendem Abzugsgraben, wasserzuführendem Kunstgraben sowie mehreren Forstgrenzsteinen (siehe 09208677)
  - Rothbächer Teich mit Absperrbauwerk, Striegelhaus einschließlich Striegel und Abzugsgraben sowie Fluterhaus (siehe 09208678)
  - Hohe Birke Kunstgraben einschließlich aller Röschen und Gewölbebrücken (siehe 09208686)
  - Verbindungsrösche und Mendenschachter Aufschlagrösche (siehe 09304679)
5. ↑  Verbindungsrösche und Mendenschachter Aufschlagrösche:

Zwischen 1795 und 1799 wurde zwischen dem Caspar Schacht (vgl. die zugehörige Halde Nr. 53 in 09208604) und Menden Schacht der Alten Mordgrube Fundgrube (vgl. 09208594) eine Rösche aufgefahren. Diese leitete zunächst das aus dem Kohlbach Kunstgraben (vgl. 09208685) stammende und über den zu diesem Zeitpunkt noch existierenden Sonner Kunstgraben und die Sonner Rösche weitergeführte Aufschlagwasser zu den Wasserkraftmaschinen der Alten Mordgrube. In den Jahren 1862 und 1863 wurde die als Alte Mordgrübner Rösche, später auch als Mendenschachter Aufschlagrösche bezeichnete Anlage durch eine neue Rösche angefahren. Diese sogenannte Verbindungsrösche zweigte an der Wäsche der Grube Reicher Bergsegen (vgl. 09208533) direkt vom Kohlbach Kunstgraben ab und führte dann über den Neu Glück und Drei Eichen Treibeschacht (vgl. 09208748) zum Caspar Schacht sowie zur Mendenschachter Aufschlagrösche. Die Auffahrung der knapp 3 km langen untertägigen Anlage erfolgte mittels Bohr- und Sprengarbeiten. Beide Röschen sind als Bestandteil der historischen Revierwasserlaufsanstalt, einem umfangreichen System an Kunstteichen, -gräben und Röschen zur Speicherung und Herbeiführung von Aufschlagwasser für den Brander und Freiberger Bergbau, von bergbauhistorischer Bedeutung.
6. ↑  Königliches Gerichtsamt, ehemaliges Amtsgericht (Albertstraße 5):

Am Schlussstein des Türstocks bezeichnet mit „J 1819“. Das „J“ bezieht sich auf den damaligen Besitzer des Hauses, den Kaufmann und Spitzenfabrikanten August Christian Jauchius, der im Zeitraum von 1834 bis 1850 Erster Bürgermeister der Stadt war. Er nutzte den dreigeschossigen, repräsentativen Putzbau bis 1856 als Wohnhaus. In diesem Jahr erwarb die Stadtgemeinde das Haus, in dem nachfolgend das Königliche Gerichtsamt eingerichtet wurde. Von 1879 bis 1918 war im Gebäude das Amtsgericht untergebracht. 1919 erwarb die Elitewerk AG das Amtsgerichtsgebäude. Der Fabrikdirektor Georg Günther hatte „zur Linderung der Kriegsschäden“ des Ersten Weltkrieges eine Stiftung geschaffen, die neben Lebensmittelhilfen für Bedürftige auch der gesundheitlichen Betreuung diente. Im ehemaligen Amtsgerichtsgebäude belegte nun die „Günther-Stiftung“ sieben Zimmer, ansonsten wurden sieben Wohnungen für Werksangehörige geschaffen. Außerdem hatte zum damaligen Zeitpunkt Dr. Gärtner hier seine Wohnung. 1972 gelangte das Grundstück wieder in den Besitz der Stadt und nach 1990 in den Besitz der AOK. Heute ist das alte Amtsgerichtsgebäude zum altersgerechten Wohnhaus umgebaut worden.

Trotz der unterschiedlichen Nutzungen blieb das ursprüngliche Erscheinungsbild des Hauses grundsätzlich gewahrt, auch wenn seitlich Balkone angefügt wurden und die Farbgebung nicht dem Original entspricht. Es ist ein typisches Bürgerhaus aus der 1. Hälfte des 19. Jahrhunderts, welches möglicherweise zur Nutzung als Königliches Gerichtsamt und später als Amtsgericht der neuen Funktion baulich angepasst wurde.

Der Denkmalwert des Hauses leitet sich vor allem von der stadtgeschichtlichen Bedeutung auf Grund der beschriebenen, für die Stadt bedeutsamen, Nutzungsgeschichte ab. Auch die Tatsache, dass das Gebäude zu den wenigen repräsentativen Bauwerken der Stadt Brand-Erbisdorf gehört, deren Stadtbild ansonsten im Wesentlichen durch den Bergbau und den damit im Zusammenhang stehenden einfachen Wohnbau geprägt wird, begründet die stadtentwicklungsgeschichtliche Bedeutung.

Quelle: Sauter, Maria: Die Bergstadt Brand-Erbisdorf. Aus ihrer achthundertjährigen Geschichte. Heft: Die wichtigen Gebäude. Freiberg 2006.
7. ↑  Wohnhaus (Am Teich 6):

Das Gebäude wurde 1836 erbaut. Die Datierung ergibt sich aus der am Türstock befindlichen Bezeichnung „18 T 36“, die als tatsächliche Bauzeit des Gebäudes anzusehen ist. Das Häuslerhaus ist ein zeittypisches, mitteldeutsches Fachwerkhaus mit massivem, aus Bruchsteinen errichtetem Erdgeschoss und einem in Fachwerkbauweise aufgerichtetem Obergeschoss. Das auf längsrechteckigem Grundriss errichtete, zweigeschossige Gebäude wird durch ein Krüppelwalmdach abgeschlossen. Wichtige Gestaltungsmerkmale des Erdgeschosses sind das aus Sandstein gefertigte Türportale mit waagerechtem Gebälk und die ebenfalls aus Sandstein gefertigten Fenstergewände im Erdgeschoss des Hauses. Das Fachwerk im Obergeschoss wurde verbrettert bzw. verkleidet. Die Fensterproportionen und die Fensteranordnung wurden in beiden Geschossen beibehalten, wobei einige Fensteröffnungen nachträglich zugesetzt wurden. Damit blieb die Gebäudehülle in gutem Originalzustand erhalten, lediglich Bauteile, die stärker dem Verschleiß unterliegen, wie der Dachbelag, die Fenster und die Haustür wurden im Verlauf der Standzeit des Hauses im Stil der Zeit erneuert. Das Gebäude ist, wie dies für mitteldeutsche Häuslerhäuser charakteristisch ist, ein dreizoniger, quergeteilter, traufseitig aufgeschlossener Bau.

Es weist in seinem Inneren keine Denkmalwerte auf mit Ausnahme des Dachstuhles und zweier Rahmenfüllungstüren, die noch zum ursprünglichen Baubestand des Gebäudes gehören. Es gibt keinen Hinweis darauf, dass sich im Erdgeschoss ein Stall befunden haben könnte. Es muss davon ausgegangen werden, dass die Räume im Haus für Gewerbezwecke und als Wohnraum genutzt wurden. Durch vielfache Umbauten wurde die Raumstruktur verändert, im Zuge dieser Bauveränderungen wurden offensichtlich auch die historischen Zimmertüren durch neuere, sehr schlichte Türen ersetzt, ebenso ersetzte man die Treppe zwischen dem Erd- und dem Obergeschoss. Im Dachgeschoss befinden sich verschiedene Schlafkammern, die wohl zum ursprünglichen Hausbestand zu rechnen sind. Der Dachstuhl des Kehlbalkendaches weist keine Veränderungen auf.

Das ländlich anmutende Wohnhaus steht traufständig zur Straße und ist Bestandteil eines zu gleicher Zeit entstandenen Häuslerhausensembles, dass jedoch im Verlauf der Jahre vielfach durch Umbauten verändert wurde. Damit gehört das Wohnhaus zu den wenigen erhaltenen Häuslerhäusern von Erbisdorf. Aus diesem beschriebenen guten Originalzustandes resultiert der heimatgeschichtliche Wert des Hauses als Dokument der historischen Entwicklung des Ortes.

Das öffentliche Erhaltungsinteresse an diesem Gebäude resultiert demzufolge aus seiner heimatgeschichtlichen Bedeutung als original erhaltenes Beispiel für die Wirtschafts- und Lebensbedingungen des 19. Jahrhunderts und als Dokument der historischen Entwicklung der Stadt Brand-Erbisdorf. Weiterhin ergibt sich die Denkmalwürdigkeit des Gebäudes aus der städtebaulichen Bedeutung als unverzichtbarer Bestandteil eines baulichen Ensembles um die Kirche von Erbisdorf.
8. ↑  Halde des Menden Schachts:

Die vorliegende Halde des Menden Schachts der Alten Mordgrube ist eine der größten ihrer Art im Brander und Freiberger Bergbaurevier und geht im Wesentlichen auf die Bergbautätigkeit des 19. Jahrhunderts zurück. Mit einer Höhe von etwa 496 m ü. NN ist sie eine der höchsten Erhebungen der Umgebung.

Die Halde wird im Westen von der Straße „An der Zugspitze“ geschnitten und ist hier sowie an der nördlichen Haldenkante mit hohen Bruchsteinstützmauern versehen. Im Süden bzw. Südosten verringert sich die Höhe des Haldenkörpers wegen des ansteigenden Geländeniveaus, bleibt aber aufgrund der Terrassierung, die vermutlich zu Beginn des 20. Jahrhunderts während der Umgestaltung des Areals zu einer Parkanlage angelegt wurde, auch hier gut erkennbar (vgl. hierzu auch die Beschreibung des Gartendenkmals in 09208594).

Östlich des ehemaligen Treibe-, Kessel- und Maschinenhaus, heute Gaststätte „Zugspitze“, (vgl. 09209999), bzw. nördlich des ehemaligen Material- und Kohlenhauses, heute ein Wohnhaus namens „Gelobt Land“ (vgl. 09208629), stützt eine mächtige Bruchsteinmauer die Haldenkante zu einem ca. 6 Meter unter dem Haldenniveau liegenden, vorgelagerten Plateau. Heute umfasst diese Stützmauer die Gaststättenterrasse. Auf einem rechtwinklig vorspringenden Bereich am Südende der Terrasse befand sich ursprünglich das Mendenschachter Wassergöpeltreibehaus. Die hier aus dem Berg geförderten Erze brachte man vermutlich über Tage zu der am nördlichen Ende des vorgelagerten Plateaus gelegenen Scheidebank. Die hier geschiedenen und sortierten Erze wurden über die Erzrollen, die unterhalb des nicht mehr erhaltenen Wassergöpeltreibehauses noch in Form von mehreren mundlochartigen Öffnungen in der dortigen Trockenmauer erkennbar sind, in Förderwagen gestürzt. Diese konnten anschließend über einen kurzen Tunnel im Haldenkörper zu den nördlich gelegenen Aufbereitungsanlagen transportiert werden. Die Scheidebank selbst ist nicht mehr erhalten. Auf dem oberhalb des Gebäudes gelegenen Werkplatz entstand stattdessen ein Aussichtspavillon für die Gaststätte, welcher allerdings auch nicht mehr vorhanden ist. Auch der Bereich über der Erzrolle wurde zu einem späteren Zeitpunkt als kleine Terrasse genutzt und mit einer teils erhaltenen Brüstung aus Betonsteinen versehen.

Im Norden der Halde schließt sich ein seitlich teils mit Trockenmauern befestigter, 268 Meter langer Erddamm an den Haldenkörper an. Dieser wurde in den Jahren 1829/1830 angelegt, um die 1828/1929 weiter nördlich des Menden Schachts errichtete neue Poch- und Stoßherdwäsche an die bestehenden Förder- und Erzscheideanlagen der Alten Mordgrube anzubinden. So diente er einerseits als Erzbahndamm für eine von dem sächsischen Kunstmeister Christian Friedrich Brendel konstruierte Eisenschienenbahn, mit der das geschiedene Erz über den bereits genannten Tunnel im Haldenkörper und den an der nördlichen Haldenkante anschließenden Erddamm von den Erzrollen bis zu den Aufbereitungsanlagen transportiert werden konnte. Die hier zum Einsatz kommenden englischen Förderwagen waren mit Spurkranzrädern ausgestattet und ließen sich auf eisenbeschlagenen Kanthölzern trotz ihres Gewichts mit Menschenkraft fortbewegen. Ein Teilstück dieser frühen Gleisanlage ist heute als Rekonstruktion auf dem Erzbahndamm zu sehen. Zugleich diente der Erzbahntunnel als Abzugsrösche des Menden Schachts und leitete das nicht von den Wasserkraftmaschinen verbrauchte Aufschlagwasser über einen ebenfalls auf dem Erddamm angelegten Kunstgraben den Aufbereitungsanlagen zu. Ein Röschenmundloch in der Haldenstützmauer sowie ein wieder freigelegtes Teilstück des Kunstgrabens zeugen heute noch von dieser zweiten Zweckbestimmung der Anlage. Über dem Röschenmundloch weist ein in die Trockenmauer eingelassener Stein die Jahreszahl 1888 auf und verweist möglicherweise auf eine Instandsetzung der Haldenstützmauer. In dieser ist zudem etwas weiter östlich ein Fragment eines ehemaligen, wenig tiefer gelegenen Röschenmundlochs zu erkennen.

Der Erddamm wurde mit dem Bau der Eisenbahnstrecke zwischen Berthelsdorf und Großhartmannsdorf im Jahr 1890 durchbrochen und mit einem Brückenbauwerk ergänzt. Letzteres hat sich nicht erhalten, so dass der Damm heute kurz vor der Trasse endet. Die sich 1900, einige Jahre nach der Stilllegung des hiesigen Bergbau- und Erzaufbereitungsbetriebs, am Standort der Mordgrübner Poch- und Stoßherdwäsche ansiedelnden Lederwerke Moritz Stecher erhielten ihr Brauchwasser schließlich nicht mehr über den Kunstgraben, sondern mittels Rohrleitung aus der Mendenschachter Abzugsrösche. Ein weiterer Teil entstammte dem Hohe Birke Kunstgraben (vgl. 09208686). Die Halde wurde 1904 von den Lederwerken erworben und zu einer Arbeitersiedlung mit umgebender Parkanlage umgestaltet. Die umgenutzten sowie neu errichteten Gebäude dienten nun zu Wohnzwecken oder als Ausflugslokal, während das umgebende Haldenplateau mit einem umfangreichen Wegesystem, Teichen, Aussichtspunkten und Denkmälern versehen sowie gärtnerisch gestaltet und mit haldenuntypischen Gewächsen bepflanzt wurde (vgl. hierzu die Beschreibung des Gartendenkmals in 09208594). Der Erddamm diente nun als Verbindungsweg zwischen Lederwerken und werkseigener „Arbeiterkolonie“ und wurde mit einer Baumallee bepflanzt (vgl. etwa eine Werksansicht um 1910).

Das vorliegende Ensemble aus der Halde des Menden Schachts, den teils fragmentarisch erhaltenen Zeugnissen des Erztransports zwischen Schacht, Scheidebank und Aufbereitungsanlagen sowie aus den damit eng verbundenen Anlagen zur Aufschlagwasserversorgung hat nicht nur als Bestandteil der Sachgesamtheit der „Alten Mordgrube“ eine große Bedeutung für die Bergbaugeschichte des Brander Reviers. So gehört die Halde zu den größten des Brander und Freiberger Reviers und prägt das Landschaftsbild maßgeblich. Ihre Haldenstützmauern lassen auch heute noch gewisse Details ablesen, etwa zum Standort nicht mehr erhaltener Tagegebäude wie des Wassergöpeltreibehauses oder der Scheidebank. Der an den Haldenkörper anschließende Erzbahn- bzw. Kunstgrabendamm zeugt als Teil der komplexen Infrastruktur, die zwischen Menden Schacht und Mordgrübner Erzwäsche bestand, vor allem von der ersten im Freiberger Revier und vermutlich auch im sächsischen Raum eingesetzten Eisen(schienen)bahn von Christian Friedrich Brendel. Neben ihrer Bedeutung für die Innovationsgeschichte der sächsischen Eisenbahn – der wirtschaftliche Erfolg dieser Erzförderung ohne herkömmliche Pferdefuhrwerke und mit jährlichen Einsparungen von etwa 400 Talern wurde auch als Argument in der Diskussion um den Eisenbahnbau Dresden–Leipzig genutzt – kommt der Anlage daher zudem eine personengeschichtlicher Bedeutung zu.

Die Halde mit anschließendem Erzbahndamm erstreckt sich über eine Gemeindegrenze hinweg: Gemeinde Brand-Erbisdorf, OT Brand-Erbisdorf, Gemarkung Erbisdorf, Flurstücke 805, 806, 807 – vgl. 09208674 – sowie Gemeinde Weißenborn/Erzgeb., OT Berthelsdorf/Erzgeb., Gemarkung Berthelsdorf/Erzgeb., Flurstück 417/4, 816, 817 – vgl. 09305166.

Eisenschienenbahn: 1829/30 erste Bahn im Freiberger Revier, vermutlich auch in Sachsen, Schienen ursprünglich auf Kanthölzer genagelte Flacheisen, 268 m langer Damm, damalige Herstellungskosten 2830 Thaler 1 Groschen – wichtiger Sachzeuge der Eisenbahngeschichte.

Kurzer geschichtlicher Abriss der Mordgrube: seit 1516 nachweisbar, um 1800 zählte die Mordgrube zu den armen und mit Wasserschwierigkeiten kämpfenden Gruben, 1804 war die genannte Grube ersoffen, nach 1820 neuere Wasserhaltung, dadurch neue Möglichkeiten eines intensiven Erzabbaus, um 1831 galt die Mordgrube als die wichtigste Bleierzgrube des Reviers, 1856 Vereinigung mehrerer Gruben, so auch der Mordgrube zur Gewerkschaft „Vereinigt Feld bei Brand“, 1899 Stilllegung, die Mordgrube war eine der großen Gruben des 19. Jahrhunderts im Freiberger Revier, nach Stilllegung wurde das Gebäude von der Freiberger Lederfabrik Moritz Stecher erworben, Umnutzung der alten Berbaugebäude und Neubau von Gebäuden, heutiger Baubestand dokumentiert im Wesentlichen die Bergbauperiode 1825–70 und den Zeitraum nach 1899, der durch das Lederwerk geprägt wurde.

Die Halde gehört zu den größten Halden im Brander Revier und prägt das Landschaftsbild maßgeblich. Als Teil einer der bedeutenden Bergbauanlagen kommt dieser eine große bergbaugeschichtliche Bedeutung zu. Von besonderer geschichtlicher Bedeutung ist auch der erhaltene Damm der vermutlich ersten Eisenbahnstrecke Sachsens.
9. ↑  Gerberbrunnen, Kriegerdenkmal, Gedenkstein und Aussichtsplattform:
  - Gerberbrunnen/Kriegerdenkmal: Auf dem ehemaligen Werkshof der Anlage befindet sich eine Brunnenanlage mit einer lebensgroßen Plastik eines Lederarbeiters, die auf einem Sockel in der Mitte des quadratischen Beckens aus Sandsteinquadern steht. Die von dem Bildhauer Ludwig Godenschweg geschaffene Plastik zeigt einen Gerber in berufstypischer Arbeitskleidung, ein Schabeisen in den Händen haltend. Das Denkmal wurde im Jahr 1920 für die im Ersten Weltkrieg gefallenen 44 Mitarbeiter der Lederwerke Moritz Stecher aufgestellt und trägt an drei Seiten des Sockels Inschriften: „ZUM EWIGEN GEDENKEN/DER IM WELTKRIEG/GEFALLENEN MITARBEITER/DIE FIRMA MORITZ STECHER/LEDERWERKE FREIBERG ZUG/1914 1918“ auf der dem Hof zugewandten Seite, auf der linken Seite „WERK I MILITÄR/EFFEKTEN FABRIK/… [Namen]“ und auf der rechten Seite „WERK ZUG/…[Namen]“. Die Seitenflächen des Sockels tragen zudem die in Form einer stilisierten Blüte ausgestalteten Wasserausläufe der Brunnenanlage. Wie allen Kriegerdenkmalen kommt auch dem vorliegenden eine ortsgeschichtliche Bedeutung zu. Zugleich bezeugt dieser Brunnen mit der Plastik eines Lederarbeiters eindrucksvoll die Umnutzung der ehemaligen Bergbauanlage durch einen Industriebetrieb, die Lederfabrik Moritz Stecher, und wird somit zum Monument der Nachnutzung bergbaulicher Anlagen nach dem Niedergang des Bergbaus im Brander Revier. Hieraus ergibt sich ebenfalls ein geschichtlicher Wert dieses Kulturdenkmals.
  - Moritz-Stecher-Gedenkstein: In der Parkanlage erinnert ein Gedenkstein an den Unternehmensgründer der Lederwerke, Moritz Stecher. 1909 anlässlich des 50-jährigen Firmenjubiläums errichtet, trug der grob behauene, aufrecht stehende Granitblock mit einer Höhe von ca. zwei Metern und einer Grundfläche von etwa 1,5 m × 0,55 m ursprünglich ein Relief mit der Büste des Firmengründers sowie darunter die Inschrift „Stadtrat Moritz Stecher/Ritter RP/Dem Gründer u. Senior-Chef der Firma/Moritz Stecher/in Dankbarkeit gewidmet/Das gesamte Personal/27. Octbr. 1859 … 27. Octbr. 1909“. Letztere ist heute fast gänzlich verwittert, auch das Relief ist nicht mehr erhalten. An dessen Stelle befindet sich heute ein aus Messingblech gearbeitetes Gerbereisymbol. Das heutige Gelände der ehemaligen Bergbauanlage wird wesentlich geprägt durch die Umnutzung des gesamten Geländes zu Wohn- und Erholungszwecken für die Angestellten die Lederwerke Moritz Stecher. Der Unternehmensgründer dieses für Freiberg wichtigen Industriebetriebs, Moritz Stecher (1838–1903), hatte großen Einfluss auf die Entwicklung der Freiberger Lederindustrie und zeichnete sich u. a. verantwortlich als Mitbegründer und Förderer der Deutschen Gerberschule (1889) sowie der Deutschen Versuchsanstalt für Lederindustrie (1897). Langjährig als Stadtrat tätig, wurde Stecher aufgrund seiner vielfältigen Verdienste für die Stadt Freiberg zum Ehrenstadtrat ernannt. Das Denkmal, nach dem Tode ihres Gründers durch die Lederwerke aufgestellt, ehrt damit eine Persönlichkeit von industrie- und stadtgeschichtlicher Bedeutung.
  - Aussichtsplattform: Im Norden der Parkanlage befindet sich eine Aussichtsplattform mit achteckigem Grundriss (vgl. 09208559), die aus sogenannten Stecher-Steinen – in den Lederwerken Moritz Stecher gefertigte Betonsteine – errichtet wurde. Sie ermöglichte ursprünglich einen Ausblick nach Norden bzw. Nordwesten in Richtung der Stecher’schen Lederwerke sowie der Beschert Glück Fundgrube (vgl. 9201115), ist heute aber zugewachsen. Möglicherweise war dies – als vermutlich höchste Erhebung auf dem Haldenplateau – der in der Jubiläumsschrift zur „Adolf-Hitler-Höhe“ erklärte und später „würdig auszubauen[de]“ (Jubiläumsschrift, S. 12) Standort der Hakenkreuzfahne. Diese Anbiederung war für das von Aufträgen zur Militärausrüstung sehr abhängige Unternehmen nur folgerichtig und findet auch im nationalsozialistischen Sprachduktus der Jubiläumsschrift ihren Ausdruck. Die Aussichtsplattform ist ein wichtiger Bestandteil der zur Parkanlage umgestalteten Bergbauhalde und zeugt davon, dass die durch den Bergbau geformte Umgebung bereits zu dieser Zeit als sehenswerte Landschaft angesehen wurde. Sie ist dementsprechend auch sozialgeschichtlich von Interesse.
10. ↑  Lehmhäusel (An der Zugspitze 5):

Das als „Lehmhäusel“ bezeichnete, neben der flachen Halde des Alte Mordgrube Fundschachts (Teil der Sachgesamtheit „Brander Revier“ – vgl. hierzu Nummer 7 im Sachgesamtheitsdokument) stehende Zechenhaus könnte bereits um 1700 erbaut worden sein und ist damit das älteste erhaltene Tagesgebäude im Ensemble der Alten Mordgrube. Ursprünglich wohl als Huthaus errichtet und später als Scheidebank genutzt, trennte man hier zunächst in Handarbeit das geförderte Roherz von dem enthaltenen tauben Gestein, bevor es zu den Aufbereitungsanlagen transportiert wurde. Ebenso wie die anderen Gebäude mit ursprünglich bergbaulicher Nutzung erfuhr auch der vorliegende eingeschossige Putzbau eine Umnutzung zum Wohnhaus. Das niedrige, bruchsteinerne Erdgeschoss auf einer Grundfläche von 12 × 7,5 m wird von einem steilen Satteldach abgeschlossen, das verschiedene Dachaufbauten trägt. Die ursprünglich vorhandenen Gauben ersetzten auf der vorderen Dachfläche zwei symmetrisch angeordnete Dachhäuser sowie ein dazwischen liegendes, erkerartiges Türmchen, während die rückwärtige Dachfläche inzwischen von einer breiten Schleppgaube dominiert wird. Offensichtlich im Bewusstsein der Bedeutung des Hauses erfolgten alle Sanierungen und die Umnutzung substanzschonend, so dass heute noch die ursprüngliche Funktion als Zechenhaus eindeutig ablesbar ist. Als ältestes erhaltenes Huthaus der Alten Mordgrube erlangt das alte Tagegebäude eine große bergbaugeschichtliche Bedeutung. Seine typische Ausprägung begründet zudem eine baugeschichtliche Bedeutung.
11. ↑  Sachgesamtheit Alte Mordgrube:

Zum Teilabschnitt Ortsteil Brand-Erbisdorf gehören die Einzeldenkmale: Halde des Menden Schachts mit Haldenstützmauern, zwei Mundlöchern, Erzbahndamm und Resten eines Kunstgrabens (An der Zugspitze, 09208674), Kriegerdenkmal für die im Ersten Weltkrieg gefallenen Arbeiter der Lederwerke Moritz Stecher, Gedenkstein für Moritz Stecher und Aussichtsplattform in der Parkanlage (An der Zugspitze, 09208559), altes Zechenhaus (sogenanntes „Lehmhäusel“) auf flacher Halde (An der Zugspitze 5, 09208587), Wohnhaus (sogenanntes „Landhaus“) mit Einfriedung (An der Zugspitze 10, 09208560), Beamtenwohnhaus mit Postament (sogenanntes „Erhardhaus“, An der Zugspitze 11, 09208580), Wasserturm (An der Zugspitze 11a, 09208581), Huthaus (An der Zugspitze 12, 09208558), Bergschmiede (An der Zugspitze 13, 09208579), Wasserhebehaus (An der Zugspitze 13 (neben), 09247884), ehemaliges Material- und Kohlenhaus, später Wohnhaus „Gelobt Land“ (An der Zugspitze 14, 09208629), ehemaliges Treibe-, Kessel- und Maschinenhaus des Menden Schachts, später Gaststätte „Zugspitze“ mit Saalanbau (An der Zugspitze 15, 09209999), Brendel’sche Wassersäulenmaschine (An der Zugspitze 15, untertägig, 09247880), Beamtenwohnhaus (sogenannte „Eiserne Jungfrau“, An der Zugspitze 16, 09247863), ehemaliges Material- und Bethaus (An der Zugspitze 17, 09208578), Wohnhaus (sogenannte „Villa Fortuna“), Toreinfahrt und Halde mit Haldenstützmauer (An der Zugspitze 18, 09208151) sowie die Parkanlage der Lederwerke Moritz Stecher (Gartendenkmal) und den Sachgesamtheitsteilen Halde des Alte Mordgrube Huthausschachts (An der Zugspitze, Flurstück: 507/3), Zünderhaus (vor An der Zugspitze 16), Kohlenschuppen (hinter An der Zugspitze 12) sowie Einfriedung

  - Geschichte Alte Mordgrube und Lederwerke Moritz Stecher:
    - Mordgrube seit 1516 nachweisbar
    - Unterscheidung in Alte Mordgrube und Junge Mordgrube
    - um 1800 ertragsarme mit Wasserschwierigkeiten kämpfende Grube
    - Förderung und Wasserhebung durch dreimännischen Handhaspelantrieb
    - 1804 Wassereinbruch in der gesamten Grube unterhalb des Stollen „Gott hilft in der Not Stehender“?
    - 1815 Pferdegöpelantrieb
    - nach 1820 Verbesserung der Wasserhaltung und Intensivierung des Erzabbaus
    - 1820–1824 Bau einer Wassersäulenmaschine durch den Maschinendirektor Christian Friedrich Brendel und Einsatz dieser im Mendeschacht der Mordgrube in 140 Meter Tiefe auf dem Tiefen Fürstenstollen
    - 1824 Wassergöpelantrieb mit 11 Meter hohem Kehrrad unter der Haldenoberfläche
    - 1829/30 erste Eisenschienenbahn von Brendel im Freiberger Revier, wohl auch in ganz Sachsen, von 268 Metern Länge, welche die üblichen Pferdefuhrwerke ersetzte
    - wirtschaftlicher Erfolg der Bahn war Argument für den Eisenbahnbau Dresden-Leipzig
    - um 1831 galt die Mordgrube als die wichtigste Bleierzgrube des Reviers
    - 1838 Einbringen des Moritzstolln 28 Meter unter dem Tiefen Fürstenstolln in den Mendeschacht
    - 1854 Austausch des Wassergöpels durch eine 20 PS starke Dampffördermaschine
    - 1856 Vereinigung der Mordgrube mit den Gruben Drei Eichen (Erbisdorf) und Vereinigt Feld in der Buschrevier zu der Grube Vereinigt Feld bei Brand
    - 1886 Übernahme durch den sächsischen Staat und Vereinigung mit Beschert Glück und der Jungen Hohen Birke zur Mittelgrube
    - 1877 Rothschönberger Stolln 116 Meter unter dem Moritzstolln in 269 Metern Tiefe
    - Erzabbau und Wasserhebung aus Tiefen von 450 Metern
    - zählte im 19. Jahrhundert zu den großen Gruben des Freiberger Reviers
    - 1899 Stilllegung der Grube
    - in den Folgejahren Ansiedlung der Freiberger Lederfabrik Stecher an der Stelle der Mordgrübner Wäsche
    - Heizkraftwerk auf dem Gelände des Alt Mordgrübner Huthauses?
    - VEB Lederwerke?
    - Gasthaus Zugspitze?

  - Baubeschreibung und Baugeschichte der Einzeldenkmale: Die Anlage bestand aus Huthaus, Material- und Bethaus, Wasserhebehaus, Bergschmiede, Mendenschacht mit Wassergöpel/Dampfförderanlage mit Kessel-, Maschinenhaus und Schachtgebäude, Wäsche, Eisenschienenbahndamm, Alt Mordgrübner Huthaus, Zechenhaus („Lehmhäusel“), Pulverhaus, Kohleschuppen, Rösche, Halde und Hohe Birker Kunstgraben.

  1. Huthaus: 1820 Bau des Huthauses der Mordgrube, 1904 Umbau zum Wohnhaus
  2. Material- und Bethaus: 1853 Bau des Material- und Bethauses aufgrund ansteigender Belegschaftszahlen
  3. Wasserhebehaus: 1820 Bau des Wasserhebehauses, diente zur Gebrauchswasserversorgung der Anlage
  4. Bergschmiede: 1820 Bau der Bergschmiede, 1856 Abriss und Neubau
  5. Mendenschacht: 1853 Umbau für die Einrichtung des Dampfbetriebes, Anbau eines Kessel- und Maschinenhauses, Umbau zu Wohngebäude, Abriss des Schornsteins

  - Beschreibung des Gartendenkmals: Das gesamte Gelände zwischen den Gebäuden der ehemaligen Lederwerke ist gestaltet, im Folgenden werden die intensiver gestalteten Bereiche näher beschrieben.
    - Lage der Parkanlage nördlich der Gebäude an der Zugspitze 51 und 58, landschaftliche Anlage, um 1900
    - Erschließung:
      - Zugänge: Zugang von Süden über das Gelände der ehemaligen Lederfabrik, Zugang über Treppe von Westen (An der Zugspitze)
      - Wegesystem: landschaftlich geschwungene Wege mit wassergebundener Decke

    - Gartenbauten: Aussichtsplattform mit achteckigem Grundriss, aus sogenannten Stecher-Steinen (Betonstein) im Westen der Parkanlage ehemals mit Blick nach Westen (heute zugewachsen), kleine Felsenpartie südlich der Aussichtsplattform.
    - Wasserelemente: ehemaliger künstlich angelegter Teich (vgl. Messtischblatt 1926 und historische Fotos in der Gaststätte An der Zugspitze 15) heute nicht mehr vorhanden
    - Gedenkstein: 1911 anlässlich des 50-jährigen Firmenjubiläums errichtet, grob behauener aufrecht stehender Granitblock, 1,50 × 0,55 m, ursprüngliche Inschrift „Stadtrat Moritz Stecher/Ritter RP/Dem Gründer und Senior-Chef der Firma/Moritz Stecher/in Dankbarkeit gewidmet/Das gesamte Personal/27. Octbr. 1859 27. Octbr. 1909“, später mehrfach umgewidmet, heute ohne Inschrift, ursprüngliches Relief mit Büste des Firmengründers nicht erhalten
    - Lage des Gastwirtschaftsgarten an der Gaststätte An der Zugspitze 58, östlich des Gebäudes, 1904/1905 Umbau zur Gaststätte, 1924 Anbau eines Gartenhauses nach Norden, vermutlich zeitgleich Gestaltung des Gartens, historische Fotos (1950er/1960er Jahre) in der Gaststätte An der Zugspitze 15. Terrasse mit Stützmauer aus Bruchstein im Osten, Bodenbelag innerhalb der Quartiere aus polygonal geschnittenen Natursteinplatten (Granit), Wege mit wassergebundener Decke, Heckenquartiere aus geschnittenen Hainbuchen-Hecken (Carpinus betulus), vier Quartiere direkt am Gebäude, eines östlich davon direkt an der Stützmauer mit Blick nach Osten in die Landschaft und ein weiteres südöstlich ebenfalls an der Stützmauer.
    - Nutzgärten: heute drei, ehemals sechs Heckenquartiere nördlich des Kriegerdenkmals, die drei nördlichen Quartiere sind nur noch in Resten vorhanden (zum Teil Nutzung als Kleingärten), auf historische Abbildungen ist die frühere Nutzung als Nutzgarten erkennbar (historische Postkarten in der Gaststätte An der Zugspitze 58), Einfriedungshecken aus geschnittenem Weißdorn (Crataegus spec.)
    - Erschließung:
      - Zugänge: in allen Quartieren Zugänge von Norden, östliches und westliches Quartier mit Zugang von Süden, mittleres Quartier je ein Zugang von Osten und Westen
      - Wegesystem: Nord-Süd-Wege mit zentraler Aufweitung im östlichen und westlichen Quartier, Ost-West-Weg im mittleren Quartier (ehemals sicher mit wassergebundener Decke, heute Kieswege)

    - Ausstattung: östliches und westliches Quartier mit je einem in der Mitte befindlichen, mittleres Quartier mit zwei runden Hochbeeten mit Einfassungen aus Bruchstein, auf historischen Abbildungen sind in regelmäßigen Abständen angeordnete, offenbar geschnittene Bäume (Linden?) in den Hecken erkennbar
12. ↑  Wohnhaus (An der Zugspitze 10):
  - Wohnhaus: Eingeschossiger Putzbau mit Zierfachwerk im Heimatstil, 1915 für Max Stecher, Teilhaber der der Lederwerke Moritz Stecher und Sohn des Unternehmensgründers Moritz Stecher, nach Entwurf des Architekten R. Weidl erbaut. Als Sommerhaus genutzt, Stechers Hauptwohnsitz war Freiberg. Nach 2000 grundlegende denkmalgerechte Sanierung, heute Wohnhaus. Bossierter Sockel aus Betonsteinen, Erdgeschoss Putz, Giebeldreiecke Fachwerk. Abschluss durch Krüppelwalmdach bzw. Satteldach, heute in Biberschwanzdoppeldeckung. Verwinkelter Grundriss, Eingangsvorbau in Fachwerk. Einige Details, wie gesägte Zierbretter um Fensteröffnungen oder Putzstruktur, nach Sanierung nicht erhalten. Große Terrasse zum Garten.
  - Einfriedung: Holzlatten-Zaun mit Sandstein-Pfeilern und -Sockel, Zugangspforte mit einflügligem Holzlatten-Tor und Zufahrt mit zweiflügligem Holzlatten-Tor sowie zwei aufwendig gestalteten Pfeilern mit Laterne

Als Sommerhaus des Lederfabrikanten Max Stecher (1869–1940), der die Umnutzung des bergbaulich genutzten Areals um den Menden Schacht der Alten Mordgrube zu Wohn- und Erholungszwecken veranlasste und damit maßgeblich für den Erhalt einer der bedeutendsten Bergbauanlagen des Brander Reviers war, erlangt das sogenannte Landhaus eine regional- und personengeschichtliche Bedeutung. Seine besondere zeittypische Ausprägung und der gute Originalzustand begründen zudem den baugeschichtlichen Wert.
13. ↑  Ehemaliges Beamtenwohnhaus (An der Zugspitze 11):

Das villenartige Gebäude auf der Halde des Menden Schachts wurde erst 1922 bis 1924 als Beamtenwohnhaus für die Lederwerke Moritz Stecher errichtet und diente zeitweise Moritz Erhard Stecher, dem Enkelsohn des Unternehmensgründers Moritz Stecher, als Wohnhaus. Dessen Name übertrug sich auf das sogenannte „Erhardhaus“. Nach 2000 erfolgte eine denkmalgerechte Sanierung und Weiternutzung als Wohnhaus. Südöstlich des Gebäudes befindet sich ein Postament, dessen ursprüngliche Funktion noch unbekannt ist. Eingeschossiger verputzter Massivbau in offener Bebauung. Eingangsfront mit Dreieckgiebel und vierteiliger Fenstergruppe, Vorbau mit kannelierten Pfeilern, Tür mit geradem Sturz und gerader, profilierter Verdachung, Eingangstür original erhalten, Sockelgeschoss mit geputzten Quadern. Neben Ziegeln vor allem unter Verwendung von sogenannten „Stechersteinen“, in den benachbarten Lederwerken hergestellten Kunststeinen, errichtet. Abschluss durch Walmdach mit Gaupen. Im Inneren alle Zimmer- und Wohnungstüren erhalten (Kassettentüren mit Glaseinsätzen, diese mit strahlenförmig angeordneten Sprossen). Architektonisch anspruchsvoll gestaltetes Gebäude in sehr gutem Originalzustand. Aufgrund der gestalterischen Qualität und zeittypischen Ausprägung ist das Erhardhaus von baukünstlerischer und baugeschichtlicher Bedeutung. Als wichtiger Bestandteil des nach dem Ende des Bergbaus entstehenden Ensembles aus umgenutzten ehemaligen Tagegebäuden und durch die Lederwerke Moritz Stecher neu errichteter Wohnbebauung besitzt es zudem eine große ortsgeschichtliche Bedeutung.
14. ↑  Wasserturm (An der Zugspitze 11a):

Das Wasserhebewerk wurde 1915 im Auftrag der Lederwerke Moritz Stecher auf der Halde des Menden Schachts zur Versorgung der hier neu entstandenen Arbeiterkolonie errichtet. Es ergänzte damit das unmittelbar westlich gelegene, ältere Wasserhebehaus über der Mendenschachter Rösche. Östlich des Wasserturms schließt sich das später erbaute Erhardhaus an. 1926 erhielt der Turmbau einen eingeschossigen Anbau, der als Autoschuppen diente. Die bauliche Anlage wurde 2004 bis 2006 saniert und zum Einfamilienwohnhaus umgenutzt.
  - Wasserturm: Zweigeschossiger Turmbau auf quadratischer Grundfläche von 4,5 m × 4,5 m. Der Sockel und die Ecken mit bossierten Betonsteinen, Wände ebenfalls aus Betonsteinen mit glatter Oberfläche, heute mit Putz, ursprünglich waren die verwendeten „Stechersteine“ (in den benachbarten Lederwerken hergestellte Betonsteine) sichtig. Verschiedene Fassadendekorationen wie Kränze, Bänder und Fries. Drempel in Fachwerk mit Verbretterung. Abschluss durch ein leicht ausgeschweiftes Satteldach mit Dachreiter. Im Inneren blieb eine Decke mit preußischem Kappengewölbe erhalten, ebenso der große Wasserbehälter (zum Zeitpunkt der Denkmalausweisung).
  - Autoschuppen: Der Anbau von 1926 wurde in angepasster Bauweise als eingeschossiger, verputzter Massivbau mit Walmdach auf einer Grundfläche von 6 m × 4,5 m errichtet, hierbei vermutlich Veränderung des Daches auf dem Wasserturm.

Die beiden in gutem Originalzustand überlieferten Gebäudeteile sind eindeutig durch stilistische Auffassungen des Heimatstils geprägt. Als recht aufwendig gestaltete Zweckbauten, die für die Wohnnutzung der einstigen Bergbauanlagen erforderlich waren, kommt dem Wasserturm mitsamt Anbau eine technik- wie auch ortsgeschichtliche Bedeutung zu. Dazu ist der Turmbau als eines der höheren Gebäude des Ensembles auf der Halde des Menden Schachts prägend für das Ortsbild.
15. ↑  Ehemaliges Huthaus des Menden Schachts:

Der eingeschossige Massivbau aus Bruchstein und mit hohem Dach wurde um 1820 als Huthaus des Menden Schachts der Alten Mordgrube errichtet. Nach der Stilllegung der Alten Mordgrube ließen die Lederwerke Moritz Stecher das Gebäude im Jahr 1904 im Zuge der umfassenden Umgestaltung des Areals auf der Mendenschachter Halde zu einem Wohnhaus für die werkseigenen Arbeiter umbauen. 2004 bis 2006 wurde das ehemalige Huthaus denkmalgerecht saniert und wird weiterhin als Wohnhaus genutzt.

Das große und repräsentative, in seiner Gestaltung jedoch schlichte Gebäude erhebt sich über einer Grundfläche von 17 m× 10,7 m. Das Erscheinungsbild des Hauses wird wesentlich geprägt durch die regelmäßige Reihung der Rechteckfenster, durch den in der Mitte der Traufseite befindlichen Hauseingang mit gewölbtem Abschluss sowie durch das hohe Krüppelwalmmansarddach mit hofseitigem Dachausbau. Während die Mansardgeschossfläche auf der Rückseite des Daches erhalten ist und durch drei Satteldachgauben durchbrochen wird, weist die hofseitige, zum Walmdach umgestaltete Dachfläche drei in einem Dreieck angeordnete Fledermausgauben auf. Ein Fußwalm trennt Mansard- und Erdgeschoss. Die Giebel des Gebäudes sind verbrettert. Zwischen der Nordwestecke des Huthauses und der Südostecke des Bethauses (vgl. 09208578) befindet sich die Toreinfahrt zum Werkshof der ehemaligen Bergbauanlage. Eine etwa 2,5 m hohe Bruchsteinmauer verbindet beide Gebäude und wird am Huthaus durch eine kleine Schlupfpforte sowie mittig durch eine breite Tordurchfahrt unterbrochen. Hohe Torpfeiler mit aufgesetzten Laternen flankieren diese auf beiden Seiten.

Als einstigem Huthaus einer der bedeutendsten Bergbauanlagen im Brander und Freiberger Revier kommt dem Gebäude eine große bergbaugeschichtliche Bedeutung zu und lässt aufgrund seiner Größe auch heute noch Rückschlüsse auf die Wirtschaftskraft und Belegschaftsgröße der Alten Mordgrube zu. Zudem zeugt das Gebäude von der Umgestaltung des Bergbaustandorts zu einer Wohnsiedlung für die Angestellten der sich unmittelbar nördlich der Mendenschachter Halde ansiedelnden Lederwerke Moritz Stecher. Auch ehemalige Tagegebäude wurden im Zuge dessen zu Wohnzwecken umgebaut, wie am Beispiel des Huthauses zu sehen ist, das durch die behutsame Umnutzung und denkmalgerechte Sanierung weitgehend original erhalten geblieben ist. Auch die Toranlage blieb im bauzeitlichen Zustand erhalten.
16. ↑  Ehemalige Bergschmiede, heute Wohnhaus (An der Zugspitze 13):

Die Bergbauanlage auf der Halde des Menden Schachts erhielt im Jahr 1820 eine erste Bergschmiede, die jedoch 1856 abgebrochen und durch den heute erhaltenen Neubau ersetzt wurde. Nach der Stilllegung der Alten Mordgrube ließen die Lederwerke Moritz Stecher die Bergschmiede 1904 zu Wohnzwecken für die werkseigenen Arbeiter umbauen. Nach einer 2004 bis 2006 erfolgten denkmalgerechten Sanierung wird es heute weiterhin als Wohnhaus genutzt. Der eingeschossige Putzbau erhebt sich auf einer Grundfläche von 21 m × 13 m. Er ist aus Bruchsteinen errichtet und weist regelmäßig angeordnete Rechteckfenster mit Sandsteingewänden auf. An der vorderen Traufseite befindet sich eine Türöffnung mit bogenförmigem Abschluss.

Ein breites, schiefergedecktes Satteldach mit verschieden großen Dachhäuschen auf Vorder- und Rückseite schließt das Gebäude ab. Trotz der im Zuge der Umnutzung zu Wohnzwecken veränderten Raumaufteilung im Inneren der einstigen Bergschmiede ist die ursprüngliche bergbauliche Nutzung im Kontext mit den weiteren im Ensemble auf der Mendenschachter Halde erhaltenen ehemaligen Tagegebäuden weiterhin ablesbar. Zu einem Wohnhaus umgenutzt zeugt das Gebäude zudem von der Umgestaltung des Bergbaustandorts zu einer Wohnsiedlung für die Angestellten der sich hier nach dem Ende des hiesigen Bergbaus ansiedelnden Lederwerke Moritz Stecher. Der Denkmalwert der ehemaligen Bergschmiede kann daher aus ihrer bergbau- und ortsgeschichtlichen sowie ortsbildprägenden Bedeutung abgeleitet werden.
17. ↑  Wasserhebehaus:

Die kleine Kaue wurde um 1820 über einem Tageschacht auf die etwa 10 m tiefer liegende Mendenschachter Aufschlagrösche (vgl. 9304679) errichtet. Diese führte Aufschlagwasser von der Neuglück und Drei Eichen Fundgrube (vgl. 09208748) bis zu den im Menden Schacht befindlichen Wasserkraftmaschinen der Alten Mordgrube (vgl. 09209999 und 09247880). Mit Hilfe einer Wasserhebeeinrichtung konnten die umliegenden Tagegebäude der Alten Mordgrube, also das Huthaus, die Bergschmiede, das Material- und Bethaus sowie das Schachtgebäude, mit Brauchwasser versorgt werden. Ihrer Funktion folgend wird die Kaue daher als Wasserhebehaus bezeichnet. Weiterhin in Gebrauch dient sie heute allerdings zur Versorgung der umliegenden Wohnhäuser mit Trinkwasser.

Das Wasserhebehaus, ein kleines, eingeschossiges Bauwerk auf einer annähernd quadratischen Grundfläche von ca. 4 m × 4 m, weist ein niedriges, nur etwa 1 m hohes Umfassungsmauerwerk aus Bruchstein auf und wird von einem steilen Satteldach abgeschlossen. Auf diesem sitzt mittig ein kleiner Dachreiter, das sogenannte Wächtertürmchen, auf. Die Giebeldreiecke sind verbrettert. Eine kleine Treppe führt an der vorderen Traufseite zur teils unter dem Bodenniveau liegenden Eingangstür. Das Wasserhebehaus weist eine für Kauen typische Form auf. Diese bergbautypischen Bauwerke waren ursprünglich weit verbreitet und für das Landschaftsbild um Freiberg und Brand-Erbisdorf prägend. Nur wenige dieser Kauen haben sich bis heute erhalten. Das Wasserhebehaus ist Teil einer ebenfalls gut überlieferten Bergbauanlage, die durch ihre Geschlossenheit und Authentizität beeindruckt. Anhand ihrer Lage zueinander wird nicht nur der funktionale Zusammenhang zwischen den erhaltenen Tagegebäuden deutlich. Vielmehr lassen diese auch Rückschlüsse auf untertägige Anlagen zu. So markiert etwa das Wasserhebehaus zusammen mit dem naheliegenden Schachtgebäude den Verlauf der Mendenschachter Aufschlagrösche. Somit besitzt es eine bergbaugeschichtliche Bedeutung und verfügt auch über einen Zeugniswert für die obertägig nicht sichtbare Rösche.
18. ↑  Ehemaliges Kohlenhaus der Alten Mordgrube:

Östlich des Treibe-, Kessel- und Maschinenhaus des Menden Schachts, der heutigen Gaststätte „Zugspitze“ (vgl. 09209999), befindet sich das 1873 ursprünglich als Material- und Kohlenschuppen zur Aufbewahrung von Feuerungsmaterial für die Schachtförderanlage errichtete und 1914 zu Wohnzwecken umgebaute Gebäude mit dem Namen „Gelobt Land“. Der ursprünglich eingeschossige, nur zwei Räume enthaltende Massivbau mit einem flach geneigten Satteldach wurde 1924 aufgestockt. Die Räumlichkeiten des von Bruchsteinmauern umfassten Erdgeschosses unterteilte man, um dort Stallungen, ein Schlachthaus und eine Waschküche unterzubringen. Das aus sogenannten „Stechersteinen“, den von den Lederwerken Moritz Stecher für den Eigenbedarf hergestellten Betonsteinen, ausgeführte Obergeschoss diente der Unterbringung einer Wohnung und erhielt ein Krüppelwalmdach als Abschluss. Vermutlich zeitgleich erfolgte der seitliche Anbau eines Eingangsvorbaus im Obergeschoss, wahrscheinlich zusammen mit der Anlage einer Terrasse und Treppenanlage am gleichen Giebel. In den Jahren 2004 bis 2006 folgte die denkmalgerechte Sanierung des heute als „Gelobt Land“ bezeichneten Wohnhauses. Das ehemalige Kohlenhaus der Alten Mordgrube gehört zu den am Ende der Bergbauperiode errichteten Zweckbauten, die im Zuge der Umnutzung des Bergbaugeländes durch die Lederwerke Moritz Stecher eine neue Bestimmung erhielten.

Die Bezeichnung des Wohnhauses als „Gelobt Land“ ist möglicherweise eine Reminiszenz an die auf der Mendenschachter Halde entstandene Wohn- und Parkanlage, die in der Jubiläumsschrift der Stecher’schen Lederwerke als „kleiner Garten Eden … ein richtiges ‚Gelobtland‘“ (Festschrift zum 75jährigen Geschäftsjubiläum 1934, S. 21) beschrieben wird, und zeugt von dem Selbstbewusstsein der hier landschaftsgestaltend tätig gewordenen Fabrikanten und Angestellten der Lederfabrik. Zudem besteht das Gebäude zu einem großen Teil aus „Stechersteinen“, so dass dem ehemaligen Kohlenhaus aufgrund dieser Besonderheit neben seiner bergbau- und ortsgeschichtlichen Bedeutung auch ein baugeschichtlicher Wert zukommt.

Im Jahr 1873 als Material- und Kohleschuppengebäude für die Gewerkschaft „Vereinigt Feld“ bei Brand gebaut – Baumeister Oscar Haller, Freiberg: damals eingeschossiger Bruchsteinbau mit flach geneigtem Satteldach und zwei Räumen, 1924 Umbau – Aufstockung, im Obergeschoss Wohnung, im Erdgeschoss Unterteilung Räume, Nutzung als Stallung, Schlachthaus, Waschküche, Obergeschoss aus Betonsteinen (Stecher-Steine), seitlich Eingangsvorbau im Obergeschoss, Krüppelwalmdach, Lisenengliederung im Obergeschoss, Auftraggeber Umbau: Moritz Stecher, vermutlich zeitgleich Anlage Terrasse und Treppe an der Giebelseite. 1873 Bau des Material- und Kohleschuppens, ab 1900 Nutzung als Pferdestall, 1924 Aufstockung und Einrichtung einer Wohnung im Obergeschoss, 1934 Umbau des Erdgeschosses zum Wohnraum, 2004–2006 Sanierung des ehemaligen Material- und Kohleschuppens, heutige Bezeichnung des Gebäudes „Gelobt Land“.
19. ↑  Ehemaliges Treibe-, Kessel- und Maschinenhaus des Menden Schachts:

Der heutige Gebäudekomplex der Ausflugsgaststätte „Zugspitze“ ist als ehemaliges Treibe-, Kessel- und Maschinenhaus des Menden Schachts das Produkt mehrerer Umbau-, Abbruchs- und Erweiterungsphasen, die in der stetigen Modernisierung der eingesetzten Fördertechnik begründet sind. So wurde der von der Alten Mordgrube Anfang des 18. Jahrhunderts abgeteufte und nach dem Obersteiger Johann Gottlob Mende (1744–1818) benannte Menden Schacht zunächst mit einer dreimännischen Handhaspel betrieben.

Der 1815 errichtete Pferdegöpel verbesserte die Erzförderung, doch erst die Modernisierung der Wasserhebung durch den Einbau einer Wassersäulenmaschine (vgl. 09247880) des sächsischen Kunstmeisters Christian Friedrich Brendel (1776–1861) in den Jahren 1823/1824 führte zu einem spürbaren Aufschwung des Grubenbetriebs. Zur Bewältigung der größeren Erzfördermengen ersetzte die Alte Mordgrube den Pferdegöpel 1824 durch einen unter der Haldenoberfläche eingebrachten Wassergöpel und errichtete ein massives Treibehaus darüber. Das Aufschlagwasser erreichte den Schacht über die Mendenschachter Aufschlagrösche (vgl. 9304679), die das Aufschlagwasser letztlich aus dem Kohlbach Kunstgraben (vgl. 09208685) abzweigte. 1853/1854 wurde das Wassergöpeltreibehaus für den Betrieb einer der ersten Dampfförderanlagen im Freiberger Revier umgebaut und unmittelbar daneben um ein neues Treibehaus mit südlich anschließendem Kessel- und Maschinenhaus sowie, in geringer Entfernung, um ein Kohlenhaus (vgl. 09208629) ergänzt.

Nach der Stilllegung der Alten Mordgrube 1896 musste das ältere Wassergöpeltreibehaus aufgrund starker Sturmschäden im Jahr 1903 abgebrochen werden. Die anschließenden Gebäudeteile erhielten im Zuge der Umnutzung des gesamten ehemaligen Bergbaugeländes durch die Lederwerke Moritz Stecher eine neue Bestimmung. So wurde das ehemalige Treibe-, Kessel- und Maschinenhaus ab 1904 für zwei Wohnungen und einen Restaurantbetrieb umgebaut. Am 17. November 1906 konnte das bei der Bevölkerung sehr beliebte Ausflugslokal „Zur Zugspitze“ eröffnet werden. 1924 erfolgte eine Erweiterung des Lokals um einen Festsaal in nördlicher Richtung sowie um eine Sitzterrasse mit einem heute nicht mehr erhaltenen Aussichtspavillon. Der markante, südwestlich an das Kesselhaus angrenzende Schornstein wurde 1930 entfernt. Im Rahmen von Bergsicherungsmaßnahmen verfüllte man schließlich 1980 auch die tagesnahe Kehrradstube im Haldenkörper unter den ehemaligen Schachtgebäuden. Das Ausflugslokal beherbergt, nachdem es ab 1997 bis zu seiner Sanierung in den Jahren 2004/2005 leer stand, wieder einen Restaurantbetrieb.

Der Gebäudekomplex der „Zugspitze“ besteht daher heute aus einem zweigeschossigen Gebäudeteil, dem ursprünglich in Fachwerkbauweise errichteten neuen Treibehaus, sowie aus zwei südlich angrenzenden, eingeschossig ausgeführten Anbauten, dem Maschinenhaus und dem niedrigeren Kesselhaus. Er erhebt sich über einer Grundfläche von ca. 22 m × 15 m und wird von der staffelförmigen Anordnung der einzelnen, jeweils mit einem Satteldach abschließenden Gebäudeteile geprägt. Im Gegensatz zu dem aus verputztem Bruchstein-, teils auch aus Ziegelmauerwerk errichteten Hauptgebäude ist der fensterreiche Saalanbau mit sogenannten „Stechersteinen“, den von den Lederwerken Moritz Stecher für den Eigenbedarf hergestellten Betonsteinen, ausgeführt worden. Der Anbau mit einer Grundfläche von etwa 20 m × 5 m weist an der nördlichen Schmalseite eine flügelartige Erweiterung um ca. 3 m nach Osten auf. Auf der gleichen, der Sitzterrasse zugewandten Gebäudeseite tritt zudem mittig eine Auslucht mit polygonalem Kuppeldach hervor, die Wandflächen zu beiden Seiten weisen jeweils einen flachen Blendbogen auf, der je zwei Fenster und eine dazwischenliegende Tür mit Korbbogenabschluss überspannt.

Im Inneren der Gebäude haben sich (zumindest bis zum Zeitpunkt der Bestandsdokumentation von Rainer Tippmann aus dem Jahr 1991) Ausstattungsdetails aus der Umbauzeit zwischen 1904 und 1906 erhalten, etwa die Wandverkleidung sowie verschiedene Türen und Fliesen, während ein Ziegelfußboden im Hausflur aus einer älteren Bauphase stammen muss. Darüber hinaus ist der Gebäudekomplex unterkellert. Ein mit einem spitzbogigen Tonnengewölbe abschließender Gang, wahrscheinlich im Zusammenhang mit der ursprünglichen Bergbaunutzung stehend, führt vermutlich bis an den Haldenfuß.

Trotz der Umgestaltung des ehemaligen Treibe-, Kessel- und Maschinenhauses des Menden Schachts bleibt die ursprüngliche Funktion des Gebäudekomplexes weiterhin gut ablesbar. So entspricht die staffelförmige Anordnung und Abfolge der einzelnen Gebäudeteile der Bauweise vergleichbarer Dampfgöpelanlagen des 19. Jahrhunderts. Die Anlage ist somit ein Zeugnis der letzten auf der Alten Mordgrube eingesetzten Fördertechnik und bildet als Schachtzugang den zentralen Dreh- und Angelpunkt des gesamten Bergbauensembles auf der aufgrund der per Dampffördertechnik geförderten großen Mengen an Erz und taubem Gestein entsprechend großen Halde des Menden Schachts. Anhand der Lage der erhaltenen benachbarten Tagegebäude wird nicht nur der obertägige funktionaler Zusammenhang deutlich, vielmehr lassen diese auch Rückschlüsse auf die Lage untertägige Anlagen zu. So markiert das ehemalige Dampfgöpeltreibehaus die Lage des Menden Schachts mit der in situ erhaltenen Brendel’schen Wassersäulenmaschine und – zusammen mit dem nahegelegenen Wasserhebehaus (vgl. 09247884) – den Verlauf der Mendenschachter Aufschlagrösche. Daher ist der vorliegende Gebäudekomplex weiterhin ein bedeutendes Zeugnis der Bergbaugeschichte des 19. Jahrhunderts im Brander Revier und verfügt darüber hinaus auch über einen Zeugniswert für die obertägig nicht sichtbaren Anlagen. Allerdings ist der Gebäudekomplex ebenso ein Zeugnis für die Umnutzung des gesamten Areals auf der Mendenschachter Halde zu Wohn- und Erholungszwecken durch die Lederwerke Moritz Stecher zu Beginn des 20. Jahrhunderts. Als späteres Ausflugslokal ist das Gebäude maßgeblich für die Verwandlung der gesamten „Zugspitze“ von einem Arbeitsort zu einer Wohnsiedlung und vor allem zu einem bei der Bevölkerung beliebten Ausflugsziel. Durch die bis heute fortgesetzte Gaststättennutzung ist das Areal der Öffentlichkeit weiterhin als Naherholungsanlage gegenwärtig, wenn auch der Charakter einer Arbeitersiedlung inzwischen nicht mehr besteht. Somit ist das ehemalige Treibe-, Kessel- und Maschinenhaus, die spätere Gaststätte „Zugspitze“, nicht nur von besonderer bergbaugeschichtlicher Bedeutung, sondern auch als eindrucksvolles und in dieser Art singuläres Zeugnis der Nachnutzung bergbaulicher Anlagen von industrie-, orts- und sozialgeschichtlicher Bedeutung. Zusammen mit der entstandenen Sitzterrasse ist die Anlage zudem prägend für das Ortsbild.

  - Wagenbreth: 1824 wurde gleichzeitig mit einer Wassersäulenmaschine ein Wassergöpel in Betrieb genommen, vom zugehörigen Wassergöpelgebäude sei Bausubstanz in dem heutigen Gebäudebestand der Gaststätte „Zugspitze“ enthalten, 1854 wurde an Stelle des Wassergöpels eine Dampfförderanlage mit Kesselhaus, Maschinenhaus und Schachtgebäude errichtet – dieser Gebäudekomplex ist heute noch erkennbar.

  - Tippmann: hoher Gebäudeteil war Treiberhaus/Fördergebäude ursprünglich mit Seilscheiben, daran schloss sich das eingeschossige Maschinen- und Kesselhaus an – Satteldach, massiver Putzbau (vermutlich Ziegelmauerwerk), Türen und Fensteröffnungen mit ziegelgemauertem Rund- und Segmentbogenstürzen. 1904/05 Umbau des Kessel- und Maschinenhauses zu Gaststätte mit zwei Wohnungen, 1924 Anbau eines Gartenhauses im Auftrag von Moritz Stecher, dieser mit Betonsteinen (Stechersteine) ausgeführt, eventuell zeitgleich Gartenanlage mit Hainbuchenhecken, Ausführung durch Baumeister Fritzsche, im Inneren des heutigen Gebäudekomplexes Wandverkleidung und Türen und Fliesen von 1905, weiterhin Ziegelfußboden im Hausflur aus Bauphase vor 1905 (eventuell 1954) sowie Fachwerk-Giebel am Maschinenhaus – eventuell von 1854 oder 1924, Haus unterkellert, Keller zumeist heute flach abschließend, ein Gang mit spitzbogigem Tonnengewölbe vermutlich an den Fuß der Halde führend.

  - Baugeschichte: 1853 Umbau für die Einrichtung des Dampfbetriebes, Anbau eines Kessel- und Maschinenhauses, 1903 Sturm beschädigt Treibehaus so stark, dass es abgerissen werden muss, bis November 1904 Einbau zweier Wohnungen in das Förder- und Maschinenhaus, um 1906 Umbaumaßnahmen zum Restaurant, 17. November 1906 Eröffnung des Restaurants „Zugspitze“, 1916 Einbau einer Niederdruckheizung, 1924 Verlängerung des Restaurants und Erweiterung um ein Gartenhaus mit Sitzterrasse, 1930er Jahre Abriss des Schornsteins, 2004/05 Sanierung des Gebäudes, 18. November 2005 Wiedereröffnung des Anbaus des Restaurants
20. ↑  Brendel’sche Wassersäulenmaschine:

Die am ursprünglichen Ort erhaltene Wassersäulenmaschine wurde in den Jahren 1823/1824 vom sächsischen Kunstmeister und späteren Maschinendirektor Christian Friedrich Brendel (1776–1861) ausgeführt und in dem ab 1820 für den Einbau dieser Wasserkraftmaschine vorbereiteten Menden Schacht in etwa 140 m Tiefe installiert. Durch den im Einfallsrohr mit einer seigeren Fallhöhe von ca. 100 m entstehenden Wasserdruck – das Aufschlagwasser stammte aus der Mendenschachter Aufschlagrösche (vgl. 9304679) – war der Betrieb eines Kunstgestänges mit 52 Kunstsätzen (Saugpumpen) möglich, die das Grubenwasser auf das Niveau des Tiefer Fürsten Stolln hoben. Die Anlage zeichnete sich dabei durch ihren hohen Wirkungsgrad aus – ihre Leistung entsprach der von sieben herkömmlichen Kunstgezeugen.

Im Unterschied zu seiner ersten, 1819/1820 für die Grube Reicher Bergsegen (vgl. 09208533) erbauten Wassersäulenmaschine, folgte Brendel bei der Altmordgrübner Maschine nicht mehr der von seinem Vorgänger Johann Friedrich Mende eingeführten einzylindrischen Konstruktionsweise. Stattdessen setzte er erstmals eine von ihm entwickelte Kolbensteuerung ein, die den Betrieb der nun zweizylindrigen Maschine regelte. Aufgrund dieser Verbesserung berühmt, wurde die zweite Brendel’sche Wassersäulenmaschine über Jahrzehnte hinweg in den Lehrbüchern der Maschinenkunde behandelt. Neben der Maschine galten auch die unter Tage angelegten Maschinenräume als beispielhaft und wurden etwa von Eduard Heuchler zeichnerisch dargestellt. Die Gesamtkosten zum Bau der Anlage beliefen sich dabei auf mehr als 30.000 Taler, allerdings blieb die Anlage auch bis zur Stilllegung der Grube im Jahr 1896 in Betrieb.

Die unter Tage weitgehend erhaltene Altmordgrübner Wassersäulenmaschine ist damit ein bedeutendes Zeugnis für die erfolgreiche Einführung neuer Maschinentechnik im sächsischen Bergbau und besitzt einen großen Zeugnis- und Dokumentationswert. Als wesentlicher Bestandteil der Modernisierungsmaßnahmen zur Verbesserung der Förder- und Wasserhaltungstechnik des Menden Schachts steht die Anlage auch unmittelbar mit dem wirtschaftlichen Erfolg der Alten Mordgrube in Verbindung. Nicht zuletzt zeugt die Wassersäulenmaschine auch von der ingenieurtechnischen Leistung Christian Friedrich Brendels, so dass ihr nicht nur ein hoher technik- und bergbaugeschichtlicher, sondern auch ein personengeschichtlicher Wert zukommt.
21. ↑  Ehemaliges Beamtenwohnhaus (An der Zugspitze 16):

Der eingeschossige Massivbau wurde 1923 im Zuge der Umnutzung des ehemaligen Bergbaugeländes auf der Halde des Menden Schachts durch die Lederwerke Moritz Stecher als Wohnhaus für die höhergestellten werkseigenen Angestellten errichtet. Das aus sogenannten „Stechersteinen“, von den Lederwerken Moritz Stecher für den Eigenbedarf hergestellten Betonsteinen, ausgeführte und mit Graupelputz versehene Gebäude erhebt sich auf einem rechteckigen Grundriss von 18 m × 10 m. An der vorderen Traufseite wird das hohe Walmdach durch einen großen Dacherker durchbrochen. Die hintere Traufseite, die im Jahr 1969 zur Vergrößerung des Wohnraumes über die gesamte Länge zweigeschossig ausgebaut und mit einem etwas flacheren Walmdach versehen worden ist, weist zu den Giebelseiten hin je eine eingeschossige Veranda mit Pultdach auf. Die zwei seitlich an der Vorderseite befindlichen Hauseingänge sind über je eine einläufige Treppe erschlossen. Dazwischen prägen regelmäßig angeordnete Rechteckfenster die Hauptansicht des Gebäudes, die ursprünglich vorhandenen Fensterläden haben sich nicht erhalten. Es ist teilunterkellert. Das heute weiterhin als Wohnhaus genutzte Gebäude wurde um 2005 denkmalgerecht saniert. Als Beamtenwohnhaus innerhalb der zur „Arbeiterkolonie“ der Lederwerke Moritz Stecher umgestalteten ehemaligen Bergbauanlage auf der Mendenschachter Halde kommt dem Wohnhaus vor allem eine orts- und sozialgeschichtliche Bedeutung zu. Zudem ist es gänzlich aus „Stechersteinen“ errichtet worden, so dass das Gebäude nicht nur aufgrund seines guten Originalzustands, sondern auch aufgrund dieser baulichen Besonderheit einen baugeschichtlichen Wert aufweist.
22. ↑  Ehemaliges Material- und Bethaus des Menden Schachts:

Das Material- und Bethaus wurde im Jahr 1853 als Material- und Zimmerhaus der Alten Mordgrube errichtet und erst später aufgrund steigender Belegschaftszahlen als Bethaus des Grubenbetriebs hergerichtet. Ab 1904 erfolgte der Umbau des Gebäudes zu einem Wohnhaus für die Arbeiter die nahegelegenen Lederwerke Moritz Stecher. Nach einer zwischen 2004 und 2006 durchgeführten denkmalgerechten Sanierung wird es weiterhin als Wohnhaus genutzt. Der eingeschossige, aus Bruchstein errichtete und mit Graupelputz versehene Massivbau befindet sich unmittelbar an der Hauptzufahrt zum ehemaligen Werkshof auf der Mendenschachter Halde. Er erhebt sich über einer Grundfläche von ca. 13 m × 24 m.

Das markante, aber ansonsten schmucklose Gebäude wird durch ein hohes, zu einem späteren Zeitpunkt ausgebautes Satteldach mit zwei übereinander liegenden Dachhechten geprägt. Bekrönt wird es in Firstmitte durch einen Glockenturm mit quadratischem Unterbau, hohen Bogenöffnungen an allen Seiten und flachem Pyramidendach. Die ursprünglich vorhandene, aber nicht erhaltene Bergglocke ersetzt heute eine Stahlglocke. Im unteren Bereich des Glockenturmes befindet sich das zum Werkshof gerichtete Zifferblatt der Turmuhr. Die Südostecke des Gebäudes bindet an eine bruchsteinerne Einfriedungsmauer an, die – unterbrochen durch eine Toreinfahrt – bis zur Nordwestecke des benachbarten Huthauses (vgl. 09208558) führt.

Das ehemalige Material- und Bethaus blieb in gutem Originalzustand erhalten, seine ursprüngliche Funktion ist trotz Umbau zum Wohnhaus noch heute deutlich ablesbar. Durch die Authentizität des Bauwerkes wird das Gebäude zum wichtigen Zeugnis des Bauhandwerks seiner Entstehungszeit. Darüber hinaus ist es als wesentlicher Bestandteil des Ensembles der Alten Mordgrube, welcher in Folge der Umgestaltung des Bergbaustandorts zu einer Wohnsiedlung für die Lederwerke Moritz Stecher eine neue Nutzung erhielt, von großer bergbau- und ortsgeschichtlicher Bedeutung. Zudem ist eine ortsbildprägende Wirkung des markanten Gebäudes nicht von der Hand zu weisen.
23. ↑  Wohnhaus, Toreinfahrt und Halde mit Haldenstützmauer (An der Zugspitze 18):

Der zweigeschossige Massivbau wurde vermutlich zwischen 1920 und 1940 im Zuge der Umnutzung des ehemaligen Bergbaugeländes auf der Halde des Menden Schachts durch die Lederwerke Moritz Stecher als Wohnhaus für die werkseigenen Angestellten errichtet. Dabei befindet sich das Gebäude auf einem von der eigentlichen Mendenschachter Halde durch die Straße An der Zugspitze abgetrennten Haldenkörper, der ursprünglich wohl auf den Beer Schacht zurückgeht, aber später auch mit Bergematerial aus dem Menden Schacht aufgeschüttet wurde. Entlang der Straße wird der Haldenkörper durch eine massive Stützmauer befestigt, an der noch Ansätze einer Brücke zum Plateau der Haupthalde erkennbar sind. Das als „Villa Fortuna“ bezeichnete Gebäude mit massivem Erd- und verbrettertem Obergeschoss erhebt sich über einem längsrechteckigen Grundriss und schließt mit einem flachen Walmdach ab. 2008 behutsam saniert und heute weiterhin als Wohnhaus genutzt, ist das Gebäude als Bestandteil der zur „Arbeiterkolonie“ der Lederwerke Moritz Stecher umgestalteten ehemaligen Bergbauanlage am Menden Schacht von orts- und sozialgeschichtlicher Bedeutung. Aufgrund seines guten Originalzustands besitzt es zudem einen baugeschichtlichen Wert. Der Haldenkörper ist als Teil der außergewöhnlich großen Mendenschachter Halde von bergbaugeschichtlicher Bedeutung.
24. ↑  Bahnhof Brand-Erbisdorf:

Nachdem ein Bahnbaukomitee bereits im Jahr 1881 einen ersten Antrag zum Bau einer Eisenbahnlinie von Berthelsdorf über Brand, Langenau, Großhartmannsdorf, Großwaltersdorf nach Eppendorf stellte, dieser vom Sächsischen Landtag aber abgelehnt worden war, brachte die Verstaatlichung der wichtigsten Grubenbetriebe des Freiberger Reviers den sächsischen Staat im Jahr 1886 eine Wende für derartige Planungen. So hatte der sächsische Staat nun ein dringendes Interesse, den in der Krise befindlichen fiskalischen Gruben durch die Anbindung an das sächsische Eisenbahnnetz den Material- und Erztransport wesentlich zu erleichtern. So wurde schließlich im Jahr 1890 die Eisenbahnstrecke Berthelsdorf–Großhartmannsdorf mit der Zweiglinie Brand–Langenau für den Personen- und Güterverkehr eröffnet. In Berthelsdorf zweigte die Strecke von Bahnstrecke Nossen–Moldau ab, über die die Verbindung zu Freiberg und den dortigen fiskalischen Hüttenwerken hergestellt wurde. Später und vermehrt nach der Einstellung des Freiberger Bergbaus kamen weitere Anschlussgleise für nahegelegene Industriebetriebe, wie etwa zum VEB Preß- und Schmiedewerk „Einheit“ oder zum VEB NARVA, hinzu. Dank dieser Industrieanschlüsse blieb ein Teil des Streckenastes auch nach der Einstellung des Personenverkehrs zwischen Berthelsdorf und Großhartmannsdorf im Jahr 1973 weiterhin in Nutzung, während man die Reststrecke brach fallen ließ bzw. zum Teil auch demontierte. Personenzüge verkehrten nachfolgend bis 1997 nur noch zwischen Berthelsdorf und Langenau. 1998 wurde auch der Güterverkehr auf diesem Abzweig eingestellt. Der letzte heute noch verbliebene Güterkunde zwischen Berthelsdorf und Brand-Erbisdorf ist das Press- und Schmiedewerk, dessen Anschlussgleis unmittelbar nördlich des Bahnhofs am Bahnübergang abzweigt.

Der Bahnhof Brand-Erbisdorf ist der größte Bahnhof der Eisenbahnstrecke. Ursprünglich nur als Haltestelle angelegt, wurde er 1905 zum Bahnhof aufgewertet und das Empfangsgebäude nachfolgend erweitert. Es stellt sich heute als zweigeschossiger, roter Backsteinbau mit farbig abgesetzten Gewänden und einem Gurtgesims in Form des Deutschen Bandes dar. Eingangstür und einige Fenster im Obergeschoss sind original erhalten. Abgeschlossen wird das Gebäude von einem Satteldach mit Schleppgaube über dem Haupteingang. Die Nebengebäude, darunter das Abortgebäude sowie das Stellwerk, sind als eingeschossige Backsteinbauten von ähnlicher, aber schlichterer Gestaltung. Im Stellwerk B1 sind vermutlich noch eine Hebelbank (Bauart Jüdel) sowie ein Bahnhofsblock erhalten, die über Drahtzugleitungen zur Steuerung der insgesamt 14 Weichen des Personen- und Güterbahnhofs dien(t)en. Eine Gleiswaage vor dem Empfangsgebäude sowie der gegenüber erhaltene schlichte, holzverkleidete Güterschuppen mit dem typischen, weit vorgezogenen Satteldach über der vorgelagerten Laderampe vervollständigen das Ensemble.

Ein ehemals dazugehöriger Kleinlokschuppen wurde 1998 abgebrochen. Der nördlich anschließende Bahnübergang wird mittels Vollabschluss durch eine vierschlägige Schranke mit je einem mittels Handkurbel vom Schrankenwärter zu bedienenden Schrankenblock zu beiden Seiten der Straße gesichert. Die vermutlich aus den 1930er Jahren stammenden mechanischen Vollschranken weisen jeweils einen Aufschlagpfosten am Schrankenbaum auf.

Das hier vorliegende, umfangreich erhaltene Ensemble des größten Bahnhofs an der sekundären Eisenbahnstrecke Berthelsdorf–Großhartmannsdorf ist aufgrund der engen Verknüpfung mit der Bergbau- und Industriegeschichte Brand-Erbisdorfs von großer ortshistorischer wie auch verkehrs- bzw. eisenbahngeschichtlicher Bedeutung. Zudem ist die Anlage auch im Hinblick auf ihre Lage an einer Hauptverkehrsstraße prägend für das Stadtbild. Die technische Ausstattung des Ensembles, angefangen von der Stellwerkstechnik über die Drahtzugleitungen zu den einzelnen Weichen mit ihren Signalen sowie die wärterbetriebenen Schrankenblöcke an der besagten Hauptverkehrsstraße, die in ihrer Ausführung als Vollschranken inzwischen selten in Sachsen geworden sind, ist zudem von technikgeschichtlicher Bedeutung.
25. ↑  Ehemaliges Huthaus und Halde mit Trockenmauer am Berggäßchen:

Laut Wagenbreth und Wächtler handelt es sich bei dem heutigen Wohnhaus um ein ursprünglich eingeschossiges, nachträglich aufgestocktes Huthaus einer bisher unbekannten Grube aus dem 18. Jahrhundert (vgl. Wagenbreth/Wächtler 1986, S. 139). Urkundlich belegt ist, dass der damalige Hauseigentümer Anton Clemens Fuchs, ein Schuhmachermeister, im Jahr 1889 das ursprünglich vorhandene Fachwerk des Obergeschosses durch Ziegelmauerwerk ersetzen ließ. Seit dieser Zeit handelte es sich bei diesem Haus um einen zweigeschossigen Putzbau mit Sandsteingewänden bzw. Putzfaschen, welches traufseitig in der Mitte des Hauses erschlossen war. Abgeschlossen wurde das Haus durch ein hohes Krüppelwalmdach. Nach der in den vergangenen Jahren durchgeführten Sanierung veränderte sich das Erscheinungsbild des Hauses grundlegend. So wurde der ursprüngliche Hauseingang zugesetzt und durch zwei Fensteröffnungen ersetzt. Das Obergeschoss erhielt eine Holzverbretterung, die ursprünglich nur teilweise vorhanden gewesen war und die ein Fachwerkobergeschoss vortäuscht. Vermutlich ähnelt das heutige Erscheinungsbild dem unmittelbar nach der Aufstockung anzutreffenden Bild des Hauses. Trotz seiner baulichen Veränderungen bleibt das ehemalige Huthaus ein Zeugnis des am Standort vorgenommenen Bergbaus, so dass sich der Denkmalwert des Gebäudes aus dessen bergbaugeschichtlicher Bedeutung ergibt. Zudem ist es als Teil der historischen Ortsstruktur prägend für das Ortsbild des einstigen „Bergfleckens“ Brand-Erbisdorf.
26. ↑  Schmiedehammer:

Der Gesenkschmiedehammer des Herstellers Huta Zygmunt, einem 1857 gegründeten Stahlwerk im polnischen Bytom, wurde vermutlich seit den 1970er-Jahren im Press- und Schmiedewerk Brand-Erbisdorf zum Schmieden großer Metallwerkstücke eingesetzt. Nach seiner Ausmusterung kam er, funktionslos und damit als historisches Fragment, unmittelbar vor dem Betriebsgelände zur Aufstellung, wo er sich heute noch befindet. Konstruktiv als Zweiständerhammer ausgeführt, zeigt sich der vermutlich hydraulisch betriebene Oberdruckhammer in einer leuchtend blauen Farbfassung, lediglich die Kolbenstange mitsamt Bär sowie die seitlichen Führungen am Ständer sind in hellgrauer Farbe gehalten. Am Hydraulikzylinder sind Herstellerbezeichnung „Huta Zygmunt“ und zugehöriges Firmensignet erkennbar.

Das Press- und Schmiedewerk (kurz PSW), zurückgehend auf ein seit 1685 im heutigen Brand-Erbisdorfer Stadtteil Langenau bestehendes Hammerwerk, wurde von einem Sohn des Hammerwerksbesitzers Heinrich Ferdinand Weinhold, Georg Weinhold, 1911 gegründet. Auch durch die gute Auftragslage während des Ersten Weltkrieges begründet vergrößerte sich das als Fa. Georg Weinhold firmierende Dampfhammerwerk rasch. Aus Eisen und Stahl wurden etwa Maschinenteile für Lokomotiven, Kurbelwellen für Motoren oder Maschinenteile für den Maschinenbau hergestellt. Um 1925 betrieb das Werk mit etwa 60 Beschäftigten zu diesem Zweck neben sechs Dampfhämmern auch einen Siemens-Glühofen, ebenso waren dem Schmieden weitere Arbeitsprozesse vorangestellt, z. B. das Vordrehen oder Vorhobeln von Werkstücken. Nach dem Tod des Firmengründers wurde das Unternehmen von Weinholds Sohn Eugen und dessen Schwager Oswin Meister unter dem Namen „Georg Weinhold Dampfhammerwerk oHG Brand-Erbisdorf“ weitergeführt. Nach der Weltwirtschaftskrise wieder erstarkend, kamen zur guten Auftragslage des Werks ab den 1930er-Jahren auch Aufträge von Kriegsmarine, Luftwaffe und Heer hinzu.

Nach Kriegsende wurden Maschinen und Teile der Werkstatteinrichtung demontiert, so dass nach der Umwandlung in Volkseigentum 1946 auch fertigungstechnisch ein Neuanfang erfolgen musste. Die „neue“ Schmiedeausstattung stammte daher teils aus kriegszerstörten Dresdner Betrieben. 1951 wurde das Dampfhammerwerk mit dem Langenauer Hammerwerk, dem Brand-Erbisdorfer Stanz- und Presswerk (ehemals Elite bzw. DKK) und der Freiberger Maschinenfabrik Erich Schöbel zum VEB Preß- und Schmiedewerk Brand-Erbisdorf vereinigt. Als solcher war das Werk über Jahrzehnte hinweg der bedeutendste Betrieb der Stadt, der sich auch gesellschaftlich stark engagierte. Neben der Förderung von Sport- und kulturellen Angeboten (u. a. Finanzierung des Sportplatzes an der Dammstraße, Förderung der kulturellen Betätigung der Beschäftigten, Herausgabe der eigenen Zeitung „Hammerecho“, Betrieb von werkseigener Bibliothek und Archiv) übernahm das PSW auch eine Schulpatenschaft für die 1959 fertiggestellte polytechnische Oberschule „7. Oktober“ (die heutige Oberschule Brand-Erbisdorf) und bot ab 1960 die polytechnische Ausbildung von Schülern im Werk an. Durch die Übernahme von Nachbargrundstücken konnte sich das ehemalige Dampfhammerwerk baulich und produktionstechnisch erweitern. In den 1980er-Jahren umfasste die Belegschaft des Betriebes etwa 1.800 Beschäftigte, der jährliche Produktionsausstoß stieg auf über 100.000 Tonnen an. Nach der Wiedervereinigung in eine GmbH umgewandelt, wurde die Zahl der Beschäftigten auf 800, später 450 reduziert. Trotz guter Auftragslagen und neuer Arbeitsgebiete kam es 2003 zur Insolvenz und 2004 zur Aufteilung des Betriebs in mehrere eigenständige Unternehmen, darunter auch in die PSW Massivumformung GmbH. Diese wurde 2009 von der PSW Henning Schmiedetechnik GmbH übernommen, welche inzwischen selbst insolvent ist.

Nachdem bereits die in den 1990er-Jahren vorgenommenen Abbrüche baulicher und technischer Anlagen das Werksgelände stark veränderten und der gewachsene Bestand an Schmiedehämmern nach der Betriebsaufgliederung von der PSW Massivumformung GmbH durch Neuanschaffungen ersetzt und ins Ausland verkauft wurde, ist gerade der bereits zu Betriebszeiten als Denkmal außerhalb des Werkshofes aufgestellte und ausgestellte Gesenkhammer ein wesentliches Zeugnis für die Produktionsgeschichte insbesondere der wirtschaftlichen Hochzeit des PSWs in den 1970er- und 1980er-Jahren.

Der Schmiedehammer ist zunächst technikgeschichtlich bedeutend als Teil einer Entwicklungsreihe derartiger Umformmaschinen, die an einigen im Stadtgebiet exponierten Schmiedehämmern exemplarisch nachvollzogen werden kann, die in ihrer Gesamtheit wiederum auf die Vergangenheit Brand-Erbisdorfs als historischer Hammerwerksstandort verweisen. Vor allem aber stellt der Gesenkhammer auch ein identitätsbindendes Monument für ein stark im Bewusstsein der Brand-Erbisdorfer Bevölkerung verankertes Traditionsunternehmen dar, so dass ihm dementsprechend nicht nur industrie- und stadtgeschichtliche Bedeutung, sondern darüber hinaus auch – gerade angesichts der endgültigen Betriebseinstellung des PSW – ein hoher Erinnerungswert zukommt. Demzufolge stellt der vorliegende Schmiedehammer ein Kulturdenkmal im Sinne des § 2 Abs. 1 SächsDSchG dar.
27. ↑  Erzengler Teich:

Der Erzengler Teich (auch Erzengelteich) wurde in den Jahren 1569 bis 1570 von der nahegelegenen Erzengel Fundgrube als Stauteich angelegt. Er ist Bestandteil der Revierwasserlaufsanstalt (kurz RWA), einem umfangreichen System von Kunstgräben, Röschen und Teichen zur Bereitstellung von Aufschlagwasser für die Gruben des Freiberger Reviers. Neben dem aufgestauten südwestlichen Arm des Münzbachs, der zum Anspannen des Erzengler Teichs nicht ausreichte, trug auch der südwestlich vorbeigeführte Kohlbach Kunstgraben (Teil der Oberen Wasserversorgung der RWA, vgl. 09208685) zur Wasserzuführung bei. Dieser konnte Grabenwasser über das Waldschütz direkt in den Münzbach oder über ein weiteres Schütz am Schindelhaus in einen Kunstgraben einleiten, der oberhalb des Kunstteichs ebenfalls in den Münzbach einmündet. Das gespeicherte Wasser gibt der Erzengler Teich über den als Abzugsgraben gefassten Münzbach an den nordöstlich gelegenen Rothbächer Teich (vgl. 09208678) ab, der schließlich in den Hohe Birke Kunstgraben (Teil der Unteren Wasserversorgung der RWA, vgl. 09208686) einleitet. Damit fungierte der Kunstteich als Ausgleichspeicher zwischen der Oberen und Unteren Wasserversorgung im System der Revierwasserlaufsanstalt. Zwischenzeitlich auch zu Fischereizwecken genutzt, wird der Erzengler Teich seit 1931 nicht nur als Brauchwasserspeicher, sondern in den Sommermonaten auch als Freibad (Waldbad Erzengler) genutzt.

Das Absperrbauwerk des Kunstteiches ist ein 204 m langer, ca. 5 m hoher und an der Krone etwa 7 m breiter Erddamm mit Lehmkerndichtung, wasserseitiger Tarrasmauer und Kronenmauer. Der Stauraum beträgt 176.000 m³. 1864 wurde das ursprünglich hölzerne durch ein eisernes Teichgerinne ersetzt, der Damm leicht erhöht, die Tarrasmauer ausgebessert sowie das Striegelhaus nebst Tragebank und Striegelstange erneuert. Die seitlich am Damm eingebrachte, ausgemauerte Flutrinne geht über in einen etwa parallel zum Damm entlang geführten Abzugsgraben, der auf Höhe des Striegelhauses talwärts in Richtung Rothbächer Teich abknickt. Entlang des Dammfußes bzw. des Abzugsgrabenverlaufs markieren mehrere mit Kurschwertern und Reihennummern versehene Forstgrenzsteine die Grenze zum ehemals kurfürstlichen Wald.

Als Bestandteil der historischen Revierwasserlaufsanstalt ist der landschaftsprägende Erzengler Teich nicht nur von ortsgeschichtlicher, sondernd vor allem von bergbauhistorischer Bedeutung, zeugt er doch im Zusammenspiel mit weiteren – teils fragmentarisch – erhaltenen bergbauwasserwirtschaftlichen Anlagen von den Anstrengungen, die zur Aufrechterhaltung des Erzbergbaus mittels wasserbetriebener Antriebs- und Aufbereitungstechnik unternommen wurden. Das aus dem Jahr 1570 stammende Striegelhaus ist trotz seiner Veränderungen wesentlich für das Verständnis der Funktionsweise des Absperrbauwerks und daher im Zusammenhang mit den zugehörigen Anlagen weiterhin von großem Aussagewert. Die Forstgrenzsteine dokumentieren schließlich, dass der Grund und Boden der bergwasserwirtschaftlich genutzten Teiche sich häufig bis in das frühe 20. Jahrhundert hinein nicht der RWA gehörten, sondern sich in Privatbesitz befanden und daher der Übergang zum kursächsischen Grundbesitz markiert werden musste.
28. ↑  Eisenbahnbrücke Brandsteig:

Im Jahr 1890 wurde die Bahnstrecke Berthelsdorf–Großhartmannsdorf mit der Zweiglinie Brand–Langenau für den Personen- und Güterverkehr eröffnet. Zunächst in der Hauptsache für den Material- und Erztransport der angeschlossenen fiskalischen Gruben angelegt, kamen später weitere Anschlussgleise für nahegelegene Industriebetriebe wie etwa zum VEB Preß- und Schmiedewerk oder zum VEB NARVA in Brand-Erbisdorf hinzu. Dank dieser Industrieanschlüsse blieb der Streckenast bis zum Streckenkilometer 5 auch nach der Einstellung des Personenverkehrs zwischen Berthelsdorf und Großhartmannsdorf 1973 weiterhin in Nutzung, während man die Reststrecke brach fallen ließ bzw. Teile der Gleisanlagen auch demontierte. Personenzüge verkehrten nachfolgend bis 1997 nur noch zwischen Berthelsdorf und Langenau. 1998 wurde auch der Güterverkehr auf diesem Abzweig eingestellt. Der letzte heute noch verbliebene Güterkunde des Streckenastes ist das Press- und Schmiedewerk, dessen Anschlussgleis am Brand-Erbisdorfer Bahnhof abzweigt.

Die nach dem Bahnhof, aber noch vor dem Abzweig nach Langenau am Streckenkilometer 3,470 liegende Eisenbahnbrücke aus dem Jahr 1889 wird daher seit 1998 nicht mehr befahren. In Form eines Tonnengewölbes überspannt die Steinbogenbrücke mit einer Länge von 10,5 m und einer Höhe von 7,2 m den Brandsteig, hoch ansetzende Flügelmauern begrenzen zudem den Bahndamm zu beiden Seiten. Die Eisenbahnbrücke ist eine der wenigen Kunstbauten auf der Strecke zwischen Berthelsdorf und Großhartmannsdorf, da hier im Unterschied zum Abzweig nach Langenau nur geringe Höhenunterschiede zu bewältigen waren. Sie ist eines der letzten Zeugnisse der zum überwiegenden Teil stillgelegten Eisenbahnstrecke Berthelsdorf–Großhartmannsdorf, die den von den umliegenden Ortschaften und Bergbau- bzw. Industriebetrieben ersehnten Anschluss an das sächsische Eisenbahnnetz brachte (ein erster Antrag war bereits 1881 eingereicht worden). Damit kommt ihr ein orts- und verkehrsgeschichtlicher Wert zu. Darüber hinaus kann das Brückenbauwerk auch als ortsbildprägend angesehen werden.
29. ↑  Huthaus Alt Sonnenwirbel:

Das Huthaus „Alt Sonnenwirbel“, ein eingeschossiger Massivbau mit hohem Satteldach, befindet sich zusammen mit dem Huthaus „Brüllender Löwe“ (vgl. 09208623) auf einer großen Halde am westlichen Ortsrand von Brand. Vermutlich im 17. Jahrhundert wurde es in unmittelbarer Nähe zum Sonnenwirbler Tageschacht für die seit 1530 belegte Grube Sonnenwirbel samt Holewein errichtet, zu der auch das östlich gelegene Ensemble um den Kohlhäusler Kunst- und Treibeschacht (vgl. 09208621) gehörte. Diese ging zusammen mit der Grube Vergnügte Anweisung samt Reußen (vgl. 09208606) und der St. Michaeliser Matthias Fundgrube (vgl. 09208639) im Jahr 1850 in der Einigkeit Fundgrube auf, die aufgrund fehlender Erträge als Zubußzeche 1895 aufgegeben wurde. Die Halde des Sonnenwirbel Schachts mit einer Fläche von etwa 1.500 m² und einer talseitigen Höhe von etwa 6 m gehört zu einem Haldenzug, der sich in nordwestlicher Richtung auf dem Erzgang Richtschachter Stehenden erstreckt.

Die Erhaltungsmaßnahmen unter den verschiedenen Eigentümern des Gebäudes sowie dessen Nutzungswechsel führten nur zu unwesentlichen Beeinträchtigungen des äußeren Erscheinungsbildes und der originalen Bausubstanz, so dass hier noch heute das authentische Bild eines Huthauses aus dem 17. Jahrhundert zu erleben ist. Zusammen mit dem weiteren Huthaus sowie der deutlich sichtbaren Halde zeugt es zudem von den Bergbautätigkeiten am Standort. Damit ergibt sich der Denkmalwert des vorliegenden Huthauses und der zugehörigen Halde aus dessen bergbau- und stadtgeschichtlicher Bedeutung. Zudem ist es als Teil der historischen Ortsstruktur prägend für das Ortsbild des einstigen „Bergfleckens“ Brand-Erbisdorf.
30. ↑  Huthaus „Brüllender Löwe“:

Das Huthaus „Brüllender Löwe“ gehörte zur gleichnamigen Grube, welche im Zeitraum von 1537 bis zum Ende des 17. Jahrhunderts betrieben wurde. Aus dieser Tatsache lässt sich schließen, dass das Huthaus im genannten Zeitraum errichtet wurde. Der Baubefund deutet eher auf eine spätere Erbauungszeit hin. Frühe Bauakten liegen zum Hausbau nicht vor. Die erste urkundlich nachweisbare Baumaßnahme ist ein Schornsteineinbau in das vorhandene Gebäude im Jahr 1874. Zu diesem Zeitpunkt befand sich das Haus bereits in Privatbesitz und wurde ausschließlich als Wohnhaus genutzt. Bei dem ehemaligen Huthaus handelt es sich um ein landschaftstypisches zweigeschossiges Fachwerkhaus mit massivem Erdgeschoss und verbrettertem Fachwerkobergeschoss. Auf einer historischen Fotografie kann man erkennen, dass das Fachwerk im Obergeschoss zweirieglig ist und gezapfte Streben aufweist, also eine Fachwerkkonstruktion hat, die eine Bauzeit nach 1700 nahe legt. Abgeschlossen wird das Huthaus durch ein hohes Satteldach. Im Laufe der Jahre erfolgten am Gebäude verschiedene Baumaßnahmen, wie beispielsweise der Austausch der Fenster durch ungeteilte Fenster und das massive Ersetzen der abgewandten Giebelseite.

Trotzdem ist es durchaus richtig, heute noch von einem guten Originalzustand des Hauses zu sprechen. Am historischen Bergbaustandort neben dem Huthaus „Alt Sonnenwirbel“ auf der zugehörigen Halde (vgl. 09208624) stehend, ist das ehemalige Huthaus ein wichtiges Zeugnis des Bergbaus im Brander Revier und zugleich ein Zeugnis des Bauhandwerks seiner Entstehungszeit, woraus sich seine bergbau- und baugeschichtliche Bedeutung ableitet. Zudem ist es als Teil der historischen Ortsstruktur prägend für das Ortsbild des einstigen „Bergfleckens“ Brand-Erbisdorf.
31. ↑  Buttermilchtor:

Das sogenannte Buttermilchtor, ein Kunstgraben-Aquädukt, wurde 1821 erbaut und verbindet die Halde des Goldene Pforte Schachts (auch Metzner Schacht), deren Reste sich in Form eines Dammes für den ehemaligen Sonnenwirbler Kunstgraben erhalten haben, mit der Sonnenwirbler Halde (vgl. 09208621). Kunstgraben und Aquädukt dienten der Überleitung von Aufschlagwasser für ein Pochwerk und eine Stoßherdwäsche südlich des Kohlhäuser Schachts. Der Kunstgraben, auch Sonnenwirbler Wäschgraben genannt, zweigte nach der Altmordgrübner Wäsche am Mendenschacht der Alten Mordgrube (vgl. 09208594) vom Hohe Birke Kunstgraben (vgl. 09208686) ab und verlief in südwestlicher Richtung weiter nach Brand. In Ortslage verröscht, führte ein Abzweig unterhalb des – heute im ursprünglichen Verlauf veränderten – Röschenwegs zum Hörnig Schacht der Grube Vergnügte Anweisung samt Reußen (vgl. das Röschenmundloch am Hörnig Schacht, 09208606) und beaufschlagte dort eine Wassersäulenmaschine. Nach diesem Abzweig trat der Kunstgraben schließlich wieder zutage und wurde über ein auf Mauerpfeilern gelagertes hölzernes Gerinne, den nachfolgenden Schüttdamm bzw. die Halde des Goldene Pforte Schachts sowie das Aquädukt zur Sonnenwirbler Halde und den dortigen Erzaufbereitungsanlagen weitergeführt. Auf der Halde des Goldene Pforte Schachts befand sich zudem ein Pulverhaus zur Lagerung der Sprengmittel für die untertägigen Schießarbeiten der Grube, so dass das Aquädukt auch als Betriebsbrücke diente.

Die Bezeichnung des Aquädukts als Buttermilchtor lässt sich möglicherweise darauf zurückführen, dass die Bevölkerung diesen Durchlass im Kunstgrabendamm nutzte, um Buttermilch aus dem ländlichen St. Michaelis nach Brand zu bringen. Ein zweiter Erklärungsansatz besagt, dass sich durch das kalkhaltige Wasser milchige Ablagerungen am Bauwerk bildeten. Das etwa 6,5 m hohe und 7,5 m tiefe bruchsteinerne Bauwerk mit seitlichen, dem Profil des Kunstgrabendammes angepassten Flügelmauern besitzt eine Bogenweite von ca. 3 m an der Basis und eine lichte Höhe von ca. 4,5 m. Während der überwiegende Teil des Sonnenwirbler Kunstgrabens mitsamt Abzweig ebenso wie die mit Aufschlagwasser versorgte Erzaufbereitung nicht mehr oder nur noch rudimentär erhalten ist, blieb das Buttermilchtor in gutem Originalzustand bewahrt. Zusammen mit der anschließenden Sonnenwirbler Halde, dem vorgelagerten Kunstgrabendamm mit Halde sowie dem Röschenweg als obertägiger Spur des Röschenabzweigs mit einem Röschenmundloch am Hörnig Schacht kann dieser Teil eines umfangreicheren Systems zur bergbaulichen Wasserversorgung auch heute noch nachvollzogen werden. Zudem ist das Bauwerk das einzige dieser Art im gesamten Brander Revier. Damit erlangt es eine große bergbauhistorische sowie stadtgeschichtliche Bedeutung und ist darüber hinaus auch wesentlicher Teil des Ortsbildes.
32. ↑  Haupt- und Verwaltungsgebäude der Elite Motorenwerke:

Die Elite Motorenwerke AG ging aus einem kleinen, 1904 in Berlin gegründeten Unternehmen hervor, der Maschinenfabrik Lüders, welche zu dieser Zeit Bootsmotoren und wenige Kleinwagen fertigte. Unter Beteiligung des Dänen Jörgen Skafte Rasmussen, des späteren DKW-Gründers, und Georg Günter, des Gründers der Chemnitzer Presto-Werke AG, wurde das Unternehmen 1913 in eine Aktiengesellschaft, die Elite Motoren Werke AG, umgewandelt. Die Maschinenfabrik siedelte sich – wie viele andere Industriebetriebe auch – im Zuge der planmäßigen Stilllegung des Freiberger Bergbaus in Brand-Erbisdorf an. In dem 1912 errichteten Brand-Erbisdorfer Zweigwerk wurden ab sofort Kraftfahrzeuge, Fahrräder, Einzelteile und Baugruppen sowie Geräte für den Fahrzeugbau produziert.

1920 erfolgte ein Zusammenschluss mit dem Chemnitzer Fahrradhersteller Diamant Werke Gebrüder Nevoigt AG, so dass in dem nun unter dem Dach der Elite Diamant AG agierenden Brand-Erbisdorfer Werk auch Diamant-Fahrräder produziert wurden. Um 1925 waren in den verschiedenen Produktionssparten des Standorts mehr als 600 Personen tätig. 1928 erwarb die Adam Opel AG die Aktienmehrheit an der Elite Diamant AG und verlagerte die eigene Motorradproduktion nach Brand-Erbisdorf. Dies führte zur Einstellung der Fahrzeugproduktion unter der Marke „Elite“, die mit einem Lieferumfang von etwa 3.000 hochwertigen Personenwagen und rund 1.000 Lastwagen bereits einen großen Bekanntheitsgrad besaß. Nach dem Rückzug von Opel aus der Elite Diamant AG 1929 wurde der Motorradbau in Brand-Erbisdorf schließlich ein Jahr später komplett aufgegeben. Durch eine Zwangsversteigerung gingen die Betriebsanlagen 1934 an die Deutsche Kühl- und Kraftmaschinen GmbH aus Scharfenstein. Während des Zweiten Weltkriegs eingebunden in die Rüstungsproduktion, wurde das Werk nach 1945 einer teilweisen Demontage unterzogen und gehörte ab 1951 zum VEB Preß- und Schmiedewerk „Einheit“ in Brand-Erbisdorf. Nach der Produktionsstilllegung im Jahr 1990 sowie mehreren nachfolgenden Eigentümerwechseln erfolgte zwischen 1996/97 eine Sanierung und Umwandlung des Hauptgebäudes in einen Gewerbepark – die an das Hauptgebäude anschließende große Produktionshalle im Innenhof wurde abgebrochen.

Das erhaltene Haupt- und Verwaltungsgebäude der Elite Motorenwerke AG wurde ab 1912 entlang der Dammstraße errichtet, 1922 im Nordosten mit einem ersten Erweiterungsbau und 1928 im Südwesten mit einem zweiten, leicht angewinkelten Erweiterungsbau längs der Hauptstraße versehen. Mit einer Gesamtlänge von 155 Metern und der aufwändig gestalteten, mittels Lisenen gegliederten Fassade besitzt der zwei- bis dreigeschossige Klinkerbau eine sehr repräsentative Wirkung. Das Dach ist überwiegend als verschiefertes Satteldach mit Fledermausgauben ausgeführt. Neben mehreren mit Dreiecksgiebeln (jeweils mit Okulus) abschließenden Risaliten, davon einer bzw. zwei am dreigeschossig und mit Walmdach ausgeführten Mittelbau sowie zweiten Erweiterungsbau, sticht vor allem der dem Gebäude mit dem nordöstlichen, dreigeschossigen Erweiterungsbau hinzugefügte imposante Treppenturm hervor. Dieser weist einen quadratischen Grundriss auf, der in einen von zwölf Säulen getragenen polygonalen Dachaufbau mit Haube übergeht. Auf einem Putzband vor dem Übergang zum verschieferten Dachaufbau ist allseitig der Schriftzug „ELITE“ befestigt. An den Fortführungen der Lisenen an den Risaliten des Mittelbaus – an dem sich ursprünglich der Haupteingang des Werks befand – sowie des zweiten Erweiterungsbaus entlang der Hauptstraße befinden sich kunststeinerne Reliefs, die stilisierte Werkzeuge darstellen. Das Giebeldreieck des Mittelbau-Risalits zieren zudem zwei in Kunststein ausgeführte Porträtbüsten der Firmengründer der Elite Motorenwerke AG.

Als einer der bedeutendsten Industriebetriebe der Stadt Brand-Erbisdorf und als wichtiger Arbeitgeber im 20. Jahrhundert erlangte das Unternehmen eine große stadtgeschichtliche Bedeutung. Der Denkmalwert des erhaltenen, äußerst stattlichen Haupt- und Verwaltungsgebäudes ergibt sich weiterhin auch aus der baukünstlerischen, baugeschichtlichen und industriegeschichtlichen Bedeutung aufgrund seiner anspruchsvollen, zeittypischen Gestaltung sowie aufgrund der großen Bedeutung des Unternehmens für die Industrie- und insbesondere auch die Automobilbaugeschichte Sachsens. Der im Innenhof museal aufgestellte Schmiedehammer hat als Sachzeugnis der späteren Nutzung des Gewerbestandorts durch den VEB Preß- und Schmiedewerk „Einheit“ eine technik- wie auch ortsgeschichtliche Bedeutung, ihm kommt als Relikt allerdings auch ein Erlebnis- und Erinnerungswert für die Standortgeschichte zu.
33. ↑  Pochhäusel:

Das im Jahr 1783 errichtete ehemalige Pochwerk der Neu Glück und Drei Eichen Fundgrube (vgl. zur Geschichte dieser Grube 09208748) liegt westlich der großen Halde des Neu Glück Drei Eichner Treibeschachts. Die Aufbereitungsanlage erhielt das zum Betrieb der Pochstempel notwendige Aufschlagwasser aus dem nicht mehr erhaltenen Neu Glück und Drei Eichen Kunstgraben, der wiederum aus dem Kohlbach Kunstgraben der Revierwasserlaufsanstalt (vgl. 09208685) gespeist wurde. Nachfolgend konnte dieses von der westlich benachbarten, ebenfalls zur Fundgrube gehörigen Erzwäsche (vgl. 09208536) genutzt werden, die aufgrund des abfallenden Geländes eine Gefällestufe unterhalb des Pochwerks lag. Das sogenannte „Pochhäusel“, heute als Wohnhaus genutzt, ist ein zweigeschossiges, inzwischen fast vollständig verbrettertes Gebäude mit massivem Erdgeschoss und Fachwerkobergeschoss. An der zugewandten Traufseite wurde nachträglich ein zweigeschossiger massiver Anbau (ohne Denkmalwert) an das Gebäude angefügt.

Die im Vergleich mit der Erzwäsche geringe Grundfläche von 10 m × 7,5 m war ausreichend für die Unterbringung der technischen Anlagen im Erdgeschoss, während das Obergeschoss die Wohnung des Pochwerkssteigers enthielt. Der Schlussstein des Gebäudes, bezeichnet mit „JH“ und „1833“, verweist bereits auf die spätere Wohnnutzung des ehemaligen Pochwerks. So stehen die Initialen für den Schuhmacher J. Heinitz, den damaligen Eigentümer des Gebäudes. Weitere Eigentümerwechsel des nunmehrigen Wohnhauses sind urkundlich belegt. Die mit der Nutzungsänderung einhergehenden baulichen Veränderungen stellen jedoch keine maßgebliche Beeinträchtigung des äußeren Erscheinungsbildes sowie der originalen Bausubstanz dar. Das ehemalige „Pochhäusel“ gehört zu einem Komplex bergbaulicher Anlagen, welche den Produktionsprozess von Erzgewinnung und Erzaufbereitung verdeutlichen. Die Zweckbestimmung der einzelnen Bauwerke ist anhand ihrer baulichen Hülle und aufgrund ihrer Lagebeziehung zueinander weiterhin noch gut ablesbar. So ist der Weg des im benachbarten Treibeschacht geförderten Roherzes über das Zerkleinern der Erze im Pochwerk bis hin zur nassen Aufbereitung auf den Herden der Erzwäsche nachvollziehbar. So begründet neben dem Zeugnischarakter der einzelnen Anlage auch deren Zugehörigkeit zu einer noch gut erhaltenen bergbaulichen Anlage die bergbaugeschichtliche und ortsgeschichtliche Bedeutung des ehemaligen Pochwerks der Neu Glück und Drei Eichen Fundgrube.
34. ↑  Wohnhaus (Freiberger Straße 10):

Vermutlich im ausgehenden 18. Jahrhundert erbauter zweigeschossiger Putzbau, welcher nachträglich im gleichen Stil erweitert und zu späterer Zeit im Erdgeschoss durch den Einbau von Schaufenstern in seinem ursprünglichen Erscheinungsbild beeinträchtigt wurde. Genau wie beim Nachbarhaus befindet sich der rundbogige Hauseingang in der Mitte der Traufseite und weist im Obergeschoss fünf regelmäßig angeordnete Rechteckfenster auf. Das Traufgesims ist profiliert und dürfte bauzeitlich sein. Abgeschlossen werden das Gebäude sowie dessen Erweiterung durch ein Walmdach mit einer nachträglich vergrößerten Schleppgaube. Das Haus steht an der wichtigsten Durchfahrtsstraße von Brand-Erbisdorf, welche von Freiberg kommend, über Großhartmannsdorf weiter nach Marienberg und Annaberg führte. Im Sächsischen Meilenblatt von 1786 kann man eindeutig das heutige Gebäude Freiberger Straße 10 erkennen. Der 1834 zur Stadt erhobene Ort Brand war zu diesem Zeitpunkt relativ klein und wurde durch den Bergbau geprägt. Um den Markt und an der Verkehrsstraße von Freiberg konzentrierten sich offenkundig die wenigen repräsentativen Gebäude der Stadt. Von diesen Bauten blieben jedoch nur Einzelbauten erhalten, zu denen das genannte Wohnhaus gehört. Es gehört damit zu den ältesten Wohnhäusern der Stadt und erlangt somit durchaus eine stadtentwicklungsgeschichtliche Bedeutung. Durch die dominante Straßenlage ergibt sich weiterhin eine große städtebauliche Bedeutung.
35. ↑  Wohnhaus (Freiberger Straße 12):

Entsprechend einem Schreiben aus dem Jahr 1935, den Bau der damaligen Hindenburgstraße betreffend, wurde das Wohnhaus im Jahr 1843 erbaut ("Das beitragspflichtige, 450 m² große Flurstück Nummer 124 des Flurbuchs für Brand ist im Jahre 1843 mit dem Wohnhaus Ortsl.-Nummer 117 C Abt. A bebaut worden."). Im Jahr 1893 gehörte das Grundstück der Familie Kind, die langjährig Eigentümer gewesen sind. Das Haus prägt gemeinsam mit dem vermutlich etwas früher erbauten Nachbargebäude das Straßenbild der Freiberger Straße. Die Umfassungswände des großen zweigeschossigen Gebäudes wurden mit Bruchsteinen aufgeführt und verputzt. Eine Besonderheit bilden die Rundbogenfenster im Erdgeschoss, die vermutlich nicht bauzeitlich sind. Auf einer Bauzeichnung aus dem Jahr 1893 sind diese nicht vorhanden gewesen. Abgeschlossen wird das Wohnhaus durch ein Walmdach. Offenkundig wurde das äußere Erscheinungsbild des Hauses kaum verändert, so dass es heute noch die bereits städtische Bauweise des 19. Jahrhunderts eindrucksvoll zeigt. Das Haus gehört zu einer Gruppe von Häusern entlang der Freiberger Straße und am Markt stehend, die zum Kern des gerade erst zur Stadt gewordenen Brand gehören. Sie entstanden annähernd zum Zeitpunkt der Stadtwerdung und tragen eindeutig städtischen Charakter. Insofern erlangen diese Bauten, zu denen auch das Wohnhaus Freiberger Straße 12 gehört, eine große stadtentwicklungsgeschichtliche Bedeutung.
36. ↑  Lochsteine im Freiwald:

Ein originaler Lochstein sowie die Kopie eines weiteren Lochsteins im Freiwald, dessen Original sich in der Sammlung des Museums „Huthaus Einigkeit“ in Brand-Erbisdorf befindet (vgl. zusätzliche Anschrift), markieren als obertägige Grenzsteine zwei Messpunkte auf der einstigen Grubenfeldgrenze der Grube Reicher Bergsegen und machen dessen untertägige Ausdehnung auch über Tage sichtbar. Der Förderschacht dieser Grube, der Reicher Bergsegen Kunst- und Treibeschacht, befand sich westlich des Standorts am Rande des Freiwalds und wird heute noch durch die erhaltene Halde sowie das Huthaus gekennzeichnet (vgl. 09208533). Ausgehend von den Lochsteinen wurden die Grenzen des jeweiligen Grubenfeldes nach unter Tage übertragen, ein Lochsteinfällen genannter Vorgang. Die Verlochsteinung geschah unter Aufsicht des Bergamtes und wurde noch bis zum Ende des 19. Jahrhunderts vorgenommen. Damit gehören die Lochsteine nicht nur zu den letzten obertägig sichtbaren Zeugnissen der untertägigen Grubenbaue und besitzen damit eine bergbaugeschichtliche Bedeutung, sondern sind zudem auch als Dokumente des Markscheidewesens von technik- und wissenschaftsgeschichtlicher Bedeutung. Die Kopie eines der beiden Lochsteine ist im Gegensatz zu ihrem musealisierten Vorbild nicht selbst Denkmal, sondern markiert lediglich den historischen Standort eines dieser Grenzsteine auf der Grenze des verliehenen Grubenfeldes, während das Original als authentisches Zeugnis und unabhängig von seinem Standort weiterhin von Denkmalwert ist.

Zwei originale Lochsteine sowie Kopie eines Lochsteins: 1. originaler Lochstein im Brand-Erbisdorfer Museum „Huthaus Einigkeit“, 2. dessen Kopie befindet sich im Freiwald am historischen Standort (südlich der Halde des NeuhausSachsen Schachts, vgl. Halde Nummer 107 im Sachgesamtheitsdokument, am Fußweg zwischen einem von der Alten Waldstraße abgehenden Forstweg und Vereinigt Feld 4), 3. originaler Lochstein von 1679 im Freiwald am historischen Standort (ca. 60 m südlich der Lochstein-Kopie und unmittelbar am Fuße der Halde des Felix Schachts, vgl. Halde Nummer 108 im Sachgesamtheitsdokument). Hauptinschrift bei 2) und 3): „16 Crucis 79 Halbe Fundgrub uffm NauHaus Sachsner Stehen den gang“. Jeweils auf den Seitenflächen der Steine werden der zur Mutung (Grubenverleihung) anwesende Berghauptmann Abraham von Schönberg sowie der Bergmeister Melchior Mäh genannt.
37. ↑  Rothbächer Teich:

Der Rothbächer Teich, ein zwischen 1564 und 1569 von der Alten Mordgrube 3. u. 4. Maaß angelegter Speicherteich, ist Bestandteil der Revierwasserlaufsanstalt (kurz RWA), einem umfangreichen System von Kunstgräben, Röschen und Teichen zur Bereitstellung von Aufschlagwasser für die Gruben des Freiberger Reviers. Er staute zunächst lediglich das Wasser des südwestlichen Arms des Münzbaches auf, erhielt dann aber mit der nur ein Jahr später erfolgten Fertigstellung des oberhalb gelegenen Erzengler Teiches (vgl. 09208677) auch Anschluss an den Kohlbach Kunstgraben (Teil der Oberen Wasserversorgung der RWA, vgl. 09208685). Ein 1567 angelegter Kunstgraben führte das gespeicherte Wasser allein der Alten Mordgrube 3. u. 4. Maaß zu, bis dieser zwischen 1589 und 1590 zum Hohe Birke Kunstgraben (Teil der Unteren Wasserversorgung der RWA, vgl. 09208686) ausgebaut wurde und damit die Versorgung weiterer Gruben und Wäschen des Reviers ermöglichte. Zudem konnte das Teichwasser mittels des sogenannten Rothbächer Wasserteilers über den Münzbach in den weiter talwärts gelegenen Lother Teich (vgl. 09208698) abgeschlagen werden.

Mit der Fertigstellung des Hauptzweigs der Müdisdorfer Rösche (vgl. 09208687) zwischen dem Röschenhaus (vgl. 09208697) und dem Verbindungsgraben zwischen Erzengler und Rothbächer Teich im Jahr 1873 war der Kunstteich schließlich auch als Zwischenspeicher innerhalb der Unteren Wasserversorgung der RWA nutzbar. Obwohl die Revierwasserlaufsanstalt bereits das alleinige Verfügungsrecht über das Stauwasser besaß – lediglich der Fischereibetrieb war dem Grundbesitzer erlaubt – ging der Rothbächer Teich erst 1900 in deren Eigentum über. Nach der Einstellung des Freiberger Bergbaus im Jahr 1913 diente das Gewässer als Ausgleichsteich für das Revierelektrizitätswerk (zum Kavernenkraftwerk im Drei-Brüder-Schacht vgl. 09201113), während es heute Betriebswasser für Freiberger Industrie- und Gewerbebetriebe bereitstellt.

Das Absperrbauwerk des Kunstteiches ist ein 248 m langer, ca. 4,5 m hoher und an der Krone etwa 4 m breiter Erddamm mit Lehmkerndichtung und wasserseitiger Tarrasmauer. Der ursprünglich nur aus mit Sand-, Schutt- und Schlackenmassen vermischten Erdstoffen sowie einer Tarrasmauer bestehende Damm wurde 1843 bei Instandsetzungsarbeiten am wasserseitigen Mauerwerk mit einer Lehmbrust weiter abgedichtet. Mit der Erhöhung des Dammes um 80 Zentimeter im Jahr 1936 vergrößerte sich zugleich der Stauraum des Rothbächer Teichs, der heute 96.000 m³ fassen kann. Zwischen 1936 und 1938 wurde der Damm auf der gesamten Länge mit einem neuen Lehmdichtungskörper versehen. Die Böschung des Damms erfuhr 2001 eine Abflachung. Nach Hochwasserschäden aus dem Jahr 2002 und nachfolgenden Notsicherungsmaßnahmen an Damm und Überlauf wurde schließlich 2010 eine neue Hochwasserentlastungsanlage in den Damm eingebracht. Auf den ursprünglichen Standort des Überlaufs verweist nur noch ein leicht zurückgesetztes Tarrasmauersegment. Zeitgleich wurde auch der Grundablass ersetzt.

Auf dem Damm befindet sich das 1851 errichtete und von 1902 bis 1904 sowie zwischen 1936 und 1938 jeweils Erneuerungen unterzogene Striegelhaus mit einer originalen, bauzeitlichen Striegelanlage. Das Fluterhaus unterhalb des Teichs umhaust den sogenannten Rothbächer Wasserteiler, der die Wasserverteilung zum Hohe Birke Kunstgraben bzw. zum Lother Teich regelt.

Trotz der genannten Umbaumaßnahmen ist die historische Funktionsweise des Rothbächer Teichs als Bestandteil der historischen Revierwasserlaufsanstalt weiterhin ablesbar. Somit ist er als landschaftsprägende Anlage nicht nur von ortsgeschichtlicher, sondernd vor allem von bergbauhistorischer Bedeutung, zeugt er doch im Zusammenspiel mit weiteren – teils fragmentarisch – erhaltenen bergbauwasserwirtschaftlichen Anlagen von den Anstrengungen, die zur Aufrechterhaltung des Erzbergbaus mittels wasserbetriebener Antriebs- und Aufbereitungstechnik unternommen wurden. Die erhaltene, technikgeschichtlich bedeutende Striegelanlage besitzt zudem Seltenheitswert. Aufgrund der weitergeführten Nutzung als Wasserspeicher im System der aktiven RWA ergibt sich zudem ein besonderer Erlebnis- und Erinnerungswert des Kunstteichs mitsamt seinen Anlagenteilen.
38. ↑  Wohn- und Geschäftshaus (Gartenstraße 25):

Doppelwohnhaus gemeinsam mit Hauptstraße 13. Beide Gebäude verbindet die gemeinsame Inschrift „Eintracht die du aufgebauet/ Was des Wanders Blick hier schauet/ Walte stets in diesen Räumen/ 1862“, die laut mündlicher Information einen langjährigen Streit beider Nachbarn besiegelte. Da das Nachbargebäude vermutlich 1862 erbaut wurde, kann man mit ziemlicher Sicherheit davon ausgehen, dass auch das Wohnhaus Gartenstraße 25 zeitgleich erbaut wurde. 1890 findet das Haus seine erste Erwähnung, als der damalige Eigentümer Ernst Theodor Helbig einen Schauer anbauen ließ. Ein weiterer Anbau folgt 1895. Offensichtlich betrieb der Eigentümer Ernst Helbig eine Fleischerei, da 1914 ein Schlachthaus für Kleinvieh erbaut wurde. Später befand sich im Erdgeschoss ein Lebensmittelgeschäft, welches 1959 auf Selbstbedienung umgestellt werden sollte. Die meisten Bauarbeiten bezogen sich auf die Hintergebäude, so dass das ursprüngliche Erscheinungsbild des gründerzeitlichen Wohnhauses weitgehend original erhalten blieb. Mit dem Nachbarhaus Hauptstraße 13 bildet das Gebäude eine gestalterische Einheit, auch wenn es sich durch die Holzverschalung im Obergeschoss vom Nachbarhaus marginal unterschied. Ein Mittelrisalit mit Giebel gliedert und prägt den Bau. Das Haus blieb in gutem Originalzustand erhalten und dokumentiert die weitere städtebauliche Entwicklung von Brand und zugleich die Architekturauffassungen seiner Entstehungszeit. Der Denkmalwert ergibt sich vor allem aus dessen stadtentwicklungsgeschichtlichem und baugeschichtlichem Wert.
39. ↑  Alte Knabenschule (Goethestraße 2):

Nach Brand 1818 als Knaben- und Elementarschule erbaut. Damals mit Glockentürmchen, welches heute nicht erhalten ist. Zugleich befanden sich in der Schule die Wohnungen der beiden Lehrer – des Cantors und des Elementarlehrers. 1883 verkaufte die Stadtgemeinde die Schule an den Bergarbeiter Samuel Heinrich Seifert verkauft. Die Schulglocke wurde im Uhrtürmchen der inzwischen neu errichteten Schule aufgehängt. Auch Wetterfahne und Turmknopf entfernt man. Seit 1883 erfolgte die Nutzung des alten Schulgebäudes als Mietshaus. Von 1894 bis 1916 befand sich in den linken Erdgeschossräumen die Klöppelschule, während auf der rechten Seite eine Zigarrenfabrikation untergebracht war. Der zweigeschossige, breit lagernde Putzbau prägt noch heute das Ortsbild. Trotz gewisser Vereinfachungen und veränderter Dachaufbauten blieb das ursprüngliche Erscheinungsbild des Hauses erhalten. Der Hauseingang des neunachsigen, zweigeschossigen Gebäudes befindet sich in der Mitte der Traufseite. Sowohl das Stichbogenportal mit Schlussstein, als auch die Haustür dürften bauzeitlich sein. Abgeschlossen wird das Gebäude durch ein hohes Krüppelwalmdach mit halben Schöpfen. Es besteht kein Zweifel, dass sowohl das aufgehende Mauerwerk, als auch der Dachstuhl original erhalten blieben. Das Gebäude ist einer der besterhaltenen Bauten des beginnenden 19. Jahrhunderts in Brand-Erbisdorf und dokumentiert hierdurch eindrucksvoll die Bauweise von Schulgebäuden jener Zeit. Hiervon leitet sich die baugeschichtliche Bedeutung des Hauses ab. Die Nutzungsgeschichte begründet die große stadtgeschichtliche Bedeutung.
40. ↑  Ehemaliges Huthaus (Goethestraße 3):

Das ehemalige Huthaus befindet sich zwischen den verwahrten Tageschächten der Gruben Altes Kreuz und St. Wolfgang. Ob das vermutlich im 17. Jahrhundert errichtete Tagegebäude zu einer dieser beiden Gruben gehörte, ist allerdings nicht bekannt. Es ist seiner Form nach ein typisches Zechengebäude eines kleineren Grubenbetriebs und weist ein sehr niedriges Erdgeschoss mit steilem Satteldach auf. Die Fassade ist rundherum verbrettert bzw. an den Giebelseiten mit einer Wärmedämmung versehen. Der hölzerne, bis an die Traufe reichende Türstock an der vorderen Traufseite lässt die Vermutung zu, dass zumindest Teile des massiven Erdgeschosses eine Holzkonstruktion aufweisen. Ein Anbau an der hinteren Traufseite des Gebäudes schließt mit einem Schleppdach an das Satteldach an. Die vordere Dachfläche weist eine kleine Satteldachgaupe auf. Trotz der Beeinträchtigung der Fassade durch die giebelseitige Wärmedämmung vermittelt das Gebäude auch heute noch ein authentisches Bild von einem Huthaus einer kleineren, vermutlich relativ unbedeutenden Grube aus dem 17. Jahrhundert. Es zeugt von der Vielzahl kleinerer Gruben, die im heutigen Stadtgebiet des einstigen „Bergfleckens“ Brand-Erbisdorf nach Erz suchten, und ist daher von orts- und bergbaugeschichtlicher Bedeutung.
41. ↑  Gelobt Lander Teich:

Der Gelobt Lander Teich oder auch Landteich ist ein Bestandteil der historischen Revierwasserlaufsanstalt (vgl. 08991218), einem über mehrere Jahrhunderte hinweg entstandenen umfangreichen System an Kunstgräben, Röschen und Speicherteichen zur Ansammlung und Herbeileitung von Aufschlagwasser für den Freiberger Bergbau. Innerhalb dieses Systems bildete er den Endpunkt der sogenannten Oberen Wasserversorgung und diente als Regulator für die Aufschlagwasserversorgung der Himmelsfürst Fundgrube, die den überwiegenden Teil ihres Wasserbedarfs aus dem System der Revierwasserlaufsanstalt erhielt. Der vermutlich in der 2. Hälfte des 16. Jahrhunderts angelegte Gelobt Lander Teich fasste ein Volumen von ca. 18.800 m³, gespeist wurde und wird er dabei vom Kohlbach Kunstgraben (vgl. 09208685). Über den sich anschließenden Kunstgraben (vgl. 09208593) versorgte der Teich zunächst die nahegelegene Gelobt Lander Wäsche und anschließend mehrere Kunst- und Treibeschächte sowie Erzwäschen der Himmelsfürst Fundgrube (vgl. zur Geschichte der Fundgrube 09208116).

Als Bestandteil der historischen Revierwasserlaufsanstalt ist der landschaftsprägende Gelobt Lander Teich nicht nur von ortsgeschichtlicher, sondernd auch von großer bergbauhistorischer Bedeutung, zeugt er doch im Zusammenspiel mit weiteren – teils fragmentarisch – erhaltenen bergbauwasserwirtschaftlichen Anlagen von den Anstrengungen, die zur Aufrechterhaltung des Erzbergbaus mittels wasserbetriebener Antriebs- und Aufbereitungstechnik unternommen wurden.
42. ↑  Bartholomäus Schacht:

Geschichte:
  - ab 1529 nachweisliche Silbererzlieferungen
  - 1531: feierliches Erbbereiten (Grubenfeldvermessung – ältester schriftlicher Nachweis der Grubenanlage)
  - 1532–1576: ca. 8.000 Gulden Ausbeute als Reingewinn an die Gewerken der Grube ausgezahlt
  - 16. Jahrhundert: insgesamt rund 1,6 t Silber gewonnen
  - ab dem 18. Jahrhundert: Schacht diente zum Unterhalt des rund 50 km weit verzweigten Thelersberger Stollns
  - 1783: Schacht wird mit einer Haspelmaschine, konstruiert durch Kunstmeister Johann Friedrich Mende, versehen
  - 1870: Schließung des Schachtes
  - nach 1990 Bergsicherungsarbeiten: saniert mit Genehmigung (Aktenzeichen 1535-01-21), Freilegung der Schachtmauerung, Kaue und Haspelanlage neugebaut (Rekonstruktion)
  - 1995 der Öffentlichkeit zugänglich gemacht

Die Grube Bartholomäus wird bereits in Ausbeutebögen bereits 1529 erstmals erwähnt. Im Jahr 1531 erfolgte das Erbbereiten, das feierliche Vermessen und Festlegen der Grenzen des Grubenfeldes. Bis 1576 konnte die Grube etwa 8.000 Gulden Ausbeute als Reingewinn an die Gewerken auszahlen. Insgesamt brachte sie im 16. Jahrhundert etwa 1,6 t Silber aus und gehörte laut der 1589 erschienen „Meißnischen Bergchronika“ zu den bedeutenden Brander Grubenbetrieben. Um diesen den Erzabbau in größeren Teufen zu ermöglichen, errichtete Martin Planer, der Freiberger Bergmeister und spätere sächsische Oberbergmeister, bis 1570 in mehreren Gruben des Brander Reviers Kunstgezeuge zur Bewältigung der anfallenden Grubenwässer.

Die Grube Bartholomäus erhielt zu diesem Zweck zwei Kunstgezeuge, die aus dem Brand Stolln beaufschlagt wurden und das gehobene Wasser in den tieferen Thelersberger Stolln ableiteten. Spätestens ab dem 18. Jahrhundert dient der Bartholomäus Schacht nur noch zur Unterhaltung des für das Brander Revier wichtigen, rund 50 km langen und weit verzweigten Thelersberger Stolln. So finden sich bereits Anfang des 17. Jahrhunderts keine Hinweise mehr zu den Kunstgezeugen Planers, was auf eine Einstellung des Tiefbaus unter der Sohle des Wasserlösestollns schließen lässt. Zur Verbesserung der Förderung aus dem 80 m tiefen, bis auf den Thelersberger Stolln abgeteuften Schacht erhielt dieser 1783 eine neue, von Kunstmeister Johann Friedrich Mende konstruierte Haspelmaschine mit Schwungrad und Bremse. 1870 wurde der Schachtbetrieb schließlich eingestellt. Mit der Verwahrung des Schachts ging auch der Abbruch der zur Haspelmaschine zugehörigen Kaue einher. Das neben der Halde befindliche und bis in die 1960er Jahre noch als Gaststätte betriebene Huthaus der Grube wurde später aus verkehrstechnischen Gründen ebenfalls abgebrochen.

Im Rahmen von Bergsicherungsarbeiten zu Beginn der 1990er Jahre und auf Grundlage einer denkmalschutzrechtlichen Genehmigung erfolgte die Freilegung der historischen Schachtmauerung im Haldenkörper sowie die Rekonstruktion von Kaue und Haspelanlage nach dem Vorbild eines in der Modellsammlung der TU Bergakademie Freiberg erhaltenen Modells. Seit 1995 ist die bergbauliche Schauanlage für die Öffentlichkeit zugänglich, der Schacht kann über Fahrten bis in eine Teufe von 25 m befahren werden.

Die markante Halde mit der sorgfältig ausgeführten und mittels zweier Inschriften auf die Jahre 1730 bzw. 1805 datierten Haldenmauerung prägt das Straßenbild maßgeblich. Die Grube Bartholomäus gehörte zudem nicht nur zu den bedeutenden hiesigen Bergbauanlagen, sondern steht in ihrer späteren Betriebszeit vor allem für die Bemühungen um den Vortrieb und Unterhalt des Thelersberger Stollns zur Ableitung der Grubenwässer aus dem Brander Revier. Die Halde als einziges originales bergbauliches Zeugnis erlangt hierdurch eine große stadtgeschichtliche sowie bergbaugeschichtliche Bedeutung. Auch besitzt sie eine personengeschichtliche Relevanz aufgrund der ursprünglich im Schacht installierten, fortschrittlichen technischen Anlagen von Martin Planer und Johann Friedrich Mende. In Kombination mit der detailgenauen Rekonstruktion von Kaue und Haspelmaschine kommt der heutigen Schauanlage zudem ein großer Erlebniswert zu.
43. ↑  Ehemaliges Huthaus der Grube Strauß:

Das vermutlich im 17. Jahrhundert errichtete Huthaus der Grube Strauß gehört zu den erhaltenen Zechengebäuden einer Vielzahl kleinerer im Brander Revier angesiedelter Gruben, die das Stadtbild heute noch prägen. Der Grubenbetrieb ist bereits auf einem Revierriss von 1529 verzeichnet und laut O. Wagenbreth auch im 17. Jahrhundert belegt. Auf späteren Karten ist die Grube Strauß nicht mehr eingetragen, lediglich das Huthaus wird hier noch erwähnt. Es befindet sich neben der flachen, teils durch Bruchsteinmauern abgestützten Halde des Strauß Schachts (vgl. hierzu die Halden mit der Nummer 39 in 09208604).

Das eingeschossige, ursprünglich in Fachwerkbauweise errichtete Zechengebäude erhielt erst 1924 massive Ziegelwände, nur der Feldsteinsockel ist zum großen Teil erhalten geblieben. Allerdings schließt das Gebäude weiterhin mit dem für diese Gebäudeart typischen, steilen Satteldach ab, dessen zugewandte Dachfläche durch die große Hechtgaube geprägt wird. Das linke Giebeldreieck und die rechte Giebelspitze sind verbrettert. Am rechten Giebel befindet sich ein 1913 errichteter, mit Walmdach versehener Anbau, der ursprünglich als Stallgebäude bzw. Waschhaus diente. Im Zuge einer Renovierung im Jahr 1995 wurde der Feldsteinsockel teils durch ein neues Fundament ersetzt, nach 2000 erfolgte eine weitere, denkmalgerechte Sanierung des heute als Wohnhaus genutzten Gebäudes. Trotz seiner baulichen Veränderungen weist das Gebäude weiterhin die typische Formgebung eines Huthauses einer kleineren, relativ unbedeutenden Grube auf. Im Kontext mit weiteren derartigen Zechenhäusern ist das Huthaus der Grube Strauß daher vor allem ein Zeugnis für die große Dichte an Grubenbetrieben im Brander Revier und hat dementsprechend Bedeutung für die Stadt- und Bergbaugeschichte des einstigen „Bergfleckens“ Brand-Erbisdorfs.
44. ↑  Jung Haasener Tageschacht:

Bei dem kleinen eingeschossigen Massivbau mit steilem, breitgelagertem Satteldach handelt es sich um das ehemalige Huthaus der Grube Junger Haase, deren Abbautätigkeiten auf den hier anstehenden Erzgängen Haasner Flacher und Jung Haasner Flacher von 1528 bis zur Mitte des 18. Jahrhunderts belegt ist. Das um 1720 errichtete und wenig veränderte Gebäude aus Bruchstein ist vollständig verbrettert, wobei für das Erdgeschoss eine Querauflage und in den Giebelflächen eine Längsauflage gewählt wurde. Das Satteldach über dem ausgebauten Dachgeschoss weist einen seitlich platzierten Dachhecht auf. Ein kleiner mit Satteldach abschließender Anbau am rechten Giebel des traufständigen Gebäudes ist in seiner Form und Fassadengestaltung analog ausgeführt. Nordwestlich des ehemaligen Huthauses befindet sich der verwahrte Jung Haasener Tageschacht mit der über dem ehemaligen Schachtzugang gelegenen Kaue. Das massive Erdgeschoss aus Bruchsteinen ist mit einem steilen Satteldach und verbretterten Giebelflächen versehen. Beide ehemalige Tagegebäude stehen auf einer steilen, mit Bruchsteinmauern befestigten Halde. Trotz der leichten baulichen Veränderungen am Huthaus bleibt es vor allem im Zusammenhang mit der erhaltenen Kaue, die auch heute noch den verwahrten Schachteingang markiert, ein Zeugnis einstiger Bergbautätigkeit im Stadtgebiet Brand-Erbisdorfs. Der Denkmalwert der Gebäude mitsamt der Bergehalde ergibt sich daher aus deren bergbaugeschichtlicher Bedeutung. Zudem ist es auf der steilen Halde als prägend für das Ortsbild des einstigen „Bergfleckens“ anzusehen.
45. ↑  Wohnhaus (Hauptstraße 13):

Das Wohnhaus ist baugleich mit dem Wohnhaus Gartenstraße 25. Beide Gebäude bestanden offenbar bereits 1862 bzw. wurden 1862 erbaut (Wohnbestandsliste des Stadtarchivs vom 1. Oktober 1922), wie die beide Häuser verbindende Inschrift bestätigt. Dort steht zu lesen: „Eintracht die du aufgebauet/ Was des Wanders Blick hier schauet/ Weile stets in diesen Räumen!/ 1862“. Diese Inschrift soll sich laut mündlicher Überlieferung auf jahrelange Streitereien der Eigentümer beider Häuser beziehen. Deren Kinder hätten den Streit beigelegt und hierfür das kleine Relief an beide Häuser angebracht haben. Am 8. Juni 1875 erwarb der Bäckermeister Uhlig das Haus und stellt den Bauantrag zum Einbau einer Bäckerei und einer Esse. Der nächste Eigentümer, der Bäckermeister August Adolf Loos, reicht 1884 einen Bauantrag zum Anbau einer Backstube ein. 1903 befand sich das Haus im Besitz von Bäckermeisters Paul Flade. Erst 1950 erfolgte aus baulichen Gründen die Stilllegung der Bäckerei. Lange Zeit befand sich das Gebäude in einem schlechten Bauzustand. In den vergangenen Jahren erfolgte eine Teilsanierung. Der zweigeschossige Massivbau in halboffener Bebauung mit Steingewänden, leicht vorgezogenem Mittelrisalit mit Zwillingsfenstern im Giebel und Dachhäuschen blieb weitgehend original erhalten. Das Gebäude bildet mit dem Nachbarhaus ein einheitliches Ensemble, welches das Straßenbild durch seine Authentizität prägt. Als typisches Beispiel kleinstädtischer Architektur der 2. Hälfte des 19. Jahrhunderts kommt dem Gebäude ein baugeschichtlicher Wert zu. Gleichzeitig dokumentiert dieses gemeinsam mit der unmittelbaren Nachbarbebauung die allmähliche Entwicklung der Bergbausiedlung zur Kleinstadt. Gerade diesem Ensemble von Gebäuden im heutigen Stadtzentrum von Brand-Erbisdorf kommt eine große stadtentwicklungsgeschichtliche Bedeutung zu.
46. ↑  Ehemaliges Lichtspielhaus Brand-Erbisdorf:

1953 als „Lichtspieltheater Brand-Erbisdorf“ nach Plänen des Entwurfsbüros für Volksbildung erbaut. Aus dem Erläuterungsbericht zum Bauvorhaben von 1953 soll nachfolgend zitiert werden: „Die Kapazität des Lichtspielhauses beträgt 493 Plätze. Es soll gleichzeitig für Kulturveranstaltungen benutzt werden. Deswegen werden Bühnennebenräume vorgesehen. Ein Schnürboden dagegen muss entfallen, da sonst die verschärften Bestimmungen für Theater angewandt werden müssten. Das Äußere trägt den Charakter eines Kulturhauses. Die hohen Säulen sollen außerdem das Bauwerk seiner Bedeutung nach über die jetzt schon bestehenden, vor allem aber über die geplanten Gebäude der unmittelbaren Umgebung herausheben. … Das Gebäude selbst ist ein verputzter Ziegelbau mit Schieferdach … Eingangssäulen und Türrahmungen sowie die Simse an der Vorderfront sind in gelbem Elbsandstein auszuführen. Sockel und Vorstufen bestehen aus muschelkalkartigen Kunststeinplatten. Das Giebelfeld soll als künstlerischen Schmuck ein Flachrelief aus sandsteinartigem Vorsatzbeton erhalten. In der Kassenhalle sind Kunststeinplatten als Fußboden vorgesehen, in den Wandelgängen und im Saal Parkett. Die Wände des Saales sollen mit senkrecht gerillten Stuckbahnen verkleidet, die Decke mit Stuck behandelt werden, dessen Formen die Austrittsöffnungen der Zuluft und die ...Beleuchtungslampen für das Auge verdecken. … Die Fertigstellung des gesamten Hauses dürfte dann am 30. Juni 1954 erfolgen.“

Im Kostenplan zum Projekt wird das zukünftige Lichtspieltheater beschrieben. U. a. finden sich darin Ausführungen über den Baukörper und seine Nutzung: „Das Gebäude besteht aus einem hohen Mittelschiff (Eingang, Kassenhalle, Zuschauerraum, Bühnenraum) und einem die beiden Seiten und Hinterfront umlaufenden ca. 4 m hohen Seitenschiff, das sie Seitengänge, Garderoben, WC, HO-Stand usw. enthält. Über der Kassenhalle befinden sich der für sich abgeschlossene Vorführraum mit besonderer Treppe sowie Verwaltungsräume für die Kreislichtspielverwaltung.“

Neben diesem Lichtspieltheater entstanden in Sachsen nach 1945 und in den 1950er Jahren in Großstädten nur vereinzelt neue Kinos. Hier lag der Schwerpunkt vor allem auf dem Wiederaufbau von Kinos. In einigen wenigen Städten, oft Orten die sich als industrielle Zentren entwickelten, wurden im Verlauf der 1950er Jahre Lichtspieltheater neu gebaut. Dabei handelt es sich immer um multifunktionelle Kulturbauten, welche auch als Kulturhaus genutzt werden konnten. Zumeist war es aber so, dass Kulturhäuser gebaut wurden, in denen auch die Möglichkeit der Filmvorführung bestand. In der Denkmalliste des Freistaates Sachsen sind mit Brand-Erbisdorf sechs Lichtspieltheater annähernd gleicher Bauzeit verzeichnet.

Durch die Seltenheit vergleichbarer Bauten und den sehr guten Originalzustand erlangt der Brand-Erbisdorfer Bau eine große bau- und kulturhistorische Bedeutung. Als einziges Kino der Stadt Brand-Erbisdorf ergibt sich dessen Denkmalwert auch aus der stadtgeschichtlichen Bedeutung.
47. ↑  Ehemaliges Huthaus des Junger Schönberg und Kaiser Heinrich Schachts:

Bei dem auf einer kleinen unbefestigten Halde stehenden eingeschossigen Massivbau mit steilem, breitgelagertem Satteldach handelt es sich um das Anfang des 17. Jahrhunderts errichtete Huthaus „Junger Schönberg“ – auch Huthaus „Kaiser Heinrich“ genannt. Die zugehörige Grube ist im Zeitraum um 1600 bis um 1750 belegt und baute auf den Erzgängen Schönberger Spat und Kaiser Heinrich Stehenden (auch als Bartholomäus Stehender bezeichnet). Das relativ unveränderte ehemalige Zechen- und heutige Wohnhaus weist verputzte Bruchsteinmauern auf, lediglich das östliche Giebeldreieck ist verbrettert. Schmale Putzfaschen um Fenster- und Türöffnungen beleben die Fassade. Die Flachbogentür ist mit einem Schlussstein versehen, die einflügelige Kassettentür darunter weist ein dem Flachbogen angepasstes, viergeteiltes Oberlicht auf. Das Satteldach über dem ausgebauten Dachgeschoss setzt sich über einem kleinen Anbau an der südlichen Traufseite des Gebäudes ähnlich wie ein Frackdach fort. Das Gebäude besitzt zudem einen mit einem Tonnengewölbe abgeschlossenen Keller. Der typischen Formgebung von Zechenhäusern kleinerer Gruben folgend, zeugt das Gebäude mitsamt der Halde auch heute noch von der Bergbautätigkeit im Stadtgebiet Brand-Erbisdorfs. Der Denkmalwert ergibt sich daher aus der orts- und bergbaugeschichtlichen Bedeutung des Objekts.
48. ↑  Ehemaliges Huthaus des Einigkeit des Hörnig Schachts:

Der Hörnig Kunst- und Treibeschacht war der Hauptschacht der Brander Grube Vergnügte Anweisung samt Reußen, die sich ursprünglich aus den benachbarten Gruben Alt Hörnig, Reußen Fundgrube und Vergnügte Anweisung Fundgrube konsolidierte. Der hier betriebene Bergbau ist seit 1518 belegt, doch erst im 19. Jahrhundert erreichte der Grubenbetrieb aufgrund reicher Erzanbrüche seine Blütezeit. Die gewinnträchtigen Abbaue lagen dabei hauptsächlich auf dem Hörnig Stehenden und Flachen, dem Gesellschaft Freude Flachen, weiterhin dem Stephan Spat, dem Benjamin Spat, dem Glücksrad Spat und dem Urbanus Morgengang, so dass die Grube den Hörnig Schacht ab 1833 als saigeren Treibeschacht vorrichtete. 1834 ersetzte ein Pferdegöpel die bisherige Handhaspelförderung. Auf diesem führte Karl Julius Braunsdorf, derzeit Maschinenbaugehilfe unter dem sächsischen Kunstmeister Christian Friedrich Brendel und späterer Oberkunstmeister in Freiberg, im Jahr 1835 vergleichende Versuche mit Treibeseilen aus Hanf und geflochtenem Eisendraht durch. Das eingesetzte Drahtseil musste zu dieser Zeit noch aus Clausthal von dessen Erfinder, dem Oberbergrat Wilhelm August Julius Albert (1787–1846), bezogen werden. Diese erfolgreiche erstmalige Anwendung eines eisernen Förderseils im sächsischen Bergbau führte schließlich auch hier zur Durchsetzung des „Albert-Geflechts“.

Die positive Entwicklung der Grube führte 1835 zudem zum Ankauf einer Zuger Poch- und Stoßherdwäsche, welche die östlich der Halde befindlichen Anlagen einer Scheidebank und einer Setzwäsche ergänzte. 1837 kam es zum Bau eines neuen Huthauses, in dem neben einer Betstube für die inzwischen etwa 200 Mann starke Belegschaft auch eine Bergschmiede integriert war. Ein kleines Pulverhaus zur Verwahrung der Sprengmittel für die untertägigen Schießarbeiten entstand – vermutlich ebenfalls in dieser Zeit – etwas abseits des Pferdegöpels auf der Bergehalde.

1847 erhielt der Hörnig Treibeschacht eine von Christian Friedrich Brendel konstruierte Wassersäulenmaschine, die eine Fallhöhe von 128 m zwischen dem beaufschlagenden Kunstgraben und dem wasserlösenden Moritz Stolln zur Hebung von Grubenwasser bis auf das Stollnniveau nutzte. Das Aufschlagwasser stammte aus dem Sonnenwirbler Kunst- bzw. Wäschgraben, der nach der Altmordgrübner Wäsche am Mendenschacht der Alten Mordgrube (vgl. 09208594) vom Hohe Birke Kunstgraben (vgl. 9208686) abzweigte und in südwestlicher Richtung nach Brand weiterführte. In Ortslage verröscht, führte ein Abzweig unterhalb des – heute im ursprünglichen Verlauf veränderten – Röschenwegs durch die Halde zum Hörnig Kunst- und Treibeschacht, während die Hauptrösche weiter zu den Aufbereitungsanlagen der Nachbargrube Sonnenwirbel samt Holewein (vgl. 09208621) verlief.

1850 kam es zur Vereinigung der Gruben Vergnügte Anweisung samt Reußen, Sonnenwirbel samt Holewein sowie der St. Michaeliser Matthias Fundgrube (vgl. 09208639) zur Einigkeit Fundgrube. Nachdem noch im Jahr 1851 das hölzerne Treibehaus durch ein massives ersetzt wurde, verlor der Grubenbetrieb aufgrund zurückgehender Erträge jedoch allmählich an Bedeutung, woran auch die technischen Neuerungen, die das Einbringen des Rothschönberger Stollns in den Hörnig Schacht im Jahr 1881 ermöglichte, nichts änderten. So konnte aufgrund der nun bedeutend tieferen Wasserlösung 1882 eine weitere Wassersäulenmaschine tief im Schacht installiert werden, die anstelle des nachfolgend abgebrochenen Pferdegöpels als sogenannter Wassersäulengöpel die Erzförderung versah. 1895 wurde der Grubenbetrieb der Einigkeit Fundgrube schließlich aufgegeben und der Hörnig Kunst- und Treibeschacht 1906 verwahrt. Den zuvor ausgebauten Wassersäulengöpel übereignete die Grube der Bergbauabteilung des Deutschen Museums in München, die Fördermaschine wurde allerdings im Zweiten Weltkrieg zerstört. Seit 1931 wird ein Teil des ehemaligen Huthauses als Bergbau- und Heimatmuseum genutzt, 1997 bis 1999 erfolgte der Umbau des gesamten Gebäudes zum Museum. Bis 2010 erfolgte in mehreren Abschnitten die Freilegung der Grundmauern des Treibehauses sowie der Schachtröhre bis zum Niveau der einfallenden Aufschlagrösche.

Von den umfangreichen Bergbauanlagen der Grube Vergnügte Anweisung samt Reußen haben sich heute das ehemalige Huthaus mit integrierter Bergschmiede, der Wellenlagerstein des Pferdegöpels, die Grundmauern des Treibehauses mit der Schachtaufsattelung, ein Schachtschlussstein, das Pulverhaus, die große Halde mit dem Mundloch der Aufschlagrösche des Wassersäulengöpels sowie untertägige Fragmente der Brendel‘schen Wassersäulenmaschine erhalten. Eine neben dem Huthaus aufgestellte Bergmannsfigur verweist auf die bergbauliche Nutzungsgeschichte des Ensembles.
  - Huthaus mit Bergschmiede: Das 1837 errichtete ehemalige Huthaus ist ein großer, zweigeschossiger Massivbau aus Bruchstein, der an die im Entstehen begriffene Halde des Hörnig Schachts angebaut wurde und daher an der Nord- und Westseite von dieser eingeschlossen wird. Durch diese Hanglage und die innere Gebäudeaufteilung bedingt existieren zwei Hauszugänge. Ein unterer Hauszugang erschloss die im Erdgeschoss untergebrachte Zimmerei, während ein weiterer Zugang auf Haldenniveau die Bergschmiede, eine Wasser- und eine Gezähekammer, die Betstube sowie die Wohnung des Hutmanns der Grube mit Stube, Kammer und Küche zugänglich machte. Die Bergschmiede ist heute noch an den Gneisplatten erkennbar, welche den Boden des Funktionsraumes bedecken. Beide Hauszugänge befinden sich an der rechten Traufseite des Gebäudes und sind über eine bruchsteinerne Außentreppe miteinander verbunden, die auf einen ebenfalls aus Bruchsteinen gemauerten und mit Gneisplatten abgedeckten Terrassenbereich auf Haldenniveau führt. Fenster- und Türöffnungen des ehemaligen Huthauses weisen Sandsteingewände auf. Über dem Türsturz des oberen Hauszugangs ist eine Sandsteintafel mit der Inschrift „Huthaus zu Einigkeit Fdgr.“ eingelassen, der darunterliegende Türstock weist die Jahreszahl 1837 auf. Beide Zugänge besitzen noch originale klassizistisch gestaltete Kassettentüren auf. Den Abschluss des Gebäudes bildet ein hohes, ausgebautes Satteldach mit jeweils zwei übereinander gestaffelten Dachhechten. Sowohl die rückwärtig anschließende Halde als auch der dem Huthaus vorgelagerte, teils als Garten ausgestaltete Bereich wird von Bruchsteinmauern befestigt.
  - Wellenlagerstein, Grundmauern des Treibehauses mit Schachtaufsattelung und Schachtschlussstein: Von dem abgebrochenen Pferdegöpel hat sich lediglich der der Spurlagerstein der stehenden Göpelwelle erhalten. In einer dem ursprünglichen Radius des Göpels entsprechenden Entfernung schließen sich die um die Schachtröhre errichteten Grundmauern des Treibehauses an. Die Schachtaufsattelung des 1906 verwahrten Hörnig Schachts ist bis auf das Niveau der Aufschlagrösche wieder offengelegt worden. Der nachfolgend aufgestellte Schachtmarkierungsstein mit der Jahreszahl „1906“ und dem Schriftzug „HSch“ (Hörnig Schacht) auf Vorder- bzw. Rückseite befindet sich heute in der Nähe seines ursprünglichen Standorts.
  - Pulverhaus: Das kleine um 1840 errichtete Pulverhaus mit massivem Mauerwerk auf rechteckigem Grundriss befindet sich nordöstlich des Huthauses auf der Halde des Hörnig Schachts.
  - Halde und Röschenmundloch: Die Halde des Hörnig Kunst- und Treibeschachts – auch „Reußenhalde“ genannt – ist mit einer Breite von etwa 70 m, einer Länge von etwa 120 m und einer Höhe von bis zu 20 m je nach Geländeprofil eine der großen Bergehalden des Brander Reviers. Der Haldenkörper ist an West- und Ostseite durch Bruchsteinmauerwerk befestigt, die zum Teil auch auf die ursprünglich an der Haldenkante nördlich des Huthauses bestehenden baulichen Anlagen einer Scheidebank und einer Setzwäsche zurückgehen könnten. Am südwestlichen Fuß der Halde befindet sich das Mundloch der Aufschlagröche zur Brendel’schen Wassersäulenmaschine. Der Schlussstein des aus Gneis gemauerten Mundlochs trägt die Jahreszahl 1845.
  - Bergmannsfigur: Die von dem Freiberger Bildhauer Gotenschenk 1924 geschaffene Bergmannsfigur stand ursprünglich auf dem Marktplatz Brand-Erbisdorfs. 1982 schwer beschädigt, wurde das Original restauriert und neben dem Museum „Huthaus Einigkeit“ aufgestellt, während eine Kopie des städtischen Wahrzeichens den alten Standort am Markt einnahm. Ein Brander Bergmann, Karl Mehner, soll für die Figur Modell gestanden haben.

Denkmalwert: Das Gebiet um den späteren Hörnig Schacht war bereits im 16. Jahrhundert bedeutend, so befuhr Kurfürst August 1556 den Thelersberger Stolln von seinem Mundloch an der Striegis (vgl. 09208657) bis zum Alten Hörnig. Eine an dieses Ereignis erinnernde, ursprünglich im Stolln angebrachte Sandsteintafel befindet sich heute im Freiberger Stadt- und Bergbaumuseum. Das vorliegende Ensemble am Hörnig Kunst- und Treibeschacht ist aber vor allem ein Dokument der Blütezeit der Grube Vergnügte Anweisung samt Reußen und ist aufgrund seiner ortsbildprägenden Wirkung eines der eindrucksvollsten im Stadtgebiet Brand-Erbisdorfs. Die teils umfangreich, teils nur fragmentarisch erhaltenen baulichen und technischen Anlagen bei bzw. auf der großen „Reußenhalde“ zeugen auch heute noch von der Disposition der einzelnen Funktionseinheiten um den Hauptförderschacht der Grube und sind damit bergbaugeschichtlich von Bedeutung.

Zudem nahm der Pferdegöpel als Versuchsanlage eine zentrale Rolle bei der Einführung von Eisendrahtseilen im sächsischen Bergbau ein, so dass dem erhaltenen Wellenlagerstein auch als Fragment eine große technik- bzw. bergbaugeschichtliche sowie – verbunden mit der Person Braunsdorfs – auch eine personengeschichtliche Bedeutung zukommt. Entsprechend sind die untertägig erhaltenen Reste der Brendel’schen Wassersäulenmaschine technik-, bergbau- und personengeschichtlich bedeutend. In Verbindung mit weiteren im Brander Gebiet verteilten Zeugnissen der Einigkeit Fundgrube, etwa dem „Treibehaus zu Einigkeit“ auf der Sonnenwirbler Halde, wird auch der Vorgang der Konsolidierung kleinerer benachbarter Gruben zu einem größeren Grubenbetrieb erlebbar. Dem bereits 1931 zum Museum umgenutzten „Huthaus zu Einigkeit“ kommt nebenbei als ältestem Museum der Stadt auch eine stadtgeschichtliche Bedeutung zu.

Hauptschacht der Grube Vergnügte Anweisung samt Reußen, um 1830–1850 Erzbau mit Gewinn, Belegschaft ca. 200 Mann, 1833 Beginn der Vorrichtung des Schachtes als saigerer Treibeschacht vom Brandstolln aus, 1834 Ablösung der Haspelförderung durch Pferdegöpel, 1835 erstmalige Anwendung eines aus dem Oberharz bezogenen eisernen Förderseils im Freiberger Revier beim Pferdegöpel, 1837 Bau des Huthauses mit Bergschmiede, 1847 Inbetriebnahme einer von Maschinendirektor Brendel konstruierten Wassersäulenmaschine im Niveau des Moritzstolln zur Wasserhaltung, Fallhöhe des Wassers: 128 m von über Tage bis Moritzstolln, Leistung 22 PS, 1850 Vereinigung der Gruben Vergnügte Anweisung samt Reußen, Sonnenwirbel samt Holewein und Matthias zur Einigkeit Fundgrube, allmählicher Niedergang, 1881 Rothschönberger Stolln erreicht den Hörnigschacht, 1882 Einbau einer Wassersäulenmaschine zur Förderung, Abbruch des Pferdegöpels, 1906 Verwahrung des Schachtes, 1931 Einrichtung des Bergbau- und Heimatmuseums im Huthaus. Dieses ein sehr großer breitgelagerter Bau, in Hanglage, zweigeschossiger Massivbau, Sandsteingewände, originale Türen, Schlussstein bezeichnet mit „Huthaus zur Einigkeit Fdgr. – 1837“, Satteldach mit zwei Dachhechten, original des Bergmannsdenkmals, Kopie am Markt.
49. ↑  Kirche:
  - Kirche: Alte Dorfkirche des Dorfes Erbisdorf. Stattliche Saalkirche, im frühgotischen Stil, vermutlich um 1300 erbaut. Der Westturm 1598 von Melchior Gerber errichtet. Nach einem Brand 1624 und mehrfachen Umbauten erhielt die Kirche die Gestalt eines großen Emporensaales. Äußere Gestaltung des Saales und des Turmes von 1836, Umbau des Chorraumes 1930. Restaurierungen 1870 und 1892 (innen), 1968 (innen), 1979/1980 (Turmerneuerung), 1988-93 (außen) und 1993/94 (innen). Verputzter Bau mit dreiseitigem Schluss; Strebepfeiler. Rundbogiges Hauptportal im Westen aus Sandstein. Verschiedene Fensterformen weisen auf die umfangreiche Baugeschichte hin. Im Innern flach gedeckt, eingeschossige Holzemporen an drei Seiten. Der Chorraum mit gerade schließender Chornische wurde dem gotischen Chor eingefügt, ohne dass die Außenmauern verändert wurden; die gotischen Fenster des Außenbaues sind innen nicht sichtbar. An der Saalsüdwand figürliche Wandmalerei, die untere wohl aus gotischer Zeit. Die Sakristeitür an der Südseite mit farbig gefastem, rundbogigem Sandsteingewände. Auf dem modernen Altar kleines Altarkreuz, bezeichnet mit 1774, und großes Holzkreuz, bezeichnet mit 1930. Der ehemalige Kanzelaltar aus Sandstein, 1603 von Franz Ditterich d. Ä., wurde zerlegt; die vier farbig gefassten Evangelisten sind in die moderne Kanzel eingefügt. Weitere Reliefszenen des Altars befinden sich in der Sakristei: Predella mit Abendmahlsdarstellung, zwei Seitenflügel mit Verkündigung und Christi Geburt sowie zwei Sitzfiguren, Moses und Johannes Evangelista. Der Auszug des Altars mit zwei Putten ist links neben dem Chor, über dem Zugang zur Empore angebracht. Schlichter Taufstein von 1929; großes zinnernes Taufbecken aus Brand-Erbisdorf-St. Michaelis, 1516, mit aufwendiger Gravierung, in der Beckenmulde die Erschaffung Evas. Gusseiserne Taufe aus Lauchhammer, um 1880. Lebensgroße Bergmannsfigur aus Sandstein, einfühlsame Gestaltung besonders der Oberflächenstrukturen, vermutlich ehemaliger Kanzelträger, auf Wappen bezeichnet mit „D.M.“, von dem Freiberger Bildhauer Samuel Lorentz, um 1585. Hölzernes Epitaph für Sturzens Pfarrer, 1785, Schrifttafel mit ornamental geschmücktem, gold gefasstem Rahmen. Oehme-Orgel, 1774. Pfarrerbildnisse 17. und 18. Jahrhundert. In der Turmhalle ornamentierter Schlussstein vom ehemaligen Kirchenportal, 1580. An der Südwand der Eingangshalle geschnitztes Epitaph für Georg Hermann und seine Ehefrau Christina, geborene Hörnig, um 1686: in der Mitte Rundbild mit den beiden Personen, darunter ovales Bild mit der Kreuzigung, umgeben von einem Rahmen mit reichem, ornamental-floralem Schnitzwerk, an den Seiten Schrifttafeln, oben zwei Bergleute mit Krone und Wappen. Saniert.
  - Der von Resten der Einfriedung umschlossene alte Kirchhof ist als Nebenanlage denkmalwürdig.
  - Auf dem Kirchhof befindet sich ein eisernes Grabkreuz für Christiane Wilhelmine Winkler geborene Haubold aus dem Jahr 1849 (Lebenszeit 12. September 1804 bis 5. Juli 1949). Es ist das einzige erhaltene historische Grab des alten Kirchhofs.

Der Denkmalwert der Kirche ergibt sich aus deren ortsgeschichtlicher und baugeschichtlicher Bedeutung. Zur Kirche gehört der Kirchhof, der in seinen historischen Maßen erhalten blieb. Auch ihm gebührt eine ortsgeschichtliche Bedeutung. Das Gesagte gilt für das älteste erhaltene Grabmal von Erbisdorf. Diese im 19. Jahrhundert üblich gewesenen Eisenkreuze sind heute nur noch selten anzutreffen. Denkmalwürdig sind sie danach auf Grund ihrer Seltenheit und besonderen Gestaltung.
50. ↑  Huthaus und Verwaltungsgebäude der Neu Glück und Drei Eichen Fundgrube:

Am Südostrand von Erbisdorf, unweit der Stadtkirche, befindet sich ein Ensemble an Bergbauanlagen, das auf die Neu Glück und Drei Eichen Fundgrube zurückgeht. Diese ging im Jahr 1706 aus der Vereinigung zweier Nachbargruben hervor. Die Grube Eiche wird urkundlich schon zu Beginn des 16. Jahrhunderts erwähnt, als Drei Eichen Fundgrube wird sie spätestens Anfang des 18. Jahrhunderts bezeichnet. Ein erster Beleg der Grube Neu Glück hingegen stammt aus dem ausgehenden 17. Jahrhundert, zu diesem Zeitpunkt baute sie bereits erfolgreich Erze ab. Darüber hinaus mutete die Neu Glück und Drei Eichen Fundgrube Erzgänge, die ursprünglich von selbständigen Nachbargruben gebaut wurden, etwa den Kälbertanz Stehenden oder den Adler Flacher. Die in eher geringen Teufen betriebenen Abbautätigkeiten erfuhr im Zusammenhang mit der Neubelebung des gesamten lokalen Bergbaus in der zweiten Hälfte des 18. Jahrhunderts eine Modernisierung, die zu einer beachtlichen Weiterentwicklung der Grube führte. So konnten die Erzfördermengen mit Hilfe eines 1779 auf dem Neu Glück Drei Eichner Treibeschacht errichteten Pferdegöpels gesteigert werden. Ein Kunstgezeug erleichterte ab 1782 die Wasserhaltung wesentlich und ermöglichte nun den Tiefbau unterhalb der Sohle des wasserlösenden Stollns. Um die größeren Mengen an Roherz standortnah aufbereiten zu können, errichtete die Grube 1783 ein neues Pochwerk sowie weiter hangabwärts eine neue Erzwäsche, die ihr Aufschlag- bzw. Wäschwasser über den Neu Glück und Drei Eichen Kunstgraben aus dem Kohlbach Kunstgraben (vgl. 09208685) erhielten. 1784 wurde für die inzwischen 180 Mann starke Grubenbelegschaft ein Huthaus neben dem Pferdegöpel erbaut. Aufgrund der anhaltenden wirtschaftlich guten Lage begann die Neu Glück und Drei Eichen Fundgrube im Jahr 1846 etwa 200 m nordwestlich von dem bisherigen Förderschacht einen neuen Hauptschacht, den Richter Schacht, abzuteufen. Dieser erhielt im Jahr 1854 einen Pferdegöpel, der wiederum 1872 durch eine Dampfgöpelanlage ersetzt wurde. Von dem Schacht ist heute noch die große, baumbestandene Halde erhalten. Allerdings setzte Mitte des 19. Jahrhunderts der allmähliche Niedergang der Neu Glück und Drei Eichen Fundgrube ein, dem auch die Vereinigung mit den Nachbargruben Alte Mordgrube (vgl. 09208594) und Vereinigt Feld in der Buschrevier (vgl. 09208533) zur Grube Vereinigt Feld bei Brand 1856 mit einer nachfolgenden Konzentration der gemeinsamen Abbautätigkeiten nicht entgegenwirken konnte.

Das noch im selben Jahr für die konsolidierte Grube auf der Drei Eichener Halde errichtete große neue Verwaltungsgebäude täuscht über die wirtschaftliche Lage von Vereinigt Feld bei Brand hinweg. Nur die Alte Mordgrube erwies sich in dieser Zeit als einzige einigermaßen ertragreiche Abteilung. Es blieb jedoch die Hoffnung bestehen, dass das Einbringen des Rothschönberger Stollns in das Grubenfeld – 1881 mit dem Erreichen des Richter Schachts geschehen – einen neuerlichen Aufschwung bedeuten könnte. Trotz einer weiteren Konzentration wichtiger Gruben im Zuge der Übernahme durch den sächsischen Staat im Jahr 1886, der Vereinigt Feld bei Brand mit den Gruben Beschert Glück (vgl. 09201115) und Junge Hohe Birke (vgl. 09201092) zur Königlichen Mittelgrube konsolidierte, erfüllte sich diese Hoffnung allerdings nicht. So erfuhren die Bergbauanlagen der Neu Glück und Drei Eichen Fundgrube keine wesentlichen Modernisierungen mehr, sondern wurden bereits vor der Einstellung der Mittelgrube im Jahr 1896 stillgelegt. Eine letzte Neuerung stellte die Einbindung des Grubengebäudes in das System der Revierwasserlaufsanstalt dar, die in den Jahren 1862/1863 eine Verbindungsrösche (vgl. 9304679) zwischen dem Kohlbach Kunstgraben und dem Menden Schacht der Alten Mordgrube über den Treibeschacht von Neu Glück und Drei Eichen sowie den Caspar Schacht (zugehörige Halde Teil der Sachgesamtheit „Brander Revier“, vgl. hierzu Nummer 53 in 09208604) auffuhr.

Die erhaltenen baulichen Anlagen sind daher im Wesentlichen Zeugnisse der Neu Glück und Drei Eichen Fundgrube aus der Mitte des 19. Jahrhunderts. Dazu gehören im Einzelnen die große, baumbestandene Halde des Richter Schachtes (vgl. Halde Nummer 71 im 09208604), die weiter südöstlich liegende Halde des Neu Glück Drei Eichner Treibeschachts mitsamt altem und neuem Huthaus sowie die westlich gelegenen Aufbereitungsanlagen bestehend aus einem Pochwerk (vgl. 09208537) und einer Erzwäsche (vgl. 09208536).
  - Drei Eichener Halde (Kirchweg/Fabrikstraße): Die teils über 10 m hohe Halde des Neu Glück Drei Eichner Treibeschachts ist mit einer Ausdehnung von ca. 100 m in Nord-Süd-Richtung und von ca. 80 m in Ost-West-Richtung eine der größeren des Brander Reviers. Der Haldenkörper ist in drei Stufen angelegt, beginnend mit dem Standort des ehemaligen Huthauses am Kirchweg. Sorgfältig angelegte Trockenmauern mit einer Höhe von bis zu 8 m an der südwestlichen und bis zu 6 m an der östlichen Haldenkante säumen das zweite und dritte Plateau der baumbestandenen Bergehalde. Zwei inzwischen in Beton ausgeführte Freitreppen durchbrechen diese und führen direkt zum Eingangsbereich des Verwaltungsgebäudes auf dem obersten Haldenplateau.
  - Huthaus (Kirchweg 32) sowie Schachtmauerung des Neu Glück Drei Eichner Treibeschachts: Das unterhalb der östlichen Haldenmauerungen befindliche, teils stark veränderte Huthaus von 1784 weist einen aufgrund des langjährigen Leerstandes einen sehr schlechten Bauzustand auf. Der eingeschossige Bruchsteinbau mit einer Grundfläche von 14 m × 11 m und einem Satteldach mit Dachhäuschen liegt unmittelbar neben dem Neu Glück Drei Eichner Treibeschacht und schloss ursprünglich baulich an den Pferdegöpel der Neu Glück und Drei Eichen Fundgrube an. Heute ist der Schacht durch einen Anbau an der hinteren Traufseite des Huthauses überbaut, der als Wartungszugang für die weiterhin aktive Verbindungsrösche zwischen Kohlbach Kunstgraben und der Alten Mordgrube dient. Der Treibeschacht mit originaler Schachtmauerung ist daher von hier bis zum Niveau der Verbindungsrösche zugänglich.
  - Verwaltungsgebäude (Kirchweg 30): Auf dem höchsten Plateau der Drei Eichener Halde befindet sich das 1856 für die konsolidierte Grube Vereinigt Feld bei Brand im neogotischen Stil erbaute zentrale Verwaltungsgebäude. Der repräsentativ gestaltete, zweigeschossige Putzbau auf einer Grundfläche von 12,5 m × 20 m wird abgeschlossen durch ein flachgeneigtes Satteldach, ein Kranzgesims mit darunter anschließendem Deutschen Band bzw. ein treppenförmig gestalteter Fries auf den Giebelseiten betont den Dachansatz. Die zugewandte Traufseite weist zudem einen überhöhten Mittelrisalit mit Treppengiebel auf, der im Erdgeschoss von dem Sandsteinportal mit einer Türöffnung in Tudorbogenform und neugotischem Überschlaggesims durchbrochen wird. Die zweiflügelige Kassettentür mit Oberlicht greift diese Formgebung auf. Ein weiteres Überschlaggesims befindet sich über dem darüber liegenden durchgekuppelten Fensterpaar. Im Gebäude sind das Kreuzgewölbe im Keller sowie die Holzbalkendecken beachtenswert. Das heutige Mehrfamilienwohnhaus wurde 1999 denkmalgerecht saniert.

Denkmalwert: Die oben beschriebenen Bestandteile des vorliegenden Ensembles sind – zusammen mit den getrennt erfassten Aufbereitungsanlagen (vgl. 09208537 sowie 09208536) und der Halde des Richter Schachtes – Zeugnisse einer der bedeutenden Grubenanlagen des Brander Reviers. Sie vermitteln einen Eindruck von den Produktionsprozessen der Erzgewinnung und standortnahen Erzaufbereitung. Der Einsatz maschineller Fördertechnik im Neu Glück Drei Eichner Treibeschacht ist etwa anhand der Größe der hinterlassenen Bergehalde ablesbar, während das nahegelegene Pochwerk und die anschließende Erzwäsche den weiteren Weg des geförderten Roherzes erkennen lassen. Trotz der baulichen Veränderungen und des derzeitigen Zustands bleibt das ehemalige Huthaus zusammen mit dem authentisch erhaltenen Verwaltungsgebäude des konsolidierten Grubenbetriebs Zeugnis der wirtschaftlichen Entwicklung der Neu Glück und Drei Eichen Fundgrube und markiert zudem die Lage des einstigen Treibeschachts. Die aufwendige Terrassierung der Halde und das sehr repräsentativ gestaltete Verwaltungsgebäude belegen weiterhin den hohen Geltungsanspruch der konsolidierten Grube Vereinigt Feld bei Brand. Die vorliegende Bergbauanlage gehört zu den wenigen komplex erhaltenen Bergbauanlagen im Brander Revier und ist ein Dokument für einen langen Abschnitt der Bergbaugeschichte in diesem Revier. Damit ergibt sich der Denkmalwert des Ensembles aus seiner orts- und bergbaugeschichtlichen Bedeutung. Darüber hinaus besitzt der Komplex auch einen orts- bzw. landschaftsbildprägenden Charakter.
51. ↑  Kohlbach Kunstgraben:

Der im Jahr 1556 angelegte Kohlbach Kunstgraben ist ein Bestandteil der historischen Revierwasserlaufsanstalt (vgl. 08991218), einem über mehrere Jahrhunderte hinweg entstandenen umfangreichen System an Kunstgräben, Röschen und Speicherteichen zur Ansammlung und Herbeileitung von Aufschlagwasser für den Freiberger Bergbau. Er gehört dabei zu der sogenannten Oberen Wasserversorgung. Über eine Länge von ca. 12,2 km führt der Kunstgraben vom Oberen Großhartmannsdorfer Teich (vgl. 08991218) westlich um den Mittleren Großhartmannsdorfer Teich (vgl. 08991218) herum bis in das Brander Bergbaugebiet. In seinem Verlauf kreuzt er mehrere wassereinleitende Bäche, darunter auf Müdisdorfer Flur den namensgebenden Kohlbach. Östlich der Grube Reicher Bergsegen (vgl. 09208533) zweigt ein Graben zum Erzengler Teich (vgl. 09208677) ab, bevor sich der Kunstgraben schließlich nördlich der Grube kurz vor der Kohlenstraße aufteilt. Während ein Teil des Wassers dem Gelobt Lander Teich (vgl. 09208676) zufließt, mündet der Hauptzweig nahe dem Standort der ehemaligen Reichbergsegener Erzwäsche am oberen Mundloch der sogenannten Verbindungsrösche (vgl. 9304679), die zur nördlich gelegenen Neu Glück und Drei Eichen Fundgrube (vgl. 09208748) führt. Über einen weiteren, zuletzt verröschten und nicht mehr erhaltenen Abzweig nach Süden beaufschlagte das Wasser des Kohlbach Kunstgrabens zudem die Grube Reicher Bergsegen.

Der Kunstgraben weist eine aus Trockenmauerwerk bestehende Grabenbrust auf und war ursprünglich zu einem großen Teil mit Holzschwarten abgedeckt, um eine Verunreinigung sowie übermäßige Verdunstung des Wassers zu verhindern. Heute ist die Schwartenabdeckung in weiten Teilen einer Betonplattenabdeckung gewichen. Der Kunstgraben weist in seinem Verlauf mehrere Abschläge auf und ist im Bereich der Großhartmannsdorfer Kirche verröscht. Er befindet sich weiterhin in Nutzung und ist in die Brauch- und Trinkwasserversorgung Freibergs eingebunden. Als Bestandteil der historischen wie auch der weiterhin aktiv bewirtschafteten Revierwasserlaufanstalt ist der Kohlbach Kunstgraben nicht nur von regionalgeschichtlicher, sondernd auch von großer bergbauhistorischer Bedeutung, zeugt er doch im Zusammenspiel mit weiteren – teils fragmentarisch – erhaltenen bergbauwasserwirtschaftlichen Anlagen von den Anstrengungen, die zur Aufrechterhaltung des hiesigen Erzbergbaus mittels wasserbetriebener Antriebs- und Aufbereitungstechnik unternommen wurden. Gleichzeitig ist der Kunstgraben beispielhaft für die Nutzungswandlung von derartigen Infrastrukturen nach der Einstellung des Bergbaus hin zur regionalen Trink- und Brauchwasserbereitstellung und weist als landschaftsbildprägende, weiterhin in Funktion befindliche Anlage einen besonderen Erlebnis- und Erinnerungswert auf.

Der teils verröschte Kohlbacher Kunstgraben erstreckt sich über die drei Gemeinden Großhartmannsdorf (09304684), Lichtenberg/Erzgeb., Ortsteil Müdisdorf (08980407) sowie Brand-Erbisdorf (09208685).
52. ↑  Ehemalige Bergschmiede der Sonne und Gottesgabe Fundgrube:

Bei dem am Rande einer großen unbefestigten Halde stehenden kleinen Massivbau mit niedrigem Erdgeschoss und steilem Satteldach handelt es sich um die Anfang bis Mitte des 18. Jahrhunderts errichtete Bergschmiede der Sonne und Gottesgabe Fundgrube zu Erbisdorf. Diese geht auf mehrere bereits im ersten Drittel des 16. Jahrhunderts belegte Gruben zwischen (Alte und Junge) Sonne sowie Gottesgabe zurück. Gebaut wurde vor allem auf den Erzgängen Sonne und Gottesgaber Stehender sowie Sonne und Gottesgaber Spat. Mehrere Tageschächte erschlossen das Grubenfeld, so der zur benachbarten Halde gehörige Huthaus oder Alte Kunstschacht (Teil der Sachgesamtheit „Brander Revier“, vgl. hierzu Halde Nummer 28 in 09208604) sowie, weiter südlich gelegen, der Flächsler Schacht und der neue Kunst- und Treibeschacht (vgl. hierzu die jeweils zugehörigen Halden mit den Nummer 29 und 52 in 09208604). Das zur Grube gehörige Huthaus lag bis zu seinem Abbruch im 19. Jahrhundert etwa 50 Meter südlich der Bergschmiede.

Das relativ unveränderte ehemalige Tagegebäude und heutige Wohnhaus auf rechtwinkligem Grundriss weist verputzte Bruchsteinmauern auf, das linke Giebeldreieck ist verbrettert. Das steile Satteldach wurde im Laufe seiner Nutzung durch ein Dachhäuschen auf der vorderen Dachfläche und ein Zwerchhaus mit Schleppdach auf der hinteren Dachfläche verändert. Darunter bindet ein kleines Aborthäuschen an das Gebäude an. Der typischen Formgebung von Funktionsbauten kleinerer Gruben folgend, zeugt das Gebäude mitsamt der Halde auch heute noch von der Bergbautätigkeit am Stadtrand von Brand-Erbisdorf. Der Denkmalwert ergibt sich daher aus der orts- und bergbaugeschichtlichen sowie landschaftsbildprägenden Bedeutung des Objekts.
53. ↑  Kunstgraben mit Kunstgrabendamm sowie Herdflutgraben:

Um den Bedarf an Aufschlagwasser für die zahlreichen Kunst- und Kehrräder der Schachtanlagen und die Poch- und Stoßherdräder der Aufbereitungsanlagen sowie an Wäschwasser zur nassen Aufbereitung der Erze in den Poch- und Stoßherden der Erzwäschen zu decken, war Himmelsfürst Fundgrube (vgl. zur Geschichte der Fundgrube 09208116) zunächst auf Wasserzuteilungen aus dem von der Kurfürstlichen Stolln- und Röschen-Administration zu Freiberg (der späteren Revierwasserlaufsanstalt, vgl. 08991218) verwalteten System an Speicherteichen, Kunstgräben und Röschen angewiesen.

Zu diesem Zweck führte ein Kunstgraben von einem dem Himmelsfürster Revier vorgeschalteten und der Revierwasserlaufsanstalt zugehörigen Speicherteich, dem Gelobt Lander Teich (vgl. 09208676), über einen Kunstgrabendamm zur Gelobt Lander Wäsche (Teil der o. g. Sachgesamtheit) nach Süden und über einen Kunstgraben nach Westen bis hin zum Reichelt Schacht (vgl. 09208663). Hier wurde das hergeleitete Wasser über eine Aufschlagrösche auf ein Kehrrad gebracht und anschließend weiter zum Vertrau auf Gott Schacht (vgl. 09208669), zu den Himmelsfürster Wäschen (vgl. 09208662) und zum Franken Schacht (vgl. 09208602) geleitet.

Von den Klärsümpfen der Gelobt Lander Wäsche, in denen sich der Wäschschlamm aus dem von den Herden der Erzwäschen abfließenden Wäschwasser absetzen konnte, verlief ein gesonderter Kunstgraben, Herdflutgraben genannt, nördlich an der noch kleinen Halde des Reichelt Schachts vorbei zur Erzwäsche unterhalb der Halde des Vertrau auf Gott Schachts und weiter zu den Aufbereitungsanlagen unterhalb des Franken Schachts. Die „verbrauchten“ Wäschwasser wurden nicht wieder in das Wasserzuleitungssystem eingeleitet, sondern nach einer einfachen Klärung wieder den natürlichen Gewässern des Reviers zugeführt. So sollten die Aufschlagwasser der Wasserräder, Wassersäulenmaschinen und Turbinen von Verunreinigungen frei gehalten und Schäden an den wertvollen Maschinenanlagen sowie ein unnötiger Schlammeintrag in die wasserableitenden Stolln verhindert werden.

Erst mit der Erbauung einer neuen Poch- und Stoßherdwäsche bei den zentralen Aufbereitungsanlagen der Himmelsfürst Fundgrube im Jahr 1742 kam es mit der Anlage des Langenauer Kunstgrabens (vgl. 8991262), auch Himmelsfürster Wäschgraben genannt, zu einer Ergänzung des bestehenden Wasserversorgungssystems und zugleich zu einer Erhöhung des zur Verfügung stehenden Quantums an Aufschlag- und Wäschwasser.

Der Kunstgraben sowie der sich abspaltende Herdflutgraben sind als Bestandteile eines wesentlich umfangreicheren Speicher- und Zuleitungssystems zur Wasserversorgung von Bergbau- und Erzaufbereitungsanlagen der Himmelsfürst Fundgrube von großer bergbaugeschichtlicher und ortsgeschichtlicher Bedeutung. Sie dokumentieren die Bestrebungen der Grubenbetriebe, eine möglichst durchgängige Versorgung mit Aufschlag- und Wäschwasser für ihre technischen Anlagen zu gewährleisten.

Darüber hinaus zeugen beide von dem Versuch, die zur Verfügung stehenden Wasser möglichst optimal und ohne Schädigung der zu versorgenden Anlagen auszunutzen. Schließlich ist der Kunstgraben zumindest am Gelobt Lander Teich auch landschaftsbildprägend, da er hier auf einem vergleichsweise hohen Erddamm als Unterbau verlief, um die Wasser bis zur Gelobt Lander Wäsche möglichst „hoch zu halten“.
54. ↑  Ehemaliges Huthaus (Langenauer Straße 8):

Das neben mehreren Halden befindliche ehemalige Huthaus stammt vermutlich aus dem beginnenden 18. Jahrhundert und gehörte zur Alter Grüner Zweig Fundgrube. Dieser zum Teil auch Gregorius oder Weiße Taube Grube genannte Grubenbetrieb ist bereits auf einem Revierriss von 1529 verzeichnet und wurde laut O. Wagenbreth im Jahre 1848 mit der benachbarten Gelobt Land Fundgrube vereinigt, einer der größten Ausbeutegruben des Brander Reviers (vgl. 09208584). Die umliegenden Halden (vgl. hierzu etwa die Haldenzüge mit den Halden Nummer 33 und 35 bzw. 60 sowie 62 bis 64 in 09208604) gehören zu verschiedenen Tageschächten auf die Erzgänge Prophet Daniel Flacher, Gregorius Stehender, Milde Hand Gottes Flacher oder Horchhalder (auch: Seidenschwanz) Stehender, auf denen die Fundgrube nach Silbererzen baute.

Das ehemalige Huthaus lag in unmittelbarer Nähe zum Alt Grünzweiger/Alt Gregor Hutschacht (Halde Nummer 60 in 09208604) und beherbergte O. Wagenbreth zufolge auch die Bergschmiede und Scheidebank der Grube. Heute wird der eingeschossige Massivbau aus Bruchstein als Wohnhaus genutzt. Das Mauerwerk der vorderen Traufseite ist verbrettert, die ebenso verkleideten Giebeldreiecke sind vermutlich aus Fachwerk. Das hohe Satteldach weist an der vorderen Traufseite eine flache, sich fast über die ganze Dachlänge erstreckende Schleppgaube. An der hinteren Traufseite weist die asymmetrische Dachform auf eine spätere, einseitige Verbreiterung des Gebäudes hin. Auch ist die dortige Schleppgaube weniger flach ausgeführt. Die vorhandenen Fenster- und Türöffnungen in Trauf- und Giebelseiten sind überwiegend original. Trotz der veränderten Gebäuderückseite behielt das Gebäude weitgehend die für derartige Zechengebäude typische Formgebung und ist damit ein seine Umgebung prägendes Zeugnis des früheren Bergbaus im Brander Revier. Der Denkmalwert ergibt sich daher aus der orts- und bergbaugeschichtlichen Bedeutung.
55. ↑  Ehemaliges Huthaus mit Bergschmiede der Gelobt Land Fundgrube:

Zwischen der flachen Halde des Gelobt Land Fundschachts und der südwestlich liegenden hohen Halde des Lade des Bundes Schachts liegt das um 1740 errichtete Huthaus der Gelobt Land Fundgrube. Zugleich befindet es sich am nordwestlichen Rand der unscheinbaren Halde des Alte Kaue Schachts. Bei dem Huthaus handelt es sich um ein großes zweigeschossiges Gebäude, welches in seinem äußeren Erscheinungsbild größeren Bauernhäusern gleicht. Das Erdgeschoss wurde in Bruchstein aufgeführt und verputzt, das Fachwerkobergeschoss ist verkleidet. Abgeschlossen wird das Huthaus durch ein steiles Satteldach mit Schleppgaupe. Im rechten Teil des Erdgeschosses enthielt es eine Betstube, während der linke Gebäudeteil von einer in Teilen noch ablesbaren Bergschmiede eingenommen wurde. Die Gelobt Land Fundgrube ist seit dem ersten Drittel des 16. Jahrhunderts belegt und war bis ins 18. Jahrhundert eine der größten Ausbeutegruben des Brander Reviers. Gebaut wurde vor allem auf den Erzgängen Römisch Adler Flacher sowie Adlers Flügel Stehender. Das Huthaus neben der Halde des Fundschachts entstand in einem Zeitraum, in dem die Grube sehr gute Ausbeuten vorweisen konnte und in dem vermutlich auch die Vereinigung des Grubenfeldes mit dem der Nachbargrube Niclas erfolgte. Ein neuer Treibeschacht, der Lade des Bundes Schacht, entstand 1831 südwestlich des Fundschachts sowie des Alte Kaue Schachts. Dieser erhielt bereits 1847 – als zweiter Förderschacht im gesamten Freiberger Revier – eine Dampffördermaschine. 1854 wurde die Gelobt Land Fundgrube selbst von der östlich gelegenen reichen Silbererzgrube Himmelsfürst (vgl. zur Geschichte dieser Fundgrube 09208116) aufgekauft, der Lade des Bundes Treibeschacht bildete nunmehr den Hauptförderschacht des östlichsten Himmelsfürster Grubenteils.

Zu den übernommenen Betriebsanlagen gehörte ebenfalls die südlich gelegene – heute nur noch in Resten erhaltene – 1869 neu aufgebaute Gelobt Lander Wäsche, die ihr Wäsch- und Aufschlagwasser über einen Kunstgrabendamm (vgl. 09208593) aus dem östlich gelegenen Gelobt Lander Teich (vgl. 09208676) erhielt und anschließend an die westlich gelegenen Himmelsfürster Treibeschächte und Erzaufbereitungsanlagen weitergab. Nach der ersten Stilllegung des Bergbaus 1913 gelangte das Huthaus 1919 aus staatlichem in privaten Besitz und diente seither als reines Wohnhaus. Das ehemalige Himmelsfürster Grubenfeld wurde ab 1946 durch die SAG Wismut sowie ab 1951 durch den VEB Bleierzgruben „Albert Funk“ Freiberg (ab 1961 VEB Bergbau- und Hüttenkombinat „Albert Funk“ Freiberg) zum Abbau von Blei- und Zinkerzen wiedererschlossen und zu diesem Zweck auch der Lade des Bundes Treibeschacht reaktiviert. 1969 endete aber auch diese zweite Betriebsperiode. Nachdem bis 1970 der Lade des Bundes Schacht neuerlich verwahrt wurde, folgte auch der Abbruch des repräsentativen turmartigen Schachtgebäudes sowie der Nebenanlagen.

So zeugen heute lediglich die teils beeindruckenden Halden sowie das Huthaus von der einst bedeutenden Bergbautätigkeit vor Ort. Letzteres veranschaulicht aufgrund seiner Größe die wirtschaftliche Bedeutung der Gelobt Land Fundgrube, die diese bereits vor der Konsolidierung mit der Himmelsfürst Fundgrube hatte. Trotz wechselnder Privateigentümer und verschiedener Erhaltungsmaßnahmen blieb das Gebäude in gutem Originalzustand erhalten, so dass es sowohl authentisches Beispiel für das Bauhandwerk des 18. Jahrhunderts als auch für ein typisches Huthaus mit integrierter Bergschmiede eines größeren Grubenbetriebs ist. Neben der orts-, bau- und bergbaugeschichtlichen Bedeutung kommt dem Huthaus wie auch den zugehörigen Halden zudem eine landschaftsprägende Bedeutung zu.
56. ↑  Rathaus und Halde des St. Erasmus Schachts mit Haldenmauerung:

Der Ort Brand wird 1834 zur Stadt erhoben. Zu diesem Zeitpunkt gab es noch kein Rathaus, die Ratssitzungen fanden damals im Erbgericht statt. 1843 beschloss der Stadtrat, die wüst liegende Halde der bereits seit 1529 belegten St. Erasmus Fundgrube auf dem Marktplatz einzuebnen. Damit sollte das Ansehen des Marktes verbessert und das Ausspülen z. B. von Arsen aus dem Haldenmaterial verhindert werden. Zunächst entstand die heute noch vorhandene Haldenummauerung, die 1845 fertiggestellt wurde. Auf das nun leicht eingeebnete Haldenplateau baute der Bergrechnungsführer Karl Friedrich Hötzold 1858 ein Gebäude, in dem er seit 1862 Bier, Branntwein und Wein ausschenken durfte. Im ersten Stock seines Hauses stellte er unentgeltlich zwei Stuben als Ratsstuben zur Verfügung. Von Hötzolds Witwe erwarb die Stadt das Gebäude im Jahr 1866, welches fortan den Namen „Rat-Haus“ erhielt.

Der Ausschank wurde nun zum „Rathskeller“. Allerdings genügte das alte Gebäude, welches in seinem Ursprung nicht als Rathaus gebaut worden war, den Anforderungen nicht mehr, so dass über einen Umbau bzw. Neubau des Rathauses nachgedacht wurde. 1903 beschlossen, konnte 1904 der Umbau des Rathauses abgeschlossen werden. Aus Geldmangel musste die Stadt auf einen Neubau verzichten. Beim Umbau bezog man damit den Altbau ein. Ebenfalls aus Geldmangel aufgrund des Niedergangs des Bergbaus fiel der Umbau eher bescheiden aus. Ein weiterer Umbau unter Einbeziehung des Hauses des Korbmachers Gerber erfolgte 1919 bis 1920 nach Plänen des Baumeisters Fritz Krause. Der Ratskeller musste Büroräumen weichen. Im Obergeschoss des Hauses entstand eine Wohnung für den Bürgermeister. Offensichtlich wurde der Entwurf des Baumeisters Krause nur teilweise umgesetzt. 1993 erfolgte eine denkmalgerechte Sanierung des Rathauses.

Der Marktplatz der Stadt Brand-Erbisdorf weist auf Grund seiner zu unterschiedlichen Zeiten entstandenen Bebauung ein heterogenes Bild auf. Neben Gebäuden, deren Entstehung auf das 18. Jahrhundert zurückgeht, stehen Gebäude aus dem 20. Jahrhundert – alle eher schlicht in ihrem äußeren Erscheinungsbild. Mit wenigen Ausnahmen charakterisiert dies im Allgemeinen die Bebauung der Stadt Brand-Erbisdorf, deren Stadtbild vorwiegend durch die Zeugnisse des Bergbaus geprägt wird. So ist es ganz natürlich, dass selbst das Rathaus auf einer Halde errichtet wurde. Diese gehört zu den ältesten Zeugnissen des Anfang des 16. Jahrhunderts beginnenden örtlichen Bergbaus, der die Entwicklung des einstigen „Bergfleckens“ zur Bergstadt einleitete. Das Rathaus ist dabei ein anschauliches Beispiel des langen Weges von einer Bergbausiedlung zur Verleihung des Stadtrechts. Als einem der repräsentativsten und maßgeblich prägenden Gebäude des Marktes kommt dem Rathausbau eine baugeschichtliche und stadtbildprägende Bedeutung zu. Zugleich erlangt das Gebäude auf Grund seiner Funktion eine große stadtgeschichtliche Bedeutung.
57. ↑  Ehemaliges Gasthaus „Zum Kronprinzen“, seit 1947 Brander Hof:

Nach Abtragen des alten Erbgerichtes wurde der Gasthof 1824 durch seinen neuen Eigentümer Gottlob Leberecht Ufer neu erbaut. Solange die Stadt nach ihrer Gründung 1834 noch kein eigenes Rathaus hatte, stellte die damalige Eigentümerin des Gebäudes, Frau Henriette Emilie Louise Göpfert geborene Pflug der Stadt die Gerichtsstube und die Arrestzelle im Erbgericht zur Verfügung. 1897 erwarb Herr Friedrich Wilhelm Großmann das Grundstück. Bis zu diesem Zeitpunkt erfolgten bauliche Veränderungen an den Nebengebäuden, am Hauptgebäude gab es dagegen nur Erhaltungsmaßnahmen. Bereits 1900 gehörte das Anwesen Frau Linna Franziska Spree geborene Philip. Ihr Ehemann, der Gastwirt Paul Richard Spree betrieb den damaligen Gasthof „Zum Kronprinz“. 1907 kommt es zur Zwangsversteigerung. Neuer Besitzer war seit 1908 die Firma „Josef Piller’s Böhmisches Brauhaus Freiberg“. Es folgen Baumaßnahmen der Sanitäranlagen und des Treppenhauses, weiterhin wurde der Tanzsaal (zugleich Musikhalle) erhöht. Bereits 1920 folgt ein erneuter Besitzerwechsel. Auch der neue Eigentümer Herr Max Ostmeier nahm bauliche Veränderungen vor, die jedoch keine wesentlichen Veränderungen des äußeren Erscheinungsbildes brachten. Er richtete 1921 eine Tankstelle ein. 1935 verpachtet er das Hotel „Zum Kronprinzen“ an seinen Sohn. Dieser beantragt nach 1947 die Umbenennung des Hotels. Aus vielen Vorschlägen entscheidet sich die Stadt für den nunmehrigen Namen „Brander Hof“.

Im Jahr 1958 erwerben die Stadt und die HO (Handelsorganisation) das Grundstück. Der Gasthof gehörte nun der HO. Es folgen in den kommenden Jahren Sanierungs- und Umbauarbeiten. Unter anderem werden in verschiedenen Räumen im Erdgeschoss Gewölbekappen und ca. 60 m² Kreuzgewölbe entfernt. Das sind wohl im Laufe der Existenz des Gebäudes die gravierendsten baulichen Veränderungen gewesen. 1991 wurde die Gaststätte geschlossen. Der Stadt gelang ein Verkauf des Grundstücks. Es folgte 1995 ein grundlegender Umbau, der zu leichten Vereinfachungen des äußeren Erscheinungsbildes des nach wie vor als „Brander Hof“ bezeichneten Gasthofes führte. Die langjährige Nutzung als Gasthof und Hotel hat der „Brander Hof“ natürlich vor allem seiner Lage an einer bedeutenden Verkehrsverbindung zwischen Freiberg und Marienberg bzw. Annaberg zu verdanken. Hierbei handelt es sich um eine alte Post- und Handelsstraße, den sogenannten „Silberwagenweg“. Als bedeutendes Hotel der Stadt und langjährig auch größter Gasthof des Ortes erlangte der „Brander Hof“ auch für das Alltagsleben der Bevölkerung große Bedeutung. Wie beschrieben, verfügte das Haus über einen großen Tanz- und Musiksaal. Für die Stadtgeschichte ist ebenso seine Nutzung als Gericht und Gefängnis von großer Bedeutung. Durch seine dominante Lage und Kubatur prägt das Gebäude den Markt und damit das Stadtbild von Brand-Erbisdorf maßgeblich.

Auch wenn im Inneren des Hauses grundlegendere Veränderungen vorgenommen wurden, blieb jedoch das Umfassungsmauerwerk einschließlich des Dachstuhls und damit das äußere Erscheinungsbild des alten nun fast schon 180-jährigen Gasthofes erhalten und dokumentiert eindrucksvoll das Bauhandwerk seiner Entstehungszeit. Der Denkmalwert des „Brander Hofes“ ergibt sich damit aus seiner baugeschichtlichen, ortsgeschichtlichen und ortsbildprägenden Bedeutung.
58. ↑  Wohn- und Geschäftshaus (Markt 11):

Das ältere Gebäude existierte vermutlich schon vor 1835, eventuell auch vor 1800. Überliefert ist, dass es einem Kaufmann Hoffmann gehörte, der einen Kolonialwarenhandel und Bierausschank betrieb. 1857 ist als Eigentümer der Kaufmann Hermann Ernst Schütz überliefert. Er erwarb von der Stadt 1857 ein benachbartes Grundstück und führte laut Bauakten 1865 bauliche Veränderungen in seinem Wohn- und Geschäftshaus durch. Hierzu gehörte die Erweiterung der Ladenfläche im Erdgeschoss. Nach 1875 wird dessen Schwiegersohn Ernst Robert Helbig Eigentümer des Hauses. 1890 beantragte er einen Anbau an das Wohnhaus. Hierbei handelt es sich um das beschriebene gründerzeitliche Eckgebäude mit großzügiger Ladenfläche im Erdgeschoss. Beide Gebäude bilden den südlichen Abschluss des Marktplatzes und gehören zur Keimzelle der städtischen Entwicklung von Brand. Sie dokumentieren sehr anschaulich das Bauhandwerk und die architektonischen Auffassungen ihrer Entstehungszeit. Trotz gewisser baulicher Vereinfachungen ist es gerechtfertigt, von einem guten Originalzustand zu sprechen. Der Denkmalwert ergibt sich demzufolge vor allem aus der baugeschichtlichen, stadtentwicklungsgeschichtlichen und städtebaulichen Bedeutung.
59. ↑  Erzwäsche der Neu Glück und Drei Eichen Fundgrube:

Die im Jahr 1783 errichtete ehemalige Erzwäsche der Neu Glück und Drei Eichen Fundgrube (vgl. zur Geschichte dieser Grube das Einzeldenkmaldokument, 09208748) liegt westlich der großen Halde des Neu Glück Drei Eichner Treibeschachts sowie des ebenfalls zur Fundgrube gehörigen Pochwerks (vgl. 09208537). Beide Anlagen dienten der standortnahen Aufbereitung der auf Neu Glück und Drei Eichen geförderten Roherze. Da die Erzwäsche aufgrund des abfallenden Geländes eine Gefällestufe unterhalb des Pochwerks errichtet wurde, konnten die Aufbereitungsanlagen ihr Aufschlag- bzw. Wäschwasser in Reihe aus dem nicht mehr erhaltenen Neu Glück und Drei Eichen Kunstgraben entnehmen, der wiederum aus dem Kohlbach Kunstgraben der Revierwasserlaufsanstalt (vgl. 09208685) gespeist wurde. Der eingeschossige, verputzte und teilweise mit Eternitverschieferung versehene Massivbau aus Bruchstein mit hohem, zweigeschossigem Satteldach weist eine relativ große Grundfläche von 15 m × 21 m auf, die auf den Platzbedarf der ursprünglich beherbergten Aufbereitungsherde zurückgeführt werden kann. Der Putz des schmucklosen Gebäudes ist nicht bauzeitlich. Traufständig zur Fabrikstraße stehend, wird die ehemalige Erzwäsche giebelseitig von der Oberen Dorfstraße aus erschlossen.

Über dem dort befindlichen Hauseingang mit glatt geputztem Korbbogengewände ist ein Schlussstein mit der Hausnummer „17“ angedeutet. Die große Fassadenfläche wird in durch rechteckig stehende Fenster unterbrochen. Das ansteigende Gelände mit zusätzlicher Aufschüttung am hinteren Giebel ermöglicht einen weiteren Zugang zum Gebäude, der das erste Dachgeschoss erschließt. An der hinteren Traufseite und im Dachbereich der ehemaligen Erzwäsche erfolgten im Laufe der Zeit bauliche Veränderungen. So wurde das Dach an der abgewandten Traufseite angehoben und große Satteldachgauben auf die straßenseitige Dachfläche aufgebracht. Die genannten baulichen Veränderungen stellen jedoch keine maßgebliche Beeinträchtigung des äußeren Erscheinungsbildes sowie der originalen Bausubstanz dar.

Weiterhin gut erkennbar ist die bergbauliche Funktion als Erzwäsche. Historisch bedeutsam ist auch die Tatsache, dass dieses Gebäude Bestandteil eines bergbaulichen Komplexes ist, der verschiedene Sachzeugnisse der Gewinnung und Aufbereitung des Erzes umfasst. Der Weg des im benachbarten Treibeschacht geförderten Roherzes über das Pochwerk bis zur nassen Aufbereitung auf den Herden der Erzwäsche ist aufgrund der unmittelbaren Nachbarschaft dieser Anlagen deutlich zu erkennen. So begründen das Alter des Gebäudes, der trotz baulicher Beeinträchtigungen gute Originalbestand sowie die Zugehörigkeit zu einer noch gut erhaltenen bergbaulichen Anlage die bergbaugeschichtliche und ortsgeschichtliche Bedeutung der ehemaligen Erzwäsche der Neu Glück und Drei Eichen Fundgrube.
60. ↑  Huthaus, Kaue, Zimmerei, Bergschmiede und Nebengebäude (Schulweg 1, 3):

Die heutige Stadt Brand-Erbisdorf entwickelte sich aus zwei Besiedlungskeimzellen, dem älteren um 1150 gegründeten Waldhufendorf Erbisdorf sowie dem um 1515 im Zuge des allgemeinen Aufschwungs erzgebirgischen Bergbaus als bergmännische Siedlung entstandenen Brand. Zahlreiche kleinere Gruben bildeten zunächst das sich hier entwickelnde Brander Revier, doch zwischen 1557 und 1570 erreichte man immer größere Teufen in den Gruben, die eine wirkungsvollere Wasserhaltung mit Kunstgezeugen notwendig machte. Für den Abzug des zum Antrieb der Kunstgezeuge herbeigeführten Aufschlagwassers sowie des gehobenen Grubenwassers trieb man Mitte des 15. Jahrhunderts einen ersten Wasserlösestollen für das Brander Revier, den Brand Stolln, vor.

Im 16. Jahrhundert wurde dieser Erbstolln dann von dem etwa 25 Meter tiefer aufgefahrenen Thelersberger Stolln abgelöst. Für diesen wurde 1526 ein älterer Stollen neu aufgenommen und in Richtung Brand und Erbisdorf vorgetrieben. Der Thelersberger Stolln entwässerte eine Vielzahl von Gruben und entwickelte sich zum ausgedehntesten und bedeutendsten Entwässerungsstollen des Brander Reviers. So besaß der Stollen einschließlich seiner vielen Stollenflügel um 1800 eine Länge von etwa 55 Kilometern, obwohl sein Haupttrakt sich nur über knapp sieben Kilometer erstreckt. Er reicht dabei in nördlicher Richtung etwa bis zum Obergöpelschacht in Zug und bis zum Hospitalwald, in östlicher Richtung fast bis nach Berthelsdorf und in südlicher Richtung bis unter den Freiwald und unter die Langenauer Pochwerksteiche. Sein Mundloch befindet sich nördlich von Linda an der Striegis (vgl. 09208657).

Zur Unterhaltung und zum Vortrieb des Thelersberger Stollns waren mehrere Lichtlöcher sowie eine Reihe von obertägigen Anlagen notwendig. So gehörten im Jahr 1752 neben den Kauen der 23 Tageschächte auch ein Huthaus, das sogenannte Stollnhaus, eine Bergschmiede, eine Zimmerei sowie ein Kohlenhaus zu dem Grubenbetrieb. Diese befanden sich am Stollnhaus Schacht, einem zentral gelegenen Befahrungsschacht des Wasserlösestollns. Daneben nutzte man zu dieser Zeit weitere 35 Tageschächte anderer Gruben, so etwa den Bartholomäus Schacht (vgl. 09208635). Aufgrund der von Freiberg aus vorgetriebenen tieferen Wasserlösestollen verlor der Thelersberger Stolln jedoch im 19. Jahrhundert seine herausragende Bedeutung, wurde aber bis zur Einstellung des hiesigen Silberbergbaus weiterhin von der Revierwasserlaufsanstalt unterhalten. Die letzte Generalstollenbefahrung fand 1850 vom Stollnhaus Schacht ausgehend statt.

Das vollständig erhaltene Ensemble um den Stollnhaus Schacht besteht aus dem durch die Nachnutzung als Gewerbe- und Wohnhaus stark veränderten, aber aufgrund seiner Formgebung weiterhin als bedeutendes bergbauliches Tagegebäude erkennbaren Huthaus (Schulweg 3), der Stollnkaue und dem unmittelbar anschließenden Zimmereigebäude sowie der Bergschmiede (Schulweg 1) mit einem vorgelagerten Nebengebäude.

Das ehemalige Stollnhuthaus, nach dem Brand des Vorgängerbaus im Jahre 1811 neu errichtet, verlor vermutlich nach der letzten Generalstollenbefahrung, also weit vor der Einstellung des gesamten Bergbaus im Revier, seine Funktion als repräsentatives Verwaltungsgebäude des Thelersberger Stollnbetriebs. Nachfolgend wurde es von der Einkaufsgenossenschaft zu Erbisdorf, ab 1928 von der Brand-Erbisdorfer Konsum- und Spargenossenschaft sowie ab 1934 von dem Klempnermeister Friedrich August Schwinger gewerblich genutzt. Letzterer baute zu diesem Zweck das Erdgeschoss zu Werkstatt- und Ladenflächen um und richtete mehrere Wohnungen im Ober- sowie ersten Dachgeschoss ein.

Auf einer Grundfläche von etwa 12 Metern × 17 Metern erhebt sich ein großes, von einem steilen Krüppelwalmdach abgeschlossenes Gebäude. Es weist ein massives Erdgeschoss aus Bruchsteinmauerwerk und darüber ein verbrettertes Obergeschoss aus Fachwerk auf. Letzteres wurde an den Traufseiten durch die Veränderung der Fensteraufteilung zu einem großen Teil mit Ziegelmauerwerk ausgesetzt, während die Giebelflächen unter der Verbretterung noch original erhalten sind. Aufgrund der Umbaumaßnahmen der 1930er-Jahre wird das Erdgeschossmauerwerk von überwiegend rechteckigen Schau- bzw. Industriefenstern durchbrochen, während im Innenraum teils noch die ursprünglichen Korbbogenöffnungen erkennbar sind. Während sich der Zugang zum Erdgeschoss auf der vorderen Traufseite befindet, sind die Wohnungen im Ober- und ausgebauten Dachgeschoss über eine Treppe auf der rückwärtigen Traufseite zugänglich. Das Krüppelwalmdach weist auf beiden Seiten einen Dachhecht und mehrere Dachfenster sowie Dachluken auf.

Die Stollnkaue, ein original erhaltenes Schachtgebäude aus dem 18. Jahrhundert, ist das kleinste Gebäude des Komplexes und bindet direkt an das größere Zimmereigebäude an, dem Werkstattgebäude der das Auszimmern der Grubenbaue vornehmenden Zimmerhäuer. Beide Gebäude stehen traufseitig zum Schulweg und weisen jeweils ein Erdgeschoss aus überwiegend verputztem Bruchsteinmauerwerk sowie verhältnismäßig steile Satteldächer auf. Die Giebeldreiecke sind verbrettert. Beide Gebäude stehen unmittelbar nebeneinander, so dass die Dach- und Gebäudeseitenflächen teils verdeckt sind bzw. ineinander übergehen. Ein kleiner Anbau mit Satteldach schließt sich an der nordöstlichen Traufseite des Zimmereigebäudes an. Sowohl das Zimmereigebäude als auch der Anbau sind über zweiflügelige Holztore an den linken Giebelseiten zugänglich. Die Stollnkaue hingegen weist neben einem Holztor an der rechten Traufseite auch eine Türöffnung mit Flachbogen am straßenseitigen Giebel auf. Rechts neben dieser befindet sich eine weitere, bis auf den oberen Bereich zugesetzte Türöffnung. Im Inneren der Kaue führt eine Treppe unter einem Tonnengewölbe zum verwahrten Schachteingang.

Die ehemalige Bergschmiede, ein zweigeschossiges, Anfang des 18. Jahrhunderts errichtetes und heute als Wohnhaus genutztes Gebäude, weist ein massives Erdgeschoss aus Bruchsteinmauerwerk, darüber ein Fachwerkobergeschoss mit Lehm- und Ziegelausfachungen sowie ein abschließendes hohes Satteldach auf. Letzteres besitzt am linken Giebel einen Fußwalm über einer anbauartigen, zweigeschossigen Erweiterung. War um 2000 lediglich das Oberstockfachwerk verbrettert, zeigt sich das Gebäude nach einer ca. 2005 mit denkmalschutzrechtlicher Genehmigung erfolgten Sanierung rundherum verbrettert. Die in unterschiedlichen Abständen die Fassade durchbrechenden Fenster- und Türöffnungen besitzen einfache hölzerne Zierrahmen. Zwischen der einstigen Bergschmiede und dem ehemaligen Zimmereigebäude befindet sich, giebelständig zum Zufahrtsweg stehend, ein vermutlich ebenfalls aus dem 18. Jahrhundert stammendes Nebengebäude des Bergbaukomplexes. Es ist ein eingeschossiges, aus Bruchstein sowie aus verbrettertem Fachwerk errichtetes und mit Satteldach abschließendes, kleines Gebäude.

Als obertägigen Zeugnissen des wichtigsten Wasserlösestollns im Brander Revier kommt den vollständig und überwiegend auch authentisch erhaltenen Tagegebäuden eine große bergbau- sowie ortsgeschichtliche Bedeutung zu. Während das Stollnhuthaus trotz aller Veränderungen aufgrund seiner Form und Größe auch heute noch von der Bedeutung des Thelersberger Stolln sowie des zugehörigen Grubenbetriebs für das Brander Revier zeugt, dokumentiert die Stollnkaue zudem die Lage des zentralen Stollnhaus Schachts, über den der Thelersberger Stolln – neben weiteren Tageschächten im heutigen Stadtgebiet Brand-Erbisdorfs – befahren werden konnte. Auch die Dimension der ehemaligen Bergschmiede lässt die große Bedeutung des Stollnbetriebs bis heute erahnen. Die auf einer Linie angeordneten Gebäude des Bergbauensembles zwischen der Straße des Friedens und dem Schulweg besitzen zudem eine große ortsbildprägende Wirkung.
61. ↑  Kohlhäusler Kunst- und Treibeschacht:

Neben dem Sonnenwirbel Tageschacht (vgl. 09208624) und dem Holewein Kunstschacht (vgl. hierzu die zugehörige Halde mit der Nummer 14 in 09208604) gehörte auch der Kohlhäusler Kunst- und Treibeschacht zu der seit 1530 belegten Grube Sonnenwirbel samt Holewein. Im Jahr 1786 mit einem Pferdegöpel und ein Jahr später mit einem ersten Kunstgezeug ausgerüstet, wurde der auf dem Erzgang Sonnenwirbler Stehenden abgeteufte Kohlhäusler Kunst- und Treibeschacht als Hauptschacht der Grube genutzt. Nach dem Einbau eines zweiten Kunstgezeugs 1820 ersetzte ein Kehrrad 1822 das Kunstrad des alten Kunstgezeugs, welches damit stillgelegt und in Folge demontiert wurde. Im gleichen Jahr errichtete die Grube für diesen Wassergöpel ein neues Treibehaus. Das notwendige Aufschlagwasser für die Kunst- und Kehrräder stammte aus dem Thelersberger Stolln, während der obertägige Sonnenwirbler Kunstgraben die Wasserräder einer zwischen 1822 und 1846 errichteten Poch- und Stoßherdwäsche beaufschlagte.

Der auch als Sonnenwirbler Wäschgraben bezeichnete Kunstgraben zweigte dabei nach der Altmordgrübner Wäsche am Mendenschacht der Alten Mordgrube (vgl. 09208594) vom Hohe Birke Kunstgraben (vgl. 9208686) ab und verlief in südwestlicher Richtung weiter nach Brand. In Ortslage verröscht, führte ein Abzweig unterhalb des – heute im ursprünglichen Verlauf veränderten – Röschenwegs zum Hörnig Schacht der Grube Vergnügte Anweisung samt Reußen (vgl. 09208606) und beaufschlagte dort eine Wassersäulenmaschine. Nach diesem Abzweig trat der Kunstgraben schließlich wieder zutage und wurde über ein hölzernes Gerinne, einen Erddamm sowie ein gemauertes Aquädukt (das sogenannte Buttermilchtor, vgl. 09208611) von Norden her auf die Sonnenwirbler Halde geführt. Dort verlief der Kunstgraben westlich am Schacht vorbei zu den Wasserrädern des an der südwestlichen Haldenkante befindlichen Pochwerks sowie der unterhalb anschließenden Erzwäsche. Über den Matthias Kunstgraben und ein Teilstück des St. Michaeliser Dorfbachs gelangte das Aufschlagwasser letztlich zur westlich gelegenen Matthias Fundgrube (vgl. 09208639) und beaufschlagte im dortigen Kunst- und Treibeschacht weitere untertägige Wasserräder. Auch die zur nassen Aufbereitung eingesetzten und noch mit Schlamm verunreinigten Wäschwasser wurden nach ihrer Klärung in den sogenannten Sümpfen über einen Herdflutgraben in den Matthias Kunstgraben eingeleitet.

Nachdem in den Jahren 1834/1835 noch ein weiteres Kunstgezeuge im Kohlhäusler Kunst- und Treibeschacht installiert wurde, kam es 1850 zur Konsolidierung von Sonnenwirbel samt Holewein mit der St. Michaeliser Matthias Fundgrube und der Vergnügte Anweisung samt Reußen. Die gebildete Einigkeit Fundgrube musste allerdings aufgrund fehlender Erträge den Zubuß-Betrieb im Jahr 1895 einstellen. Dies verhinderte auch das Einbringen des Rothschönberger Stollns in das Grubenfeld nicht, welches noch 1879 eine Wasserlösung in größerer Teufe und damit eine Stilllegung der Kunstgezeuge ermöglichte. Mit der Verwahrung der Schächte im Jahr 1901 endete der Bergbaubetrieb der Einigkeit Fundgrube. Auf Betreiben des Bürgermeisters Theodor Beier und im Auftrag des Stadtrats fertigte der Freiberger Gartenarchitekt Hans Pietzner 1905 ein Konzept zur Begrünung der vom Bergbau hinterlassenen, umfangreichen Halde an. Unter Einbeziehung der erhaltenen baulichen Überreste der Poch- und Stoßherdwäsche sowie der umgebenden Haldenstützmauern entstand in Folge eine über Steintreppen vom Ort aus erreichbare Naherholungsanlage mit Parkanlage, Promenadenweg und Spielplatz. Das Treibehaus ging hingegen 1900 zunächst aus dem Besitz der Gewerkschaft der Einigkeit Fundgrube in den der Revierwasserlaufsanstalt über, bevor es 1935 der Stadtgemeinde Brand-Erbisdorf übertragen wurde. In der Hauptsache als Wohnhaus genutzt, belegen Bauakten um 1925 auch eine Nutzung des ehemaligen Zechengebäudes als städtisches Elektrizitätswerk Brand-Erbisdorfs.

Das durch die Nutzungsänderungen und Erhaltungsmaßnahmen teils stark veränderte zweigeschossige Treibehaus mit heutigem flachem Satteldach anstelle eines hohen, durch mehrere Gauben gegliederten Krüppelwalmdaches zeugt nach wie vor von der Bergbaugeschichte des Standortes. Die im Türsturz erhaltene Inschrift „Huthaus zu Einigkeit“ aus der jüngeren Geschichte des ehemaligen Zechengebäudes verweist auf den typischen Vorgang der Konsolidierung mehrerer benachbarter Gruben, welche – wie am Beispiel der Einigkeit Fundgrube zu sehen – trotz der Konzentration der Abbautätigkeiten nicht immer zu einem Wiedererstarken des Grubenbetriebs führten.

Die umfangreiche Halde ist aufgrund ihrer beeindruckenden Fläche von rund 20.200 m² und der talseitigen Höhe von etwa 7 m nicht nur wesentlicher Bestandteil des Brander Ortsbildes, sondern auch ein Beleg für den langen Zeitraum der lokalen Abbautätigkeit sowie der eingesetzten maschinellen Wasserhebung und Erzförderung, die größere Teufen und damit größere Fördermengen ermöglichte. Zudem zeugen auch heute noch Mauerreste mitsamt einem Röschenmundloch von den ursprünglich standortnahen Anlagen zur Erzaufbereitung, die zusammen mit dem Treibehaus sowie den erhaltenen Teilstücken des Sonnenwirbler Wäschgrabens weiterhin die funktionalen Zusammenhänge zwischen Infrastruktur und Förder- und Produktionsanlagen veranschaulichen. Neben dieser bergbaugeschichtlichen Bedeutung kommt dem Ensemble schließlich auch eine orts- und sozialgeschichtliche Bedeutung zu, da die zugehörige Halde – zusammen mit der privat initiierten Rekultivierung der nordöstlich gelegenen Alt Mordgrübner Halde durch die Stecher’schen Lederwerke (vgl. 09208594) – eines der frühesten Beispiele im sächsischen Erzgebirge für eine planmäßige Umgestaltung zu einer Naherholungsanlage mit parkähnlichem Charakter darstellt.
62. ↑  Ehemaliges Huthaus (St. Michaeliser Straße 5):

Das auf einer kleinen, zum Teil von einer Bruchsteinmauer gestützten Halde befindliche Huthaus stammt vermutlich aus dem beginnenden 18. Jahrhundert. Die zugehörige Grube ist derzeit unbekannt, gehörte aber vermutlich zu einem der frühen Grubenbetriebe in der heutigen Brander Ortslage. Das ehemalige Zechengebäude besteht aus einem massiven Erdgeschoss aus Bruchstein sowie einem Fachwerkobergeschoss und schließt mit einem hohen Krüppelwalmdach ab. Das Obergeschoss ist teils mit Kunstschiefer, teils mit Holzverschalung verkleidet. Auf der linken Traufseite des Gebäudes befindet sich der Hauseingang mit einem originalen Türgewände in Korbbogenform. Die Zwischenwände im Erdgeschoss des ehemaligen Huthauses bestehen zum Teil noch aus gebrannten Lehmziegeln, während die Fachwerk-Trennwände im Obergeschoss eine Lehmausstakung aufweisen.

Das ursprünglich dem Bergbau zugehörige Gebäude diente später als Wohn- und Geschäftshaus. So betrieb der Handelsmann Möhring hier vermutlich im ersten Drittel des 19. Jahrhunderts eine Material- und Schnittwarenhandlung, die von seiner Witwe weitergeführt wurde. Anschließend gelangte es in den Besitz des Bergmaurers Schuffenhauer. Nach dessen Ableben ging das Gebäude im Jahr 1842 – urkundlich belegt in den Akten des Vermessungsamtes – an dessen Witwe über. Um 1898 kann der Untersteiger Robert Hermann Heinzmann als Eigentümer des Wohnhauses in den Bauakten zum Grundstück belegt werden, weitere Besitzwechsel folgen. Die Bauakten belegen auch, was die Betrachtung des Gebäudes vermuten lässt: Im Laufe seiner Standzeit wurden keine wesentlichen, das äußere Erscheinungsbild des Hauses stark beeinträchtigenden Baumaßnahmen durchgeführt. Es ist jedoch zu vermuten, dass das Erdgeschoss bereits vor 1842 massiv unterfahren wurde.

Nach 1990 erfolgten Sanierungsmaßnahmen, die zu gewissen Vereinfachungen, aber nicht zu grundlegenden Veränderungen führten. Damit gehört das Haus zum älteren, bergbaulich geprägten Baubestand von Brand-Erbisdorf und zeugt im Kontext mit weiteren, im Stadtgebiet erhaltenen ehemaligen Zechenhäusern von der Bergbaugeschichte des einstigen „Bergfleckens“ Brand-Erbisdorf. Zudem dokumentiert es neben den Lebensbedingungen im 18. und 19. Jahrhundert auch das Bauhandwerk jener Zeit.
63. ↑  Ehemalige Bergschmiede Wilder Mann:

Die ehemalige Bergschmiede gehörte zur Brander Grube Wilder Mann, die seit 1526 belegt ist und bis in das 17. Jahrhundert hinein tätig war. Nachdem die Bergschmiede nicht mehr benötigt wurde, wandelte man das Gebäude auf Anregung des Wundarztes Knicker im Jahr 1786 in ein Bergstift zur Pflege erkrankter und verunglückter Bergleute um. Diese Funktion behielt es bis kurz vor Ende des Freiberger Bergbaus im Jahr 1913. 1912 erwarb der Stadtgemeinderat das Brander Bergstift vom Revierausschuss zu Freiberg und nutzte es bis 1913 als Wohnhaus. Doch bereits am 1. August 1913 mietete der Verein „Kinderbewahranstalt“ das Gebäude und richtete eine Kinderbewahranstalt ein. 1920 auf Grund fehlender Nachfrage vorübergehend geschlossen, erwarb der Dampfhammerbesitzer Georg Weinhold die Anstalt im März 1922 und baute diese als Wohnhaus für Werksangehörige um. Es entstanden vier Wohnungen mit eigenen Sanitäreinrichtungen. Zum Schutz des Hauseingangs vor Witterungseinflüssen entstand 1940 ein hölzernes Vorhäuschen. Zu dieser Zeit war das Fachwerkobergeschoss offensichtlich verbrettert gewesen.

Bis 1990 befand sich das Gebäude im kommunalen Eigentum und wurde 1992 an Privateigentümer verkauft, die das Gebäude, welches inzwischen einen schlechten Bauzustand aufwies, grundlegend sanierten. Durch die weitgehend denkmalgerechte Sanierung konnte das ursprüngliche Erscheinungsbild dieses für das Erzgebirge typischen Wohnhauses erhalten werden. Geprägt wird es heute durch seine sichtbare Fachwerkkonstruktion im Obergeschoss und sein relativ steiles Krüppelwalmdach mit verschiedenen Dachaufbauten. Für ein Gebäude von ursprünglich bergbaulicher Nutzung weist es zudem ungewöhnlich große Deckenhöhen von 2,70 m im Erd- und 2,20 m im Obergeschoss auf. Während der Sanierung wurde in der linken Gebäudehälfte eine Kassettendecke über dem aus Bruchsteinmauerwerk bestehenden Erdgeschoss freigelegt. Ein Schlussstein über einem Erdgeschoss-Fenster der zugewandten Traufseite weist die Inschrift „BergGestifts Haus 17.86“ auf. Durch seine Authentizität kommt der ehemaligen Bergschmiede eine große Bedeutung als Zeugnis des Bauhandwerks seiner Entstehungszeit zu. Auch ist es als Zeugnis und Funktionsbau einer der frühesten Brander Gruben von bergbaugeschichtlicher Bedeutung. Seine wechselnde Nutzung von einer Schmiedestätte über ein Berghospital, eine Kinderbewahranstalt bis hin zur Wohnnutzung begründet weiterhin dessen große sozial- und ortsgeschichtliche Bedeutung. Der Denkmalwert der ehemaligen Bergschmiede ergibt sich damit aus seiner bergbau-, bau-, sozial- und ortsgeschichtlichen Bedeutung. Als Teil der alten Ortsstruktur ist das Gebäude zudem prägend für das Ortsbild.
64. ↑  Wohnhaus (Straße des Friedens 28):

Das vorliegende Wohnhaus ist laut einer mündlichen Auskunft um 1750 als vermutlich der Grube St. Wenzel zugehörige Bergschmiede entstanden (vgl. hierzu die Halde des St. Wenzel Schachts mitsamt Huthaus mit der Nr. 5 in 09208604). Auf dem Grundstück selbst befand sich ein auf dem Erzgang Richtschachter Stehender abgeteufter Richtschacht, dessen Nähe ebenfalls auf eine ursprünglich bergbauliche Nutzung des Gebäudes hinweist.

Erst für das Jahr 1930 findet sich ein urkundlicher Beleg zum heutigen Wohnhaus. Max Willy Neubert beantragte damals den Umbau zweier Essen. 1964 verkaufte Neubert das Grundstück an die heutigen Eigentümer. Wesentliche bauliche Veränderungen wurden offenkundig nicht vorgenommen. Die Eigentümer führten die notwendigen Erhaltungsarbeiten immer unter Wahrung des Originalbestandes durch. Das Gebäude weist die für den Landschaftsraum und für die vermutete Bauzeit typische Bauweise auf. Das Erdgeschoss wurde massiv aus Bruchsteinmauerwerk errichtet und verputzt. Die originalen Fenstergewände blieben erhalten, der Türstock ist mit einem Scheitelstein im Stichbogen versehen. Das ursprünglich verbretterte Fachwerkobergeschoss wurde teilweise verkleidet. Abgeschlossen wird das Haus durch ein mit einem kleinen Dachhäuschen versehenes Satteldach. Durch seinen guten Originalzustand wird das Gebäude zum Zeugnis ländlichen Bauens im 18. Jahrhundert und erlangt somit einen baugeschichtlichen Wert. Als ehemalige Bergschmiede ist das Gebäude zudem ein Zeugnis der Bergbaugeschichte im Brander Revier.
65. ↑  Eisenbahnbrücke Erbisdorf:

Im Jahr 1890 wurde die Eisenbahnlinie Berthelsdorf–Großhartmannsdorf mit der Zweiglinie Brand–Langenau für den Personen- und Güterverkehr eröffnet. Die Zweiglinie diente hauptsächlich zum Material- und Erztransport der angeschlossenen Himmelsfürst Fundgrube (vgl. 09208116), so dass nach dem Niedergang des Erzbergbaus hauptsächlich Personenzüge bis Langenau verkehrten. 1998 wurde die Zweiglinie endgültig stillgelegt. Aufgrund des zu überwindenden Höhenunterschiedes auf der Strecke mussten einige Kunstbauten angelegt werden, wie etwa das vorliegende Brückenbauwerk am Streckenkilometer 1,063, das mit einer Länge von 89,9 Metern und einer Höhe von bis zu 9,1 Metern eine Senke im Geländeprofil Brand-Erbisdorfs überwindet und dabei die Untere Dorfstraße sowie den Himmelsfürster Weg überbrückt. Die Eisenbahnbrücke besteht dabei aus Stahlfachwerkträgern in Fischbauchform, die auf fünf Gerüstpfeilern in Trestle-Bauweise lagern. Ihre an den seitlichen Bahndamm anschließenden und mit einem Gewölbe ausgestatteten Widerlager sind massiv und mit Sandstein verkleidet. Diese einst für Eisenbahnbrücken des 19. Jahrhunderts typische und heute unübliche Konstruktionsweise ist inzwischen nur noch selten anzutreffen. Zudem zeugt sie als Bestandteil der Eisenbahnzweiglinie Brand–Langenau und im Kontext mit weiteren Kunstbauten, wie etwa dem Himmelsfürster Eisenbahnviadukt (vgl. 09208603), von der Bedeutung, die der Anschluss an das sächsische Eisenbahnnetz für die Ortschaften und vor allem auch für die angeschlossenen Gruben und Industriebetriebe hatte. Die Fischbaubrücke ist damit von ortsgeschichtlicher sowie eisenbahn- bzw. verkehrshistorischer Bedeutung. Zudem wird das Ortsbild maßgeblich durch das Brückenbauwerk geprägt.
66. ↑  Ehemaliges Huthaus (Vereinigt Feld 2):

Laut Wagenbreth und Wächtler handelt es sich bei dem heutigen Wohnhaus um das ursprünglich möglicherweise nur eingeschossige und dementsprechend nachträglich aufgestockte Huthaus der Grube Obersilberschnur obere 13. bis 20. Maß (vgl. Wagenbreth/Wächtler 1986, S. 143). Diese Grube baute unter anderem auf dem Erzgang Obersilberschnur Flacher und ist seit dem ersten Drittel des 16. Jahrhunderts bis etwa um 1730 belegbar. Mit der Vereinigung von mehreren, in diesem südlichsten Brander Bergbaugebiet ansässigen Gruben gehörte das Obersilberschnurer Grubenfeld ab 1845 zur konsolidierten Grube Vereinigt Feld im Buschrevier bzw. ab 1856 schließlich zu Vereinigt Feld bei Brand. Der zweigeschossige Massivbau mit dem steilen Satteldach weist Steingewände sowie im Erdgeschoss Winterfenster auf. Als weitgehend original erhaltener Bestandteil der historischen Bebauung um die bedeutende Grube Reicher Bergsegen (vgl. 09208533) sowie als Zeugnis einer der kleineren benachbarten Grubenbetriebe, deren Abbaugebiete im Grubenfeld der konsolidierten Grube Vereinigt Feld bei Brand eingingen, ist es von bau- und bergbaugeschichtlicher Bedeutung. Zudem ist die nahegelegene Obersilberschnurer Scheidebank heute ebenfalls noch erhalten (vgl. 09208736).
67. ↑  Ehemaliges Huthaus (Vereinigt Feld 3):

Zu den südlichsten großen Berggebäuden des Brander Reviers gehört die Fundgrube Unterhaus Sachsen samt Reicher Bergsegen, welche auf die Nachbargruben Reicher Bergsegen und Unterhaus Sachsen zurückgeht, die in diesem Gebiet zum Teil seit dem 16. Jahrhundert auf Erz bauten. Die Grube Reicher Bergsegen, von 1749 bis 1761 als Eigenlöhnergrube aktiv, wurde – nachdem sie wieder „ins Freie fiel“ – 1783 erneut gemutet und 1786 in eine Gewerkschaft umgewandelt. Der 1783 zum Kunst- und Treibeschacht vorgerichtete Tageschacht erhielt 1790 ein mit einem 5 m hohen Kunstrad betriebenes Kunstgezeug, um das Grubenwasser bis auf den wasserlösenden Thelersberger Stolln zu heben. Das Aufschlagwasser stammte aus einer Rösche, die weiter nördlich an der zur Grube gehörigen Erzwäsche vom Kohlbach Kunstgraben (vgl. 09208685) abzweigte.

Mit dem um 1800 fortgesetzten Tiefbau drohte die Grube allerdings im Jahre 1816 abzusaufen, so dass zunächst der Einbau eines größeren Kunstrades erwogen wurde. Stattdessen stattete die Grube den tonnenlägigen Schacht 1819 bis 1820 mit einer Wassersäulenmaschine des sächsischen Kunstmeisters Christian Friedrich Brendel aus, die zwischen Aufschlagrösche und Thelersberger Stollnsohle eine Fallhöhe von 90 m ausnutzen konnte. Diese erste Brendel’sche Wassersäulenmaschine folgte noch der Konstruktionsweise der seinem Vorvorgänger Johann Friedrich Mende erstmals in Sachsen eingeführten Maschinen, da höhere Bergbeamte ihm zunächst aus Angst vor einem Misserfolg grundlegende Änderungen untersagten. Erst nachdem die von Brendel errichtete Wassersäulenmaschine im Vergleich zu den Mende’schen besser funktionierte, konnte er seine zweite Wassersäulenmaschine mit konstruktiven Neuerungen versehen. Für diese 1820 bis 1824 im Menden Schacht der Alten Mordgrube (vgl. 09208594) errichtete Anlage entwickelte Brendel eine Kolbensteuerung, welche die Mordgrübner Wassersäulenmaschine international bekannt machte. 1837 rüstete Brendel schließlich auch die Reichbergsegener Wassersäulenmaschine mit seiner Kolbensteuerung aus. In dieser Form blieb sie bis 1882 in Betrieb. Da die Wassersäulenmaschine nicht nur die Wasserhaltung für die Grube Reicher Bergsegen, sondern auch für die Nachbargrube Unterhaus Sachsen versah und die Investitions- und Unterhaltskosten bereits gemeinschaftlich getragen wurden, konsolidierten sich beide im Jahr 1835 zur Fundgrube Unterhaus Sachsen samt Reicher Bergsegen.

Aufgrund des Mangels an Aufschlagwasser wurde die bisher über Handhaspeln gelöste Erzförderung im Gegensatz zur Wasserhaltung nicht auf einen Wasserkraftantrieb umgestellt. So richtete die Grube um 1825 zunächst einen Pferdegöpel ein und stellte 1844 schließlich die erste Dampffördermaschine (8,6 PS) im gesamten Freiberger Revier auf. In der Hoffnung, nach dem Einbringen eines tieferen Wasserlösestollns – dem Tiefen Fürstenstolln – in das Grubenfeld einen wirtschaftlich günstigeren Wassergöpel betreiben zu können, war diese Fördermaschine lediglich als Interimslösung gedacht. Doch stieg der Bedarf an Energie schneller an als der auf Wasserkraft basierende Vorrat, so dass die Dampfförderanlage nach einem Brand im Jahr 1855 auch nach der kompletten Zerstörung von Treibe-, Kessel- und Maschinenhaus durch eine neue, leistungsfähigere Dampfförderanlage (25 PS) ersetzt wurde.

Die Dampfmaschine diente – ähnlich wie die Wassersäulenmaschine – nicht nur der Erzförderung der Grube Unterhaus Sachsen samt Reicher Bergsegen, sondern förderte auch die Erze der ebenfalls seit dem 16. Jahrhundert existierenden Nachbargrube Simon Bogners Neuwerk. Dies gab Anlass zu einer weiteren Konsolidation zur Grube Vereinigt Feld in der Buschrevier. Für diese wurde noch im gleichen Jahr ein neues, heute noch erhaltenes Huthaus mit Bergschmiede errichtet, 1849 und 1854 folgten in unmittelbarer Nähe zur Grube neue Wäschgebäude. Vielleicht durch den Wiederaufbau der Dampfförderanlage bedingt, folgte im Jahr 1856 eine weitere Vereinigung mit der Alten Mordgrube sowie der Neu Glück und Drei Eichen Fundgrube (vgl. 09208748) zur Grube Vereinigt Feld bei Brand. Bereits um 1860 sanken allerdings – mit Ausnahme der Alten Mordgrube – die Erträge der konsolidierten Gruben. Auch eine weitere Konzentration wichtiger Gruben des Brander Reviers im Zuge einer Übernahme durch den sächsischen Staat im Jahr 1886, bei der sich Vereinigt Feld bei Brand mit den Gruben Beschert Glück (vgl. 09201115) und Junge Hohe Birke (vgl. 09201092) zur Königlichen Mittelgrube konsolidierte, konnte den allgemeinen Niedergang nicht verhindern. Die ehemalige Grube Unterhaus Sachsen samt Reicher Bergsegen wurde daher nicht mehr modernisiert, sondern 1896 noch vor der Einstellung der Mittelgrube außer Betrieb gesetzt. 1899 folgte die Verwahrung des Reicher Bergsegen Kunst- und Treibeschachtes.

Erhalten blieb das 1845 bis 1847 erbaute, um 2005 denkmalgerecht sanierte Huthaus mit Bergschmiede, das auf einem großen, teils von Trockenmauern gestützten Haldenplateau liegt. Der langgestreckte Bau mit einem massiven Erdgeschoss und einem teils massiv ersetzten Fachwerkobergeschoss schließt mit einem flachen Satteldach ab. Waren vor der letzten Sanierung lediglich die Giebel im Ober- und Dachgeschoss verbrettert, trifft dies nun – analog zum letzten Zustand unter bergbaulicher Nutzung – auf die Wetterseiten des gesamten Obergeschosses zu. Der ursprünglich aufgesetzte, nicht erhaltene Dachreiter wurde rekonstruiert. Die zwei Hauszugänge, links zu den Räumlichkeiten des Huthauses und rechts zur Bergschmiede führend, sind jeweils durch einen Schriftzug im darüber liegenden Putzband („Huthaus zu Vereinigt Feld“ bzw. „Berg Schmiede“) bezeichnet. Während Fenster, teils mit Winterfenstern, und die Tür zum Huthaus glatt geputzte, gerade Gewände aufweisen, wird die zur Bergschmiede führende Tür von einem Sandsteingewände mit Flachbogen und Schlussstein eingefasst.

Dieses Bergbauensemble, bestehend aus dem Huthaus samt integrierter Bergschmiede sowie der großen Halde, ist aufgrund seiner Authentizität und dominanten Lage von bergbaugeschichtlicher sowie landschaftsbildprägender Bedeutung. Das ehemalige Zechenhaus ist in einem guten Originalzustand und zeugt auch aufgrund seiner Dimensionierung von einer Entwicklungsstufe der Grube Reicher Bergsegen, in der diese bereits zum zweiten Mal mit Nachbargruben zu einem größeren Grubenbetrieb konsolidierte, um die aufgrund des Aufschlagwassermangels notwendigen Investitionen zur Verbesserung der Wasserhebungs- und Erzförderungstechnik tätigen zu können. Als Einsatzort für die erste Brendel’sche Wassersäulenmaschine sowie der ersten Dampfförderanlage des Freiberger Reviers kommt den obertägigen Zeugnissen nicht nur eine große bergbau- bzw. technikgeschichtliche, sondern auch eine personengeschichtliche Bedeutung zu. Obwohl die baulichen Anlagen zur Dampfförderung nicht erhalten geblieben sind, ist dem Standort daher weiterhin ein großer Erinnerungswert eigen.

Grube Reicher Bergsegen neben Grube Himmelsfürst südlichste große Grube des Freiberger Bergreviers, seit dem 16. Jahrhundert bekannt, im 19. Jahrhundert erlangte sie Bedeutung, 1819/20 Einbau der ersten Brendelschen Wassersäulenmaschine, ab 1844 erste Dampffördermaschine des Freiberger Reviers, 1845 Neubau Huthaus mit Bergschmiede.
68. ↑  Ehemalige Scheidebank (Vereinigt Feld 4):

Die ehemalige Scheidebank gehörte zu der Grube Obersilberschnur obere 13. bis 20. Maß, deren Bergbautätigkeiten auf dem Obersilberschnur Flacher sowie anderen Erzgängen bereits seit dem ersten Drittel des 16. Jahrhunderts belegbar sind und bis etwa um 1730 fortdauerten. Mit der Vereinigung von mehreren, in diesem südlichsten Brander Bergbaugebiet benachbarten Gruben, wie etwa Reicher Bergsegen (vgl. 09208533) oder Simon Bogners Neuwerk, gehörte das Obersilberschnurer Grubenfeld ab 1845 zur konsolidierten Grube Vereinigt Feld in der Buschrevier bzw. ab 1856 zu Vereinigt Feld bei Brand. In der Scheidebank, die sich zumeist in der Nähe eines Förderschachtes befand, wurde das Erz manuell vom tauben Gestein getrennt und letzteres auf der Halde verstürzt. Auch das vorliegende Scheidehaus liegt auf der Halde eines Förderschachtes – dem Scheidehäusler Schacht – und war offensichtlich namensgebend.

Das heutige Wohnhaus ist ein zweigeschossiger, vermutlich im ersten Drittel des 18. Jahrhunderts errichteter Massivbau, der mit einem Krüppelwalmdach abschließt. Durch das Aufbringen einer Wärmeverkleidung und die Änderung der Fensteröffnungen wurde das äußere Erscheinungsbild des Hauses allerdings stärker verändert. Es ist jedoch davon auszugehen, dass wesentliche Bestandteile des ursprünglichen Gebäudes, wie z. B. das Umfassungsmauerwerk und der Dachstuhl, original erhalten blieben. Durch seine ehemalige Funktion als Scheidebank und dem aufgrund des Standorts auf der Halde und in Nachbarschaft zu weiteren ehemaligen Bergbaugebäuden noch deutlich erkennbaren Zusammenhang zum Bergbau erlangt das Gebäude einen bergbauhistorischen Wert. Das nahegelegene Huthaus der Grube Obersilberschnur obere 13. bis 20. Maß ist ebenfalls erhalten geblieben (vgl. 09208589).
69. ↑  Huthaus der Grube St. Wolfgang (Lutherweg 3):

In dem von O. Wagenbreth und E. Wächtler veröffentlichtem Buch „Der Freiberger Bergbau. Technische Denkmale und Geschichte“ wird das Wohnhaus Lutherweg 3 als Huthaus der Grube „St. Wolfgang“ bezeichnet. Diese Grube wurde von 1531 bis in das 18. Jahrhundert betrieben. Vermutlich gegen Ende der Betriebszeit könnte das ehemalige Huthaus gebaut worden sein. Urkundliche Belege hierfür sind nicht erhalten. Bauakten liegen erst aus dem Jahr 1879 vor. Der damalige Hausbesitzer Samuel Heinrich Seifert reichte ein Baugenehmigungsgesuch zum Einbau einer „neuen Stube“ ein. Schon damals hatte das Haus ein Frackdach. Das bedeutet, dass schon vor dieser Zeit die traufseitige Erweiterung erfolgt sein muss, durch die das Frackdach nötig wurde. Eine weitere, ebenfalls für das Haus nicht maßgebliche Baumaßnahme führte 1913 der damalige Eigentümer Ernst Moritz Göhler durch. Erst genauere Bauuntersuchungen könnten klären helfen, ob das heute noch existierende Gebäude Reste des ehemaligen Huthauses enthält oder ob es sich um einen Neubau nach Beendigung des Bergbaus handelt. Sicher ist jedoch eine Bauzeit vor 1879. Das Gebäude weist die für das ausgehende 18. und beginnende 19. Jahrhundert typische Bauweise mit massivem Erdgeschoss und verbrettertem Fachwerkobergeschoss auf. Die Fensteröffnungen des Giebeldreiecks sind typisch für eine Bauzeit ab 1850. Das Gebäude gehört zum älteren Hausbestand Brand-Erbisdorfes und erinnert an die vorstädtische Geschichte, möglicherweise an deren Bergbaugeschichte. Auf Grund des guten Originalzustandes und seiner vermuteten Bedeutung als ehemaliges Huthaus erlangt das Gebäude eine haus- und stadtgeschichtliche Bedeutung.